# FAIRY TAIL角色列表
FAIRY TAIL角色列表，介紹在真島浩的漫畫作品《FAIRY TAIL》及衍生作品中登場的人物。

## 魔導士公會
主要由魔導士組成，並且被魔法評議院認可的「公會」，其中各個公會的會長組成「地方公會會長聯盟」，進行公會之間的協調與管理，避免公會間的衝突或是魔導士的行為影響到一般民眾，一旦發生嚴重衝突甚至是大型戰鬥時，評議院可以強制解散公會。

### 妖精尾巴（Fairy Tail）
妖精尾巴為主角群所屬的魔導士公會，公會總部位於菲歐烈王國的东部边境馬格諾利亞鎮上。

### 幽鬼支配者（Phantom Lord）
菲歐烈王國歷來最有名氣的魔導士公會之一，拥有和「妖精尾巴」S级魔导士同等级的「四元素」，总体战力上两者势均力敌（单论成员数量是幽鬼的支配者占优）。前身為曾奪走天狼島寶物「天狼玉」并消灭「赤色蜥蜴」的闇黑公會「青色髑髏」。「幽鬼」為希臘神話中的一種鬼魂。
因為會長約瑟與妖精尾巴會長馬卡羅夫曾經有過節，以及約瑟無法容忍妖精尾巴勢力的強大，兩個公會間的關係長期不睦。以露西父親向其提出的「將露西帶回哈特菲利亞家」的委託為導火線，約瑟制定了綁架露西並趁機毀滅妖精尾巴的計畫。最初非常成功，不但成功抓到露西，更把馬卡羅夫打到魔力全失性命垂危。但是在殲滅妖精尾巴作戰中卻遭到納茲他們的頑強反擊，旗下精英陸續被擊敗。最後約瑟的陰謀在他被馬卡羅夫打敗後宣告破滅，本人还被除出圣十大魔导之列。幽鬼也因發起公會間戰爭的罪行，被評議院強制解散。
約瑟·波拉（Jose Porla）
配音：松山鷹志（日本）；黃天佑（台灣）；陳旭恆【Animax版】／林保全【TVB版】（香港）
幽鬼支配者的會長。聖十大魔導之一（後除名）。擁有據說和馬卡羅夫相同等級的強大邪惡魔力，當他把魔力釋放出來時，力量不足的魔導士光是站在他的面前便會感到噁心。
被马卡罗夫制裁前，曾经感叹如此年轻就拥有这么强大的魔力而要求下跪道歉了结，最终被马卡罗夫的「妖精法律」压制完败。

戈吉爾·雷德福克斯
幽鬼支配者的最強候補，鐵之滅龍魔導士。在幽鬼支配者與妖精尾巴戰爭結束後，公會被強制解散後對未來感到茫然，之後被馬卡羅夫會長邀請加入妖精尾巴，成為會長的雙面間諜。
阿利亞（Aria）
配音：平勝伊（日本）；吳文民（台灣）；黎景全【Animax版】／陳欣【TVB版】（香港）
幽鬼支配者「四元素」之首，風系魔導士，稱號「天空的阿利亞」。能夠讓中招的對手魔力在瞬間枯竭消散殆盡，頭上蒙著眼帶是為了壓制自己過於強大的魔力。
在幽鬼支配者與妖精尾巴戰爭開始時，馬卡羅夫因為得知露西被抓走而露出破綻時，從背後偷襲將馬卡羅夫的魔力完全抽走，使其陷入生命危險。約瑟被馬卡羅夫擊敗後，試圖再次偷襲馬卡羅夫，不過卻遭識破當場被秒殺。最终决战黑龙时，通过梅儿蒂的链接全大陆魔导士的魔力封印亚克诺罗基亞作为传送魔力的一份子露脸。

茱比亞·洛克沙
幽鬼支配者「四元素」之一，水系魔導士，稱號「大海的茱比亞」。「四元素」中唯一的女性。在幽鬼支配者與妖精尾巴戰爭結束後，公會被強制解散後一直在暗處跟蹤格雷，於樂園之塔事件發生之前與格雷在阿卡涅度假村見面，並表明有意加入妖精尾巴，在事件落幕後也順利加入妖精尾巴。
兔兔丸（Totomaru）
配音：遠藤大輔（日本）；孫誠（台灣）；巫哲棋【TVB版】（香港）
幽鬼支配者「四元素」之一，火系魔導士，稱號「大火的兔兔丸」。能使用各種顏色的火焰來戰鬥，也能夠操控其他火系魔導士發出的火焰。隨身佩帶一把武士刀。
在幽鬼支配者與妖精尾巴戰爭結束後，公會被強制解散後，在民間開設魔法教室，是教導妖精尾巴成員羅梅歐學會「火焰造型魔法」基礎的老師，但在他面前不能提到與其關係不和的納茲。最终决战黑龙时，通过梅儿蒂的链接全大陆魔导士的魔力封印亚克诺罗基亞時作为传送魔力的一份子露脸。

索爾（Sol）
配音：關口英司（日本）；李景唐（台灣）；李建良【Animax版】／朱子聰【TVB版】（香港）
幽鬼支配者「四元素」之一，土系魔導士，稱號「大地的索爾」。擅長攻擊對手的心理弱點或傷痛來製造優勢，可以潛伏在地面，讀取無意間碰觸到自己的對手之記憶，也能夠任意操控沙、石等土系物質來攻擊對手。
最终决战黑龙时，通过梅儿蒂的链接全大陆魔导士的魔力封印亚克诺罗基亞作为传送魔力的一份子露臉。

### 青色天馬（Blue Pegasus）
是菲歐列王國中名列前茅的公會，著名特色是旗下的魔導士們皆長相俊俏美麗，擁有一艘名為克里斯提纳的「魔導爆擊艇」，装载魔导集束砲“木星”做主炮和灭龙魔导士搭乘用魔水晶，专为灭龙魔导士设计的飞船。以类似会所坐台接待宾客形式接受任务委托。X791年參加「大魔鬥演武」在預賽時為第五名，最終以第五名作收。
波布（Bob）
配音：後藤弘樹（日本）；黃天佑（台灣）；陳旭恆【Animax版】／劉昭文【TVB版】（香港）
青色天馬的會長兼創辦人，右肩上印有藍色公會紋章。外型喜感而肥胖的人妖大叔，但是年輕時的照片中显示長相相當帥氣的西装男。似乎能使用穿透類型的魔法（见星灵洛基篇）。個性圓融隨和且有點女性化，但是一旦嚴肅起來卻很有威嚴，令人不敢違逆，曾對當時持有洛基和阿莉耶絲的星靈魔導士卡蓮不當使用星靈之行為提出警告。
原妖精尾巴成員，因此年輕時與當時的公會同伴馬卡羅夫、高德曼、波琉西卡、羅布及亞吉馬就已經是好朋友，甚至曾經組隊，在天狼島消失期間幫忙尋找其下落。
一夜·汪達雷·壽（Ichiya）
配音：速水獎（日本）；孫誠／于正昌【最終章】（台灣）；李建良【Animax版】／陳欣、潘文柏〈代配〉【TVB版】（香港）
青色天馬「TRI MEN'S」的領頭，左肩上印有藍色的公會紋章。29歳⇒36歳（7年後）⇒37歳，爱做奇怪手势和动作的短小身材大叔。在以俊男美女成員而聞名的公會中是個特異的存在，但實力（人望方面）為公會中最強的。战斗能力弱（曾经被六魔将军的天使的双子座复制能力），但是在关键时刻会利用“力量香气”强化自身变成肌肉发达的样子（但有副作用）。七年前是白西装短发，七年后是飘逸长发。展露自己裸体毫不避忌，口头禅是“Men”。因为太爱表现，而令艾尔莎把这种人认定所谓的“帅哥”。但在义气和人品方面值得依赖。
「TRI MEN'S」的成員非常尊敬他，以老師、師父、大哥、舰长等多種敬語稱呼他。過去在出席會長聚會時，對陪同馬卡羅夫出席的艾爾莎一見鍾情。单方面视杰拉尔是自己情敌，但是后来与杰拉尔成为朋友还邀其加入青色天马，希望他能给艾尔莎带来幸福。
在动画“冥府之门”篇原创剧情，与青色天马成员驾驶着克里斯提纳把来自妖精尾巴关于费斯信息的念话转发给全大陆的魔导士公会后，一起破坏费斯（但无果）后来格兰帝列出现。
最终决战黑龙时，通过梅儿蒂的链接全大陆魔导士的魔力封印亚克诺罗基亞和青色天马其他成员以及安娜帮忙作为传送魔力的一份子。结局时，一夜当选青色天马年度最帅之人。

希彼基·雷迪斯（Hibiki Laytis）
配音：近藤隆（日本）；吳文民／林正騏【最終章】（台灣）；陳振聲【Animax版】／周良鴻→李致林【TVB版】（香港）
青色天馬「TRI MEN'S」的成員，外號「百夜」，左肩上印有青色的公會紋章。外貌英俊，常常是魔導士週刊索沙拉中「想讓他當男友」的魔導士排行榜上的前幾名，很多女性魔導士都是被他俊俏的外貌吸引而加入公會，也是卡蓮·莉莉卡的前男友，曾與女性的绯聞從未斷絕過，有着「少女殺手」的名號。現在和珍妮交往中。

伊夫·提爾姆（Eve Tilm）
配音：大浦冬華（日本）；傅其慧／林沛笭【最終章】（台灣）；馬慧琪【Animax版】／陳灝瑋【TVB版】（香港）
青色天馬「TRI MEN'S」成員，外號「聖夜」，左肩上印有藍色的公會紋章。在加入公會前是魔法評議會旗下的「強行拘留部队·盧恩騎士團」的見習生，在必須選择未來出路時决定加入魔導士公會，於是退團並加入青色天馬。

蓮·阿加茲基（Ren Akatsuki）
配音：松風雅也（日本）；黃天佑／林谷珍【最終章】（台灣）；待查詢【Animax版】／李鎮然【TVB版】（香港）
青色天馬「TRI MEN'S」成員。外號「空夜」，左肩上印有黃色的公會紋章。黝黑的膚色是在青色天馬內設的按摩房以曬黑魔水晶所曬出來的。與公會同伴和六魔將軍展開激烈交戰，後來用空氣魔法和蛇姬之鱗的潔莉合力讓已經半毀的魔導爆擊艇得以升空前來幫助妖精尾巴對付涅槃。作戰結束後與潔莉產生了情愫，於空白七年間展開交往，在大魔鬥演武中，得知兩人已經訂婚。曾经和人鱼脚跟的阿拉妮交往，并在之后的公会对决中击败她。

珍妮·莉亞萊特（Jenny Realight）
配音：名塚佳織（日本）；傅其慧、錢欣郁〈ep.171〉／林美秀【最終章】（台灣）；曾佩儀→吳羨婷【TVB版】（香港）
青色天馬的變身系魔導士。左肩上印有淡紫色的公會紋章。曾與妖精尾巴的頭號寫真女郎米拉珍競逐週刊索沙拉的寫真第一女模的寶座，將米拉視為工作上的勁敵兼好友。榮獲X784年週刊索沙拉「希望她是女朋友的魔導士」第一名及X791年度菲歐烈小姐的青色天馬頭號魔導士佳麗，愛在頭髮上繫花飾和穿戴名貴首飾。受邀擔任大魔鬥演武第一天比賽的嘉賓。現在和希彼基交往中。

二夜（Nichiya）
配音：速水獎（日本）；孫誠（台灣）；李建良【Animax版】／陳欣【TVB版】（香港）
來自伊多拉斯世界的艾克希特王國，艾克斯達利亞的近衛師團長，黄色短毛猫。跟亞斯藍德的一夜長相極相似，連個性和口頭禪也相同。X791年來到亞斯藍德後，建立新的艾克希特部落，之後和偶然來到部落的一夜建立起「帥哥與帥貓」的深厚情誼，於是決定跟隨一夜離開部落。大魔斗演武时，出现在「青色天马」的蓝色兔人偶的真面目。在大魔鬥演武開幕前獲得會長波布的認可，加入青色天馬在背上印有藍色的公會紋章。

卡蓮·莉莉卡（Karen Lilica）
配音：澤口千惠（日本）；傅其慧（台灣）；賴芸芬【Animax版】／劉惠雲【TVB版】（香港）
已故，青色天馬的魔導士，左腹部印有藍色公會紋章。希彼基的前女朋友，生前為著名的星靈魔導士，擁有白羊座和獅子座的星靈鑰匙。外貌出眾，曾當過週刊索沙拉的寫真女郎，有多名男性粉絲。

### 蛇姬之鱗（Lamia Scale）
菲歐烈王國的人氣公會之一，與其他人氣公會的關係良好，曾與妖精尾巴、青色天馬以及妖貓之宿組成聯合軍討伐「巴拉姆聯盟」的「闇黑公會」六魔將軍。雖然最後是由妖精尾巴的成員打倒多數六魔將軍，並阻止其邪惡計畫。但是在協助和掩護等部分的工作仍舊功不可沒。在空白的7年間勢力大幅成長，穩居全國榜眼的地位。X791年，在會長的要求下，公會精英盡出參加「大魔鬥演武」誓言奪冠。在預賽「空之迷宮」中得到第四名，最終日中因為兩大王牌都不幸被妖精尾巴擊敗，屈居第三名。
歐芭·芭芭莎瑪（Ooba Babasama）
配音：真山亞子（日本）；錢欣郁／葉嘉【最終章】（台灣）；林丹鳳【TVB版】（香港）
蛇姬之鱗的會長，是一個好勝心強且很囉嗦大便发型的老婆婆，有在說話的同時用手或是整個身體轉圈圈的怪癖。口头禅是“我要转了”。名字是作者在兒童雜誌上刊登的搞笑漫畫《普魯的狗狗日記》中，名字發音相同的角色（おばばば様）改變斷句法而來。曾經用手指轉圈圈的方式讓自己的公會成員也跟著開始轉圈圈，由此推測她可能是使用能夠操縱人的魔法。
由於過去幾年蛇姬之鱗參加大魔鬥演武最終都只得到第二名，所以決定今年要努力爭取冠軍寶座，直接點名要裘拉和利昂今年必須出場，因為大會規定公會會長不能參賽，大會全程她都待在觀眾席觀戰兼督軍，對於預賽只得到第四名相當不滿意而痛罵成員們。在米拉与珍妮的写真对决阶段最后一个乱入参加女性魔导士的“争奇斗艳”结果造成全部观众冷场和心理阴影，比赛借此回归正常流程。在这以后，“我要开始脱了”也成为观众最怕见到欧芭·芭芭莎瑪后场面失控的名台词。与「妖精尾巴」的会长似乎有竞争意识，曾经在宴会起哄中要拔光他的头发。X792年，参与支援妖精尾巴对抗阿尔巴雷斯帝国并解放哈鲁吉翁的战役。
裘拉·涅基斯（Jura Nekis）
配音：青山穰（日本）；李景唐（ep.52～223）→孟慶府（ep.263～264）／何志威【最終章】（台灣）；陳旭恆【Animax版】／劉昭文【TVB版】（香港）
舞台劇演員：
蛇姬之鱗最強的魔導士，稱號「岩鐵」，聖十大魔導之一，深愛自己的公會，另外他也十分疼愛利昂和潔莉。使用土系魔法，能把柔軟的碎砂變得堅硬如鐵，除了土系魔法力量之外，本身就擁有非常強大的魔法能力。深受公會夥伴敬重與愛戴。
曾加入聯合軍去討伐闇黑公會「六魔將軍」，並與其成員首腦展開激烈交戰，最後以「霸王巖碎」把他擊敗。在七年間從聖十大魔導中的最後一位上升到第五位，被同伴們（尤其是公会会长）認為除了伊修迦爾的四天王以外，他可以算是人類中最強的魔導士。被米拉珍形容就算她与艾爾莎一起對決裘拉也未必能战胜。
7年後與利昂等人來探望7年後歸來的馬卡羅夫等人，並告知馬卡羅夫關於那個公會（魔女之罪）跟聖十大魔導士聚會的事情。大魔斗演武期间，可知拥有着高人气，第一天的最後一戰出场对上杰拉尔假扮的米斯顿葛，剛開始和傑拉爾勢均力敵，後來在傑拉爾準備使出「星崩」時因为乌璐緹雅出手干预而最终莫名获得胜利。大魔斗演武进行到最后一天前，较为留意「妖精尾巴」的拉格萨斯。最后一天比赛，只用了一击就击败「剑咬之虎」的歐鲁加，之后与拉格萨斯进行对决，并认为这让他好几年没试过如此热血沸腾，因此被拉格萨斯称为“怪物”。最终，被拉格萨斯的必杀技「鳴御雷」擊败。
在动画“冥府之门”篇原创剧情，率领利昂等公会成员一起破坏费斯，以赌上圣十大魔导称号阻止费斯发动。但可惜连自己的魔法都无法撼动费斯，对自己的无力感到惭愧。后来梅塔利卡纳来到破坏了费斯，被龍的破坏力震慑，想不到救世主竟然是龍。
X792年時，成為了聖十評議院的評議員之一。

利昂·巴斯提亞（Lyon Vastia）
配音（青年時期）：梶裕貴（日本）；吳文民／林谷珍【最終章】（台灣）；陳振聲【Animax版】／陳廷軒→雷霆【TVB版】（香港）
配音（幼年時期）：成田紗矢香（日本）；傅其慧（台灣）；賴芸芬【Animax版】／陸惠玲【TVB版】（香港）
舞台劇演員：小澤廉
蛇姬之鱗魔導士，外號「零帝」，使用冰之造型魔法，特別擅長生物的造型。外貌帥氣，喜歡妖精尾巴的茱比亞。
童年時拜烏璐為師，因為相信她是最強的魔導士，夢想是超越她以成為最強的魔導士，X774年和烏璐一起救下格雷，兩人成為師兄弟。以前认为充当乌璐的孩子代替品自己一个足够了，不理解为什么还要收格雷为徒但被乌璐否认没有这回事。之後格雷去找惡魔戴利歐拉复仇，於是和烏璐趕去救他，但連烏璐也沒辦法消滅戴利歐拉，他無法相信烏璐的失敗而要使用「絕對冰結」封印戴利歐拉來證明自己已經超越師傅，卻被烏璐阻止，最後烏璐犧牲自己用絕對冰結永久的封印戴利歐拉，甦醒後他認為是格雷害死了烏璐，並破壞自己的夢想。
和格雷同樣因為冰之造型魔法的修練緣故，導致本身也擁有暴露狂的特質，身上的衣服常常莫名其妙不見。
X781至X784年間，利昂試圖在迦爾納島上利用「月之滴」解凍戴利歐拉後再將牠擊敗，以證明自己已經超越烏璐，實際上復活戴利歐拉後發現牠的生命早已被烏璐消減，認為自己根本無法超越烏璐，事後聽格雷的勸告而加入魔導士公會「蛇姬之鱗」。加入公會後不久已經成為S級魔導士並且有資格接受S級任務。除了實力超凡，觀察力亦極敏銳，於迦爾納島使用月之滴試圖復活戴利歐拉的魔法時，眾人皆以為當地居民受到月之滴影響而變成惡魔時，只有他察覺到月之滴對人類身體沒有影響（因為他本人及身邊其他人沒受影響）；與格雷合力對付六魔將軍「雷射」時，亦是他首先發現對手弱點而為格雷製造致命一擊。
与公会参加大魔斗演武，在克罗卡斯街头对茱比亚一见钟情。与格雷争论如果蛇姬之鳞能胜过妖精尾巴，就把茱比亚让给蛇姬之鳞。与格雷一样，被茱比亚称作利昂“大人”。
大魔斗演武最终日决战，坚持不对茱比亚出手，让洁莉亞对付茱比亚但又不允许让她受伤。本想留着最后关头，让洁莉亞帮他恢复体力赢得比赛一招但因为洁莉亞看格雷和茱比亚施展的合体魔法入神，导致与洁莉亞双双被对方打败。
最终战争时，带领蛇姬之鳞与神乐领导的人鱼脚跟一起解放被占领的哈鲁吉翁。最终对决亞克諾羅基亞时，与格雷、茱比亚一起制造一艘巨大冰船，用来配合“妖精之球”封印失控的亞克諾羅基亞。

潔莉·布蘭蒂（Sherry Blendy）
配音：井口裕香（日本）；馮嘉德（台灣）；馬慧琪【Animax版】／伍秀霞【TVB版】（香港）
蛇姬之鱗魔導士，潔莉亞的堂姊。擅長「人偶擊」魔法。口頭禪是「這就是愛！」。養了一隻名叫安潔莉娜的大老鼠。
小時候父母被戴利歐拉殺害，為了討伐牠而加入利昂的行列。与托比、悠卡一起准备用毒毒啫喱毁灭村庄，最后被露西海边召唤阿葵亚连同主人一起攻击而落败。
加入聯合軍與六魔將軍展開激烈交戰，在利昂和格雷聯手對抗雷射時，以為利昂為了救她和格雷而犧牲自己，因而被涅槃影響心智，墮入黑暗，在得知利昂沒事心智才又復光明，後來操縱克里斯提納，阻止涅槃攻擊妖貓之宿，過後與青色天馬的蓮交往。
與裘拉等人來探望7年後歸來的露西等人，並向露西炫耀蛇姬之鱗在這7年間已成為了在菲歐烈王國裡排名第二的公會。未參加X791年的「大魔鬥演武」，而是於觀眾席上觀賽，除了自己的公會以外還為蓮加油打氣，兩人關係被兩邊公會的人認定為未婚夫妻，雖然被蓮傲嬌般的否定。X792年時已經結婚並搬离了公会所在的玛格丽特镇。

悠卡·斯茲基（Yuka Suzuki）
配音：川鍋雅樹（日本）；黃天佑／于正昌【最終章】（台灣）；李建良【Animax版】／張方正【TVB版】（香港）
蛇姬之鱗魔導士，很在意別人說他長得不高。以前是著名公会「蛇姬之鳞」的魔导士，从那时起就是专门对付魔导士的，擅长用波动防御。由于与托比、洁莉做了坏事而被逐出了公会。為討伐戴利歐拉而加入利昂的行列，最後被納茲擊敗，之后跟从利昂回到「蛇姬之鳞」。7年後留很長的辮子，眉毛依然很粗，與裘拉來探望7年後歸來的納茲等人。

托比·歐魯歐魯達（Toby Oruoruta）
配音：岸尾大輔（日本）；孫誠／林正騏【最終章】（台灣）；待查詢【Animax版】／關令翹→巫哲棋→關令翹【TVB版】（香港）
蛇姬之鱗魔導士，為一個留著不過肩長髮的狗男，容易發火。為討伐戴利歐拉而加入利昂的行列，但被納茲欺騙而被擊敗，之后跟从利昂回到「蛇姬之鳞」。

潔莉亞·布蘭蒂（Chelia Blendy）
配音：井口裕香（日本）；傅其慧／葉嘉【最終章】（台灣）；凌晞【TVB版】（香港）
蛇姬之鱗的魔導士，潔莉的堂妹，和潔莉一樣口頭禪是「這就是愛！」。用蝴蝶結來綁成粉紅色雙馬尾的少女（动画版头发颜色是鲜红色），公會紋章在右後小腿（動畫版為綠色）。
天空之滅神魔導士，能使用與溫蒂的滅龍魔法相似的滅神魔法「天空」。實力從小就凌駕於潔莉之上，跳級從魔法學校畢業，魔法評議會會長古蘭·多瑪曾增予她一本魔法書作為優秀學業成績的紀念，她的滅神魔法就是從這本書自學而來，而古蘭·多瑪並沒有料到她會習得書中記載的魔法，因此感到十分困惑。
喜歡的人是利昂，並對他喜歡的茱比亞感到嫉妒。初次出场对决温蒂时，被场上伪装成米斯顿葛的杰拉尔怀疑与以前出现的瑟雷夫的魔力有关（但其实那是因为当时在观众席上穿越月蚀大门从未来来的露西也在现场）。在X791年的大魔鬥演武結束後與溫蒂成為了朋友。大魔斗演武最终日决战，因为看格雷和茱比亚施展的合体魔法入神，导致与利昂双双被对方打败。
與阿爾巴雷斯帝國的戰爭中為了打敗12盾的蒂瑪麗亞而請求烏璐緹雅解放自己的第三魔法源並使出滅神奧義「天之叢雲」，作為代價，她喪失了至今為止累積的作為魔導士的魔力。能为挚友在最后的舞台而战感到心情畅快，认为蒂玛丽亚一定是邪恶的神灵大人因为如果是善良的神灵一定会更爱人类，自己的魔法就是为了打败邪恶的神灵而存在。
最终决战亞克諾羅基亞时，虽然不能使用魔法但还是受到夏璐璐邀请手牵手加入传送魔力施展“妖精之球”。最终话，温蒂和夏璐璐经常到蛇姬之鳞找她玩而且惊喜地发现洁莉亚能使用一些魔法。

### 四頭獵犬（Quatra Cerberus）
為稍有名氣的公會，簡稱為「QC」。眾多出色魔導士雲集的地方，會員多屬男性，而且絕大多數會員會跟會長一樣穿戴尖刺項圈。於X791年參加大魔鬥演武，其隊伍通過了預選賽得到了第七名。因為巴格斯與艾爾夫曼的賭注，使其公會名稱在大賽期間改為「四頭小狗」。他們的口號是「WILD FOUR!!!」。
高德曼（Goldmine）
配音：下山吉光（日本）；孫誠（ep.6～30）→黃天佑（ep.157）→李景唐（ep.161～199）（台灣）
四頭獵犬的會長兼創辦人，带墨镜和尖巫师帽，长发。原是妖精尾巴出身，嘻哈打扮，年輕時與當時份屬公會同伴的馬卡羅夫、波布、波琉西卡、羅布及亞吉馬5人就已經是好朋友，甚至曾經組隊過。
巴格斯·葛羅（Bacchus Groh）
配音：津田健次郎（日本）；吳文民（台灣）；雷霆【TVB版】（香港）
四頭獵犬的S級魔導士，公會紋章在背部。擅長武術劈掛掌，將魔力集中於手掌中予以攻擊。酒量更勝卡娜，喝酒後可使用改良拳法醉·劈掛掌，因此被稱為醉鷹。
7年前的艾爾莎經常在工作的地方看見他，也和他打過好幾次但都沒能分出勝負，艾爾莎認為7年後的巴格斯的實力變得更強大。參加X791年的大魔鬥演武，在大魔鬥演武的最終戰中，本來要對上蛇姬之鱗的悠卡與托比，但被劍咬之虎的史汀格從天而降偷襲擊敗，四頭小狗退出比賽。
在动画“冥府之门”篇原创剧情，率领四头猎犬成员一起破坏费斯（但无果）。阿尔巴雷斯篇，带领公会也有参与战争，不过后续没有交代。最终决战黑龙时，通过梅儿蒂的链接全大陆魔导士的魔力封印亚克诺罗基亞作为传送魔力的一份子再次露脸。

洛卡（Rocker）
配音：宮下榮治（日本）；李景唐（ep.157～223）→孟慶府（ep.263）（台灣）；梁偉德【TVB版】（香港）
四頭獵犬的魔導士，使用的高速旋轉魔法“摇滚钻头”，似乎能夠讓身體高速旋轉來攻擊目標。參加X791年的大魔鬥演武，在第四天的雙人對決中與巴格斯組隊篇並對抗青色天馬的一夜與二夜最後敗於一夜，在最終戰中被人魚腳跟的米莉安娜擊敗。
伊耶卡（Jäger）
配音：關口英司（日本）；孫誠（台灣）
四頭獵犬的魔導士，使用植物魔法。參加X791年的大魔鬥演武，在第一天的競技項目中出場，最後獲得第六名，在最終戰中被蛇姬之鱗的裘拉擊敗。
沃克萊（Warcry）
配音：下山吉光（日本）；吳文民（ep.160）→李景唐（ep.168）（台灣）
四頭獵犬的魔導士，使用眼淚魔法。參加X791年的大魔鬥演武，在第一天的武鬥項目中出場，對戰劍咬之虎的歐魯加並被其秒殺，後因為戰鬥中受重傷而由巴格斯代替他加入隊伍。似乎是出场「四头猎犬」成员最弱的一个。
諾巴利（Nobarly）
配音：川鍋雅樹（日本）；吳文民（台灣）
四頭獵犬的魔導士。戴蓝色头巾參加X791年的大魔鬥演武，在第三天的競技項目主場，最後獲得第六名，在最終戰中被蛇姬之鱗的悠卡跟托比聯手擊敗。
塞姆斯（Semmes）
配音：下山吉光（日本）；黃天佑（台灣）
四頭獵犬的魔導士，扑克脸黑色小丑衣服的强壮男子，攻防能力优秀。參加X791年的大魔鬥演武，他先在第三天的武鬥項目中出場對戰人魚腳跟的米莉安娜便被其秒殺，在最終戰中被蛇姬之鱗的利昂擊敗。

### 劍咬之虎（Sabertooth）
其公會名字所代表的含意為「天為我轟鳴、地為我沸騰、海為我沉寂」，簡稱為「ST」，公會成員被稱為「老虎」。原本實力平平，但是自從新會長傑曼上任以及招收五名強大的魔導士後開始於七年間迅速竄紅並取代在「天狼島事件」後衰落的妖精尾巴成為菲歐烈王國最強的公會。公会实行斯巴达式管理，犹如整理军队同时实力至上主义管理风格。公會成員中的大部分成員似乎因位居第一的身分而相當的驕傲、傲慢與自大，會長傑曼甚至會把在大魔鬥演武中落敗的會員以「汙辱公會」為由強制逐出公會，其後因於海戰項目中將露西打至重傷，令公會與妖精尾巴正式成為敵對關係，但在大魔鬥演武結束後，隨著傑曼與米涅露芭的失蹤以及公會在大魔鬥演武中落敗，不但已經開始試著改掉上述的陋習還開始試著學習妖精尾巴，成為像妖精尾巴一樣重視同伴、會為同伴而戰的公會為目標，與妖精尾巴關係轉趨緩和（其中一項改革為公会内建造游泳池，史汀格於游泳池開幕時故意重演傑曼將雪乃逐出公會的一幕以慶祝公會成為第1間有游泳池的公會，但事实上妖精尾巴才是第一间有游泳池的公会）。X792年由於妖精尾巴解散，失去挑戰對象而沒有參與大魔鬥演武。
傑曼·歐蘭德（Jiemma Orland）
劍咬之虎前任會長。
史汀格·尤古里夫（Sting Eucliffe）
配音（青年時期）：櫻井孝宏（日本）；黃天佑／于正昌【最終章】（台灣）；黎景全【Animax版】／黃積權【TVB版】（香港）
配音（幼年時期）：大浦冬華（日本）；馮嘉德→錢欣郁（台灣）；黃玉娟【TVB版】（香港）
劍咬之虎現任會長，是整個菲歐烈王國最年輕的魔導士公會會長。相貌英俊，劍咬之虎內排名前五的魔導士，與羅格組隊，被稱為「劍咬的雙龍」和「白龍」，公會紋章在左肩。擁有強大的實力，單憑他和羅格二人便解決一個闇黑公會。
個性自大囂張，認為就算是亞克諾羅基亞也不是自己的對手。過去很崇拜納茲非常想跟他對戰，當他聽說納茲要參加大魔鬥演武時感到相當的興奮。小時候撫養自己的白龍消失時，他和雷克達約定了以後總有一天要擊敗火龍，這約定也導致了他想打敗納茲的主要原因。
為第三代滅龍魔導士，學習將自身的體質轉換為龍的太古魔法，同時也在體內埋入了滅龍魔法的魔水晶，為成為真正的滅龍魔導士，而殺了教導自己滅龍魔法的龍（真相其實是那時候的白龍植入「為了讓史汀格沾染龍血並變得更強大，因此要史汀格殺了自己」的假記憶）。此外一樣有搭交通工具有會暈的毛病。
參加了X791年的大魔鬥演武。在第二天的競技項目中出場，但最後卻因對交通工具沒轍而選擇棄權。第四天的雙人對決中與羅格組隊，對抗妖精尾巴的納茲及戈吉爾，在戰鬥一開始即被納茲以及戈吉爾重創，雖然之後接連使用招式攻擊他，但都對納茲沒什麼效果，連滅龍奧義「神聖新星」也被納茲以單手接下，令他不得已使出「龍之力」準備擊敗對手。面对纳兹的挑衅，史汀格和罗格使用合体魔法「聖影龍闪牙」对抗，但最终不敌纳兹的「红莲爆炎刃」而落败，连雷炎龙模式都没用。
由於在大魔鬥演武落敗，他跟羅格步雪乃後塵被逐出公會，但雷克達試圖出面遊說會長傑曼不要將他們逐出公會時，傑曼卻在史汀格面前除滅了雷克達（米涅露芭及時用空間魔法保護了雷克達），怒極了的史汀格一招擊穿了會長傑曼的身體。隨着大魔鬥演武結束，在皇宮的慶功宴上已成為劍咬之虎新任會長的史汀格重遇雪乃並親自邀請她重返公會，並表達以後要將劍咬之虎改造成重視同伴的公會。
被亞克諾羅基亞吸入時空裂縫，並與其他滅龍魔導士一起與對方展開最終決戰。
在《百年任務》篇中，欲帶同公會成員探望妖精尾巴時發現妖精尾巴公會空無一人感到奇怪，於是前往北大陸「基爾緹納」找尋納茲等人下落，並糊里糊塗的加入了百年任務。

羅格·錢尼（Rogue Cheney）
配音：鈴村健一（日本）；孫誠／林谷珍【最終章】（台灣）；李建良【Animax版】／李安邦【TVB版】（香港）
劍咬之虎內排名前五的魔導士，與史汀格組隊，被稱為「劍咬的雙龍」和「影龍」，公會紋章在左臂。隨身佩帶一把武士刀。擁有強大的實力，單憑他和史汀格二人便解決了一個闇黑公會。
性格冷靜、聪明（对比史汀格）、沉默寡言，似乎對任何事情都十分不感興趣，唯一感興趣的人是戈吉爾，因為根據戈吉爾的記憶，原名「萊歐斯」的羅格跟戈吉爾一樣是來自幽鬼支配者（当时没有正式加入），當時的羅格十分敬畏戈吉爾。外表看似冷酷，但內心其實很溫柔，在傑曼將雪乃逐出公會後，對傑曼所做的這項安排感到無奈。
為第三代滅龍魔導士，學習將自身的體質轉換為龍的太古魔法，同時也在體內埋入了滅龍魔法的魔水晶，為成為真正的滅龍魔導士，而殺了教導自己「滅龍魔法」的龍(真相其實是那時候的影龍植入「自己已經要走到生命的盡頭了，因此要羅格殺了自己」的假記憶)。此外一樣有搭交通工具有會暈的毛病。
參加了X791年的大魔鬥演武。在第四天的雙人對決中與斯汀格組隊，對抗妖精尾巴的納茲和戈吉爾，在戰鬥一開始即被納茲以及戈吉爾重創，使出的黑影模式也被戈吉爾看穿，在史汀格的滅龍奧義被納茲單手接下後，他不得已並準備使出「龍之力」準備擊敗對手，不過在羅格正在使出「龍之力」時被史汀格阻止，史汀格並說他要一個人對付他們兩個，於是羅格他就在一旁觀看三人的決鬥。面对纳兹的挑衅，史汀格和罗格使用合体魔法「聖影龍闪牙」对抗，但最终不敌纳兹的「红莲爆炎刃」而落败，连雷炎龙模式都没用。
相對於史汀格，羅格的實力看似稍弱，但由於影子屬性，他隱藏著一股連自己也不知道的陰暗面，他的「影子」一直是他揮之不去的存在，而當這個影子佔據了他的身體後，他的實力會突然大增，性格也會變得冷酷無情。
除了現代的羅格，還有一個來自7年後的未來羅格。他的頭髮變得比現代的羅格更長並且束起，髮色為陰陽色，右眼瞎了並且留有伸延到鼻樑的傷疤，左邊臉增加了刺青，性格冷酷，原因是未來羅格失去了弗羅修後就被自己的影子吞噬，後來更殺死了史汀格奪去了白龍的力量，經「日蝕」回到了現代世界並騙了翡翠公主利用日蝕引來了7條龍來到現代世界，以魅惑術操控龍的意志企圖統治現代世界並最終借助龍的力量收拾掉亞克諾羅基亞，但最終被納茲打敗並且因日蝕之門被破壞而被送返未來。
被亞克諾羅基亞吸入時空裂縫，並與其他滅龍魔導士一起與對方展開最終決戰。

雪乃·阿格利亞（Yukino Aguria）
配音：大浦冬華（日本）；傅其慧／林美秀【最終章】（台灣）；廖杏茵→凌晞【TVB版】（香港）
劍咬之虎的星靈魔導士，公會紋章在腹部左侧。是原六魔將軍成員天使（空乃）的妹妹，18岁。喜欢的东西是姐姐空乃（天使），讨厌的东西是原会长杰曼。水蓝色的遮耳短发，月季花发饰戴头上的少女。
发生“森多比亚”事件的七年后唯二的星灵魔导士，也是另一位持有同露西拥有的世间独一无二黄道十二门钥匙的星灵魔导士。能辦到天使和露西都能辦到的「雙重開門」，持有黄道十二宫星靈「雙魚座」畢斯凱斯、「天秤座」萊普菈、第十三位星靈「蛇夫座」歐菲克斯以及2把银钥匙：天鹅座和小熊座（动画“日蚀星灵”篇补充）。当不得不消灭敌人时，可以将母子一体双鱼座星灵转换成人型。动画「日蚀星灵」篇提及雪乃在「剑咬之虎」时接受过格斗训练。同露西一样对星灵的感情很深，当被没收的钥匙被洛基取回身边时，流着泪珍惜着。
雪乃自幼時很仰慕在自己总犯错或父母发火时袒護自己的姐姐空乃。不过當父母遭到信仰瑟雷夫的信徒給殺害連同姊姊空乃遭到捉去後，自此开始憎恨瑟雷夫进而成为加入劍咬之虎和阿尔卡帝欧斯的月蚀计划的导火索。希望可以通过月蚀计划消滅过去的瑟雷夫，或许可以改变与姐姐分开的未来。悲观地认为自己周遭的人遇到不幸的原因来自自己。
為公會中的新人一直憧憬著劍咬之虎，於X790年加入，以自身為劍咬之虎的一員而感到自豪，個性有禮，很尊敬前輩，稱呼時語句會加上敬語（包括物品和场所），像是「小姐」或「大人」。因外貌、妹妹属性被米拉认为「总觉得与莉莎娜很相似」。
代替去執行任務的米涅露芭首次參加X791年的大魔鬥演武，在武鬥項目與人魚腳跟的神樂對戰，在戰鬥開始時提出如同前幾場比賽一樣的賭約，原本神樂打算拒絕，但是在自己提出以雙方的「性命」的重賭後答應，雖然做出如此有自信的豪賭，但當召喚出擁有凌駕於黃道十二宮的未知星靈的第十三個星靈「蛇夫座」歐菲克斯時卻被神樂以「不出鞘·太刀之型」秒殺，也因此對神樂那壓倒性的強大實力所震懾，最後被神樂以刀鞘擊倒，比賽結束後按照約定將自己的性命托付给神樂。但是这个赌注被作为胜者的神乐不当回事地无效化。不过因輸掉比賽被会长杰曼的眼里是败北以上的丑态，受到以「在同公会成员看着前處於全裸的土下座」的侮辱處罰與自行消除公会纹章之后，自行离开。被驱逐后访问纳兹他们那里，打算托付给露西黄道十二门的钥匙但以“星灵与契约主的感情”为由被拒绝，同时告诉露西『当黄道十二门的钥匙集齐以后，改变世界的大门即将打开』的流言。从以前就开始憧憬「剑咬之虎」但仅仅由于一次的败北使之退出的事以及纳兹为她追上来操心的举动，于是在纳兹面前终于一边流泪一边把自己受倒侮辱而被驱逐的事情经过全说出来，这也触犯不能原谅轻易抛弃伙伴而愤怒的纳兹闯入「剑咬之虎」的下榻酒店事件的契机。
与纳兹他们分开后，被阿尔卡帝欧斯招揽参加「月蚀计划」，得到菲欧烈王国军曹的头衔。虽然之后被国防大臣丹顿揭发和露西和阿尔卡帝奥斯一起被捉住，但是由于纳兹小队救出计划一起越狱。在奈落宫分开后，与露西、哈比、夏璐璐在一起，与「饿狼骑士团」的渔助交战。听说从未来而来的露西所说的话后，认为是自己的原因周围的人才陷入不幸后，就在纳兹等人面前消失，藏在王宫的庭园里。不过，之后被过来寻找的米拉告诉即使多么小的事情每个人都有活着的意义。
从月蚀大门出现龙的时候，重新现身和露西一起用「黄道十二宫召唤」关上大门，阻止了一头剑齿虎外观特征的龍从门内来到。对峙翡翠龙基尔柯尼斯时，与阿尔卡帝欧斯一起保护着翡翠公主。在月蚀骚动结束后，看到以在大魔斗演武庆祝派对上的「剑咬之虎」为开头的各公会的围绕自己的争夺战，自己也有这样的归处真心感到喜悦之余流下眼泪。后来，正式回归“剑咬之虎”，性格也比以前开朗。冥府之门篇结尾，与「剑咬」众成员一起迎接洗心革面的米涅露芭回归公会。
动画原创故事「日蚀星灵」篇为了传达星灵们正在发生的异变去见露西他们，然后一起行动。尤其是跟日蚀版芭露歌的战斗的时候展示的格斗技巧让露西等人吃惊。
X792年，与露西、纳兹等人第一次再会。听闻「妖精尾巴」即将复活消息后，十分期待。用莱普菈的能力为大胃王比赛后的史汀格重塑之前身型。
與阿爾巴雷斯帝國軍一戰中，「Universal One」发动后与艾尔夫曼、弗罗修、雷庫達一起行动，就在这时遇上失蹤多年的姊姊空乃，但空乃覺得自己犯下太多罪孽必須贖罪，所以認為自己沒有脸面與雪乃相認。即使这样还是非常感激接受。后来在灵峰索尼亚见过的拉凯德碰上，知道他和瑟雷夫、纳兹的血缘关系。但很快不敌拉凯德的快乐魔法被蹂躏，这时候神乐救下雪乃与拉凯德对战，但是依旧不敌拉凯德。最后史汀格出现化解局面。「R.I P」魔法发动后，由于过度饥饿与神乐互相缠绕啃食解饿，被米涅露芭传送离开仍然身受魔法影响，换成抱着米涅露芭的大腿啃吃（动画版补充）。
黑龙重现破坏世界时，与米涅露芭一同释放身上的魔力，与「剑咬」成员一起吸引着黑龙来到港口哈鲁吉翁以配合露西的计划。
官方人气投票排在第19位。在外传《剑咬的双龙》中还透露擅长烹饪與制作点心。

米涅露芭·歐蘭德（Minerva Orland）
配音：井上喜久子（日本）；馮嘉德／葉嘉【最終章】（台灣）；陳琴雲【TVB版】（香港）
劍咬之虎最強的魔導士，其實力凌駕於雙龍之上，公會紋章在左腹部。是一個留著長髮，頭上綁著兩個包包頭並將其他頭髮綁成麻花辮的紫藍色眼影的女性，戴金色圓形耳環，肩上披著皮草，穿著中國旗袍，並繪有其公會的象徵-劍齒虎的圖案。
傑曼的亲生女兒，稱呼傑曼為「父親大人」，自稱「妾身/小女」，公會眾人稱呼她為「大小姐」。雖說與其父有些不同（是否看重因保护伙伴而变强的方面），但兩者都是崇尚實力派為了將劍咬之虎維持在天下第一公會的威名的狠角色。與艾爾莎、米拉珍、烏璐緹雅、神樂、烏璐為伊修迦爾實力最頂尖的女魔導士。自幼時曾经被父亲嚴格訓練，總是得不到重視與疼愛還被迫独留在深山并在野外生存的感傷過去。在「冥府之门」篇得知其实有着穿上围裙展现厨艺得和贤惠的一面，因此在艾尔莎面前稍稍寻回些自信心。
以前有一個人類種族叫做役魔族，米涅露芭就是使用這種語言役魔語，役魔族代代相傳的十八種危險的魔法，就統稱役魔十八鬥神魔法。
一開始因有任務在身所以沒參加X791年的大魔鬥演武，所以由雪乃做為替補出場，在雪乃被逐出公會後歸隊。在納茲與傑曼對峙時並用魔法阻止兩人，隨後將哈比當做為停戰的條件的人質使納茲收手後不去追究遭納茲打傷的劍咬之虎成員。在“海战”项目中故意留下露西作为最后对手并把她打成重伤令妖精尾巴所有人感到愤怒。在双龙败北后暗中救走差点被父亲所杀的雷克达，然后以此作讓史汀格在大魔斗演武最终日对决中獲勝做為條件配合自己的剧本挑战妖精尾巴众人。
“冥府之门”篇期間轉到闇黑公會「夢魘之眼」，其後被姜華帶回「冥府之門」進行改造，份屬再轉到「冥府之門」，最後獲史汀格接回「劍咬之虎」，不但性情已變得不像以前般好勝鬥狠，而且不再塗眼影，整個人也顯得更溫柔了。
最終话時再次在劍咬之虎所舉辦的大胃王“虎虎虎”比賽中奪得冠軍。

魯法斯·羅亞（Rufus Lore）
配音：代永翼（日本）；李景唐（ep.157～202）→孟慶府（ep.263）／何志威【最終章】（台灣）；鍾見麟【TVB版】（香港）
劍咬之虎內排名前五的魔導士，是一名金髮，戴著面具和帽子且十分自負的男性。菲歐烈大陸最強的造型魔導士，各方面能力优秀，被稱為「在紅月下歌唱的吟遊詩人」，魔力強大到可以隨意產生自己的思念體。擁有其他多種和他人記憶相關的能力，但沒有在大魔斗演武中使用他們的招式。
參加X791年的大魔鬥演武，在第一天的競技項目出場最後使出一招便打敗所有參賽選手獲得第一名，之後在第三天的武鬥項目中出場對戰並擊敗青色天馬的伊夫。在大魔鬥演武最後一天對上格雷，雖然一開始佔上風，但在格雷使用突破極限後，記憶速度卻跟不上格雷高速的造冰速度，雖然之後以燃燒的大地之業溶化格雷的一勢亂舞，但格雷記住過比這招更高溫的火燄而被突破攻擊，因而在最後被格雷以「冰魔劍」擊敗。
在动画“冥府之门”篇原创剧情，作为剑咬之虎的一份子有负责破坏费斯（但无果）。
由於記憶到自己的型像和妖精尾巴的弗里德十分相似，於是回到公會後正在考慮要不要以此為契機而改變形象。

歐魯加·納納基亞（Orga Nanagear）
配音：木村雅史（日本）；李景唐（ep.160）→吳文民（ep.166起）／林正騏【最終章】（台灣）；鄧志堅【TVB版】（香港）
劍咬之虎內排名前五的魔導士，是一個戴著頭套，留著落葉般長髮的男性。使用雷之滅神魔法。喜欢在众人面前一展歌喉但唱的不怎么样。
參加X791年的大魔鬥演武，在第一天的武鬥項目出場對戰並秒殺四頭獵犬的成員獲得勝利，之后唱出赞美自己公会的歌曲引起觀眾為此得哄堂大笑一番。之後在第三天的競技項目中出場最後獲得第四名。在大魔鬥演武最終日與拉格薩斯打到一半時遇到裘拉中途參戰，後反被裘拉一拳秒殺。大魔鬥演武後為了與裘拉與拉格薩斯再戰正在廢寢忘餐地鍛鍊。
在动画“冥府之门”篇原创剧情，作为剑咬之虎的一份子有负责破坏费斯（但无果）。
似乎很喜歡福樓休與雷克達，因此用渴望與二人玩耍的眼光凝望他們。

雷庫達（Lector）
配音：矢島晶子（日本）；錢欣郁／孫欣瑜【最終章】（台灣）；鄭佩嘉【Animax版】／雷碧娜【TVB版】（香港）
劍咬之虎的魔導士，跟哈比、夏璐璐、利利同為艾克希特，雄性，為史汀格的貓咪夥伴。體毛為褐色，臉的地方則是淺褐色的，習慣在說完話時加上「嗨!」。對自己所隸屬的公會「劍咬之虎」以及搭檔史汀格有一定的信心。
在小時候撫養史汀格的「白龍」消失時，史汀格和他約定以後總有一天要擊敗「火龍」。在史汀格不戰而敗後由甦醒過來的米莉安娜送還給史汀格。
大魔斗演武以后对夏璐璐有好感。X792年改穿白色的练功服，告诉纳兹罗格他们现在刚出门前往调查黑魔术教团的任务中，接着纳兹追上他们。
- 翼魔法

弗羅修（Frosch）
配音：興梠里美（日本）；馮嘉德／陳筱寧【最終章】（台灣）；馬慧琪【Animax版】／林元春【TVB版】（香港）
劍咬之虎的魔導士，跟哈比、夏璐璐、利利同為艾克希特，雄性，為羅格的貓咪夥伴。身穿粉紅色青蛙連身的服飾，體毛為淺綠色，口頭禪是「弗羅也這麼認為」來接別人的話。從小以為自己是青蛙，後來發現不是就哭泣整整三天。此外沒有方向感而且經常迷路。虽然外表看起来呆呆的，但是飞行速度比雷庫达还快。
據未來羅格所說，大魔鬥演武的一年後將會被格雷所殺，但因為納茲的緣故使格雷被迫提早放棄臥底，因此沒有發生。换然发生的是，格雷变得喜欢上弗罗修这只猫，并且在《百年任务》篇表示想要一只类似这样的宠物。
- 翼魔法

多班卡爾（Dobengal）
配音：岸尾大輔（日本）；吳文民（台灣）；關令翹【TVB版】（香港）
劍咬之虎的魔導士，在公會裡具有前十強的實力。是一個帶著面罩，穿著類似於日本忍者的男性，每根手指分別有著羅馬數字1～101-10的刻印。
纳兹闯入「剑咬之虎」入住酒店时，奉會長傑曼之命與纳兹對戰卻被他給秒杀。在动画“冥府之门”篇原创剧情，再次登场并作为剑咬之虎的一份子破坏费斯（但无果）。
空乃·阿格利亞（Sorano Aguria）
於《百年任務》篇加入。

### 人魚之踵（Mermaid Heel）
全體成員由女性所組成的公會，簡稱為「MH」（到了漫畫大结局，會長是誰終究成謎）。於X791年參加大魔鬥演武，其隊伍通過了預選賽「空之迷宮」，得到了第六名。
神樂·御雷（Kagura Mikatsuchi，其它譯名：神樂·米卡茲奇）
配音：早見沙織（日本）；傅其慧（ep.157）→錢欣郁（ep.163起）／林沛笭【最終章】（台灣）；朱妙蘭→林元春【TVB版】（香港）
人魚之踵的最強魔導士，大魔鬥演武時是小隊的領導者，在公會中深受公會成員的敬重與愛戴，是「魔導士週刊」現在（七年後）首推的女性魔導士，結局時整個公會都成為了其專屬模特兒。23歳（7年後）⇒24歳。劍術和體術都極強，不用使用魔法就可以輕易打敗絕大部分魔導士。與艾爾莎、米拉珍、烏璐緹雅、米涅露芭、烏璐為伊修迦爾實力最頂尖的女魔導士。頭上綁著白色緞帶，外表冷豔，留著日式公主頭，有著鳳眼和黑色及腰長髮的女性，身穿白西裝外套、短裙、黑色褲襪及皮靴，有時會穿著日式和服和木屐。曾與杰拉爾有很深的仇恨，其不出鞘的劍「怨刀『不俱戴天』」，是為了斬殺傑拉爾而存在的劍。性格冷靜可靠、獨立強悍，骨子裡有點傲嬌。
是西蒙的親生妹妹，在家園遭到信仰瑟雷夫的信徒們抓走孩童的突襲下與兄長失散，為尋找兄長西蒙而走遍世界，從米莉安娜口中得知兄長西蒙死於傑拉爾之手後就決心復仇，之所以強大是因為心中宛如深淵般的「怨恨」所帶來的黑暗之力。是連艾爾莎也打不贏的強敵，神樂若是真拔劍的話那麼表示對方會死的非常慘。
與艾爾莎激戰數回合，幾乎都是神樂佔上風，且雙方都不帶感情，兩人甚至戰鬥到競技場崩塌，最後在艾爾莎替神樂擋住將壓到神樂的大石塊才使神樂認出艾爾莎，之後被艾爾莎認為義妹（神樂本人傲嬌表示自己才沒有像艾爾莎一樣的笨蛋姐姐）。
以人魚腳跟的身份參加X791年的大魔鬥演武，她先在第二天的武鬥項目中出場，並對戰劍咬之虎的雪乃，並接受她提出以「性命」做為賭注的輸贏條件，之後以「不出鞘·太刀之型」秒殺雪乃所持有的第十三道星靈「蛇夫座」歐菲克斯，後來立刻移動到雪乃面前給她瞬間的一擊，其強大的實力驚艷全場。在大魔鬥武演第四天的組隊決鬥，與米莉安娜對上蛇姬之鱗的利昂跟悠卡，雙方激戰三十分鐘後還是平手。
在大魔鬥演武最終日先擊敗悠卡跟托比，本欲對上史汀格，但被他逃走，後在艾爾莎等待米涅露芭的時候忽然衝出來讓初代的預測出現失誤，接著立刻與艾爾莎陷入激戰，在兩人勢均力敵的時候，米涅露芭憑空亂入，將兩人壓制後企圖介入兩女之戰，就此演變成三方混戰，被評為此屆大會屈指可數的女魔導士之對決。之後米涅露芭耍詐使用米莉安娜當人質，要艾爾莎和神樂先分出勝負，自己再和贏的一方交手，兩人又展開激戰，神樂以強大的劍術穩壓艾爾莎，此過程中因憤怒拔出了刀（原本是用來殺傑拉爾的）。最後卻被艾爾莎以灌注了對同伴以及逝者感恩的妖刀紅櫻之信念一擊擊倒。之後差點被破碎的建築石塊擊中之時被艾爾莎所救被艾爾莎認出來，而她也回憶起艾爾莎就是在當初狩獵孩童時救了她的那個姐姐，立刻把艾爾莎從石堆中救出，自認自己情緒混亂而認輸，但卻被劍咬之虎的米涅露芭以不俱戴天從身後偷襲而奪走分數。
後於群龍戰爭中率領人魚腳跟迎戰，並於混戰中發現傑拉爾的身影，原先有拔刀的念頭但在烏璐緹雅出現並且告知一切真相後選擇罷手。於宴會上說出想認艾爾莎為姐姐，因而直接被艾爾莎抱入懷中，在無法掙扎的狀態下無奈的大喊，而據旁人所說，神樂是第一次這麼出盡了洋相。
在動畫“冥府之門”篇原創劇情，率領米莉安娜等公會成員一起破壞費斯，魔力用盡也都無法破壞費斯。看見龍（格蘭帝列）僅憑一擊就摧毀費斯後覺得人類魔導士的力量還是太渺小了。
對決護聖12盾蒂瑪麗亞的戰鬥敗北，被蒂瑪麗亞以“歲月彌封”禁錮，衣服被其撕碎，“歲月彌封”解除後衣服碎裂變成半裸，而後被蒂瑪麗亞以壓倒性魔力震懾羞憤撤退。其後與艾爾莎及傑拉爾共同迎戰奈因哈特，在戰鬥中仍無法釋懷對於傑拉爾的恨意甚至一度動起殺心，最後選擇放下仇恨救助陷入昏迷的傑拉爾的同時並且含淚斬殺自己兄長西蒙的幻影，使得傑拉爾得以了結奈因哈特，戰鬥後以非常強硬的方式將傑拉爾的初吻還給艾爾莎。
隨後在妖精尾巴成員與帝國軍進行公會奪還戰時救下被護聖12盾之一的拉凱德的"快樂"魔法襲擊的雪乃並與之對戰，對戰時一度藉由咬傷舌頭破解拉凱德的魔法並進而出刀擊潰對方，但卻反被拉凱德空手擋下攻擊並遭到重創而敗北，後使用重力魔法輔助史汀格成功擊敗拉凱德。最終決戰亞克諾羅基亞時，通過梅兒蒂的鏈接全大陸魔導士的魔力封印亞克諾羅基亞以及人魚腳跟成員一起作為傳送魔力的一份子露臉。
《百年任務》中告知傑拉爾在尋找的白魔導士桃華加入妖精尾巴公會。
公式人氣投票17名。

米莉安娜（Millianna）
配音：藤井幸代（日本）；傅其慧／陳筱寧【最終章】（台灣）；鄭佩嘉【Animax版】／黃淑芬→何晶晶→羅孔柔【TVB版】（香港）
人魚腳跟的魔導士，是艾爾莎昔日的夥伴。是一個貓女，全身上下的裝扮都跟貓有關，她非常喜歡貓咪，整個房間裏都是有關貓的物品。
小時候在樂園之塔當奴隸，傑拉爾欺騙大家說艾爾莎背叛他們，抱持著這種復仇的心態長大，因此在這八年期間不僅學會魔法還幫助完成樂園之塔。
受傑拉爾的命令將在茜色渡假村的艾爾莎給帶走，之後在樂園之塔的戰鬥中被納茲擊敗，在事件過後與修和伍利兩人一起環遊大陸，後來她在七年間加入「人魚腳跟」，公會標記在左後腰，加入目的是向傑拉爾為西蒙復仇。
以人魚腳跟的身份參加X791年的大魔鬥演武，先在第三天的競技項目中出場，最後亦得第五名。在大魔鬥武演第四天的雙人組隊決鬥，與神樂對上蛇姬之鱗的利昂跟悠卡，雙方激戰三十分鐘後還是平手。在最終戰中擊敗四頭小狗的洛卡，後被劍咬之虎的米涅露芭給抓走來要脅艾爾莎與神樂，先被拘束在魔力空間不斷地被剝奪魔力然後被折騰一番後釋放出來後退出比賽。
於與巨龍的對戰中與眾人分散開來，因而在無意間碰上前來營救艾爾莎的傑拉爾，原本企圖殺死傑拉爾，但在烏璐緹雅出面後卻感到相當的迷茫，這樣的情緒就一直持續到慶祝宴會上才被艾爾莎以哈比、夏璐璐和利利逗笑暫時解開心結。
- 拘束魔法

- 小貓衝擊波

阿拉妮·衛普（Araña Webb）
配音：櫻井浩美（日本）；錢欣郁（台灣）；梁少霞【TVB版】（香港）
人魚腳跟的魔導士，是一個將頭髮綁成發散型的管狀草绿色頭髮，戴著珍珠耳環、穿著奇異蜘蛛網衣服的女性。以前和青色天馬的蓮有過暫時的情侶關係。
參加X791年的大魔鬥演武，並在第一天的武鬥項目中出場，對戰青色天馬的蓮，最後被蓮以擊敗。在最終戰中和貝絲一起行動被青色天馬的TRI MEN'S中的三人組擊敗。
- 絲線魔法

莉絲莉·羅（Risley Law）
配音：楢橋美紀（日本）；傅其慧／【最終章】（台灣）；伍秀霞【TVB版】（香港）
人魚腳跟的魔導士，是一個身材豐腴，戴著頭帶，有著亂髮的女性，使用的魔法為重力變化，是由神樂所傳授的。口頭禪是「可別小看人魚啊」。
參加X791年的大魔鬥演武，在第二天的競技項目中出場，最後獲得第三名。之後在第四天的競技項目中出場，被妖精尾巴B隊的茱比亞以打出場外而出局，最後獲得第六名。在最終戰中被蛇姬之鱗的潔莉亞擊敗。
- 重力魔法

- 重力變化

貝絲·邦達伍特（Beth Vanderwood）
配音：村川梨衣（日本）；馮嘉德／林美秀【最終章】（台灣）；葉曉欣【TVB版】（香港）
人魚腳跟的魔導士，是一個臉上有雀斑的女性，頭髮綁成雙邊的三股辮，服裝打扮有著鄉村女孩的感覺。
參加X791年的大魔鬥演武，在第一天的競技項目中出場，最後獲得第五名。在最終戰中和阿拉妮一起行動被青色天馬的TRI MEN'S中的三人組擊敗。
- 蔬菜魔法

- 胡蘿蔔飛彈

### 大鴉尾巴（Raven Tail）
伊旺‧德雷亞被趕出妖精尾巴後成立的獨立型闇黑公會，以反妖精尾巴特化型公會為目標。公会是一座建立在有龙卷风发生的荒野类塔建筑物。
但到X791年卻成功申請為正規公會參加大魔鬥演武，其隊伍通過預選賽「空之迷宮」並得到第三名，最後在大魔鬥演武中因「會長違規參賽」及「違反出場人數限制」不得繼續參賽。而被懲處「取消其比賽資格並剝奪大會出場權三年」，公會也在之後解散。龙群出现时没有参与迎击龙群的魔导士公会。
伊旺·德雷亞／阿列克謝（Ivan Dreyar／Alexei）
配音：佐藤正治（日本）；李景唐【伊旺】／吳文民【阿列克謝】（台灣）；梁志達→招世亮【TVB版】（香港）
大鴉尾巴的會長，馬卡羅夫的兒子，拉格薩斯的父親。過去在妖精尾巴時似乎與吉爾達茲有過衝突，後來因為會對妖精尾巴造成危害而被馬卡羅夫逐出公會，因為這件事情拉格薩斯對馬卡羅夫趕走父親一事感到不滿以及耿耿於懷，離開公會的同時也帶走對其不利的情報，另外成立闇黑公會大鴉尾巴，並且暗中拉攏戈吉爾作為探聽父親公會情報的間諜。
X791年得知自己的父親和兒子已返回妖精尾巴也知道他們要參加大魔鬥演武，因此化名成阿列克謝並和公會成員一同參加，打算要在比賽時做些對妖精尾巴不利的事。與拉格薩斯對戰時，用幻影魔法製造出拉格薩斯慘敗的假象，實際上跟拉格薩斯進行一場交涉，想要得知妖精心臟的所在地，甚至在打自己兒子體內的滅龍魔水晶的主意，但拉格薩斯拒絕要求，並打敗他和即其餘的四位成員，解除幻影製造出的假像，大鴉尾巴因嚴重違反比賽規則而被大會取消比賽資格。之后从芙蕾雅口中得知公会已经解散，本人去向无再交代。
- 幻影魔法
- 紙片魔法
- 思念体

芙蕾雅·柯羅納（Flare Corona）
配音：伊藤靜（日本）；馮嘉德（台灣）；吳羨婷【TVB版】（香港）
大鴉尾巴的魔導士，是一個眼神猙獰笑容詭異，紅色雙眼，有著巨乳以及到腰部的紅髮的女性。左臂上有一個X型的傷疤，公會紋章在右胸。能隨意的控制自己的紅髮作為武器。
以大鴉尾巴的身份參加X791年的大魔鬥演武，在第一天的戰鬥項目中出場，對手為妖精尾巴Ａ隊的露西，並稱呼露西為「金髮的」，一開始與露西展開激烈對戰兩人不分上下，之後用頭髮將阿絲卡當作人質以此威脅露西並用頭髮一直不斷攻擊她，甚至想把大鴉尾巴的紋章印在露西右手背上的妖精尾巴的紋章。後來她的詭計被納茲揭穿，使露西有機會反擊，在露西與「雙子座」星靈傑米利要一同使出兩人修練已久的超魔法「全天星辰」要給她致命一擊時，魔法卻被歐普拉消除，最後露西魔力耗盡敗北得到勝利。在大魔鬥演武的第三天與拉格薩斯一戰中被擊敗，隨後因違反比賽規則而被逮捕，因違反比賽規則而被審問後，在龍舌蘭樂園中與露西相遇並為對她做的事道歉，而露西也以微笑接受她的道歉。大魔鬥演武結束後潛入妖精尾巴的大浴場（眾人以為是艾爾莎），並提及大鴉尾巴被解散之後便沒有容身之處，但露西邀請她加入妖精尾巴時卻被本人一口拒絕，因而被露西、卡娜、茱比亞三人吐嘈。
再次登場時從本人口中得知她在過去由太陽之村的巨人所撫養長大，但因討厭只有自己的體型和太陽之村的巨人不一樣於是離開村子，但因從未見過與自己同等大小的人類而覺得非常害怕和苦惱又不知道如何賺錢，於是在毫不知情下加入大鴉尾巴，入世未深的她單純的接受大鴉尾巴厭惡妖精尾巴的方針並覺得這件事是理所當然的，因此在大魔鬥演武對戰中對於露西非常的刻薄，但在大魔鬥演武後改變想法（尤其在小龍群襲擊露西時出手相救）。故此右胸已經改為紋上太陽之村的紋章，回来看见故鄉被冰封時感到非常擔憂，協助露西及溫蒂對戰風精的迷宮並且用「髮驟雨千鳥」擊敗其中一名成員之後一起尋找“永恆之炎”。村子恢復原狀後，原先擔心巨人們不能接受她擅自離開村子而不好意思的躲了起來，但是其實巨人們還是視芙蕾雅為親生女兒般重新接受她，也和納茲、露西等人成為朋友。
最終戰對決亞克諾羅基亞時，通過梅兒蒂的連結全大陸魔導士的魔力封印亞克諾羅基亞作為傳送魔力的一份子露臉（543话）。
- 頭髪魔法

- 髪驟雨狼牙
- 髪驟雨螢火
- 髪驟雨千鳥

納魯布亭格（Nullpudding）
配音：宮下榮治（日本）；黃天佑（台灣）；蕭徽勇【TVB版】（香港）
大鴉尾巴的魔導士，留著奇怪的鬍子、非常大的下巴，身型比較矮胖的男性。
參加了X791年的大魔鬥演武，並在第一天的競技項目中出場，比賽過程都針對著妖精尾巴且一直都攻擊格雷。在大魔鬥演武的第三天與拉格薩斯一戰中被他秒殺，隨後因違反比賽規則而被逮捕。
- 針爆魔法

黑蛇（Kurohebi）
配音：下山吉光（日本）；李景唐（台灣）；張預東【TVB版】（香港）
大鴉尾巴的魔導士，是一個有著黑色頭髮，塗上黑色眼影、黑色口紅的男性。
參加了X791年的大魔鬥演武，在第二天的競技項目中出場，也在同天的戰鬥項目中出場，並對戰蛇姬之鱗的托比並將其秒殺，在大魔鬥演武的第三天與拉格薩斯一戰中被他以一拳秒殺，隨後因違反比賽規則而被逮捕。
- 擬態魔法

歐普拉（Obra）
配音：下山吉光（日本）；孫誠（台灣）；葉振聲【TVB版】（香港）
大鴉尾巴的魔導士，外表是一個戴著面具以及魔術帽子，長髮且有著長鼻子的男性。身穿黑色披風，披風上印有公會紋章。本體是一隻黑色的小人。使用魔法不明，似乎能以黑色小人襲擊目標，並吸取對方的魔力使其歸零。
參加了X791年的大魔鬥演武，在大魔鬥演武開始前襲擊溫蒂與夏璐璐，也在第一天的戰鬥項目時消除露西的魔法使芙蕾雅獲得勝利。在大魔鬥演武的第三天與拉格薩斯一戰中被他秒殺，隨後因違反比賽規則而被逮捕，但本體卻趁隙逃出來，本體黑色的小人似乎和黑魔導士瑟雷夫有著不尋常的關係。
- 魔力消除

### 其他魔導士公會
巨人之鼻（Titan Nose）
波拉（Bora）
配音：下山吉光（日本）；黃天佑（台灣）；陳振聲【Animax版】／蘇強文【TVB版】（香港）
原巨人之鼻的魔導士，外號紅天。茱比亞的前男友，由於無法忍受茱比亞的下雨體質而跟她分手，在好幾年前因為利用魔法進行偷竊而被公會放逐。
故事開頭在街頭自稱是妖精尾巴的火龍，使用戒指上魅惑魔法吸引一些年輕女性並企圖強迫她們作為藝人，一度被露西识破后谎称帮助露西加入妖精尾巴，最後被納茲以火龍的鐵拳擊敗。
最终决战黑龙时，通过梅儿蒂的链接全大陆魔导士的魔力封印亚克诺罗基亞作为传送魔力的一份子有露脸（动画版327集）。
妖貓之宿（Caitshelter）
溫蒂與夏璐璐原隸屬的魔導士公會，公會為一個村落，以紡織業為生，衣服都是用古代人「尼魯比特族」的傳統編織法來做成，根據會長羅鲍魯所言，妖貓之宿原本只是個廢棄的村子，後來因為米斯頓葛將年幼時的溫蒂送到這裡，並請求羅鲍魯收留溫蒂，羅鲍魯便答應收留溫蒂，為了溫蒂而創立妖貓之宿公會及公會成員，是僅為溫蒂而存在的公會。
羅鮑魯（Roubaul）
配音：立壁和也（日本）；黃天佑（台灣）；陳永信【TVB版】（香港）
妖貓之宿的會長，真實身分為四百年前創造「涅槃」的尼魯比特族的酋長。
四百年前，古代的魔法世界戰火不斷。保持中立的尼魯比特族為了能讓世界得到和平而創造涅槃，但是物極必反，涅槃在將充斥著世界的黑暗轉為光明的同時，也逐漸將尼魯比特族由光明轉變為黑暗而導致一族的自相殘殺至幾乎滅族，唯有自己生還將涅槃給親手封印起來。在死前因為擔心涅槃會被人解除封印，所以四百年來一直以思念體的形態存在人間，為的是希望有人能代替自己來摧毀涅槃，在等待期間原本只想在個廢棄的村子過著平凡的日子。後遇到的抱著年幼時的溫蒂的米斯頓葛，被他的一雙真誠的雙眼所感動而答應收留溫蒂並創立妖貓之宿公會。
在聯合軍擊敗六魔將軍後，告知溫蒂等人其他公會成員是自己所造的思念體，因為涅槃已被聯合軍完全摧毀而認為自己已完成四百年所等待的使命，與其他妖貓之宿成員消失在溫蒂及其他人的面前。
貝貝爾（Pepel）
配音：松嵜麗（日本）；錢欣郁（台灣）
妖貓之宿的成員，尼魯比特族的族民。是羅鮑魯所創造的幻影。戴著面罩的女性。
馬古納（Magna）
配音：內山昂輝（日本）；李景唐（台灣）
妖貓之宿的成員，尼魯比特族的族民。是羅鮑魯所創造的幻影。光頭男性。
帕斯克
配音：不明（日本）；孫誠（台灣）
妖貓之宿的成員，尼魯比特族的族民。是羅鮑魯所創造的幻影。禿頭男性。
納歐奇
配音：不明（日本）；黃天佑（台灣）
妖貓之宿的成員，尼魯比特族的族民。是羅鮑魯所創造的幻影。光頭髮髻男性。
黃昏之鬼（Twilight Ogre）
在天狼島事件後的7年間在玛格诺利亚新建的魔導士公會，X791年曾向妖精尾巴討債，直到妖精尾巴最強隊伍人回來得知暴行用妖精尾巴處理方式教訓黃昏之鬼的所有成員一頓，也參加大魔鬥演武，其隊伍在預選賽被納茲等人搶去地圖而落選。小型龙群出现时，也有参与战斗。妖精尾巴赢得大魔斗优胜以后，也有在玛格诺利亚迎接祝贺妖精尾巴归来。在动画“冥府之门”篇原创剧情，也有一起破坏费斯（但无果）。最终决战黑龙时，通过梅儿蒂的链接全大陆魔导士的魔力封印亚克诺罗基亞作为传送魔力的一份子有露脸（动画版327集）。
巴納波斯塔（Banaboster）
配音：下山吉光（日本）；黃天佑（台灣）；張錦江【TVB】（香港）
黃昏之鬼的會長。在天狼島事件後不停要求妖精尾巴討債，甚至叫部下破壞妖精尾巴的設施並對其成員實施暴行，後來納茲等人回來出手痛毆部下加上馬卡羅夫、艾爾莎和米拉珍對黃昏之鬼多年來對妖精尾巴其他成員暴行等做過的一切感到憤怒，因此在黃昏之鬼公會總部談判時也教訓所有人一頓。
提波（Thibault）
配音：景浦大輔（日本）；黃天佑（台灣）；鄧港文【TVB】（香港）
黃昏之鬼的魔導士，是一個戴著鬼頭套、留著爆炸頭的男人，公會紋章在右臂。7年間一直向妖精尾巴新會長馬卡歐追債，更因妖精尾巴沒有錢並對成員們實施暴行，正當想攻擊羅梅歐時，天狼組的妖精尾巴成員等人正好回來，納茲便一腳踢飛他教訓一頓。參加X791年的大魔鬥演武在預賽中和納茲一行人遇上後被秒殺。大魔鬥演武結束後與作為黃昏之鬼的魔導士一同對抗龙群但無果。
玛坦·琴杰（Mattan Ginger）
配音：佐藤奏美（日本）；錢欣郁（台灣）；何宝珊【TVB】（香港）
动画原创角色。黄昏之鬼女性魔导士。肚皮舞女，猫耳帽打扮的粉发少女，头上和臀部球体部分会冒出火焰，会使用冰与火的两种属性魔法，自我介绍是“冰火顶尖偶像”，语尾是Dechi。其他魔导士公会抵抗小龙群时首次出场代表黄昏之鬼，对付小龙有成效，罗梅欧因此认识她。
其他黃昏之鬼魔導士
配音：不明（日本）；李景唐（平頭男）、孫誠（尖頭男）、吳文民（圓頭男）（台灣）
隨同領隊提波向妖精尾巴追債的其他4名成員（特徵分別是平頭男、尖頭男、圓頭男、披風男），但被天狼組的妖精尾巴成員教訓一頓，參加X791年的大魔鬥演武在預賽中和妖精尾巴A隊遇上後被秒殺。大魔鬥演武結束後與作為黃昏之鬼的魔導士一同對抗龙群但無果。
无首骑士之头（Dullahan Head）
参加X792年大魔斗演武的公会之一。大魔斗演武里一路取胜进入决赛，最终被隐藏实力的「毒鬼之牙」击败。
庫利萨克
配音：下山吉光（日本）；孟慶府（台灣）
土精灵之轮（Dwarf Gear）
参加X792年大魔斗演武的公会之一。大魔斗演武第四日被「无首骑士之头」击败。
贝利克
配音：後藤弘樹（日本）；黃天佑（台灣）
毒鬼之牙（Scarmiglione）
配音：不明（日本）；孫誠、馮嘉德、吳文民、黃天佑、孟慶府（台灣）
参加X792年大魔斗演武的公会之一。为了提高场外赔率到决赛都隐藏着实力，压倒取胜「头首骑士之头」后被闯入了的纳兹一击打倒了。出场有五人。动画版大会结束后，打算成为纳兹的弟子，不过被纳兹盯着害怕离开了。最终决战黑龙时，通过梅儿蒂的链接全大陆魔导士的魔力封印亚克诺罗基亚作为传送魔力的一分子再次亮相（动画版327集）。
蛇鬼之鰭
几年前开始就和「蛇姬之鳞」关系恶劣、水火不容的魔导士公会。在X792年趁着「蛇姬之鳞」内裘拉不在以及感谢祭之际，邀请原「恶魔心脏」的布鲁诺特为保镖，操纵10万只魔物开始对玛格丽特镇和「蛇姬之鳞」的毁灭计划，在纳兹打倒了布鲁诺特后全体投降。
蛇鬼頭領
配音：田丸笃志（日本）；林谷珍（台灣）
领导「蛇鬼之鳍」的頭領，绿发，身上有蛇特征的男性魔物使者，舔吃珍宝珠。称呼布鲁诺特作“老师”。
赤色蜥蜴（Red Lizard）
外传《FAIRY TAIL ZERØ》中登场。会长是吉瑟姆夫。X679年，建在天狼岛的魔导士公会。梅比斯的父母以及至6岁时梅比斯所属公会。不过之后由于跟「青色骷髅」的抗争毁灭。
吉賽爾夫（Zeeself）
配音：田村真（日本）；吳文民（台灣）；李錦綸【TVB版】（香港）
瑟菈的父亲。
喧嚣的秒针
外伝《ALE OF FAIRY TAIL ICE TRAIL~ 冰之軌跡~》登場。会长是涅兹（老鼠）。

## 獨立公會

### 魔女之罪（Crime Sorcière）
魔女之罪（Crime Sorcière），是為殲滅瑟雷夫和闇黑公會而組成獨立公會。由於成員是逃犯或通緝犯，且礙於公會間的禁止抗爭條約，並沒有申請成為正規公會，維持著非闇黑公會也非正規公會的形式。魔女之罪的戒律為「懲罰」。並由創立的三人立下公會所信奉的精神：不忘記自己的罪孽、不能被自己的罪孽壓倒、相信罪孽總有一天會被原諒、且不能停止去愛廣大的人們。
在月蝕大門事件解決後，烏璐緹雅半退出公會。在冥府之門篇時，傑拉爾接下多蘭巴魯特的請求前去尋找被釋放的六魔將軍。馬克貝斯、艾利克、空乃、索亞、理查以真名的身份正式加入魔女之罪。最終章時，魔女之罪成員與其他魔導士公會行程統一戰線，幫助對抗瑟雷夫率領的阿爾巴雷斯帝國及黑龍．亞克諾羅基亞。在X793年，所有成員被菲歐烈王國的新任女王．翡翠赦免以往罪行而成為自由之身，成員也依照各自的人生目標各尋去處。公會解散。
傑拉爾·菲爾納迪斯（Jellal Fernandes）
配音（青年時期）：浪川大輔（日本）；黃天佑／何志威【最終章】（台灣）；陳旭恆【Animax版】／黃榮璋→曹啟謙【TVB版】（香港）
配音（幼年時期）：浪川大輔（日本）；錢欣郁（台灣）；不明【Animax版】／黃鳳英→袁淑珍【TVB版】（香港）
舞台劇演員：荒木宏文
原魔法評議員之一，也是原「聖十大魔導」之一。現為獨立公會「魔女之罪」的成員。相貌英俊，特徵是右臉上有一道繁複的紅色胎记。擅長操縱「天體」、「黑暗」等強大魔法。
與艾爾莎相同，幼時就被信仰瑟雷夫的邪教團抓去當奴隸、建造R系統。孩童時期的傑拉爾個性樂觀善良，很重視自己的同伴，是領導一般的存在。並為沒有姓氏的艾爾莎取了「史卡雷特」（Scarlet，緋紅色）當作她的名字。在孩子們企圖逃跑被發現後，傑拉爾試圖拯救被當作首謀懲罰的艾爾莎，但行動以失敗告終並代替她受到殘忍的虐待。遭邪教團折磨的期间，傑拉爾被烏璐緹雅偽裝成瑟雷夫的亡靈蠱惑而墜入黑暗崇拜黑魔导士，性格产生转变得残忍和暴力，后接手管理艾尔莎等人解放后的乐园之塔加上7年間接觸許多暗黑魔法界的許多事物，受到六魔將軍的首腦指導，本身天资聪颖，習得各式各樣失落和禁忌魔法。擁有強大的魔力，為了完成R系統，以思念體「齊克雷因」的身份進入魔法評議院，並名列聖十大魔導之一。在失去以及恢復記憶之後恢復原本的温柔、认真個性，但也深感愧疚感尤其是致艾尔莎、西蒙等人痛苦，会选择蹩脚的谎言和不与艾尔莎见面来惩罚自己但默默守护，成立「魔女之罪」后积极募集曾堕入黑暗的同志来一起開始為各自的罪孽贖罪。抱有的这份愧疚感一直持续到魔女之罪被菲欧烈王国赦免全员罪行和解散的《百年任务》篇，正寻找新的道路的杰拉尔受到乌璐緹雅提醒决定为了艾尔莎「活下去」才是今后的道路，在意的并非自己对她做了什么而是她为你付出了什么从而解开心结，不再惩罚自己远离艾尔莎。
在7年中建立復活亡者的R系統，企圖復活被稱為魔法界最凶惡的黑魔導士瑟雷夫。之後為了自身計畫而對艾爾莎與妖精尾巴魔導士納茲等人進行了「樂園遊戲」，並讓特別游擊部隊三羽鴉與其對抗。後來與艾爾莎獨自對峙，雖因只有一半的魔力使得自身完全不是艾爾莎的對手，但卻利用言語使其動搖的同時，透過肢體的接觸放了「拘束之蛇」將其束縛住，隨後他與思念體合為一體後恢復所有魔力，繼而和納茲展開決戰，一開始以強大的力量壓制對手，但是因為稍早被艾爾莎砍傷，再加上納茲吸收了一部分「魔導精靈力」，被納茲以龍之力擊敗。但最後他代替艾爾莎與魔水晶融合，讓艾爾莎和納茲從爆炸中順利生還，也讓艾爾莎從此發誓今後不論發生什麼事，都要和夥伴一起活下去。
數個月後昏迷不醒的他被三大暗黑公會巴拉姆聯盟之一的六魔將軍帶走，並利用正規魔導士公會妖貓之宿溫蒂的天空魔法所救（被温蒂误认为是自己的恩人米斯顿葛而全力施救），但是清醒後的他已經失去大部分的記憶，之後憑著隱約記憶啟動了古代禁忌魔法涅槃，並打算將這項危險的魔法用「自律崩壞魔法陣」消滅掉，隨後遇到艾爾莎並被告知之前所做的惡行後，覺得自己罪孽深重致不應存活在世上，因此也對自己施下「自律崩壞魔法陣」試圖贖罪。之後他與艾爾莎一同遇見六魔將軍的午夜，挺身而出保護艾爾莎，但因自身魔力嚴重不足而被擊敗，後至涅槃中以僅存的魔力使出擁有恆星之力的高能量密度的火魔法「咎之炎」支援納茲擊敗六魔將軍會長無。事件結束後，傑拉爾被新生評議會認定為是比六魔將軍犯下更大惡行的通緝犯，因此當場將他逮捕入獄，在獄中恢復了記憶並開始打算為自己的罪行贖罪。
隔年意外地被烏璐緹雅與梅兒蒂所救，三人以傑拉爾為首創立了獨立公會魔女之罪，七年中消滅無數闇黑公會，並持續追查以被確認證實存活在世上的黑魔導士瑟雷夫的蹤跡。七年後登場時外觀變化不大，其褲前有公會標誌。主動委託妖精尾巴在大魔鬥演武中追查黑魔導士瑟雷夫的魔力，並借用S級魔導士「米斯頓葛」的身份出現在妖精尾巴B隊，與正規魔導士公會蛇姬之鱗S級魔導士裘拉進行戰鬥。
在為了避開新生評議院的追查而退出大魔鬥演武後，持續與艾爾莎聯繫和追查在歷屆大魔鬥演武中出現的類黑魔導士瑟雷夫之魔力，後來發現擁有類黑魔導士瑟雷夫之魔力者為未來羅格，之後遇見未來露西，兩者會合後未來露西透露出王國將毀滅之事實，認為傑拉爾有能力解決此事，要求他幫忙想出解決之道，傑拉爾答應其要求並在日蝕之門即將啟動前突然出現在拉哈爾與多蘭巴魯特的面前，向他們提出釋放「毒龍」眼鏡蛇的請求。之後便前去救被小龍打倒的艾爾莎並且碰上了米莉安娜，對方在怒火中燒的狀態下原先企圖殺死他，但烏璐緹雅介入並向米莉安娜坦言真相。在一切結束後與梅兒蒂一同離開花之都。
在評議會毀滅後，接受多蘭巴特魯的委託與六魔將軍對峙，戰鬥中輕鬆化解六魔將軍的攻勢，並道出所有人的真名，隨後他陷入了「午夜」的幻術之中，但在自傷雙眼後破除幻術，並擊敗所有六魔將軍，要他們加入魔女之罪。為啟動「費斯」生體連結鏈的三人之一，後來這份鏈結在冥府篇被前議長竊取。龙出现破坏费斯时，带领魔女之罪成员加快步伐前往玛格诺利亚。在冥府之门一事结束后艾尔莎想起不愉快的回忆而颤抖无法再相信别人时，杰拉尔出言安慰了她，并寄希望行走在光明和黑暗不同道路的他们若有交集一天时，艾尔莎散发的光芒足以消灭他们。
X792年時委託艾爾莎調查黑魔術教團。於「最終戰爭篇」中與梅兒蒂一同前去解放哈爾吉翁，與艾爾莎及神樂會合。之後在神樂的幫助下，以「七星劍」擊敗了奈因哈特。後與午夜、眼鏡蛇、雷射、熱眼和魔導王-歐加斯特對峙，但被對方的魔力震懾且完全壓制，全員皆被擊潰。後在亞克諾羅基亞準備殺死艾爾莎及溫蒂時，突然出現並以防護罩擋住對方的攻擊，並與亞克諾羅基亞對戰。接連使出「六連星」、「九雷星」、「七星劍」等招式都被對方抵消，在亞克諾羅基亞化為龍態準備反擊時，一夜及時駕駛飛艇克里斯汀娜撞飛黑龍救了三人性命。在飞船上结识安娜，虽然对安娜说的仍有怀疑但还是按照作战进行。由于时间狭缝被关闭，杰拉尔只好出手拖延时间。瑟雷夫连接以后时间狭缝变得肉眼可见，打算凭自己一人把亚克诺罗基亚推进去，强调要保护好艾尔莎。但魔力被魔龙吸食，差点被亚克诺罗基亚捏死时被一夜所救。最终与青色天马等人一起获救。最终决战黑龙时，通过梅儿蒂的链接全大陆魔导士的魔力封印亚克诺罗基亞作为传送魔力的一份子有露脸（543话）。結局時與同伴一起被翡翠赦免了以往的罪行。
《百年任務》時，在各個魔導士公會奔波尋找白魔導士桃華，並告誡魔導士們千萬不可與對方接觸。从神乐打听到桃華消息以后，在玛格诺利亚与桃華终于碰面，上前交涉时却以保护家人免受打扰为由被拉格萨斯介入无果。后到桃華家中直接对质桃華，桃華也终于露出真面目。魔力差点被夺走时，善良人格的桃華出现使白魔導士無法得逞，因而得知桃華具有双重人格。后来戈吉尔赶到逮捕了桃華，并将其带回公会坦白一切。但是「白魔导士」人格之后出现，轻易压制包括杰拉尔在内妖尾公会所有人，与妖尾公会众人一起被桃華带往北大陆基尔缇纳并接受了洗脑。後因木神龙阿多爾德隆的叫声恢復意識，摆脱白魔导士的控制。「阿爾德隆」完全复活后，对峙派出消灭不需要的人类的神之种「基亚兹」，因对方“命运的齿轮”魔法使他无法順利使用魔法而变得不利。就在被当作是艾尔莎复仇的幻觉敌人面前放弃挣扎时，加上身体和思考都停止的关系来到了与现实脱离扭曲时间中见到了阔别的乌璐緹雅（思念体），被其提醒「魔女之罪」已经不复存在还有为了从今以后的目标（艾尔莎）而活下来才是其新的道路。他在清醒后思考出该魔法的原理，并利用“思念体”通过分裂出「齐克雷因」，由該人格承接了魔法的限制效果，使他成功施展出一招「七星剑」彻底消灭了敌人基亚兹。最后还说现在自己与艾尔莎的齿轮终于重合，决不允许任何人妨碍的发言。「剑戟森森」发动时，与负伤的拉格萨斯和艾尔莎汇合引导避难。在鍊金術公會「黃金之梟」中與天神賽雷納交戰，得知其真名為齊克雷因。母親在他面前被邪教徒殺害，本人也被邪教徒所擄，為了獲得能保護母親的力量而製作思念體，本人則隱瞞真名而自稱傑拉爾。最後以天體魔法「獵戶座」擊敗天神賽雷納時，首次表達希望加入「妖精尾巴」以回應艾爾莎對他的心意。
傑拉爾的角色原型為作者真島浩的前作聖石小子中的殛克哈爾德。

烏璐緹雅·米魯可比奇（Ultear Milkovich）
配音：澤城美雪（日本）；錢欣郁／林沛笭【最終章】（台灣）；賴芸芬【Animax版】／陳凱婷→林元春【TVB版】（香港）
原闇黑公會「惡魔心臟」煉獄七眷屬之首、原魔法評議院見證魔導士。使用失落的魔法「時間的弧線」，是冰之「造型」魔導士烏璐的女兒，實際上也會冰之造型魔法。她一出生烏璐就無法停止眼淚，讓烏璐感受到生命的喜悅，因此將她取名為烏璐緹雅（緹雅是眼淚的英文tear的音譯）。與艾爾莎、米拉珍、神樂、米涅露芭、烏璐為伊修迦爾實力最頂尖的女魔導士。
出生就擁有強大的魔力導致身體狀況異常，烏璐將她送至「魔法開發局」治療（当时的局长是未成立暗黑公会「六魔将军」的“首脑”），魔法開發局為了讓她做實驗對象，欺騙烏璐說女兒已經死亡。不知情的烏璐緹雅因思念母親而逃出魔法開發局，卻看到和格雷、利昂在一起的母親一臉幸福，覺得自己被拋棄，遂決定向母親復仇，重新回到魔法开发局找回魔力还引发了爆炸后离开。之后知道瑟雷夫的存在然后还有找寻他的黑暗公会，哈迪斯告訴她学习失落魔法「时间的弧线」能取回失去的幸福，但现在的「时间的弧线」是不完整的，只有到达「大魔法世界」才会完全，成为「时间的旅人」。为此必須先讓瑟雷夫再次甦醒，大魔法世界（由黑暗和混沌所支配的世界，魔法原本的样貌，不会魔法的人将无法生存）就可以完成，到大魔法世界里找回憎恨母親前的自己而加入「惡魔心臟」，開始實行收集瑟雷夫復活「鑰匙」的計畫。
是利昂與格雷的師妹，雖說因對其母烏璐的誤解而不太使用造型魔法，但烏璐緹雅在造型魔法的造詣非常高，利昂在初次正式見面時就已發覺烏璐緹雅的造型魔法功力不在他和格雷之下。在天狼島時對決格雷，就算不用魔法格斗技也很强，格雷幾乎使出全力才勉強獲勝，可見其實力之強大。
由於是烏璐的女兒，外表看來就像是留著長髮的烏璐。雖然看起來頗為成熟，身材也與艾爾莎、米拉珍類似般的好身材，但事實上比格雷年紀還要小。根據漫畫及動畫版來看，約在格雷大概五歲時出生，因此偶爾烏璐緹雅會在私底下叫利昂與格雷為哥哥。在纳兹认知裡，乌璐缇雅是男扮女装的男人，因为乌璐缇雅曾经在迦尔纳岛扮成一个叫“薩魯迪”（配音：荻野晴朗（日本）；黃天佑（台灣））戴面具的男人，记住了她的气味还打她面颊一拳。七年后在魔女之罪再见时，虽然知道真身但仍称赞她越来越像一个女人。
X776年偽裝成瑟雷夫的亡靈在樂園之塔對傑拉爾洗腦，後與傑拉爾伺機進入魔法評議院；表面上聽從傑拉爾的命令，實際上是在利用他。X784年偽裝成薩魯迪並利用利昂等人讓戴利歐拉復活、促使評議院發射「魔導精靈力」來啟動R系統、甚至摧毀評議院。趁妖精尾巴舉行「S級魔導士升級考試」時，登陸天狼島上尋找瑟雷夫，和格雷交戰時得知幼年時的真相。後來打算對梅兒蒂以死謝罪，被梅兒蒂救起。
X785年和梅兒蒂一起救了被判死刑的傑拉爾，為了贖罪成立獨立公會「魔女之罪」，肅清黑暗公會和瑟雷夫。這7年間「大魔鬥演武」總是出現一股強大的魔力，希望納茲等人能夠幫忙而出現在他們面前，並用時間的弧線幫助納茲等人能使用「第二魔法源」。當龍來襲時想殺掉羅格讓世界恢復原狀，聽聞納茲的話後意識到自己依然沒變，認為自己沒有活下去的資格，遂使用「最終歲月」──以自己的生命換取時間的倒流，最終時間只回到一分鐘前，但這一分鐘其實換來人類反擊的契機。因為生命的消逝變成一位老婆婆，並以這個身份給傑拉爾和梅兒蒂一封告別信然後消失在兩人面前。
於漫畫474話以思念體的型態再度登場，並解放潔莉亞的第三魔法源助其擊敗蒂瑪麗亞。动画版补充，年迈的乌璐缇雅现在回到生前母亲乌璐与利昂、格雷一起生活过的北方小木屋里独自生活。
《百年任务》59话再次以思念体形态，出现在身体和思考都因敌人魔法脱离现实时间的杰拉尔面前，鼓励其“重要的不是你对她（艾尔莎）做过什么而是对方为你付出了什么”并指明其今后应该走的新的道路，最后相信着杰拉尔肯定可以破解这个魔法后再次破碎消失。

梅兒蒂（Meredy）
配音：後藤沙緒里（日本）；馮嘉德／林沛笭【最終章】（台灣）；鄭佩嘉【Animax版】／黃淑芬→何寶珊【TVB版】（香港）
原闇黑公會「惡魔心臟」的煉獄七眷屬之一。外貌矮小，耳朵旁戴了翅膀裝的耳機，穿黑色斗篷，性格乖巧，屬於公會“惡魔的心臟”的黑暗魔導士。在妖精的尾巴主要成員消失於天狼島一年以後，和烏璐緹雅一起幫助杰拉爾越獄並成立“魔女之罪”公會。
在天狼島與艾爾莎和茱比亞兩人展開激烈交戰，起初一直攻擊茱比亞，但是在道出自己所預設要殺害的第一目標是格雷後惹怒了茱比亞因而使戰鬥傾向一對一的姿態，之後利用「感覺連結」與「三伸展感覺連結」試圖與茱比亞、格雷一起同歸於盡，但在最後被茱比亞所傳遞過來的情感所感動而放棄戰鬥。
在茱比亞的魔力被奪走時將其慢慢的拖走，卻無法明白自己為什麼會想要救她。之後和烏璐緹雅會面時，因烏璐緹雅想要殺死茱比亞而出現了些許的猶豫。只不過在烏璐緹雅將已經昏迷的瑟雷夫交託給她並要她帶著瑟雷夫離開時仍是放下了心中的疑惑遵守命令，並且被格雷喚醒的茱比亞追著跑，途中卻撞上了火神桑庫洛並從他口中得知了當初自己居住的城市被毀滅的真相。最後離開天狼島時向烏璐緹雅作確認，並透過了「感覺連結」看見了烏璐緹雅心中過去的那片黑暗而原諒她。
在回憶中，看見了梅兒蒂的過去，她是埋藏有瑟雷夫之匙的城市沉睡之地被毀滅時唯一倖存的孩子，並被烏璐緹雅所收養。非常喜歡烏璐緹雅，很遵循其所下的命令，並且一定會完成任務，自己甚至能為了烏璐緹雅連命都可以不要。
X785年，和烏璐緹雅一起救了被判死刑的傑拉爾，三人便成立了一個獨立公會「魔女之罪」，目的是要把黑暗公會和瑟雷夫肅清。在X791年時與納茲等人相遇，外貌成熟許多，性格也變得開朗，而且已經能夠綻放出笑容。他們出現在納茲等人面前，希望納茲等人能夠幫助他們，令他們可以調查「大魔鬥演武」中奇怪的魔力。因為在天狼島一戰時受到茱比亞的善良所感化，7年後再次與茱比亞重逢，並與其結為好友。在烏璐緹雅對納茲等人使用了「時間的弧線」後即和傑拉爾及烏璐緹雅一起告別了他們。隨後還問了傑拉爾為何撒謊騙艾爾莎說自己有未婚妻？在聽完傑拉爾的敘述後，跟烏璐緹雅一起吐槽真不會說謊。
在傑拉爾和六魔將軍的戰鬥之中被勒令絕對不能插手，隨後同樣陷入了午夜的幻術之中，直至傑拉爾自毀雙眼後幻術才被解除。
於「最終戰爭篇」中與傑拉爾一同前去解放哈爾吉翁，與格雷、茱比亞及利昂會合。最後和茱比亞使用合體魔法打敗奈因哈特召喚出來的桑庫洛和祈司。並用自己的魔法將全大陸魔導士的魔力連結，以打敗亞克諾羅基亞。結局時與同伴一起被翡翠赦免了以往的罪行。
《百年任務》時，在「真龍王祭」開始後，與前「六魔將軍」成員一同現身於多拉希爾遺址對抗「惡祈六書」。

午夜／馬克貝斯（Midnight／Macbeth）
配音：内山昂輝（日本）；吳文民／林正騏【最終章】（台灣）；陳旭恆【Animax版】／麥皓豐【TVB版】（香港）
舞台劇演員：[古谷大和] 错误：{{Lang}}：无效参数：|3=（帮助）
原闇黑公會「六魔將軍」成員之首，同時也是公會中最強的魔導士。使用「折曲」魔法。能夠彎曲指定空間內的任一物件，不論對象是光、鎧甲、甚至是魔法的攻擊軌跡，就算本人處於睡眠狀態也能透過魔法抵禦外在的攻擊，唯二的兩個缺點是無法彎曲人類的身體、一次只能彎曲一個的物件，無法同時指定複數物件。基於這一項折曲魔法，他也能透過彎曲「光線」達到幻覺的效果，曾經透過這類型的幻覺欺騙熱眼對戰況的分析。
外貌特徵是一名皮膚慘白的瘦弱青年，有著黑白兩段式的頭髮，黑髮較短、白髮長度大約及胸並且會梳著一束小辮子。眼睛周圍畫著煙燻妝，也會塗抹暗紫色的口紅。大多數時間處於沉睡狀態，但會坐在一張飛毯上並憑藉其移動。公會紋章位於右肩。語氣斯文，但為人狂妄自大，喜歡看他人露出痛苦的表情。雖然魔法實力早已超越首腦，但卻仍然相當敬重他，甚至將他當作自己的親生父親一般尊重、稱呼他為「父親大人」。除了首腦之外也相當看重六魔將軍的其他成員，尤其相當信任眼鏡蛇的聽覺魔法。面對性格轉變過後的熱眼也無條件的包容，認為這才是對夥伴的尊重以及自己能力所及能賦予他的「自由」。
幼時曾以奴隸的身份待在樂園之塔，因不斷聽到人們的悲鳴與魔法砲的轟炸，因而產生了強大的祈願，並因此獲得能夠扭曲、阻擋任何物質接近的魔法：折曲。因為祈願所伴隨的強大魔力被首腦相中，並與眼鏡蛇等人被一同帶離樂園之塔，在那之後接受首腦的培訓，成為強大的魔導士。午夜的祈願是「希望能在安靜、沒有悲鳴的地方安穩入睡。」
在初次面對聯軍時，午夜在睡眠狀態就輕鬆擋下青色天馬的伊夫和蓮的攻擊、並將其全數反彈並打敗兩人。在魔法都市「涅槃」上找到了裘拉和「熱眼」理查，並與後者展開交戰。面對將本名告知給六魔之外人士的熱眼，午夜認定了他對六魔將軍的背叛，並在心中認為熱眼已然墮落。在與熱眼的對戰中透過折曲魔法製造出對方大獲全勝的幻覺，並在之後只靠一擊擊敗了熱眼。後來午夜遭遇傑拉爾和艾爾莎兩人，並同樣在短時間內擊敗兩人，甚至用言語提起樂園之塔的過往、試圖拉攏傑拉爾再度投奔黑暗。然而在傑拉爾回應前午夜被再度站起身的艾爾莎阻止。在魔法的弱點被艾爾莎看破後，午夜再度使用幻覺魔法，還塑造了西蒙與羅布的身影，意圖打擊艾爾莎的心靈，但卻被艾爾莎以義眼化解，最後被對方擊敗。在涅槃被毀滅後，午夜等六魔將軍的成員被拉哈爾率領的評議院軍隊拘捕。
在動畫原創故事星空之鑰篇中，繼承首腦的願望並率領著「新生六魔將軍」再次出現。7年後的他留了一頭過肩的長髮，而且還習得了「黑暗」魔法，衣著酷似首腦，實力也提升接近「無」的境界，輕鬆擊倒戈吉爾，但最後被擁有極強意志力的納茲重創。
在X791年，因眼鏡蛇與多蘭巴魯特的交涉而被從牢中釋放。雖然目睹了首腦被眼鏡蛇襲擊殺害的瞬間，但在聽到眼鏡蛇的動機之後表現得相當冷靜，並表示願意相信眼鏡蛇所言，最後只留給首腦一句「請安息吧」的話語。後來與魔女之罪的傑拉爾對上，為自由而戰。起初由雷射、眼鏡蛇、天使與其應戰，午夜本人則在旁觀戰，午夜的本名馬克貝斯也是在此藉傑拉爾之口第一次出現。後來午夜趁著一片混戰中令眾人陷入他的幻術，讓他們以為「無」的人格又再度復活了，甚至還讓傑拉爾感受到被「無」重創貫穿身體的恐懼。然而傑拉爾透過自傷雙眼將幻術破解，並隨即展開反擊。雖然午夜避開了七星劍的攻擊，但卻躲不開隨即而來的真天體魔法．星崩，最後被傑拉爾擊敗。在這之後被傑拉爾邀請以本名的身份加入魔女之罪，共同以消滅瑟雷夫為目標行動。
於「最終戰爭篇」中與艾利克、空乃、索亞、理查一同前去伊休迦爾北方支援。之後又與傑拉爾、艾利克、索亞、理查和魔導王．歐加斯特對峙，但被對方的魔力震懾且完全壓制，全員皆被擊潰。在露西準備封印亞克諾羅基亞的行動時和其他人員一起待在哈魯吉翁港。
結局時隨魔女之罪一行人被翡翠赦免了以往的罪行，並恢復成自由之身。
《百年任務》時，在「真龍王祭」開始後，與梅爾蒂和前「六魔將軍」成員一同現身於多拉希爾遺址對抗「惡祈六書」。與闊別多時的養父無對決。

眼鏡蛇／艾利克（Cobra／Erik）
配音：伊丸岡篤（日本）；吳文民／于正昌【最終章】（台灣）；陳旭恆【Animax版】／陳成港【TVB版】（香港）
舞台劇演員：一慶
原闇黑公會「六魔將軍」成員之一。使用滅龍魔法、聽覺魔法。使用的滅龍魔法屬性為「毒」，亦稱作毒之滅龍魔導士。與拉格薩斯相同，他是在體內嵌入魔水晶以獲得滅龍魔法的第二世代，自稱「新世代滅龍魔導士」，把納茲等人叫做「舊世代滅龍魔導士」。認為憑自己的身體使用「滅龍魔法」的人才是異類。不相信龍的存在，並且認為當今的龍早已滅絕。在故事前期是少數不會暈交通工具的滅龍魔導士，但在最終章搭乘移動神殿時也開始有這類毛病了。除了滅龍魔法外也擁有聽覺魔法，因此擁有異於常人的聽力，能夠知曉他人的內心話，更能透過聽到他人肌肉伸展的聲音、骨骼的聲音來判斷敵人的下一個動作，並幾乎達到讀心、預知的效果。口頭禪是「我聽到了」。
膚色偏深，有著深棕色的短髮，鬢髮的部分較長。眼神兇惡、但外貌英俊，偶爾會露出邪魅的笑容。性格豪爽同時也相當重情義，在與納茲的戰鬥中時常與他一來一往的互相耍對方，還會刻意學納茲說話。相當重視被他視為唯一摯友的邱貝利歐斯，然而聽覺魔法卻無法套用在其身上，因此無法與其溝通，幼時的祈願也因此而來。另外也很看重六魔將軍的其他成員，利用多次和多蘭巴魯特交涉最後成功爭取到六魔全員被釋放的機會。然而因過去被首腦背叛過、也清楚知道對方只把自己看棋子，因此在後期相當厭惡他，同時也是最終出手殺害首腦的人。
幼時曾以奴隸的身份待在樂園之塔，也是在當時就認識被變成蛇的邱貝利歐斯，並在之後一直帶著他行動、將他視為唯一的摯友。因無法聽到邱貝利歐斯的心聲而誕生了強大的祈願，也在無意識間獲得了能大幅增強自身聽覺魔法的強大魔力，並因此被首腦相中，與午夜等人一同被其帶離樂園之塔，之後共同組成六人公會．六魔將軍。在六魔將軍期間和午夜等人相同，隱藏著自己的真名並以化名．眼鏡蛇行動。只有公會中的成員知曉彼此的真名。身邊無時無刻都會跟著一條巨大的紫色蟒蛇．邱貝利歐斯，一人一蛇擁有如納茲與哈比一般的絕佳默契。戰鬥時常會透過邱貝利歐斯的蛇毒來折磨敵人並讓敵人漫步迎向死亡，另外也能直接讓他本人吃下邱貝利歐斯吐出的毒，並藉此提升力量。邱貝利歐斯也具有翅膀，能夠承載著眼鏡蛇在空中戰鬥。眼鏡蛇的祈願是「聽到唯一的朋友．邱貝利歐斯的聲音」。
與聯軍第一次對峙時就一個人面對艾爾莎的攻擊，並且一度因聽覺魔法知道她在樂園之塔的過去、並短暫落於下風。在雷射與熱眼的支援後透過邱貝利歐斯在艾爾莎的右臂下了蛇毒，之後便隨著六魔將軍的其他人離去。後來接受首腦的指令前去跟蹤傑拉爾，並找到涅槃的下落。在得知傑拉爾在涅槃和自身都下了自律崩解魔法陣後原先嘗試破解但失敗，之後才隨著首腦一起啟動涅槃，並一同待在移動城市的頂點。在納茲與哈比前來攻擊控制室後，奉首腦的命令和邱貝利歐斯一同與那兩人展開激烈的空中戰，原先因為洞悉了對方所有的攻擊與計謀而佔盡上風。在首次被納茲攻擊到後才開始使用滅龍魔法與其應戰。然而後來因為納茲靠著巨大的龍吼聲重創眼鏡蛇的耳朵、並從高空墜落。在給納茲最後一擊之前被首腦從背後用魔法彈補了最後一槍，並且聽到首腦的心聲早已放棄自己並將自己視為垃圾，最後感到強烈的不甘、並倒在邱貝利歐斯的身邊。在涅槃被毀滅後，眼鏡蛇等六魔將軍的成員被拉哈爾率領的評議院軍隊拘捕。
在動畫原創章節星空之鑰篇再度登場。外貌並無太大的改變，但右臉上多了一條傷疤、右眼也已經失明。因為失去邱貝利歐斯的緣故，個性變得比過去陰沈許多，不再像過去一樣情緒豐富而是幾乎無時無刻都眉頭深鎖著。犧牲了「友情」後獲得增強的聽覺魔法，除了和過去一樣接收聲音之外，還能直接吸收聲波、放大後釋放聲壓來對敵人反擊，因此過去納茲的龍吼已經無效。在無限時鐘被湊齊後，同新生六魔將軍的其他人一同出現在妖精尾巴及雷吉翁隊的面前。在面對溫蒂等人時先透過聽覺魔法探查了邱貝利歐斯的下落，但未果。在破壞教堂的任務中碰見了艾爾莎、艾芭格琳、馬克斯三人，並且輕鬆解決掉了後兩者，並與艾爾莎交戰。後來因接收到王國軍已經保護好星靈魔導士的聲音而離開戰場、前去破壞生體連結。在雷射落敗後受首腦二世的指令前去阻擋妖精尾巴眾人，並再次與艾爾莎單獨應戰。兩人在戰鬥中平分秋色，然而在眼鏡蛇成功壓制住艾爾莎、並即將擊殺對方時卻因為聽到邱貝利歐斯的「聲音」因此分心、並轉身開始尋找分別七年的摯友的身影，在戰鬥中分心的他因此被艾爾莎擊敗、從空中墜落。
戰敗後遇到了依循聲音前來的恢復人形的邱貝利歐斯．亦為妖精尾巴成員的吉娜娜。眼鏡蛇在意識到眼前素昧平生的女孩就是自己尋找已久的友人後，一直懸著的心總算放下。在對方的詢問下他也終於首次公佈自己的真名：艾利克。面對隨即而來的評議院的追捕，艾利克為了保護邱貝利歐斯而沒有抵抗拉哈爾及多蘭巴魯特，面對那兩人的質詢也堅稱自己不認識那個女孩，最後在吉娜娜心聲的詢問之下再次被捕入牢中，多年來渴望聽見友人心聲的祈願總算達成。
在月蝕大門篇中，因多蘭巴魯特等人接受了傑拉爾的提議，因而將囚犯編號100977的眼鏡蛇暫時釋放出來，以借用他的滅龍魔法來對抗佔據克羅卡斯的龍群。在混戰中依循聲音找到了正在攻擊青色天馬成員的岩石龍，並且與其展開交戰。在月蝕大門被破壞、龍群消失後，眼鏡蛇主動找上多蘭巴魯特等人，並且表示自願再次返回監獄，毫無反抗的舉動也令拉哈爾等人感到相當意外。在被羈押的期間與多蘭巴魯特展開對話，除了表示自己能再次聽到邱貝利歐斯的聲音並感到愉悅外，也對自己身為滅龍魔導士卻連一頭龍都解決不了而感到丟臉。在離開前的最後留下了「冥府之門即將開啟」的警惕，並以此威脅多蘭巴魯特不要隨意更改自己的記憶。
在豺狼以咒法一次毀滅評議院之後，多蘭巴魯特再次找上眼鏡蛇，並逼共他說出關於「冥府之門」的情報。眼鏡蛇則是以情報換取六魔全員的自由與對方談判，並在之後說出冥府之門全員皆為瑟雷夫書中的惡魔的事實。在獲得自由後，眼鏡蛇與首腦、午夜等人一同離開被關押七年的監牢。然而因眼鏡蛇知曉首腦的心聲、並知道他仍將夥伴們視為封印「無」的棋子利用，眼鏡蛇為了擺脫「無」的枷鎖重獲自由，隨即擊殺了有意再度帶領六魔將軍的首腦，並在之後獲得午夜的理解。之後面對傑拉爾及梅兒蒂的來訪，並與雷射、天使聯手對抗傑拉爾，但在傑拉爾破解午夜的幻術後與另外四人一同被擊敗，並且被傑拉爾邀請以本名的身份加入魔女之罪。
於最終章時與馬克貝斯、空乃、索亞、理查一同前去伊休迦爾北方支援，並因搭乘移動神殿奧林匹亞的緣故而感到身體不適。在之後與傑拉爾、馬克貝斯、索亞、理查一同和魔導王．歐加斯特對峙，但被對方的魔力震懾且完全壓制，全員皆被擊潰。後來與其他的滅龍魔導士一同被亞克諾羅基亞吸入時空裂縫，並與亞克諾羅基亞的精神體展開最後的決戰。因為無法聽到亞克諾羅基亞的心聲，聽覺魔法幾乎失效。在被重傷後仍喊出自己也有渴望保護的人，並且繼續與納茲等人共同奮戰。在最後藉由溫蒂的魔法將所有魔力託付給納茲、才終於成功擊敗亞克諾羅基亞，脫離時空裂縫後與魔女之罪的成員以及吉娜娜重聚。
在結局時與同伴一起被翡翠女王赦免了以往的罪行並成為自由之身。在吉娜娜與拉姬的對話中得知他與吉娜娜正在交往。
《百年任務》時，在「真龍王祭」開始後，與梅爾蒂和前「六魔將軍」成員一同現身於多拉希爾遺址對抗「惡祈六書」。
作者曾經提到本来打算將眼镜蛇設定成一次性的出場角色，但想不到在讀者間受歡迎所以繼續讓他在後續故事中登場。

天使／空乃·阿格利亞（Angel／Sorano Aguria）
配音：大浦冬華（日本）；錢欣郁／【最終章】（台灣）；馬慧琪【Animax版】／凌晞【TVB版】（香港）
舞台劇演員：伊波杏樹
原闇黑公會「六魔將軍」成員之一。原「六魔將軍」中唯一的女性。使用星靈魔法，已知手中持有三把金鑰匙、一把銀鑰匙，同時也能夠做到雙重開門。非常瞭解星靈之間的關係，會召喚對應的星靈來直接化解衝突。但卻將星靈視為道具一般的存在，會為了達成自己的目的毫不在乎的傷害星靈。已知持有的鑰匙為「雙子座」傑米尼、「天蠍座」斯科皮恩、「牡羊座」阿莉耶絲、「雕刻具座」卡耶魯姆。
留著一頭銀白色的短髮、皮膚白皙的女性。頭上時常綁著深藍色的緞帶。衣著暴露，且造型幾乎都與羽毛相關。鎖骨下方有天使翅膀模樣的刺青。性格惡劣卻也直率，幾乎不會掩飾內心的想法，面對同伴也都是有話直說，偶爾還會調侃彼此。雖然平時似乎與星靈互動良好，但並沒有將星靈看作與人同等的生命，而是用完即丟的棄子。
幼時與家人一同生活在小村莊中，並且相當疼愛自己的妹妹．雪乃。當雪乃因爲做錯事而招來父母的責罵時都會挺身而出袒護雪乃，也因此深深得到妹妹的喜愛。在某日村莊被瑟雷夫的信眾闖入，雙親被殺、空乃也被帶去樂園之塔，並作為奴隸在那邊進行勞動。在樂園之塔的期間時常凝望廣大無邊的天空，並希望自己能夠獲得自由。因為心中祈願而伴隨的強大魔力被首腦相中，因此和午夜等人一同被其帶離樂園之塔，接受培訓後成為強大的魔導士。三年前殺死了來自青色天馬的卡蓮，並從她手中奪走了「牡羊座」阿莉耶絲的鑰匙。天使的祈願是「像天使一樣消逝在空中」。
在聯軍集合的時候就透過「雙子座」傑米尼暗中潛入，並且得知了所有計畫。在出發前就解決了一夜，並趁著裘拉放下戒心之時透過一夜的魔法讓裘拉陷入昏迷。在聯軍分散期間先是遇上了納茲，並再次指令傑米尼「拷貝」成格雷的模樣、引誘納茲踏上竹筏並讓其喪失戰鬥能力。隨後遇到了露西、希比基等人，並盯上了露西所持有的金鑰匙。戰鬥剛開始就重傷了希比基，並與露西展開一對一交戰，期間天使因為清楚知道星靈之間的關係而佔了上風，在面對露西召喚出的「獅子座」洛基，天使則是召喚了洛基的舊友「牡羊座」阿莉耶絲，並親口說出了自己是殺害卡蓮的兇手的事實。後來天使趁著洛基與阿莉耶絲交戰期間命令「雕刻具座」卡耶魯姆以槍砲同時射穿兩者的胸口，讓那兩人同時因力盡而消散。隨後天使再次召喚傑米尼，並拷貝成露西的模樣、讓其手持卡耶魯姆，想給予露西最後一擊。但因拷貝成露西模樣的傑米尼能清楚知道露西的內心想法、並感受到了露西對星靈真切的愛與關懷，因此無法下手。天使面對未聽從指令的傑米尼使用強制關門，並改命令卡耶魯姆再次發射槍砲，而同樣接收到露西的情感的卡耶魯姆刻意射偏了攻擊，隨即主動離開戰場、回到星靈界。後來希比基透過古文書傳授超魔法「全天星辰」給露西，而天使則被露西施展的「全天星辰」擊敗、昏迷在河流中。在涅槃被毀滅後，天使等六魔將軍的成員被拉哈爾率領的評議院軍隊拘捕。
在動畫原創篇章星空之鑰篇再度登場。造型從短髮改變成及腰的長髮，除此之外外貌並無太大的改變。由於與星靈間的契約都被解除的關係，天使改成使用新習得的「天使」魔法，能夠透過犧牲自身壽命來召喚被她命名為「天使」的生物。每一具「天使」都擁有不同的名字、長相和特長。本人宣稱這項魔法會損害壽命的原因，是要洗淨施術者作為人類誕生的罪孽、並在死後加入天使的行列。在以「新生六魔將軍」的身份初次與雷吉翁隊、妖精尾巴眾人會面時，便讓唐對她一見鐘情，然而天使本人卻十分厭惡唐。在無限時鐘上和格雷交戰，中途因情緒過於激動、再加上施展太多「天使」魔法，身體一度被魔法侵蝕，後來卻被格雷和唐聯手救出，「天使」魔法的核心也被唐用魔槍縮小至極限，以前支付的壽命也因此被化為零。在無限時鐘被破壞後再度被評議院押入大牢。
在X791年時因為眼鏡蛇與多蘭巴魯特的談判，得以和其他六魔將軍的成員一同被從監獄中釋放。在目睹眼鏡蛇親手殺死首腦後一度感到震驚，但之後也決定隨午夜等人一起追逐真正的自由。面對傑拉爾和梅兒蒂的來訪，天使與午夜、眼鏡蛇、雷射共同和傑拉爾交戰，但在午夜的幻覺被破解後，因為傑拉爾使出的七星劍而落敗。之後受到邀請以本名的身份加入魔女之罪，並且是六魔成員中第一個明確表達想要與傑拉爾一同行動的人。
在最終章時成為魔女之罪裡的情報員，並與多蘭巴魯特多次聯繫以換取情資。回到伊修迦爾後駕駛著移動神殿奧林匹亞與馬克貝斯、艾利克、索亞、理查一同前去伊休迦爾北方支援。在艾琳的魔法影響下與馬克貝斯等人被分散到不同地點，並巧遇被傳送到同一地點的艾爾夫曼和親妹妹．雪乃。雖然雪乃一眼就認出了空乃的身份，但空乃卻認為自己還沒有資格與親人重聚而不願承認和雪乃的關係。在受到雪乃的體諒後三人一同行動。在露西準備封印亞克諾羅基亞的行動時和劍咬之虎成員同樣負責引誘亞克諾羅基亞前去哈魯吉翁港。
結局時隨魔女之罪一行人被翡翠赦免了以往的罪行，並恢復成自由之身。
在《百年任務》之中，為了與妹妹重聚而選擇加入劍咬之虎，是首個加入正規公會的前六魔將軍的成員，並被羅格評為「除了比較吵鬧外並沒有對公會帶來負面影響」。之後與公會成員一同造訪妖精尾巴卻發現裡面空無一人，等到百年任務成員暫時返回公會並向劍咬之虎借圖書館以找尋五神龍資料時向傑拉爾提供有用情報。在「真龍王祭」開始後，與梅爾蒂和前「六魔將軍」成員一同現身於多拉希爾遺址對抗「惡祈六書」。

雷射／索亞（Racer／Sawyer）
配音：間島淳司（日本）；李景唐（ep.52～246）→孟慶府（ep.265）／林谷珍【最終章】（台灣）；李建良【Animax版】／鍾見麟【TVB版】（香港）
舞台劇演員：
原闇黑公會「六魔將軍」成員之一。使用速度魔法。表面上看似是提高自身速度的魔法，但實際上卻是降低周遭一定範圍內生物的體感速度的魔法。在被魔法影響的人眼中雷射的奔跑速度之快幾乎如同瞬間移動，基本上靠著對手無法反應的速度，趁敵方毫無防備之際以肉搏方式打倒。除此之外還能使用數台魔法驅動機車進行游擊戰。
有著一頭金色的龐克頭，尖鼻、臉上幾乎無時無刻都帶著深色的護目鏡。性格較為沈默，對於自身的速度有絕對的自信、並感到相當自豪。口頭禪是「太慢了」。當其他人追上他的速度或成功阻擋下他，雷射通常會感到憤怒、不甘以及煩躁。
幼時曾在樂園之塔以奴隸的身份進行勞動，曾經數度嘗試逃離當時悲慘的生活、但卻不斷被衛兵抓回，也因此在心中許下執著的祈願。因強力的祈願而伴隨著的強大魔力被首腦相中，之後和午夜等人一同被其帶離樂園之塔，並接受培訓，成為強大的魔導士。雷射的祈願是「希望能夠跑得比任何人還快」。
在第一次與聯軍交手時作為公會的主力之一，並靠著自己的魔法快速的擊倒許多人。在眼鏡蛇因為聽到艾爾莎過去的經歷而差點被攻擊到時，雷射與熱眼聯手攻擊艾爾莎、擋下了她的進攻。在聯軍分散行動期間先遇上了格雷，並藉由魔導驅動機車與其展開追逐戰。後來戰場又加入了利昂，並且因為利昂看到空中鳥群飛行速度的異常、因此看穿了雷射的魔法作用，最後被魔力作用範圍外的格雷以「超級凍結冰箭」擊倒。在被擊倒後不久雷射便啟動了身上的炸彈魔水晶、並朝著格雷、利昂、潔莉的方向跑去，企圖與三人同歸於盡，然而卻被利昂推下懸崖，兩人一同墜落後炸彈魔水晶便隨之引爆。後來才揭露利昂用魔法打造出冰壁、並保障了他自身及雷射的安全。在涅槃被毀滅後，雷射等六魔將軍的成員被拉哈爾率領的評議院軍隊拘捕。
在動畫原創章節星空之鑰篇再度出場。外貌並無太大的變更，身上換了一套黑紅色的緊身衣。在喪失了「心智」後魔法獲得大幅度的提升，速度快到能造成數個殘影。在妖精尾巴開始潛入無限時鐘後單獨對上米拉珍，並在地面展開戰鬥。戰鬥中以提升的魔力與米拉戰的平分秋色，但在被對方看穿內心深怕後方還有人追逐著自己的心魔與恐懼後，漸漸亂了自己的陣腳，護目鏡也因魔力衝撞而破碎。在雷射搖晃的站起身準備逃跑時，背後的米拉收起撒旦靈魂和與雷射交戰的戰意，雷射則是因為感受到過往在樂園之塔的心魔第一次被化解、被人體諒，最後也同樣放下戰意、亦放棄逃跑。後來再次被拉哈爾和多蘭巴魯特押入監牢。
在X791年時因為眼鏡蛇和多蘭巴魯特的交涉，雷射因此和其他六魔將軍的成員一同被從監獄中釋放。原先有些排斥仍然將愛放在嘴邊的熱眼，還出言調侃他為何還受到「涅槃」的影響，但在午夜的話後也不再提起。面對傑拉爾和梅兒蒂的突然造訪，雷射與午夜、眼鏡蛇、天使一同與前者交戰，本名索亞也是第一次藉傑拉爾之口提出。在傑拉爾破解午夜的幻覺魔法後，和另外三人同樣被傑拉爾施展的七星劍擊敗。在那之後被邀請加入魔女之罪，但因為這與索亞內心期望的自由截然不同，因此表現的相當不情願，也是第一個表態想拒絕傑拉爾的成員。在經過與馬克貝斯等人的討論後，和他們一同介入傑拉爾、梅兒蒂與拉斯提羅斯的交手並將後者擊敗，最後接受了傑拉爾的真誠而決定以本名的身份加入魔女之罪。
在最終章時和馬克貝斯、艾利克、空乃、理查一同前去伊修迦爾北方支援。在那之後又與傑拉爾、馬克貝斯、艾利克、理查共同和魔導王．歐加斯特對峙，但被對方的魔力震懾且完全壓制，全員皆被擊潰。在露西準備封印亞克諾羅基亞的行動時和劍咬之虎成員同樣負責引誘亞克諾羅基亞前去哈魯吉翁港。
結局時隨魔女之罪一行人被翡翠赦免了以往的罪行，並恢復成自由之身。
《百年任務》時，在「真龍王祭」開始後，與前「六魔將軍」成員一同現身於多拉希爾遺址對抗「惡祈六書」。

熱眼／理查·布坎納（Hoteye／Richard Buchanan）
配音：一條和矢（日本）；孫誠／林谷珍【最終章】（台灣）；黎景全【Animax版】／陳卓智【TVB版】（香港）
舞台劇演員：克里斯·麥克奧烏蘇
原闇黑公會「六魔將軍」成員之一。外號「天眼」。使用土魔法，性質為「軟化」。能夠控制大地，並將指定區域的土塊軟化，除了攻擊之外亦可用來限制敵人的行動。
身形相當高大，身體皮膚接近方形。留著一頭橙色的長捲髮，身穿宛如傳教士一般的衣服，經常抱著一本書。性格在六人中較為溫和，但也有殘酷的一面。喜愛金錢，並且認為這世界上沒有錢不能解決的事，同樣也為了獲取金錢做出任何的舉動，是個相當極端的人。同時也有慈愛的一面，私下相當重視自己的弟弟，雖然分散已久但卻一直記著過去與弟弟一起生活的往事，會想獲取金錢也是為了盡可能的尋找弟弟的行蹤與去向。
過去和弟弟．伍利共同生活在荒地之中，並且合力開墾了一小塊硬地。雖然最終採收到的成果只有一顆拳頭大小的馬鈴薯，但因自己和弟弟對彼此的溫情和體諒而一直記在心中。在之後因不明原因和伍利一同來到樂園之塔，並且以奴隸的身份進行勞動。因為心中祈願而獲得的強大魔力被首腦相中，並和午夜等人一起被他帶離樂園之塔，接受培訓後成為了強大的魔導士，並且獲得了「天眼」的稱號。擁有的魔法「軟化」與過去和弟弟共同開墾荒地的經驗有關。熱眼的祈願是「希望能與弟弟重聚」。
在第一次與聯軍交手期間，作為主力手與聯軍的魔導士纏鬥。當眼鏡蛇因為聽到艾爾莎的過去而動搖時，熱眼和雷射聯手攻擊了艾爾莎、並化解她的進攻。後來與裘拉對上，且因為兩方魔力恰巧屬於相反性質而鬥的平分秋色。在「涅槃」被啟動後，心中對弟弟的愛被翻起並影響到了熱眼的個性，成為少數由惡轉善的人，並且主動停下了與裘拉的戰鬥，轉而跟他一同行動，甚至主動與對方告知自己的本名：理查。在面對午夜的阻撓後，讓裘拉、格雷、露西等人先行離開，並由自己拖著午夜。原先認為自己同為「六魔將軍」的一員，或許至少能跟午夜戰鬥的幾來回，但在最一開始就中了午夜的幻覺魔法，所有攻擊也被對方曲折開來，最後被對方擊倒。在涅槃崩解後仍短時間和裘拉、一夜等人一同行動，但卻被隨即而來的評議院圍住，並主動投案。在離開前向裘拉等人說出自己的祈願，並且希望能由他們來幫忙確認弟弟伍利的安危，而因為艾爾莎與伍利本就認識，因此藉艾爾莎之口得知了弟弟正在周遊四方的消息。聽到弟弟平安無事的消息後的感動落淚，並認為這是堅信光芒的人才能擁有的奇蹟，最後被評議院拘捕。
在X791年時因為眼鏡蛇和多蘭巴魯特的交涉，得以和其他六魔將軍的成員一同被從監獄中釋放。在目睹了眼鏡蛇殺害首腦的瞬間感到相當詫異。原先決定去找弟弟，但在傑拉爾和梅兒蒂的突然造訪下而中止計畫。當傑拉爾和眼鏡蛇等人交戰時在旁觀看，是五人中唯一沒有和傑拉爾交戰的人，甚至還在戰鬥後幫助傑拉爾檢查雙眼的傷勢。在這之後受傑拉爾邀請以本名的身份加入魔女之罪。
在最終章時和馬克貝斯、艾利克、空乃、索亞一同前去伊修迦爾北方支援。之後又與傑拉爾、馬克貝斯、艾利克、索亞一同和魔導王．歐加斯特對峙，但被對方的魔力震懾且完全壓制，全員皆被擊潰。後來和其他魔導士一同聚集在哈魯吉翁，並準備幫助露西封印亞克諾羅基亞。
結局時隨魔女之罪一行人被翡翠赦免了以往的罪行，並恢復成自由之身。
《百年任務》時，在「真龍王祭」開始後，與前「六魔將軍」成員一同現身於多拉希爾遺址對抗「惡祈六書」。

### 風精迷宮（Sylph Labyrinth）
風精迷宮（Sylph Labyrinth）是財寶獵人公會。在決定菲奧雷第一的財寶獵人公會的大秘寶演武中獲得優勝的公會，在《FAIRY TAIL ZERO》中揭露也是尤里三人原本所属的公會。
劍客·宏
配音：佐佐健太（日本）；黃天佑（台灣）；蘇強文【TVB版】（香港）
風精迷宮的成員，使用變形銃槍劍，长打绳结和伪装跟踪。他右手穿戴的手帶紋有公會紋章。為得到永恆之焰而來到太陽之村，最後被芙蕾雅以髮驟雨千鳥所擊敗。
巨錘手·拉拉
配音：拜真之介（日本）；李景唐（台灣）；陳卓智【TVB版】（香港）
風精迷宮的成員，使用強化甲型鎚。他的西裝夾克左邊紋有公會紋章。為得到永恆之焰而來到太陽之村，最後被溫蒂以腕力强化后的「天龍的翼擊」所擊敗。
狙擊手·多雷克
配音：村田太志（日本）；吳文民（台灣）；胡家豪【TVB版】（香港）
風精迷宮的成員，狙擊能力十分之強，使用七四式長距離砲。他左手穿戴的手帶以及頭上的頭巾都紋有公會紋章。為得到永恆之焰而來到太陽之村，最後被露西的露西飛踢跟芭露歌的芭露歌飛踢所擊敗。
尤里·多雷亚、普雷希特·盖尔伯格、沃洛德·辛肯
風精迷宮的成員，與劍客、巨錘手、狙擊手等人的祖父為同期成員，後來離開財寶獵人公會「風精迷宮」，與梅比斯共同創立魔導士公會「妖精尾巴」。

### 其他獨立公會
南方之狼
傭兵公會。一個聚集大量僱傭兵的公會團體，主張使用體術來對抗魔導士。
帕尼修兄弟
配音（兄）：金野潤（日本）；黃天佑（台灣）；蕭徽勇【TVB版】（香港）
配音（弟）：遠藤大輔（日本）；吳文民（台灣）；麥皓豐【TVB版】（香港）
擅長使用體術的二人組，身材偏小的是哥哥，身材魁梧的是弟弟，認為魔導士練習魔法是增加精神上的戰鬥力並會減少體力的訓練，並認為自己進行體力的訓練可以對抗很少練習體力的魔導士。被艾巴爾請來保衛居住的居所，被納茲以「火龍之翼擊」擊敗。
X791年篇，动画原创剧情再次出现在外出任务中的格雷和艾尔莎二人前，模样看起来变得更强，但最终二人被格雷的「冰魔剑」击败。

## 闇黑公會
代表著魔法黑暗面之公會組織總稱，因為多進行違法委託故不為評議會所認可。這類公會中暗藏許多心懷不軌、身懷詭異、魔力強大的高手，其中以「六魔將軍」、「惡魔心臟」以及「冥府之門」三大闇黑公會組成的「巴拉姆聯盟」為掌控黑暗世界的最大勢力，不過三者之間並非同盟關係而是簽訂互不侵犯條約，平時彼此間都不會互相干涉。
「巴拉姆聯盟」旗下公會有很多，三個公會底下各自也都擁有不少的直屬公會，但是魔力無法與「巴拉姆聯盟」匹敵。每個隸屬「巴拉姆聯盟」的闇黑公會必須服從其命令否則不是被其給捨棄就是會被殲滅，都會命令旗下的公會繳納保護稅金或是加入自己的陣容來實施作戰計畫。其中隸屬「六魔將軍」的闇黑公會必須得繳納保護稅金，而「冥府之門」為了召集最強的士兵四處從自己隸屬的闇黑公會中嚴厲挑選出值得能以「強化」的士兵，有時會把自己眼中最不值得強化的人給除掉。
但也有極少數闇黑公會是不隸屬於巴拉姆聯盟的獨立公會，如：X791年以前作為暗黑公會而存在的「大鴉尾巴」。隨着「六魔將軍」、「惡魔心臟」、「冥府之門」先後被「妖精尾巴」與其結盟的其他公會給擊敗後，「巴拉姆聯盟」至此宣告崩潰。

### 六魔將軍（Oración Seis）
隸屬於「巴拉姆同盟」的暗黑公會，並與「惡魔心臟」、「冥府之門」並列同盟中的三大主力公會。登記的成員共六名，但實際上還有一位被封印在首腦體內的「無」，並由其擔任公會會長的位置；以及自詡為第七位成員、由首腦所持有的手杖，黑門。
公會的存在目的是為了令光明瓦解以及破壞世界。公會名稱代表六項祈願。公會成員都各自擁有一項祈願，而那個祈願也是導致他們能獲取如此強大魔力的根源。每個人都擁有可獨自一人擊垮一個公會的強大實力，但同時也是將會長「無」封印在首腦體內的六把鎖。當「六魔將軍」全員都被擊敗時「無」就會再次甦醒。
在六魔將軍篇時曾率領眾多旗下的闇黑公會意圖奪取「涅槃」，並使用「涅槃」的力量來將世界的光明與黑暗反轉、進而促使光明光會自相才殺，達到一次消滅所有光明公會的目的。然而此計畫最後被四個正規公會所組成的聯軍擊敗，全員亦被拉哈爾率領的評議會部隊給拘捕。
在動畫原創章節星空之鑰篇作為後期主要敵人登場，關於「新生六魔將軍」内容見動畫「星空之鑰篇」。在X791年時，全員被從監獄中釋放，除了首腦之外其餘五人被傑拉爾邀請而加入魔女之罪。

#### 六魔將軍
首腦（Brain）
配音：稻田徹（日本）；黃天佑（台灣）；待查詢【Animax版】／李錦綸【TVB版】（香港）
舞台劇演員：郷本直也
「六魔將軍」的指揮官、「無」的表人格。因過去在魔法開發局任職的緣故，首腦擁有相當豐富的魔法知識，精通數百種魔法陣的應用，其中亦包含自律崩壞魔法陣。除了相當淵博的知識以外，首腦也能透過持有的骷髏法杖施展黑暗魔法。
外貌特徵為褐色肌膚的中年男性，並留有向後梳的白色半長髮。公會紋章位於胸前。臉上的紋身數量與六魔將軍的成員有關，同時也是封印「無」的枷鎖。當六魔的成員戰敗後首腦身上的紋身便會逐一消失，最終釋放「無」。性格看似穩重且學術淵博，但實際上卻是個相當藐視他人存在的人，會毫不在乎的利用周遭的所有人命。縱算被午夜等人看成父親一般敬重，但實際上也只是將他們視為可利用的棋子，在喪失用處時也會毫不在乎的捨棄。
年輕時曾在魔法開發局任職，在當時就是頗富盛名的菁英，自行研發數百種的魔法。過去曾經擔任剛逃離樂園之塔的傑拉爾的師父並教導他許多魔法，其中也有自律崩壞魔法陣。之後為了尋找魔力足夠強大的人來當作自己封印「無」的生體鏈結對象，因此欺騙烏璐並以治療的名義照顧烏璐緹雅，實際上卻是對其展開非人道的人體實驗。在發現烏璐緹雅體內的魔力太過強大、自己也無法控制後馬上拋棄研究室並以「禮物」的名義將烏璐緹雅留給惡魔心臟的會長，哈迪斯。離開魔法開發局後的首腦前往樂園之塔，並看中因祈願而擁有強大魔力潛能的五個孩子：午夜、眼鏡蛇、天使、雷射和熱眼，並將那五人帶離樂園之塔、專心培育他們，最終共同組成六魔將軍。因為年紀最為年長，同時也是幫助午夜等人脫離樂園之塔的救命恩人，首腦普遍被那五人視為父親一般的存在，午夜甚至會直接稱呼他為「父親大人」。首腦的祈願是「六魔將軍永不殞落」，同時意味著不希望「無」甦醒的願望。
在第一次面對聯軍時並未出手，但仍靠著眼鏡蛇、雷射等人的力量壓制住聯軍的十餘人。在首腦即將全面擊潰聯軍之時看見了溫蒂，因此停下攻擊。停下施展魔法的首腦將溫蒂綁架，並且帶著她和六魔將軍眾人前去傑拉爾的所在地，並要求溫蒂治療傑拉爾、將他喚醒。原先預計能夠拉攏傑拉爾加入自己的陣營並直接獲取「涅槃」，但卻被剛清醒的傑拉爾以魔法攻擊、意外讓其逃脫，隨後首腦命令眼鏡蛇跟蹤傑拉爾的行蹤以尋找「涅槃」的所在地。面對傑拉爾佈下的自律崩壞魔法陣，首腦輕鬆將其破解，並成功奪取「涅槃」，並和眼鏡蛇一同離開封印地。成功啟動「涅槃」後，首腦便隨即決定前往妖貓之宿、將其定為第一個目標。面對納茲與哈比的襲擊，首腦再次命令眼鏡蛇與邱貝利歐斯上前迎戰。當眼鏡蛇因納茲的龍吼而從高空墜落後，首腦便判定了眼鏡蛇的敗北，並在他爬起身、準備給納茲最後一擊時以魔法攻擊他，還刻意用心聲傳遞自己對眼鏡蛇的不屑，最終使眼鏡蛇力盡昏厥。在眼鏡蛇昏迷後，首腦看中了納茲的實力，並將已經虛弱不堪的納茲帶走，準備讓其取代六魔的任一成員，當成封印「無」的新的枷鎖，然而在回到控制室的路上首腦與納茲遭遇了露西、格雷和裘拉三人，裘拉隨即對首腦展開攻擊、並以拷問的方式要首腦說出襲擊妖貓之宿的理由，然而首腦卻在沒洩漏任何情報的狀況下被裘拉擊倒。在裘拉等人離開後，首腦為了獲取勝利拋棄自己的祈願，以念話偽裝成熱眼並委託聯軍眾人擊敗午夜，希望藉此破除「無」的封印，以在未來再次奪回涅槃。當午夜在與艾爾莎的戰鬥中落敗、六魔全員敗北後，被封印著的「無」才終於清醒，並掌控「首腦」的身體主導權。
在X791年時因眼鏡蛇與多蘭巴魯特的談判，首腦及其他六魔將軍的成員得以從監獄中釋放，首腦也因此讚賞眼鏡蛇的計畫。在首腦宣布「六魔將軍」的復活之際，因為內心仍想利用六魔成員的想法早已被眼鏡蛇摸透、且兩人之間的信任也完全瓦解的緣故，遭到眼鏡蛇攻擊重傷並因此死亡。

無（Zero）
配音：稻田徹（日本）；黃天佑（台灣）；待查詢【Animax版】／李錦綸【TVB版】（香港）
「六魔將軍」的會長，同時也是「首腦」的裡人格。使用黑暗魔法。擁有強大的破壞力及魔力，是比午夜還更加強大的魔導士，但卻因「首腦」設計的枷鎖，無只有在少數情況中能夠掌控身體的主導權。除了主要拿來戰鬥的黑暗魔法外，亦會使用古文書及念話魔法。
在無控制身體的期間，衣著打扮換替換成方便活動的墨綠色軍裝，頭髮也會變得有些捲曲。和喜愛知識的「首腦」完全相反，只喜歡徹底的破壞。認為把有形的東西化為烏有是非常有趣的事情，也相當享受在無止盡的破壞之中。由於無的個性過於兇惡且殘暴，實力也與「首腦」是完全不同的次元，是一個難以控制的人格，因此深知危險的「首腦」就以六魔將軍的成員們作為生體連結魔法的指標物，將無封印在意識的深處。唯一讓無再次甦醒的方法就是將所有「鎖」破壞、亦即將「六魔將軍」全員擊敗。
在與聯軍對戰時，「六魔將軍」遭到分別擊破，也因此讓無的封印解除而甦醒。奪回身體掌控權的無以壓倒性的實力把納茲一行人完全擊敗，並守住「涅盤」的第一水晶柱防止他們來破壞「涅盤」。在第一水晶柱防守期間遇上了前來破壞魔水晶的納茲，並與其展開戰鬥。戰鬥中無始終佔上風，但卻因傑拉爾的突然出現、並傳送了「咎之炎」給納茲，使納茲恢復力量，無有意享受龍的真正破壞力，兩人再次展開激烈交戰。兩人鬥得勢均力敵，無卻認為納茲未能使出龍之力的真正力量，因此使出「創世紀．無」和納茲的滅龍奧義「紅蓮爆炎刃」衝撞。一開始納茲不敵被吞入無的魔法中，但就在無認為納茲已經被化為虛無時，納茲的火焰再度燃燒了起來，反過來把無的魔法給吞噬掉。最後被納茲的滅龍奧義「紅蓮鳳凰劍」連同第一水晶柱一起擊倒，「涅盤」也同時瓦解、毀滅。
在《百年任務》中證實遺體被亞斯藍德的法莉絲回收，更被改造為「法莉絲之書」的惡魔「惡祈六書」的一員。

午夜、眼鏡蛇、天使、雷射、熱眼
原六魔將軍的成員。
六魔將軍篇，被光明公會的聯軍所擊敗，後被評議會部隊給拘捕。
冥府之門篇，被傑拉爾邀請以真名的身份正式加入魔女之罪。

#### 其他成員
黑門（Klodoa）
配音：青山穰（日本）；吳文民、孫誠〈傑克波特〉（台灣）
自詡為「六魔將軍」的第七名成員，具有自主意識的骸骨。使用各項小型魔法，如雷電等屬性的，大部分時間會用自身木杖的特質來攻擊敵人。外觀為一個頂部鑲有骷髏頭的木杖，頭上帶著與尼魯比特族傳統服飾相似的羽毛頭飾。性格聒噪，在牽制納茲等人的行動時老是不停的說個不停。另外似乎很在意自己上了年紀的事實，常常用臭小鬼、除了賣弄年輕什麼都不會等詞語謾罵納茲等人。在首腦戰敗後才開始表現自主意識，並想解決納茲、露西、哈比和格雷等四人，在「無」甦醒後跟著「無」回到涅槃的主控室，但卻被對方完全銷毀。
在動畫原創「星空之鑰篇」中，隨著新生六魔將軍再度登場。最先身穿一套粉色的熊型布偶裝、胸口配戴拉霸機，並且可以透過拉霸機轉出的圖示換成魔力來進行攻擊。在與納茲等人的交戰中脫離布偶裝，再度以木杖的型態登場，並且教唆米歇爾顯露出真正的模樣，化成伊米泰西亞阻擋在納茲等人之前。在新生六魔將軍戰敗、無限時鐘被露西瓦解後獨自逃跑，卻在荒野正中央恰巧被無限時鐘的指針命中、因此與指針一同被再度封印。
邱貝利歐斯（Cubellios）
配音：笹本菜津枝（日本）；錢欣郁（台灣）
眼鏡蛇身旁蛇，外貌是一隻紫色的大蛇，身形超過成年人的身長，平時纏繞在眼鏡蛇的身上，一人一蛇幾乎無時無刻都一起行動。體內的蛇毒具有致命性，但傳遞速度慢，屬於折磨性質的毒。必要時背後能夠長出翅膀，並且能在天空飛翔。戰鬥時能夠吐出毒霧供眼鏡蛇食用、並且幫助其回復體力、並發揮全力。
過去曾經因不明原因待在樂園之塔，並且在當時就遇到了幼時的眼鏡蛇。過去身形較小，比小孩的手臂還更佳纖細。兩者長年共處之下培養了深厚的友誼和默契，同時也被眼鏡蛇認定為唯一且無可取代的摯友。在六魔將軍成員被拘捕後下落不明，在徬徨無助的情況下遇到馬卡羅夫，才恢復原樣，但沒有身為蛇時候的記憶。

### 惡魔心臟（Grimoire Heart）
「巴拉姆聯盟」中（七年前即X784年）最強的闇黑公會，主力成員都會使用「失落魔法」，就連基層成員的實力也相當強勁。另外除非成員有特別任務在身，否則都會待在「惡魔心臟」的指揮艦上，指揮艦不會停留某地並長期在空中漫無目的地飛行，令評議會及正規公會成員無法找到。其公會存在目的是喚醒瑟雷夫，創造只有魔導士生存的大魔法世界，並得到「唯一的魔法」的力量。後來為了帶走瑟雷夫及取得更強大的魔力，指揮艦大舉進攻妖精尾巴的聖地「天狼島」，最後被「妖精尾巴」的核心成員擊敗。之后主要成员流落四散或退出，行踪部分成员提及（布鲁诺特、华院、拉斯提罗斯），有的加入逃亡罪犯杰拉尔率领的独立公会「魔女之罪」，剩下的包括会长哈迪斯在内都已经死亡。
哈帝斯／普雷希特·蓋爾伯格（Precht Gaebolg）
配音（老年時期）：廣瀨正志〈第48～197話〉→青山穰〈第245話〉（日本）；吳文民（台灣）；待查詢【Animax版】／譚炳文【TVB版】（香港）
配音（青年時期）：川原慶久（日本）；李景唐（ep.227）→孟慶府（ep.266～275）／何志威【最終章】（台灣）；翟耀輝【TVB版】（香港）
「惡魔心臟」的會長。原妖精尾巴的創始元老之一兼第二代會長，被稱為「天才」的大魔道魔導士。X784年再度現身時是巴拉姆聯盟之一的闇黑公會「惡魔心臟」會長，並改名為「哈帝斯」。其右眼為「惡魔之眼」，開眼後能隨意創造惡魔。而其長壽的生命和強大的魔力是來自於隱藏在惡魔心臟主艦的核心。
過去曾是財寶獵人公會「風精的迷宮」的成員，X686年時原本在做財寶獵人，與同是財寶獵人的尤里、沃洛德是好友，三人經常一起冒險。X686年時，和尤里、沃洛德一起登陸天狼島尋找S級寶物「天狼玉」，其間在島上遇上梅比斯，因而與其一起尋找天狼玉，後與闇黑公會青色髑髏爭奪天狼玉而戰鬥，但卻失去了右眼，後來為了對抗青色髑髏，於是和梅比斯等人向瑟雷夫學習魔法，成功打敗青色髑髏，並阻止因為天狼玉暴走的尤里。
之後與梅比斯、尤里、伏洛德共同創立「妖精尾巴」，在梅比斯去世後依照其遺言，繼任為妖精尾巴的第二代會長，在職數十年間打下公會基礎。於X736年將會長職位傳給馬卡羅夫，留下教誨後便離開公會，為了探索世界開始雲遊天下，但卻在途中走上了魔道。
X784年在妖精尾巴於天狼島舉行S級魔導士升級考試時，以闇黑公會「惡魔心臟」會長的身份現身，為了捉拿在天狼島上的瑟雷夫（这是首要任务，其次是歼灭妖精尾巴），而率領惡魔心臟與妖精尾巴在島上戰鬥，在登島後與馬卡羅夫戰鬥並將其重創，在惡魔心臟副會長和煉獄七眷屬被相繼打敗後，主動迎戰納茲眾人並壓倒性將眾人打敗，更將前來的拉格蕯斯打傷，後因哈比、利利和夏璐璐成功破壞被他嚴密保管戰主艦上的核心，使他的體力和魔力大幅衰退而敗北，撤離天狼島時，瑟雷夫突然出現在公會戰艦上，由於他的行為不僅讓瑟雷夫忘記生命的可貴，還喚來了「魔龍」亞克諾羅基亞，為此感到憤怒的瑟雷夫以死亡魔法處死哈迪斯。
大魔斗演武篇在乌璐缇雅的回忆中出场，告诉小时研究时间魔法的乌璐缇雅，“时间的弧线”「最终岁月」绝对不能使用，虽然它能让世界的时间倒流但是会失去使用者全部的时间。
X791年時其靈魂被「冥府之門」九鬼門的弗瀾茅斯吸收並利用，而他的靈魂在弗瀾茅斯被打倒後得以釋放，最後要納茲等人代他轉達給馬卡羅夫「是時候釋放光芒了」這句話後便消失。
後來被奈因哈特召喚出來與拉格薩斯對戰。

布魯諾特·史汀葛（Bluenote Stinger）
配音：齋藤志郎（日本）；黃天佑／于正昌【最終章】（台灣）；李建良【Animax版】／陳欣【TVB版】（香港）
「惡魔心臟」的副指揮官。被稱為「所到之處寸草不生的大魔導士」。性格極端、好戰。
過去在卡布利亞戰爭中獨力殲滅格拉中校率領的「青龍連隊」，目的是找到初代「妖精尾巴」會長梅比斯的墳墓，獲得「妖精尾巴」三大魔法之一「妖精光輝」。擅長重力魔法，但其「超重力球」被吉爾達茲粉碎，而他則被吉爾達茲的「破邪顯正.一天」擊飛。
X792年時與蛇鬼之鰭合流，擔任魔物使的護衛，被尊称为“老师”。將前來打倒魔物使的溫蒂、潔莉亞、哈比、夏璐璐以重力壓制，但被不受到重力場壓制的納茲阻止，并且回想起八年前被打败的情况，當他試圖解決納茲，但仍被納茲用咆哮一擊打倒。

#### 煉獄七眷屬
會長哈帝斯的直屬部隊，是哈帝斯花了好幾年訓練出來的「大魔道」，使用的都是最接近魔道根源的魔法「失落魔法」。但「煉獄七眷屬」被「妖精尾巴」的成員先後擊敗，而有三位「七眷屬」已死亡（桑庫洛、索魯迪歐、阿茲馬），現在只剩烏璐緹雅、拉斯提羅斯、梅兒蒂和華院，其中烏璐緹雅和梅兒蒂已退出「惡魔心臟」。
烏璐緹雅·米魯可比奇
惡魔心臟「煉獄七眷屬」之首。在「天狼島事件」後與梅兒蒂一起退出惡魔心臟，並在X785年救出被判死刑的傑拉爾，後來三人獨自成立了一個魔導士公會──「魔女之罪」。
阿茲馬（Azuma）
配音：白熊寬嗣（日本）；孫誠／何志威【最終章】（台灣）；黎景全【Animax版】／陳廷軒→雷霆【TVB版】（香港）
惡魔心臟「煉獄七眷屬」之一。戰鬥力十分強大，非常好戰，喜歡和強者對戰。他潛伏於「妖精尾巴」的聖地「天狼島」上，輕鬆把魔法評議會戰艦毀滅，並使出「高塔爆破」把龐沙‧利利、溫蒂和多蘭巴魯特三人用壓倒性的力量重創。漫畫27集表明名字來自藝人東幹久。
阿茲馬拿妖精尾巴的莉莎娜做為人質，以換取與魔人米拉珍戰鬥，米拉珍最後為了保護莉莎娜而敗北，後和艾爾莎展開激烈交戰，試圖以在自己操控的天狼島魔力將艾爾莎重創，之後發現天狼島魔力竟然會保護著艾爾莎，同時也感受到妖精尾巴伙伴之間的羈絆。
讚嘆妖精尾巴是個不可思議的公會，被艾爾莎以「妖刀紅櫻」擊敗，隨後他也因為過度使用失落魔法，身體逐漸變成了一棵生長於大地的樹木，他在消失之前，告知了艾爾莎一些關於「惡魔心臟」和傑拉爾的情報。
X791年，被拉斯提羅斯以具現之弧召喚出來，和與同樣是具現之弧召喚的桑庫洛，一同到冥府之門談判，因為拉斯提羅斯不敵羌華而消失。
後來被奈因哈特召喚出來與艾爾莎對戰。

桑庫洛（Zancrow）
配音：白鳥哲（日本）；黃天佑／何志威【最終章】（台灣）；待查詢【Animax版】／李震權【TVB版】（香港）
惡魔心臟「煉獄七眷屬」之一。弒神者，火之滅神魔導士，能使用凌駕於「龍」之上的「神」之火炎（習得原因不明。據本人的說法，其魔法是由哈帝斯所傳授的）。本身和納茲一樣能吞食其他的火燄來增幅自身的力量，甚至連「龍火」也一樣能夠吞噬。性格狂妄自大，討厭弱者。
在天狼島上與納茲展開激烈交戰，以「炎神的晚餐」重創納茲，但自己卻被馬卡羅夫抓住，最後被納茲放空自身魔力後融合「龍火」與「神火」的「龍神的煌炎」擊倒。
之後遇見帶著瑟雷夫的梅兒蒂，並認為她要和烏璐緹雅一樣背叛「惡魔心臟」，因而朝她用「神火」攻擊，並殘酷的告知當初毀掉梅兒蒂所居住城鎮的人就是烏璐緹雅本人。最後被瑟雷夫無意間所釋放的魔法奪去了生命。
X791年，被拉斯緹羅斯以具現之弧召喚出來，和與同樣是具現之弧召喚的阿茲馬，一同到冥府之門談判，因為拉斯緹羅斯不敵羌華而消失。
後來被奈因哈特召喚出來與梅兒蒂對戰。

拉斯提羅斯（Rustyrose）
配音：堀江一真（日本）；孫誠（台灣）；陳旭恆【Animax版】／胡家豪【TVB版】（香港）
惡魔心臟「煉獄七眷屬」之一。是一名戴著眼鏡，留着飞机头且十分自負的男性。別名「鐵繡玫瑰」。自稱自己不曾失敗。
在天狼島上使出「丁吉爾之塔」壓倒性地擊敗艾爾夫曼和艾芭格琳。出現在「妖精尾巴」的營地打算將所有人一網打盡，後因弗里德與畢可斯羅出現而處於下風，透過自己產生恐懼的想像力使出「布利提亞的亡靈」反撃，最後被弗里德的闇黑文字「滅」擊敗。之后被毕可斯罗流放。之後在船上和華院·希卡魯一起目擊了哈迪斯被瑟雷夫奪去生命的瞬間，並感受到強烈的恐懼。
於動畫246集中再度登場，外表变得憔悴和邋遢，出現在六魔將軍及魔女之罪面前，告訴眾人冥府之門開始侵襲惡魔心臟的下屬公會，他曾使用「具現之弧」製造出桑庫洛及阿茲馬前往冥府之門談判，卻不敵九鬼門之一的羌華，但他意外發現冥府之門中還有在九鬼門之上的存在——「冥王」。後來他想拉攏梅兒蒂重建惡魔心臟，試圖以「丁吉爾之塔」的嚴刑迫使其就犯，被六魔將軍及時出手阻止，事後獲傑拉爾邀請加入魔女之罪，但未答应就离开。

華院·希卡魯（Kain Hikaru）
配音：杉崎亮（日本）；吳文民（台灣）；李建良【Animax版】／陳卓智【TVB版】（香港）
惡魔心臟「煉獄七眷屬」之一。卡娜稱他為「白丸子」。性格笨拙，說話時有點結巴，講話的速度也特別慢，但有時候會突然變的特別快，僅梅兒蒂聽得懂。口頭禪是「看看我的」。擅長推出掌擊攻擊對手，或是直接用龐大的身軀撞對方。
在天狼島上與露西展開激戰，中途納玆意外參戰，於是開始3對1的激戰。最後詛咒娃娃遭搶走，被納茲、露西和哈比聯合以必殺技「露西火燄」所擊敗。在動畫118集中再次出現，並襲擊在休息區的妖精尾巴成員們，最後被聯手的蕾比、卡娜以及莉莎娜以合體魔法「三重奏‧暴風炎」再次擊敗。
之後在船上和拉斯提羅斯一起目擊了哈迪斯被瑟雷夫奪去生命的瞬間，並感受到強烈的恐懼。後來他把詛咒娃娃送給黑魔術教團的阿貝爾，行踪没交代。

索魯迪歐（Zoldeo）
配音：安元洋貴（日本）；孫誠／何志威【最終章】（台灣）；梁偉德【TVB版】（香港）
惡魔心臟「煉獄七眷屬」之一。初出現以魔羯座星靈「卡布利可」的形象登場，但其實是因為他對卡布利可使用人類隸屬魔法，觸犯了該魔法不得對人類以外的生物使用的禁忌，導致他和卡布利可的身體強制融合，後來他在惡魔心臟中便化名為「卡布利可」，以致卡布利可滯留在人間17年。
20年前露西的母親蕾拉‧哈特菲利亞退出魔導士時，把魔羯座卡布利可和水瓶座阿葵亞的星靈鑰匙分別交給了自己的親信——索魯迪歐和布蘭緹什·μ的母親格萊美，後來她在欠缺阿葵亞的情況下打開日蝕之門，患上了魔力缺乏症而病死，索魯迪歐認為格萊美遲來害死了蕾拉，因而殺了她。
在他佔用了卡布利可的身體之後，在天狼島上發現露西是蕾拉的女兒，害怕會成為她的星靈而想殺死露西，但在雷歐的阻擋下未能得逞，在戰鬥中轉而與雷歐的身體融合，但隨即被借用王之光的卡布利可打出雷歐的身體之外，因觸犯了魔法的禁忌導致身軀泡沫化的消失。

梅兒蒂
「煉獄七眷屬」之一。是當中最晚加入「惡魔心臟」的成員。原设定是炼狱七眷属最弱成员。在天狼島事件後與烏璐緹雅一起退出惡魔心臟，並在X785年救出被判死刑的傑拉爾，後來三人獨自成立了一個魔導士公會──「魔女之罪」。

#### 其他成員
悠馬茲（Yomazu）
配音：景浦大輔（日本）；李景唐（台灣）；李建良【Animax版】／劉昭文【TVB版】（香港）
「惡魔心臟」成員，為索魯迪歐的部下。是一隻穿红色武士盔甲的狗头怪物。公會紋章在腹部的盔甲上。信奉武士道，隨身佩帶一把武士刀。使用东洋的“立体文字魔法”。
入侵天狼島與卡瓦玆組成的偵察兵部隊和先頭部隊，在天狼島上襲擊蕾比，並與卡瓦玆夾擊戈吉爾，最後被戈吉爾以滅龍奧義「業魔鐵神劍」擊敗。动画版增加袭击位于休息区的妖精们，但最终被艾尔夫曼击败。
卡瓦茲（Kawazu）
配音：井口祐一（日本）；黃天佑（台灣）；黎景全【Animax版】／馮錦堂【TVB版】（香港）
「惡魔心臟」成員，為索魯迪歐的部下。是一隻公雞怪物。公會紋章在右邊脖子上。使用鸡蛋魔法，魔法能食用。妄想成为「炼狱七眷属」之一。
入侵天狼島與悠馬茲組成的偵察兵部隊和先頭部隊，在天狼島上襲擊蕾比，並與悠馬茲夾擊戈吉爾，之後被戈吉爾以「鐵龍劍」擊敗。动画版增加在袭击位于休息区的妖精们，但最终被毕可斯罗和弗里德击败。

### 冥府之門（Tartaros）
「巴拉姆聯盟」中最神秘的闇黑公會，別名「瑟雷夫的書架」，其公會成員不是人類（除席爾巴與傑曼以外），全部都是來自「瑟雷夫之書」的惡魔－艾特利亞斯（以太魔族），使用的都是超越魔法的咒法。公會所在地是在飄浮在空中移動的立方體島嶼——冥界島（實為冥王獸），會長END以書的型態沉睡，公會的指揮工作皆由「冥王」馬爾多.吉爾所執行。只要名為「地獄之核」的實驗室仍然存在「冥府之門」的惡魔們就能不斷地復活，被稱作不死的公會。其公會存在的目的是要消除大陸上所有魔力而使會長END甦醒完成瑟雷夫希望自己能被其創造的惡魔所殺的願望，因此「冥府之門」盯上能消除大陸上所有魔力的魔導脈衝炸彈「白色遺產」費斯（評議院持有的武器之一）。但隨着「冥王」與「九鬼門」等主要成員相繼敗北，加上分佈在大陸的三千枚菲斯也被群龍給摧毀使END甦醒的「費斯計劃」宣告失敗，END之書亦被瑟雷夫帶走，實際上公會已形同毀滅狀態。
END
「冥府之門」的會長兼創立者，瑟雷夫之書中史上最強的惡魔。過去是伊格尼爾沒能消滅的對象（因为伊格尼尔对他产生感情无法动手），力量之強大就連咒歌和戴利歐拉都無法與之相比甚至超越神之力。長期以書的形態沉睡被冥王稱為真正的冥府之門存在，同時也是咒法的創造者。要使他甦醒需要有足夠的咒力，因此要消除大陸上所有魔力。
原本長期為冥王持有，但在費斯計劃失敗後這本書被瑟雷夫帶走。最终战争篇时經瑟雷夫證實真正創立公會的是冥王，利用偶然發現的END之書聲稱是其意志從而統御惡魔。席爾巴說END是炎之惡魔，實際上是瑟雷夫把早逝的納茲改造而成的惡魔，全名為艾特利亞斯·納茲·多拉格尼爾（Etherious·Natsu·Dragneel）。
這本書後來曾在瑟雷夫與納茲首次戰鬥時被拿出來，並被瑟雷夫打穿個洞讓納茲被受影響。之後梅比斯逃離公會時偷走這本書並交付於露西手上。书本里面有超高等级活体链接魔法与纳兹本人联系着，上面记载纳兹的大量信息（以“恶魔文字”字体记载），打开后会飞出。纳兹被瑟雷夫打伤以后上面一部分文字消失，露西凭记忆把消失的文字补上（与冥府之门篇前评议长把生体链接魔法的钥匙从杰拉尔身上移除状况类似，不必经本人知情同意）令納茲在傷重中復原並以改写產生熱能的反作用影響到露西（按瑟雷夫的说法，改写者迟早会被侵蚀并堕入黑暗並身亡），但後來被格雷以滅惡魔法抑制使最後文字回到书本，露西还把他们关于纳兹的记忆写进去，這本書在瑟雷夫被打倒後隨之消失。
莫爾德·基爾·塔塔洛斯（Mard Geer Tartaros，馬爾多·吉爾·塔爾塔羅斯）
配音：森川智之（日本）；黃天佑（台灣）；蘇強文【TVB版】（香港）
「冥府之門」的副官，別名「冥王（冥府之王）」、「絕對的惡魔」。地位在九鬼門之上，其職責是當身為會長的END不在時管理整個公會。瑟雷夫之書的惡魔，同時也是冥府之門的戰略家和实际创立者，擁有能讓公會成員死後復生的能力。人形樣貌酷似瑟雷夫，只是頭髮較長扎成单马尾，眼神較為邪惡，身穿類似於評議員的長袍罩衣，在END以書的型態沉睡時手持著它。也认识星灵王。
在四百年前偶然發現END之書，假借其名義統領一眾瑟雷夫之書的惡魔艾特利亞斯並組建冥府之門。對於埃塞爾、弗瀾茅斯、塞拉相繼戰敗以及地獄之核被破壞等事情不以為意，還指出最早被破壞的那枚費斯只是個點，對於原先的預定計劃影響不大。视人类如野草不放在眼里，对羌华喜爱拷問人类认为是太过在意人类而對她施以酷刑，不过后来也在与纳兹、双龙的战斗中似乎感受到与人类战斗的乐趣。
一度操縱身為冥界島的本體－冥王獸，將島上的妖精尾巴全員以及羌華的魔法兵吞噬，由於因為露西倖免的緣故對此祭出放话立功者甚至可以成为九鬼门之一的懸賞。之後與露西代价唤偿术召唤的星靈王一戰，在被破解咒法喜悅後短暫遭到反噬石化為雕像，不過很快就復原。在艾爾莎和米涅露芭分出勝負時突然現身並將兩者重創，卻被臨時趕到的史汀格和羅格的介入跟阻撓。之後在與雙龍的戰鬥中輕易的將兩人單方面壓制。當他知道亞克諾羅基亞逼近時不禁冒出冷汗。在伊格尼爾現身時伺機脫離戰場在另一個地方觀望亞克諾羅基亞與伊格尼爾的對戰。與企圖搶奪「END」的納茲與史汀格和羅格交戰，即使三人不斷猛攻、雙龍使出合體魔法「聖影龍閃牙」也絲毫無損。後來被得到滅惡魔法的格雷突襲，被格雷以冰魔零之太刀擊中，隨後與他短暫交戰，使出咒法荊棘攻擊但仍被對方瞬間冰凍。為了對付雙龍喚來前劍咬之虎會長、變成惡魔後實力已經在九鬼門之上的傑曼。跟納茲和格雷交暫時現出惡魔的形態（之前都是人類的形態）與納茲和格雷對戰，隨即使用咒法「死之記憶」欲令納茲和格雷消失。但二人因為格雷的滅惡魔法的關係只是受傷。被納茲以爆發出龍之力施展「滅龍奧義 不知火型 紅蓮鳳凰劍」加上格雷再以「冰魔零之破弓」攻擊下終於戰敗。最後被其創造者瑟雷夫變回書本的形態下烧毁而亡，变回书本前眼角流泪。

#### 九鬼門
「瑟雷夫之書」的惡魔（統稱：以太魔族/艾特利亞斯），單憑其中一人就可以匹敵一國的軍隊，使用的都是超越魔法的咒法。將過去和現在的評議會成員視為獵殺對象，目的是找出使用活體鏈接魔法封印「白色遺產」費斯的三位原評議員藉以結束他們的生命來解開封印。
現「九鬼門」死亡的有席爾巴、羌華、豺狼、暴風雨、祈司、埃塞爾、特拉夫撒，存活的只剩塞拉（被米拉接收而倖存）、弗蘭馬爾斯（寄生於菇類）。
席爾巴·佛爾帕斯塔（Silver Fullbuster，銀·佛爾帕斯塔）
配音：津田健次郎（日本）；黃天佑（台灣）；劉昭文【TVB版】（香港）
冥府之門「九鬼門」之一，別名「絕對零度」。穿着绿色盔甲（动画版是紫色）雙肩印有「冥府之門」的公會紋章，左胸印著「ABSOLUTE ZERO（絕對零度）」。左边额头有一道明显伤疤。戴有十字架造型的耳環。外貌帅气，气味和格雷一样。為「冰之滅惡」魔導士，雖身為九鬼門之一卻使用打倒惡魔的冰之魔法，是唯一並非出自「瑟雷夫之書」惡魔的成員。
真實身分是格雷的父親，X774年遭戴利歐拉殺害後，被「漆黑僧正」祈司當作實驗材料，對他施以操控死者的咒法復活。為了向奪去其家人的惡魔們復仇，學習和惡魔相反屬性的冰之滅惡魔法，暗中在各地消滅無數惡魔以削弱冥府之門的外圍力量。误把阿特拉斯弗雷姆的意识当作恶魔给冻结全村直至纳兹等人解除。留在冥府之门公会时行动都是演戏，曾经评价自己的公会建筑不管怎么看都是低级趣味。在公会时话语不多，表现冷酷但其實心地善良，曾经把纳兹整个冻住（不让他说出格雷的名字）但又让哈比成功逃走，還送给莉莎娜一件衣服。祈司应该知道席爾巴在公会成员面前演戏，但为了看席爾巴的如何行动而選擇暗中观察。
冥界獸被毁后，与暴風雨、祈司、卓夫札一同对峙纳兹等人，冻结茱比亚的水但又被格雷的冰抵消。主动将格雷带到别处談話。在對戰前自报自己是格雷的父亲，但被格雷否认自己父亲十七年前因戴利欧拉死亡，后来又改口自己真正身份是戴利欧拉利用地狱之核结合格雷父亲的尸体重生以后姿态，发誓要向乌璐一派报仇。战斗中，席爾巴展示了灭杀系魔法对同属性魔法的优势占据着上风但没有使出全力杀死格雷。最后，格雷使出「魔王的前腕甲」造型魔法，投掷解开像之前太阳之村冻结时一样的被冰封的榴弹，作出無属性的攻击成功贯穿席爾巴的腹部。席爾巴虽受重创但没有因此死去（因为席爾巴一直是被祈司控制的活死人），接着席爾巴开始自白，假借戴利欧拉的名字是为了幫格雷克服阴影的意圖雖口頭不承認也被格雷發現。因为是帮忙实现费斯计划謀杀原评议员的一份子，双手沾满鲜血，要求格雷给个了结，但格雷感到窘迫无法下手。后来茱比亚打倒祈司间接替他完成这件事。
在祈司被茱比亚打倒後回歸塵土，席爾巴死前把滅惡魔法傳承給了格雷，並告訴格雷修煉冰之滅惡魔法的原因是END為炎之惡魔，隨後安詳死去。
妻子的名字叫美华，在回公会途中曾经为其扫墓。看到格雷在大魔鬥演武的活跃时，知道格雷还活着，意识到自己没有继续为妻子和儿子战斗的理由，变得只求一死。和战鬥中的茱比亚念话联络，称呼她為格雷的女人，並告诉她祈司的实力在九鬼门中并不是很强，打倒他也就能无法顺利启动费斯计划。並在死前託付茱比亞代替自己陪伴格雷。

羌華（Kyôka，狂華、蔷华）
配音：茅野愛衣（日本）；傅其慧／林沛笭【最終章】（台灣）；謝潔貞【TVB版】（香港）
冥府之門「九鬼門」的指揮官，別名為「隸星天」。是個戴著兩面有羽毛裝飾，中間有鑲著蓝紫色大寶石的頭盔和面罩，頭髮綁成粗粗的一條當成裝飾，身上批著多角形披風雙手及雙腳都似野獸爪子的手爪及腳爪的女惡魔，绿色头发，穿着紫色抹胸装，手能伸长變成利爪或鞭子。公會紋章在左腹。與塞拉關係曖昧不明。自称小女子，性格嗜虐擅長拷問對手。
在「太陽之村」恢復原狀後，因為要施行大型計畫被命令去召集兵力，因此她到至少七個隸屬於公會旗下的闇黑公會吸收戰力並加以控制，亦對於「夢魔之眼」的米涅露芭是否有資質成為強化的兵力而感到興趣。
在意識到其中一枚費斯被毀後把艾爾莎交給米涅露芭對付，自己則離開現場打算強行喚醒沉睡中的會長END，之後去給冥王報告的時候因被冥王認為喜愛拷問人類而被施以酷刑身受重傷。於原評議長的操作室吸收塞拉剩餘的咒力，接著與艾爾莎戰鬥接受冥王的指示以自己的性命使出生體連結加速費斯的倒數時間，同時以咒法強化艾爾莎的痛覺及奪去五感，但仍被毫不畏懼的艾爾莎以雙刀流打敗，隨後被撿起艾爾莎的刀的米涅露芭給刺殺。
在最終戰爭中，被奈因哈特召喚出來與艾爾莎對戰。

塞拉（Seilah，聖羅、赛拉）
配音：豐崎愛生（日本）；錢欣郁／【最終章】（台灣）；何寶珊【TVB版】（香港）
冥府之門「九鬼門」之一，別名為「涼月天」，是個頭上有如牛角般、頭上和頸部綁著緞帶身穿和服的黑发女惡魔，實力深不可測。十分尊敬羌華，對羌華唯命是從，與羌華關係曖昧不明。公會紋章在腹部。
當她對自己下達解放限制的「命令」時，外型就會產生大幅度的改變，能力也會有所提升，另外還有開放魔眼的能力，非常喜歡自己所編的惡魔的故事，不喜歡人類所編的故事，因為惡魔的故事沒有慈悲。
起初潛入原評議會前評議員尤利的住處並殺害他與隨後到來的艾爾夫曼和莉莎娜對峙，而後用咒法控制艾爾夫曼徒手掐住莉莎娜的脖子，迫得艾爾夫曼出面求情與操控他去妖精尾巴進行破壞。在妖精尾巴攻進公會總部時與米拉對峙，由於戰況陷入膠著因此解放自己變成惡魔形態壓制米拉，但隨後米拉成功接收自己一部分的能力並「命令」艾爾夫曼將她擊敗。當祈司被消滅後以殘存的咒力來命令被殺的原評議員議長的遠程控制三千個費斯，試圖命令艾爾莎、米涅露芭及超越者們自盡時被趕來的米拉阻止與打倒而奄奄一息，但已讓費斯進入倒數階段。之後將力量寄託在羌華的身上讓她吸收自己剩餘的咒力。之後被米拉珍接收而得以存活。對上阿爾巴雷斯帝國時化身成塞拉的形態用命令讓一大群士兵沉睡。

豺狼（Jackal，賈卡爾）
配音：寺島拓篤（日本）；吳文民（台灣）；張預東【TVB版】（香港）
冥府之門「九鬼門」之一。性格殘忍，特徵是瀏海蓋住左眼的金髮，身穿蓝色衣服（动画版是绿色衣服）戴斑点围巾，右眼下方和眉毛處有斑紋的惡魔，真面目是左眼失明的狼人型惡魔。公會紋章在右胸。
因在執行任務而以一己之力把「評議會」消滅，並用其咒法把九位評議員給炸亡。在將評議員之一的奧古用其爆破咒法將他炸亡前要多蘭巴爾特回想起那位將評議員全滅的人的名字。
執行謀殺前評議員米凱羅的任務時被納茲一行人所阻撓。經過激戰後被納茲以「雷炎龍的擊鐵」擊敗後，隨後企圖以自爆來讓整個城市同歸於盡，但在身體爆炸前幾秒被哈比帶往高空，最後爆炸的衝擊力並沒有傷到任何人。後來被公會特有的技術「地獄之核」完成身體重組，並誓言要向納茲和哈比（称呼他们是火球和蓝猫）展開復仇。當納茲被喜悅石化時因無復仇，故此把露西當作發泄的對象。趁洛基和芭露歌分心時偷襲兩者使兩者被迫回到星靈界，抓获露西時嫌拉咪太吵而將她所杀，后来被阿葵亚用水流阻擋並救下露西仍試圖突破阿葵亞的魔法。在水消失后，攻击露西時但露西因受阿葵亞的水防护罩保护最终被使用阿葵亞魔力的露西以「全天星辰」給擊殺。

暴風雨（Tempester，顛沛斯塔）
配音：水島大宙（日本）；李景唐（ep.234～240）→孟慶府（ep.249～256）／何志威【最終章】（台灣）；陳卓智【TVB版】（香港）
冥府之門「九鬼門」之一，別名為「不死」、「災厄」。是個穿著有火焰圖案的兜帽外套，如山羊般的惡魔。使用各類天然災害的咒法，身體藏有對於魔導士生命極具危險性的魔障粒子。
在執行抹殺原評議員的任務中，曾以暴風咒法把亞吉馬和雷神眾逼到絕境並欲殺死眾人，後來拉格薩斯及時出現阻止才沒能如願，隨後拉格薩斯壓倒性擊敗，於是使自己的身體自爆釋放出魔障粒子，讓整個城鎮都受到污染，自己則化為粉塵逃回總部。
釋放出魔障粒子的副作用是當他重生時就會遺忘自己的身份。後來被公會特有的技術「地獄之核」完成身體重組，此外因為公會成員拉咪對於男性外型的執著，改造後以皮膚黝黑的美男子的姿態再次出現。
後與納茲交戰陷入膠著狀態，雖然一度使用艾特利亞斯型態回復惡魔原本的身體和力量；但隨即被發動「雷炎龍模式」的納茲壓制。在卓夫扎發動咒法「天地晦冥」戰鬥時，選擇袖手旁觀。當卓夫扎被戈吉爾擊敗後，企圖攻擊身受重傷的戈吉爾時卻被負傷的拉格薩斯誘導到雷電區域並被其以「雷龍的咆哮」再度擊敗成功取他的血液作解藥。（漫畫版最後為被突然出現的格雷以「冰魔零之太刀」所殺）

基斯（Keyes，祈司）
配音：中田讓治（日本）；孫誠／林谷珍【最終章】（台灣）；李錦綸【TVB版】（香港）
冥府之門「九鬼門」之一，別名為「漆黑僧正」。骷髅惡魔，手持權杖，披着黄绿格子斗篷（动画版是黑白格子）公會紋章在額頭上。其身體由魔障粒子組成，在戰鬥中能將身體化成魔障粒子來避開攻擊，同時亦可用魔障粒子來攻擊，然而戰鬥能力在九鬼門中是較弱的。
把包括席爾巴在內的無數屍體作為實驗品，但能長期活動的只有席爾巴。很早之前便知道席爾巴有反叛之心，因此刻意安排他和格雷對戰的劇本。操控已死去的前魔法評議會議長克勞福德，打算把三千枚魔導脈衝炸彈「白色遺產」費斯引爆。最終被茱比亞透過元素化滲透入體內後徹底撕裂而亡。
在最終戰爭中，被奈因哈特召喚出來與茱比亞對戰。

特拉夫撒（Torafuzar，卓夫札）
配音：寺杣昌紀（日本）；吳文民（台灣）；雷霆【TVB版】（香港）
冥府之門「九鬼門」之一，別名為「晦冥」。是個外表如鯊魚的惡魔。擅長水戰，水中移动速度極快。後來透過使用咒法「天地晦冥」，將在場的所有人壓制。可以自由改變皮膚的硬度，其防禦力在九鬼門中是數一數二的，硬化後連戈吉爾的鐵影龍模式攻擊都無法對其造成伤害。除了可以使用咒法，也可用在手臂上的利刃攻擊對手。
與戈吉爾交戰陷入膠著狀態，使用艾特利亞斯型態回復惡魔原本的身體和力量後，曾一度被發動「鐵影龍模式」的戈吉爾壓制。最後被戈吉爾吸收水中微量碳元素的「钢龙」模式以「鋼龍劍」擊殺。

埃塞爾（Ezel，艾哲爾）
配音：土田大（日本）；李景唐（台灣）；蕭徽勇【TVB版】（香港）
冥府之門「九鬼門」之一，別名為「童子切」。有著四隻手臂和四隻如章魚腳般的觸角的惡魔，身上有纹身和锁链以及黑色圆珠，力量強大、防禦力高。公會紋章在右上臂。個性急躁，希望儘快將人類趕盡殺絕，隨後也接下獵殺原評議員的命令。
在費斯的封印全數瓦解後出面開啟其中一枚費斯。當溫蒂來到那裡阻止費斯啟動時，在她背後覬覦著，與溫蒂對戰時一度占上風，但仍被因費斯的高能度魔能混入空氣使得龍之力被開啟的溫蒂擊敗。敗北後被傳送回「地獄之核」進行重生，在再生的途中因地獄之核被米拉珍給破壞無法再生。
在最終戰爭中，被奈因哈特召喚出來與溫蒂對戰。

弗蘭馬爾斯（Franmalth，弗瀾茅斯）
配音：青山穣（日本）；黃天佑、孫誠〈哈迪斯靈魂〉（台灣）；招世亮【TVB版】（香港）
九鬼門成員，別名為「堅甲」。是個戴著扁形頭盔身旁兩肩釘著盔甲和戴著菱形項鍊的獨眼圓胖型惡魔，手持有印著公會紋章的柺杖。有著「疑嘻嘻」的獨特笑聲。似乎對錢很有興趣，口頭禪幾乎都和錢有關。曾經斥責暴風雨濫用魔障粒子是要付費的行徑。
當多數九鬼門成員出外獵殺評議員時，與羌華、席爾巴和祈司留在公會待命並與克勞福德閒談時，克勞福德被突然趕來的納茲一拳打倒便上前與納茲交戰，交戰未果時被席爾巴插手而帶克勞福德離開現場，與克勞福德以超古文書搜尋傑拉爾的下落。
在妖精尾巴成員攻進公會時曾打量著探測到的費斯位置，後來露西、溫蒂、夏璐璐、哈比進到控制室而追殺露西等人，但被納茲阻止而再次與其展開戰鬥，並展示自己以咒法所吸收的最高珍藏－已故的惡魔心臟會長哈迪斯，其後還將納茲所使出的雷炎龍的咆哮加以吸收。當其中一枚費斯被破壞時，憤而使用天照二十八式重創納茲、露西、哈比，並試圖用咒法將三人吸收，但被露西的發言誤導而失手放開納茲最後被納茲以巨石板重擊而敗，吸收的靈魂隨後也受到解放。敗北後被傳送回「地獄之核」進行重生。在再生的途中因地獄之核被米拉給破壞而即將消失之際，臨時藉由反向吸收的能力以香菇的型態寄生於哈比的頭上而倖免於難。後來被米涅露芭從哈比的頭上給拔走，是冥府之門中唯二存活的成員。

#### 其他成員
拉咪（Lummy）
配音：麻倉桃（日本）；馮嘉德（台灣）；凌晞【TVB版】（香港）
「冥府之門」成員。頭上有兔子耳身穿長袍和短裙打有領帶的女惡魔，是羌華的手下，實際上是量產型的惡魔。其中一位負責公會改造和重生惡魔的技術工作，常依喜恶對惡魔進行改造。使用咒法“滑溜”，能抵擋一切物理攻击。
认为芭露歌（女仆）与自己角色设定重复与之纠缠。特别喜爱帅哥对女性不感兴趣，也對身材容貌姣好的女性感到厭惡，曾試圖把米拉改造成醜陋的模樣卻因為她有惡魔因子的緣故下無法改造收場。曾建议豺狼要將露西殺掉時却被他所殺。之後又出現數量眾多的拉咪阻礙妖精尾巴的攻勢，最终被妖精尾巴成员全歼滅。
傑曼·歐蘭德（Jiemma Orland）
配音：宮下榮治（日本）；孫誠（台灣）；譚炳文→朱子聰【TVB版】（香港）
劍咬之虎的前任會長，米涅露芭的父親。公會紋章在額頭。使用的魔法不明（能够从掌中发出冲击波），但實力似乎非常強大。特徵為頸部戴有巨大的佛珠，頭戴冠帽，穿著類似於西遊記中唐三藏的袈裟，只是右半邊的衣服是敞開的。行事作風強悍。
為了達到「最強公會」的目的就算逐出同伴也無所謂。把公会内成员当作士兵一样训练和严苛要求與對待(包含自己的女儿米涅露芭)，曾在過去嚴厲訓練女兒米涅露芭甚至做些殘酷的對待來改變她起初的懦弱性格（但做法跟家暴沒有兩樣），完全從不關心與善待米涅露芭。
在「大魔鬥演武」第二天結束後將玷汙「劍咬之虎」之名的雪乃以在大眾面前受盡侮辱做為懲處要她消除公會紋章並逐出公會卻引起納茲的怒火因此偕同哈比闖入「劍咬之虎」所下榻的旅館。目睹納兹擊倒公會排名前十的成員多班卡爾後便決定親手與他對戰。剛開始用空手輕鬆擋下納茲的「火龍的鐵拳」但之後似乎稍微被納兹的氣勢壓制住，最後正要阻擋納兹使出「雷炎龍的擊鐵」時因米涅露芭的介入與勸說之下決定收手。「大魔鬥演武」第四天結束後因為劍咬之虎的雙龍史汀格及羅格敗給納茲為此憤怒下要將他們給逐出公會，加上史汀格的貓夥伴雷克達上前辯解的緣故。因此將雷克達視為「貓狗之畜輩卻刻上榮耀的劍咬之虎紋章」感到礙眼而並以一掌將他給擊飛與消失於空氣之中（但事實上雷克達是被米涅露芭的魔法所救轉移至別的空間），因此被史汀格悲憤之下以一招貫穿胸膛倒地。
後自願由冥府之門改造成惡魔（腹部留有创伤修复痕迹），被冥王评价實力凌駕九鬼門之上但不服从，最後敗給史汀格及羅格而亡。

### 鐵之森（Eisenwald）
髑髏會（Eisenwald）六魔將軍的旗下公會，暗殺計劃失敗後，整個鐵之森被魔法評議會逮捕，只有艾利高爾失蹤。
艾利高爾（Erigor）
配音：遠近孝一（日本）；吳文民（台灣）；陳欣→陳廷軒【TVB版】（香港）
「鐵之森」的最強魔導士，因為只接暗殺系任務，所以有「死神」稱號。
策劃使用集體咒殺魔法「LULLABY」去暗殺正在舉行「例行會議」的各個魔法公會會長。但是由於計劃被艾爾莎察覺，所以被艾爾莎組成的隊伍破壞了計劃，並且被納茲以「火龍的劍角」擊敗，暗殺計劃失敗後，整個鐵之森只有他沒有被魔法評議會抓行蹤成謎。
動畫版中於六魔將軍之戰中出現阻擾納茲等人，衣服被杰拉尔抢走且再度被納茲擊敗。動畫「星空之鍵篇」再次登場，七年後的艾利高爾成為新生六魔將軍，並穿著一身的黑色連帽斗篷，手持著鐮刀。髮型變成光頭，並改名為葛里姆利帕。似乎失去過去的記憶，不過在溫蒂的治癒魔法下恢復記憶。據他自己所述，似乎是有人藉由噩夢消除了他的記憶，並讓他學會能夠控制天氣的魔法。

卡伽亞馬（Kageyama）
配音：勝杏里（日本）；黃天佑（台灣）；胡家豪【TVB版】（香港）
鐵之森本隊的魔導士。使用「影」魔法。
曾解開咒殺魔法「LULLABY」的封印，之後與納茲展開激戰。但中途被皮亞多下令封口因而受重傷後被艾爾莎等人帶走。但他趁艾爾莎等人沒注意開走魔導驅動車而來到會長們例行會議的地方。在卡伽亞馬即將要吹「LULLABY」時遇見馬卡羅夫而被其言語所打動而放棄行動，最後連鐵之森全員被一起逮捕。在大魔幻游行时，与成员伙伴也一起来看表演。
雷伊由爾（Rayule）
配音：關口英司（日本）；吳文民（台灣）；麥皓豐【TVB版】（香港）
鐵之森本隊的魔導士。穿著虎紋連帽衫的男子。每個手指上都有黑色的紋路，可以伸出長長的黑色物體。和卡伽亚马一起阻止去追艾利高爾的納茲和格雷，最後被格雷擊敗。
卡拉卡（Karacka）
配音：川鍋雅樹（日本）；李景唐（台灣）；巫哲棋【TVB版】（香港）
鐵之森本隊的魔導士。厚嘴唇的男子。能夠挖洞。後來受皮亞多委託前往殺卡伽亞馬，最後被納茲擊敗。
皮亞多（Byard）
配音：遠藤大輔（日本）；孫誠（台灣）；待查詢【TVB版】（香港）
鐵之森本隊的魔導士。臉上各有三根鬍鬚的男子。最後被艾爾莎擊敗。

### 髑髏會（Dokuro Kai）
髑髏會（Dokuro Kai）是闇黑公會之一，專門從事暗殺性質的公會，其中「三羽鴉」更是在卡布里亞戰爭暗殺西方所有將校的傳說部隊。
斑鳩（Ikaruga）
配音：進藤尚美（日本）；馮嘉德（台灣）；鄭佩嘉【Animax版】／鄭麗麗【TVB版】（香港）
暗殺公會「髑髏會」特別游擊部隊「三羽鴉」隊長。「三羽鴉」中唯一的女性。有著頭上綁著兩個髮結的粉紅色長髮及穿著華麗的和服和一雙底很高的木屐的女劍客。說話不時會以演歌的形式唱出。劍術實力極為高強，能夠斬裂空間。
在樂園之塔內與艾爾莎對戰時破壞了多套強力的魔法鎧甲。最後艾爾莎靠著因為得到夥伴而獲得的堅強心靈的一斬將她撃敗，在樂園之塔爆炸時，由梟帶離開。於阿爾巴雷斯帝國篇確認已死亡，被12盾的奈因哈特召喚出來與艾爾莎對戰。

維達路達斯·鷹（Vidaldus Taka）
配音：綠川光（日本）；李景唐（台灣）；黎景全【Animax版】／李錦綸【TVB版】（香港）
暗殺公會「髑髏會」特別游擊部隊「三羽鴉」之一。重金屬搖滾風打扮，手持吉他的長髮男，由於頭髮是魔法道具（實際上本人是光頭）。因此能吸取任何液體，但油和酒精是例外，因為會傷害髮質，擁有利用吉他的音樂讓敵方變為自己奴隸的魔法。
最後被露西和茱比亞以合體魔法「水」撃敗，在樂園之塔爆炸時，由梟帶離開。
梟（Fukuro）
配音：小山力也（日本）；吳文民（台灣）；陳振聲【Animax版】／馮錦堂【TVB版】（香港）
: 暗殺公會「髑髏會」特別游擊部隊「三羽鴉」之一。外型像貓頭鷹，背上背有一個火箭。會發出「喔喔嗚」的聲音，總是把「正義」掛在嘴邊。能夠吞下敵人，並且奪取其能力，曾經吞下納茲並奪取其能力。
最後被格雷以「冰刃·七連舞」撃敗，在樂園之塔爆炸時，帶著斑鳩和維達路達斯·鷹離開。

### 夢魔之眼（Succubus Eye）
夢魔之眼（Succubus Eye）是冥府之門旗下公會，該公會派遣成員到被冥府之門幹部席爾巴給凍結的太陽之村執行防衛任務時剛好遇上納茲一行人與他們交戰，同時冥府之門幹部羌華為了尋找值得強化的兵前往該公會本部，但她卻認為該公會的在場成員不值得強化而將他們給「變成」紙形人偶。
德利亞泰（Doriate）
配音：八代拓（日本）；孫誠（台灣）；蕭徽勇【TVB版】（香港）
夢魔之眼成員，小偷打扮的高大男子。头巾上有一个似电源键图案。平時會帶著面罩遮住鼻和嘴部，面罩下是個野獸般的大口，下顎犬齒向外突出。是由冥府之門改造而成的惡魔但被當作失敗品。因不识「妖精尾巴」名字所以被米涅露芭給取笑称无知。
剛開始用「退化之法」把納茲一行人變成孩童，但在失控恶魔化后把纳兹、格雷、艾尔莎变回原樣，最後在格雷利用凍結太陽之村的滅惡魔法的冰給擊敗後被突如其來的巨大怪鳥給吞噬，被吞噬前警告格雷這個世上有絕對不能踏入的世界存在，那就是冥府之門的另一側大門。

### 其他闇黑公會
屍人之魂（Ghoul Spirit）
配音：竹田光一（日本）；吳文民&黃天佑&孫誠&李景唐（台灣）
六魔將軍旗下公會，位於城市西北方，被「雷神眾」給全數殲滅。
赤裸繃帶男（Naked Mummy）
六魔將軍旗下公會。在對付光明聯軍時被納茲和格雷給全數殲滅。
卡特&沙特（Gatô&Zatô）
配音：後藤弘樹&樋口智透（日本）；黃天佑&孫誠（台灣）
赤裸繃帶男的两个领导人，但未定会长，兩人為兄弟。
大哥
配音：下山吉光（日本）；李景唐（台灣）
赤裸繃帶男的基层成员，曾搶刧商業公會「Love&Lucky」時被露西所阻撓，一度被逮捕。
黑色獨角獸（Dark Unicorn）
配音：竹田光一&岩本茜（日本）；李景唐&錢欣郁&吳文民&孫誠&傅其慧（台灣）
六魔將軍旗下公會，全員不良學生打扮以及頭髮像角一樣倒立著。在對戰光明聯軍時襲擊「青色天馬」但很快的被全數殲滅。
紅頭巾（Red Hood）
配音：田中崇士&村川梨恵（日本）；黃天佑&傅其慧&孫誠（台灣）
六魔將軍旗下公會，擅長用畫本畫出會跑出來的圖畫來攻擊對手。在對戰光明聯軍時襲擊「蛇姬之鱗」但很快的被全數殲滅。
尾白鷲（Harpuia）
配音：不明（日本）；黃天佑&吳文民（台灣）
六魔將軍直屬「鐳射」的黑暗公會。每個成員都有攜帶攜帶工具與頭盔類似像個維修站的工人，在納茲追捕傑拉爾的過程中曾出面阻擋卻被他給秒殺。
藍骷髅（Blue Skull）
外传《FAIRY TAIL ZERØ》中登场。X686年，在玛格诺利亚设置根据地并统治当地的黑暗公会。公会建筑前身是卡尔地亚大教堂，上面匍匐着一副青色的恐龙骸骨。X679年消灭了位于天狼岛的「紅蜥蜴」。不过，X686年从瑟雷夫手上学习了魔法的以梅比斯为首之后的「妖精尾巴」初始成员的活跃下成功推翻消灭。
喬佛利（Geoffrey）
配音：松山鷹志（日本）；孫誠（台灣）
“幽鬼”会长约瑟的祖先。

## 魔法評議院（Magic Council）
評議院是亞斯藍德世界中一個負責維持魔法界秩序的組織，新生評議院由一位議長和八名議員組成。基层职员都是长着青蛙头，穿长袍的统一制服的会说话，主要负责操作机器、传达文书的人外物种。
主要的工作包括監察各魔導士公會的行動，懲治違規公會和追緝闇黑公會。平時會定期（緊急事件發生時也會）在評議院總部（即“会场”ERA）召開「評議會」。討論最近魔法界的重要動態，決定近期的行動方針。设有监狱收押、管理罪犯。
旗下於大陸各地設有多個分部，並配有調查團以及執行逮捕任務的強行拘留部隊。有时为完成任务，会采取派出间谍混入需要调查的组织获取情报的手段。
雖然其制裁對象基本上都是闇黑公會，但是因為「妖精尾巴」成員平時在工作時易造成公眾損失又時常牽扯進重大事件，是評議會檢討名單上的常客，讓評議院對於如何處置他們時總是感到相當頭痛。

### 初代評議院
故事開始時就存在的評議院，當時採取較為鴿派的行政作風，對於時常犯錯的《妖精尾巴》的處置多半只有口頭警告和要求寫檢討報告，不過在妖精與幽鬼的戰爭結束後，還是有將事先挑衅重大違規的幽鬼強制解散。
但在處理樂園之塔事件時，評議院在評議員之一的齊克雷因（傑拉爾的思念體）強力主導下，表決通過對樂園之塔發射魔導精靈力（議長缺席，8票贊成、1票反對）的提案。然而發射的魔導精靈力不但沒有如預期的將塔破壞，反而讓傑拉爾得以利用其龐大的魔力完成「R系統」。隨後評議院被傑拉爾的同夥——见证魔导士烏璐緹雅以時間魔法所破壞（后证实是乌璐缇雅为获得复活瑟雷夫的钥匙故意配合杰拉尔的一环，然后回归暗黑公会「恶魔心脏」）。最後評議院也因為這次事件顏面掃地而被迫解散，改由新議長帶頭組成新生魔法評議院。
因為曾在魔法界最高行政機關任職，原評議員仍握有不少魔法界的機密情報，為了保守秘密和避免闇黑公會挾怨報復，他們在退休後幾乎都在鄉間隱姓埋名安靜度日。但在多年後巴拉姆同盟之一兼罪羊的闇黑公會「冥府之門」為了完成目的先毀滅新生評議院後隨即開始獵殺原評議員。此次事件造成三名原評議員因此遇害，所幸兩在妖精尾巴的及時保護下逃過一劫，還有十六名透過妖精尾巴交由其它公會的保護逃過一劫。此外背叛的原議長最終被「冥府之門」給殺害。
克勞福德·希姆（Crawford Seam，克勞馥·希姆）
配音：木村雅史（日本）；孫誠（ep.10）→吳文民（ep.238起）（台灣）；林國雄【TVB版】（香港）
初代魔法評議院議長，身体圆胖巨大的白鬚老人。曾處理「鐵之森」和「幽鬼支配者」的魔導審判中以黑影的形式出現過。
在樂園之塔事件中因身體不適而在表決時缺席，事件後初代評議院被迫解散，他的議長之位也被新生評議院的格蘭·多瑪所取代。
冥府之門篇，為冥府之門的幕後協力者，以再回到担任評議院議長位置與冥府之門的惡魔进行交易，告知有關費斯以及原評議員的情報利用迷藥將要保護自己的米拉和艾爾莎帶入冥府之門，後來與弗瀾茅斯被追蹤過來的納茲給襲擊，但因為席爾巴介入而逃脫。隨後使用超古文書搜尋傑拉爾的下落卻意外地掌握到能將生體連結魔法鑰匙直接轉移的方法使自己成為鑰匙，本來打算把鑰匙轉移到被俘虜的身上以便殺掉鑰匙當事人，卻遭羌華從背後刺殺還被祈司以咒法「死靈操控」操縱負責啟動並引爆三千枚魔導脈衝炸彈「費斯」，其後在祈司被打敗後停止活動後來又被塞拉以咒法「命令」繼續操控下啟動三千枚魔導脈衝炸彈「費斯」，直至費斯被龍族給摧毀為止。
- 超古文書

歐格（Org）
初代魔法評議院第二席，和雷治為初代評議院所留下的成員。
米凱羅（Michello）
配音：川鍋雅樹（日本）；李景唐（ep.10～39）→孫誠（ep.235起）（台灣）；李建良【Animax版】／陳欣【TVB版】（香港）
初代魔法評議員第三席。长着猫耳和尾巴，但向哈比解释自己不是猫的橘发矮小长胡须老人，拄拐杖。个性胆小又自私，认为自己作为议员的性命高于一介平民。冥府之门篇时正式介绍，退出魔法评议院后和孙女米凯莉亚生活。
冥府之門篇，藉由洛基的关系最先得到纳兹、露西、溫蒂等找到住址等人保护起来時遭到「冥府之门」的豺狼的襲擊。在纳兹解除地雷阵跟豺狼對戰時嫌太吵而被他打晕，在获救后通过魔水晶向马卡罗夫等人传达评议院保管着兵器费斯的情报还有提供其他原评议员住处。
最终决战黑龙时通过梅儿蒂的链接全大陆魔导士的魔力封印亚克诺罗基亞作为传送魔力的一份子有露脸（动画版327集）。
亞吉馬（Shitou Yajima）
配音：木村雅史（日本）；孫誠（台灣）；陳旭恆【Animax版】／林國雄【TVB版】（香港）
初代魔法評議院第六席，妖精尾巴出身，與馬卡羅夫、羅布、波布、波琉西卡、高德曼年輕時就已經是好朋友。年轻时是餐厅老板，厌倦战斗，能力也不强而且想去做魔法评议院议员。因為他與馬卡羅夫的關係很好，常常為「妖精尾巴」辯護。
樂園之塔篇，是唯一始終反對投下魔導精靈力的評議員，警告齐克雷因要为负上牺牲生命与杀害兄弟杰拉尔的责任。心存怀疑齐克雷因的目的，藏身在一旁偷听他与乌璐缇雅的说话。原評議會解散後在哈魯吉翁港口經營一所名為「8is land」的買賣魔法食物的餐廳。
大魔鬥演武篇，擔任大魔鬥演武的解說員，同時亞吉馬亦很高興看到納茲等人回歸的「妖精尾巴」。在第三天比賽結束後，多蘭巴魯特碰到假扮米斯頓葛的傑拉爾，碰巧亞吉馬在場，為了掩飾便指出眼前的米斯頓葛是來自伊多拉斯的傑拉爾，大魔鬥演武结束后参加王室举办的招待众魔导士公会宴会。
冥府之門篇，後來在「8is land」被冥府之門「九鬼門」的暴風雨襲擊時被拉格薩斯所救。
最终决战黑龙时，通过梅儿蒂的链接全大陆魔导士的魔力封印亚克诺罗基亞作为传送魔力的一份子有露脸（动画版327集）。
貝露諾（Belno，貝魯諾、蓓露諾）
配音：野濱玉子（日本）；傅其慧（ep.34～35）→錢欣郁（ep.255）（台灣）；鄭佩嘉【Animax版】／袁淑珍【TVB版】（香港）
初代魔法評議院一員，黄绿色头发的中年女性，外表打扮类似波琉西卡。
冥府之門篇，由戈吉尔、蕾比等赶去保护時被「冥府之門」成員所殺，現場沒有被破壞的跡象，似乎是遭到暗殺（推测是「九鬼门」祈司所为）。與戈吉爾是舊識，並曾多次勸告當時仍在「幽鬼支配者」的戈吉爾離開該公會。由於戈吉爾與自己已去世的兒子相似，因而格外關心戈吉爾。她的死促使戈吉尔也有为之流泪哀悼。
雷治（Leiji）
初代魔法評議院一員，和歐格為初代評議院留下的成員。
霍谷（Hogg）
初代魔法評議院一員。
冥府之門篇，由格雷、茱比亚赶往保护，但是还是晚一步，现场包括城镇被大闹一场，四处斩痕（推测是「九鬼门」艾哲爾所为）。
尤里（Yuri）
初代魔法評議院一員。白色头发，有老人斑的矮小老人。
冥府之門篇，由艾尔夫曼、莉莎娜赶往保护但发现已经斷氣没有外伤，但「九鬼门」塞拉事先埋伏在此，被塞拉「命令」破坏通讯用魔水晶。
齊克雷因（Siegrain）
初代魔法評議院一員，同時是聖十大魔導之一（現已除名）。自稱是傑拉爾·菲爾納迪斯的孿生哥哥，但實際上是傑拉爾的思念體，直至在「R系統」完成後隨著魔力回到本體。《百年任务》篇59话再次被杰拉尔创造/分割人格而登场，代其背负「命运的齿轮」魔法，儘管很快就消失，不过因此使杰拉尔能顺利施展「七星剑」魔法消灭敌人。
烏璐緹雅（Siegrain）
初代魔法評議院的見習魔導士。

### 新生評議院
在樂園之塔事件中原評議院被烏璐緹亞以時間魔法腐朽破壞之後，經歷新議長上台以及多位議員交替後重新成立的魔法評議院。為了洗刷處理樂園之塔事件失當的汙名以及取回民眾們對評議院的信賴，新議長古蘭·多瑪制定了嚴格取締問題公會絕不寬容的行政準則。
在「六魔將軍」討伐事件結束後，評議院把傑拉爾視為是比六魔將軍犯下更大惡行的通緝犯，甚至派人以「若是抵抗就可以將他直接抹煞」的命令為前提將他逮捕入獄，在召開的定期評議會中，多數議員們譴責參與聯合軍的妖精尾巴在沒有經過評議會的許可就和闇黑公會作戰，違反了公會間不得私下發生戰爭的條約規定，更認定他們把傑拉爾當作夥伴的思想大有問題，之後議長看在妖精尾巴打倒了六魔將軍的功績上勉強不去追究，但也下達最後通牒——如果他們再鬧出大事就要下令將公會強制解散。
在X791年的大魔鬥演武結束後，評議院召開商討對於終於有所動靜的闇黑公會「冥府之門」因應對策的會議，之後議長決議召集評議院所有戰力，掃平巴拉姆同盟的最後一角，但隨即被冥府之門精英幹部「九鬼門」之一的豺狼突襲，評議院瞬間被炸毀，議長及議員全數遇害，其餘在場人員僅有多蘭巴魯特存活。
格蘭·多瑪（Grand Doma）
配音：白熊寬嗣（日本）；吳文民（台灣）；李錦綸【TVB版】（香港）
新生魔法評議院議長。带牛仔帽，穿黑色巫师袍的老人。
在总部開會議時被冥府之門的豺狼殺害。
歐格（Org）
配音：遠藤大輔（日本）；黃天佑（台灣）；陳旭恆【Animax版】／梁志達→盧國權【TVB版】（香港）
新生魔法評議院第二席，和雷治為初代評議院所留下的成員，被尊稱為「歐格老師」。是一位頭上有一隻疑似蝙蝠的鳥類、手持杖的老人。
在樂園之塔事件中是最後一位贊成投下魔導精靈力的評議員，认为他们投下的力量是“恶魔”。本來很討厭妖精尾巴，但是後來逐漸改觀，甚至期待妖精尾巴能為魔法界迎來燦爛的日出。但由於樂園之塔事件在格蘭·多瑪面前抬不起頭。
冥府之門篇，在总部開會議時被冥府之門的豺狼給殺害。
雷治（Leiji）
配音：關口英司（日本）；吳文民（台灣）
新生魔法評議院一員，和歐格為初代評議院留下的成員。戴墨镜的男性（伊多拉斯篇後造型有所變化）。
冥府之門篇，在总部開會議時被冥府之門的豺狼給殺害。
席德（Sid）
配音：諏訪部順一（日本）；孫誠（台灣）
新生魔法評議院一員。右眼帶著眼罩，犬齒突出的男性。
冥府之門篇，在总部開會議時被冥府之門的豺狼給殺害。
諾拉（Nora）
配音：新井里美（日本）；傅其慧（台灣）
新生魔法評議院一員。年長女性。
冥府之門篇，在总部開會議時被冥府之門的豺狼給殺害。
拉哈爾（Lahar）
配音：速水秀之（第67～200話）→梶川翔平（第223話起）（日本）；吳文民／林正騏【最終章】（台灣）；李致林【TVB版】（香港）
新生魔法評議院第四强行拘留部隊長。束发髻的眼镜男子。
六魔將軍篇，在六魔將軍被聯合軍擊敗後將傑拉爾帶回評議院處置，並且道出他的罪刑不是死刑就是無期徒刑。天狼岛篇与梅斯特船上汇合，听取报告得知岛上有黑魔导士瑟雷夫存在和黑龙即将来到消息后震惊，与评议部队带上梅斯特撤离。
動畫原創“星空之鍵”篇，受命前往教會調查「六魔將軍」集體逃獄事件，但卻吃個閉門羹之後便向多蘭巴魯特求助，和多蘭巴魯特前去拜訪卡嘉，在镭射襲擊卡嘉得逞後，決定讓多蘭巴魯特親眼看到平安無事的天狼組成員。
大魔鬥演武篇，七年後在大魔鬥演武中擔任第三天比賽的嘉賓并且带上多兰巴鲁特。在比賽結束後碰到假扮米斯頓葛的傑拉爾，後被亞吉馬指出他是伊多拉斯的傑拉爾，但拉哈爾早已知道他是本人，只因顧及到亞吉馬前輩的面子，而故意假扮明白他是伊多拉斯的傑拉爾。在群龙事件以后被多蘭巴魯特修改部分记忆，被评价为“那家伙会向上爬的成为大人物，我不想他涉足这种不正当的事情”。
“植物之神”番外篇，邀请妖精尾巴与剑咬之虎共同调查突然出现在近海的可疑岛屿。病毒开始扩散时，作为指挥官感染病毒倒下且要求梅斯特去通知评议院击沉岛屿，不能让病毒扩散到全大陆的同时希望上岸调查的人快回船上，最终被兽兽释放的烟雾净化获救。
在众议员在总部開始讨论「冥府之门」问题會議時被冥府之門的豺狼的偷襲下遭到遇害，促使多兰巴鲁特变得愤慨然后去找眼镜蛇問清實情。
- 术式魔法

多蘭巴魯特（Doranbolt）
新生魔法評議院諜報部成員。

### 聖十評議院
在毀滅新生評議院的元兇兼巴拉姆同盟僅存的闇黑公會「冥府之門」垮台之後，召集了聖十大魔導擔任評議員並重組的魔法評議院。以前的他们一直回避着战争，这次站出来是出于战争爆发他们有必要负上一定责任。
其中不在此之列有伊修迦爾四天王之一、聖十大魔導中排名第一的「天神」賽雷納，他已經投效西大陸的奧霸雷斯帝國，成為護聖12盾的一員，另外還有聖十大魔導之一的馬卡羅夫·德雷亞，為了爭取聖十大魔道重組評議院的時間，主動解散妖精尾巴並獨自前往奧霸雷斯帝國交涉，直到一年後才回到重建後的公會再次擔任會長。在奧霸雷斯帝國侵略時，評議院為首的四人負責来自東面的戰事，遇上護聖12盾的賽雷納、歐加斯特、傑柯夫，但隨後賽雷納僅憑一人之力便將評議院的四人擊敗。
最终决战魔龙时，通过梅儿蒂的链接全大陆魔导士的魔力封印亚克诺罗基亞作为传送魔力的一份子再次亮相（543话）。
多拉裘洛斯‧海貝利昂（Draculos Hyberion）
配音：安元洋貴（日本）；林谷珍（台灣）
聖十大魔導・伊修迦爾四天王（排名第2名）。現任聖十魔法評議院議長。
外表似吸血鬼绅士的中年男性，头发是绀蓝色。使用間接性吸血魔法，其魔法被魔導王欧加斯特称赞。高脚杯中装的是牛奶。
- 吸血魔法

烏魯夫海姆（Wolfheim）
配音：高橋伸也（日本）；林正騏（台灣）
聖十大魔導・伊修迦爾四天王（排名第3名）。現任聖十魔法評議院一員。
使用變身系或接收系魔法，能变化作一头绿色毛皮的强壮野兽。
沃洛德·辛肯（Warrod Sequen）
配音：玄田哲章、白熊寬嗣〈青年〉（日本）；黃天佑／于正昌【最終章】（台灣）；黃子敬、李鎮然〈青年〉【TVB版】（香港）
聖十大魔導・伊修迦爾四天王（排名第4名）。現任聖十魔法評議院一員。過去曾是財寶獵人公會「風精迷宮」成員，後來是成立「妖精尾巴」的創始元老之一，第一代公會成員，左手手臂上印有公會紋章。使用綠色魔法。性格平实可靠，风趣爱开玩笑（主要指老年时）。
X686年時原本在做財寶獵人，與尤里、普雷希特一起登陸天狼島尋找S級寶物「天狼玉」，後來為了對抗青色髑髏，和瑟雷夫學習綠之魔法。在普雷希特沉迷黑魔法后，于X731年因不明原因退出妖精尾巴公会。X792年擔任聖十評議院的評議員。
- 綠色魔法：操縱大自然的魔法。

裘拉·涅基斯（Jura Nekis）
聖十大魔導・伊修迦爾四天王（排名第5名）。現任聖十魔法評議院一員。

## 菲歐烈王國

### 菲歐烈宫廷
托馬·E·菲歐烈（Toma E. Fiore）
配音：藤原啓治、高木涉（劇場版2）（日本）；孫誠（ep.161～164）→黃天佑（ep.191起．劇場版2）／何志威【最終章】（台灣）；陳永信【TVB版】（香港）
菲歐烈王國國王，是一個矮個子的中年男性，平時的性格上有些偏向被寵壞的孩子，喜欢南瓜，但在面對重要決策時卻是堅強且絕不退縮。非常喜欢魔导士，因此从X785年开始举办大魔斗演武，竞选全国最优秀的魔导士公会，但本身似乎不会魔法。每年的竞技项目都不同（有竞走，射击，杂耍和跳舞等），会亲自安排魔导士对战名单来观看同水平魔导士比赛。
舉辦大魔斗演武時，以司儀「馬特君」的身分出席，基本上一直都沒有人發現，直至為了要保護國家而向眾魔導士公會提出配合翡翠公主的月蚀计划，解决剩余龙群時才因為口頭禪（作为司仪时常挂嘴边）露餡。看见龍从王宫方向的月蚀大门出来以及魔导士们开始战斗场景后，发现这场景正是古代“人与人，龍与龍，人与龍”相互交战“龙王祭”的再现。事件结束后，因为公主只是出于好心以及周围人的求情，仅仅惩罚她戴着南瓜头套一个礼拜而且必须语尾加上“南瓜”结束。
在X777年，蕾拉打开王家代代相传的月蚀大门以及迎接安娜来到时的见证人。結局時退位，把王位傳給翡翠後与养植南瓜为伴隱居。
馬特君（Mato）
配音：藤原啓治（日本）；孫誠（台灣）
托馬國王的偽裝身份，大魔斗演武的司儀，穿著著南瓜頭套與黑披風。
翡翠·E·菲歐烈（Hisui E. Fiore）
配音：三森鈴子（日本）；傅其慧／林沛笭【最終章】（台灣）；何璐怡（ep.178～213）→吳羡婷（ep.214起）【TVB版】（香港）
菲歐烈王國公主，年龄与露西相仿的绿发少女，是一位星靈魔導士。提出月蝕計畫来消灭瑟雷夫，并暗中背后地支持阿尔卡帝欧斯大佐进行月蚀计划的推动者。月蚀计划进行到快完成时，說出要進行「月蝕·2·計劃」（即听从未来罗格的建议发射日蚀加农炮消灭突然出现的一万头龙群，但实际没有这一用法）。在不需要露西和雪乃情况下，已经用过黄道十二宫的钥匙使大门进入准备开启状态（仅用人手设置就可以打开）。在納茲等人將露西以及雪乃從監牢中救出時，有礙於侍衛在旁慫恿将包括大佐在内所有人打落奈落宫。虽然没有表现出来，但心里担忧着大佐的生死。后来大佐身上佩戴的翡翠救了他一命。小时候就与阿尔卡帝欧斯在一起受其照顾。大门来到王宫前地面后，大佐上前与之对质时，虽然知道了来自未来的有两人不过仍坚持开门。月蚀大门被打开后，眼睁睁看着从门里走出龙群，直至露西和雪乃关上了大门。接着与菲欧烈的军队以及米拉和温蒂等人在门前对峙着“翡翠龙”基尔柯尼斯（后来拉格萨斯加入战斗）。由于与基尔柯尼斯的战斗很危险，阿尔卡帝欧斯建议先行让翡翠撤离，但是公主坚持她有见证这一切的义务。在大门被破坏后，以翡翠龙的鳞片颜色为基尔柯尼斯命名，为拖延时间直至其消失。在最后的大魔斗演武庆祝宴会上透露与露西的哈特菲利亚家有交情，曾经受到其父亲的照顾。
日蚀星灵篇时，与大佐阿尔卡帝欧斯微服出巡调查世界各地发生异常的原因（因为是月蚀计划事件造成的开端，里面储存的能量实在太强大，为自然界带来巨大影响，甚至超越了时空连星灵界也受到波及）而前往妖精尾巴，与妖精尾巴等人途中相遇后共同前往星灵·圣地，制作了一批强制关门的钥匙，对抗日蚀星灵们，之后还一起前往星灵界。事件结束后得到星灵王原谅因为一切都是为了拯救世界。
一年后的大魔斗演武会场，由于纳兹的乱入逮捕后又命令将其释放。
在阿爾巴雷斯帝國的十二盾之一的艾琳入侵皇宮時被其變成老鼠，後來在艾琳死後變回人形。最终决战黑龙时，通过梅儿蒂的链接全大陆魔导士的魔力封印亚克诺罗基亞作为传送魔力的一份子有露脸（543话）。結局時成為了女王，以恢复与阿尔巴雷斯帝国的外交为首，为了让国家变得富强努力着而且赦免了魔女之罪一行以往的罪行。

阿爾卡帝歐斯（Arcadios）
配音：黑田崇矢（日本）；黃天佑／于正昌【最終章】（台灣）；李錦綸【TVB版】（香港）
菲歐烈王國櫻花聖騎士團隊長，職階為大佐。翡翠公主的親信，当公主还小的时候已经作为身边护卫照顾。
利用七年间举办的大魔鬥演武会场外吸收魔導士散发的魔力，暗中执行月蝕計畫，曾经为了得到星灵魔导士和将露西绑架，绑架失败后目标转移到另一位持有黄道十二宫钥匙的星灵魔导士雪乃，在雪乃脱离剑咬之虎后成功招揽了雪乃，并赐之官阶“军曹”。被雪乃形容是“背后默默拯救世界伟大的人却无人知道”。
妖精尾巴知道地下龙的坟场存在后，告诉他们月蚀计划内容以及古代这里曾经发生的龙王祭，认为亚克诺罗基亚的诞生受到黑魔导士瑟雷夫的影响。在月蚀大门前，被国防大臣丹頓揭发以“叛国罪”逮捕並之后與納茲等人受困於奈落宮，在露西與雪乃被漁介的地形效果·熔岩帶襲擊差點喪命之時不顧自己的危險涉入了岩漿之中將兩人救起，不過在沉入岩漿的前一刻被趕到的霍洛洛奇姆以及洛基救起撿回了一條命，但也有一部份是因為自己隨身佩帶翡翠寶石。后来发现未来露西给出的证词与公主有所出入，穿起“白百合铠甲”在日蚀之门前质问公主。门被打开后，保护着公主对峙翡翠龙基尔柯尼斯。
丹頓（Darton）
配音：川原慶久（日本）；李景唐（ep.163～177．185～199）、黃天佑（ep.184）→孟慶府（ep.277）（台灣）；黃子敬【TVB版】（香港）
菲歐烈王國國防大臣。由於反對會改變歷史的月蝕計畫，而在阿爾卡帝歐斯對納茲等人述說月蝕系統的目的時，強行率領軍隊將露西、雪乃和阿爾卡帝歐斯逮捕，即使反對月蝕計畫，但是卻又在妖尾一行人面前利用會吸走魔力的月蝕系統將納茲的魔力吸走，並將其餘的妖尾一行人趕出宮殿，之後更察覺阿爾卡帝歐斯並非月蝕計劃的主要負責人，而是翡翠公主，在得知真相之後與翡翠公主一起，準備開啟月蝕大門。
伊利基（Iriki）
配音：宮下榮治（日本）；吳文民（ep.162～165．192～277）、李景唐（ep.175）（台灣）
菲歐烈王國櫻花聖騎士團隊員，阿爾卡帝歐斯的親信，陪同大佐暗中执行月蝕計畫。

### 餓狼騎士團
菲歐烈王國暗中支持著國家的成了獨立部隊、王國最強的五位行刑人（在一般民众认知里是类似都市传说的存在）。有著由菲歐烈王國賜予的特殊權力，能在奈落宮中對犯人執行死刑。據阿爾卡帝歐斯所言，奈落宮之所以無人生還是因為有他們在。他們每人都擁有一種魔法，而且是為了殺人而創造出來的魔法。在动画“冥府之门”篇原创剧情，费斯正式启动时与军队一起保卫菲欧烈宫廷成员，后来斯奇亚多拉姆（影龍）来到王都破坏了费斯。每个人穿着不一的衣服，不过在妖尾公会解散以后一年后听从骑士长指挥追捕纳兹时，换上了统一蓝色的衣服。最终决战黑龙时，通过梅儿蒂的链接全大陆魔导士的魔力封印亚克诺罗基亞作为传送魔力的一份子有露脸（动画版327集）。
卡馬（Kama，鐮刀）
配音：內田夕夜（日本）；孫誠（台灣）；張錦江【TVB版】（香港）
餓狼騎士團之首，使用鐮刀魔法，憑揮動鐮刀就能夠輕鬆砍下敵人的首級、砍碎石柱以及擊碎地面。在納茲等人落於奈落宮後出現，並聲明要對納茲等人執行死刑，之後在眾人分散後對上納茲，最後被納茲的「火龍的鐵拳」擊敗，最後在與王國軍一同圍攻想要逃出去的納茲等人時，與王國軍一起被自稱來自未來的「羅格」的影子所吞沒消失，不過在歷史還原後也隨之回歸，除了敗給納茲等人留下的心靈陰影外完全沒事。

卡美嘉（Kamika）
配音：松井惠理子（日本）；錢欣郁（台灣）；李潤知【TVB版】（香港）
餓狼騎士團的一員，頭上有著呆毛，其相貌與艾克蕾雅相似。能力為化成不同屬性攻擊敵人的紙片。在納茲等人落於奈落宮後出現，並在眾人分散後對上米拉珍，被米拉的魔力所震懾，最後被米拉以全身接收「撒旦之魂」擊敗。最後在與王國軍一同圍攻想要逃出去的納茲等人時，與王國軍一起被自稱來自未來的「羅格」的影子所吞沒消失，不過在歷史還原後也隨之回歸，除了敗給納茲等人留下的心靈陰影外完全沒事。

柯絲莫斯（Cosmos）
配音：田村奈央（日本）；馮嘉德（台灣）；陳皓宜【TVB版】（香港）
餓狼騎士團的一員，身穿花邊百褶裙，以及黑色外披長裙，並戴著一頂圓頂帽子。能力是植物召喚。在納茲等人落於奈落宮後出現，並在眾人分散後對上溫蒂，最後被溫蒂以「照破·天空穿」擊敗。最後在與王國軍一同圍攻想要逃出去的納茲等人時，與王國軍一起被自稱來自未來的「羅格」的影子所吞沒消失，不過在歷史還原後也隨之回歸，除了敗給納茲等人留下的心靈陰影外完全沒事。

漁助（Uosuke）
配音：村瀨步（日本）；馮嘉德（台灣）；張預東【TVB版】（香港）
餓狼騎士團的一員。在納茲等人落於奈落宮後出現，並在眾人分散後對上露西、雪乃、哈比以及夏璐璐，最後被露西的阿葵亞沖走落敗，最後在與王國軍一同圍攻想要逃出去的納茲等人時，與王國軍一起被自稱來自未來的「羅格」的影子所吞沒消失，不過在歷史還原後也隨之回歸，除了敗給納茲等人留下的心靈陰影外完全沒事。

涅帕（Neppa）
配音：松本健太（日本）；黃天佑（台灣）；蕭徽勇【TVB版】（香港）
餓狼騎士團成員。在納茲等人落於奈落宮後出現，在眾人分散後對上利利，最後酸液被利利斬開並被其砍中因而落敗，最後在與王國軍一同圍攻想要逃出去的納茲等人時，與王國軍一起被自稱來自未來的「羅格」的影子所吞沒消失，不過在歷史還原後也隨之回歸，除了敗給納茲等人留下的心靈陰影外完全沒事。

### 魔法部队
菲欧烈王国正规的对抗魔导士编制的军队。带着巫师帽的统一士兵服，武器是可以发射魔法弹的长杖。据纳兹评价魔法弹威力让其吓一跳。但论魔法作战力量对于专业的公会魔导士而言，还远远不够。
埃癸斯 & 坂東海豚（Aegis & Bandou）
配音：不明（日本）；黃天佑〈人〉&馮嘉德〈海豚〉（台灣）；邓港文〈人〉&何宝珊〈海豚〉【TVB版】（香港）
动画原创。自称菲欧烈王国最强魔法兵，在纳兹等人逃离奈落宮后在与菲欧烈军队在皇宫长廊战斗时登场。上半身是戴着泳镜和泳帽，左手一个皮球而右手拿着鱼叉的泳男，下半身是一只会说话的蓝色海豚。由于打扮怪诞，被利利吐槽是星灵。一开始在魔法部队背后从地面上潜出现，然后浮在半空中。虽然海豚说着对不起表现很怕人，但是被皮球指挥攻击后变得狂暴起来，连自己人都撞散，并说对自己的体力很自信并由纳兹挡了下来。可笑的是在它上面的人早已不行晕了过去，最终被纳兹一记“火龙的铁拳”击败退场。
最终决战黑龙时，通过梅儿蒂的链接全大陆魔导士的魔力封印亚克诺罗基亞作为传送魔力的一份子再次亮相（动画版327集）。

### 哈特菲利亞財閣
裘德·哈特菲利亞（Gyude Heartfilia）
配音：銀河万丈（日本）；吳文民（台灣）；李建良【Animax】／譚炳文【TVB版】（香港）
露西的父親，哈特菲利亞財閣的財政家兼男主人，家中经营铁路公司。哈特菲利亚家所拥有土地连同庭院，占据着几座山。家中女眷必须穿着洋装行动。家中雇佣的女仆和佣人众多，包括魔法教导的老师在内，露西与他们关系很好。初登场于幽鬼事件解决后露西回家时。严父作风的生意人，露西童年不快乐的主要原因。财团破产后曾问露西借大量钱作为路费（因为高估出行费用），但被拒绝只好选择走路。此时样子已变得不修边幅，满脸胡子。之后在阿加利亚城的商业公会Love&Lucky重新工作，直至逝去前。原與露西的母親蕾拉在商業公會Love&Lucky相遇，他在考慮成立公司的時候蕾拉剛好懷孕，於是兩人退出公會，剛好那時公會的廣告牌壞掉Lucky變成了Lucy，於是兩人決定如果出生的是女兒就取名露西。
由于露西离家出走一年，以委托人身份让「幽鬼的支配者」将其带回。还为她做主安排了玖勒诺鲁家的贵族萨瓦卢公爵作为对象的婚事，这都为了巩固哈特菲利亚财团未来在南方地区的铁路事业，并要求生下男婴，继承哈特菲利亚家。於x791年病逝，天狼组消失期间深信露西还活着。死后一个月，露西才上门得知父亲已经去世，但对于露西而言只像不见一个星期感受。死后坟墓在原工作城镇，没有迁回原家庭与妻子在同一个庭院。
蕾拉·哈特菲利亞（Layla Heartfilia）
配音：平野綾（日本）；馮嘉德／陳筱寧【最終章】（台灣）；張頌欣【TVB版】（香港）
露西的母親，哈特菲利亞財閣的女主人，於x777年過世（推測可能是因為為了開啟月蝕大門而將自身全部的魔力連同生命一起燃燒殆盡而死），與龍消失的年份相同。长相与露西相同不过气质偏向娴静。虽然去世多年，露西仍然会坚持写信给她。原與露西的父親裘德在商業公會Love&Lucky相遇，他在考慮成立公司的時候蕾拉剛好懷孕，於是兩人退出公會，剛好那時公會的廣告牌壞掉Lucky變成了Lucy，於是兩人決定如果出生的是女兒就取名露西。
星靈魔導士安娜·哈特菲利亞的後代，也是优秀的星灵魔导士。負責在777年7月7日（同是发生月蚀的日子）用重新收集的黄道十二宫的钥匙把王家代代相传的的月蝕大門打開，把納茲、戈吉爾、溫蒂、史汀格、羅格迎來自己所屬的時代。虽然由于岁月流逝，坚持使命的目的连蕾拉的母亲、祖母都没人记得了，不过蕾拉还是完成了连接时代的使命，并希望自己女儿露西之后能过上自己的人生（不必是作为星灵魔导士而活着）。
曾经持有三把黄道十二宫（水瓶、巨蟹、摩羯）的钥匙，退出工作后转交给自己的仆人（格莱美，史佩特，索鲁迪欧），后来都全部归属到女儿露西手上。蕾拉与仆人们、自己星灵关系甚好，受索鲁迪欧崇拜以及与格莱美情如姐妹，与索鲁迪欧曾经约定过如果自己的女儿露西选择走魔导士之路的话就让卡普利可回到露西的身边。由於當時持有水瓶座之匙的格萊美已渡往西大陸联系不到，因此原本體弱多病的蕾拉用上自身的生命力補足缺席的阿葵亞的魔力強行開啟月蝕大門，蕾拉卻因此患上了重度魔力缺乏症，因而在打开门后不久病死。格莱美听说这事后已经过了7天，然后与卧床的蕾拉再会面时，蕾拉希望着双方的女儿也能像她们一样成为好朋友。因心有愧疚，格莱美本想把水瓶座的钥匙直接归还给蕾拉，但蕾拉拒绝。然后提议把钥匙给露西小姐，蕾拉答应如果她选择成为星灵魔导士之路就接受下钥匙，因此钥匙后来到了儿时露西手上。
- 星靈魔法

### 其他菲歐烈國民
艾巴爾（Duke Everlue）
配音：平勝伊（日本）；孫誠（台灣）；李建良【Animax版】／朱子聰【TVB版】（香港）
處女座星靈芭露歌的原契約主，有奇怪的審美觀。納茲與露西接受委託，要到其家中把《日出》奪回並消毀它，行動中得知了真相，他為了名利而脅迫著名作家凯姆·萨雷欧為他寫書《日出》，令其心受重創最後自殺身亡，艾巴爾並未為此感到歉意，認為該本書的內容侮辱他，最後艾巴爾被揭發其政治黑幕而坐牢。
卡比·門洛
配音：五王四郎（日本）；吳文民（台灣）
露西和纳兹第一次组队出任务的委托人。凯姆·萨雷欧的儿子。
凱姆·薩雷歐
配音：五王四郎（日本）；黃天佑（台灣）
著名作家，被艾巴爾脅迫寫出《日出》。本名任夸·門洛。
摩卡
配音：下山吉光（日本）；吳文民（台灣）
迦爾納島村長。
波波
配音：遠藤大輔（日本）；黃天佑（台灣）
迦爾納島村民，摩卡的兒子。
露露
配音：佐藤奏美（日本）；傅其慧（台灣）
迦爾納島村民，對格雷有好感。
史貝特
配音：田中涼子（日本）；傅其慧（台灣）
哈特菲利亞家傭人。
拉比安
配音：菊池正美（日本）；吳文民（台灣）
舍赫拉查達劇團團長。
傑森
配音：小野友樹（日本）；黃天佑（台灣）；陳振聲【Animax版】／李震權【TVB版】（香港）
著名魔導士週刊索沙拉的記者，對妖精尾巴非常有興趣。
X791年得知納茲等人歸來的消息後，每週都去妖精尾巴做獨家報導，同時他在「大魔鬥演武」中，擔任第二天比賽的嘉賓。公会解散后一年内，露西曾经在他手下做事。
房東太太
配音：真山亞子（日本）；傅其慧（台灣）；許盈【TVB版】（香港）
露西的房東。脖子上围着一只活的貂鼠。天狼島事件後7年來一直幫她打掃房子，露西欠缺的房租由露西父亲全部付清，虽然比7万J积累的账面费用要收多一点，但由于加上打扫费以及后来三年房租已经涨到8万J的缘故实际已经打折收费了。在露西知道父親去世後，她把露西強行帶回，讓她看到自己的父親這7年送來的生日禮物和信。
甲巴迪·羅拉
配音：勝杏里（日本）；吳文民（台灣）
大魔鬥演武的實況主持人。
米凱莉亞
配音：藤井幸代（日本）；馮嘉德（台灣）
米凱羅的孫女。認識洛基。
米歐
配音：能登麻美子（日本）；林美秀（台灣）
出版社社員。與梅比斯長相相似。
艾利歐斯
配音：石田彰（日本）；于正昌（台灣）
小說家。與瑟雷夫長相相似。

## 阿爾巴雷斯帝國
位於西大陸阿拉基達西亞的超级大國，首都為維斯達利安。几百年前曾有730個正規公會和黑暗公會，但這些公會被整合形成了一個独裁的超級軍事魔法帝國。十年前為了得到光之神話（妖精心臟）欲侵略位於東大陸伊修加爾的菲歐烈王國，但因為時機尚未成熟，而且伊修加爾的魔法評議院具有牽制他們的兵器「魔導精靈力」和「魔導脈衝炸彈·費斯」，因此中途取消計劃。在新生評議院和費斯毀滅後，召集了護聖十二盾全員及100萬士兵，再度對伊修加爾展開侵略。（东立出版社译名：奥霸雷斯帝国）

### 始普利岡皇帝
瑟雷夫·多拉格尼爾（Zeref Dragneel，其他譯名：傑爾夫·多拉格尼爾）
配音（青年時期）：石田彰（日本）；吳文民／于正昌【最終章】（台灣）；陳振聲【Animax版】／周良鴻→張預東【TVB版】（香港）
配音（幼年時期）：楠田亞衣奈（日本）；葉嘉【最終章】（台灣）
阿爾巴雷斯帝國皇帝，別名「始普利岡」（Spriggan）。是魔法界史上最兇暴、最強、最邪惡、傳說中的「黑魔導士」。
這個男人降臨在遠古大陸，掌握著黑魔法，可以輕描淡寫地製造出可怕的惡魔，魔力十分強大，世上成千上萬惡魔都是其傑作，使全世界陷入混沌之中。雖然是四百年前的人物，且世人也認為他早已經死去，但其實他只是以一個青年的身份存在於世界上，外貌英俊，特徵是黑色短髮，灰色眼睛，憤怒時眼睛會變成紅色，战意愈浓时眼睛则是紫色，穿著黑色衣服並綁有白色長布。
在妖精尾巴S級魔導士升級考試時流浪至天狼島與納茲意外相遇，卻感嘆納茲還無法摧毀自己。後來遇上煉獄七眷屬之首烏璐緹雅並與其交戰，但因力量不敵而戰敗。在昏迷的期間被人拖來拖去，隨後在無意間殺掉了桑庫洛，並道出：「我本不應出現在這個時代，但當一個時代終結的時候，我就會覺醒重現世間。」在惡魔心臟的飛船上向哈迪斯及剩餘的兩名煉獄七眷屬成員表示自己並沒有沉睡，只是渴望著想要去珍惜生命，卻仍在無意之間不斷的奪去生命，而哈迪斯所謂的“鑰匙”根本不存在，只不過是盲從瑟雷夫的信徒所編出來的故事罷了，最後對哈迪斯做出制裁，用魔法奪走了他的生命。
在大魔鬥演武结束後與靈魂狀態的梅比斯的交談虽两人已阔别上百年但自己在经历幾百年的時間裡不斷見證人與人之間險惡的心，已經對此厭惡了，最後更得出了「如果這個世界繼續拒絕我的話，我也將會否定這個世界」，认为这不是引发战争而是单方面地歼灭人类的结论。
在冥府之門篇再次出現在納兹面前，交代了一些關於END的情報後便留下一句「最後會來到我身旁的是你還是END呢？」後就離開了。分佈於大陸中的三千枚魔導脈衝炸彈「費斯」被群龍消滅後，突然現身於納茲、格雷等人的面前。並在格雷沒有察覺的情況下，從格雷手中拿走了「END」之書，親手消滅了莫爾德·基爾·塔爾塔羅斯，並道出「如果他們能夠從這個絕望中的境地的存活，到時就由我賜與你們更徹底的絕望」，隨後連同「END」之書一同離開。「冥府之門」敗北後，棲身於某所豪華的房子中。以及道出END的全名為艾特利亞斯（以太魔族）．納茲．多拉格尼爾（Etherious．Natsu．Dragneel）。
在一百多年前（X686年），瑟雷夫曾把魔法教導予妖精尾巴初代會長梅比斯與其他妖精尾巴的創始成員。當時梅比斯發現瑟雷夫之所以會不經意釋放「死」之魔法是受到安克瑟拉姆的黑魔術詛咒所導致，瑟雷夫也證實了事實。400年前，由於納茲的早逝，於是就讀「米爾迪安魔法學院」，借此研究復活納茲的方法。「R系統」與「月蝕大门」（结合星灵魔法）的理論也是在瑟雷夫在學期間研究出來的，是當時學院內有名的神童。可是由於其研究觸犯了魔導士的最大禁忌「死者復活」，而受到掌管生死的神「安克瑟拉姆」的詛咒。瑟雷夫不理會教授們的勸告，執意研究「死者復活」的方法，最終被學院開除。此時安克瑟拉姆的詛咒發作，瑟雷夫以外的人皆死亡。自此瑟雷夫變成了不老不死的存在。一方面瑟雷夫因無意間奪去了無數生命而被罪惡感折磨，另一方面卻厭惡得到無限時間研究而滿足的自己。在這些思緒迷宮的徘徊中，最終瑟雷夫希望自己死去，因而觸及魔法最大的禁忌「創造生命」。以魔法之源的魔能「艾特利」（以太）創造出無數被稱為「艾特利亞斯」（以太魔族）的惡魔。可是卻沒有一個惡魔能殺死自己。最終他抱着最後的希望，以自己的弟弟納茲的身體改造為「艾特利亞斯」。並命名為艾特利亞斯（以太魔族）·納茲·多拉格尼爾（Etherious．Natsu．Dragneel）。即是瑟雷夫之書最強的惡魔、「冥府之門」的會長END。至此瑟雷夫同時達成了弟弟的復活與創造最強惡魔的願望。
在劇場版第二部 《DRAGON CRY》的最後帶著護聖12盾的布蘭緹什與因貝爾短暫登場。
X792年時，在深山中找到失去左臂、變回人型的亞克諾羅基亞，並打算與其交手。另一個身份為阿爾巴雷斯帝國建国初代皇帝斯普利岡（Spriggan），其名字的意思就是醜陋的妖精。
與伊格尼爾、安娜是朋友，並把納茲、戈吉爾、溫蒂、史汀格、羅格等人透過月蝕大門從400年前傳送至777年7月7日。帶領奧霸雷斯帝國及始普利岡12與菲歐烈王國開戰。被納兹找上門並展開了一場戰鬥，並告訴納茲如果殺死他那麼納茲也會跟著死去。战斗过後换上一套像是皇帝会穿的新衣，并发誓要把梅比斯、纳兹所有人染黑。因為艾琳施展「世界重構魔法」的反作用力，直接被分配到妖精尾巴公會，與梅比斯正面接觸，召集12盾全員集結在妖精尾巴公會前，並預告妖精尾巴將沒有明天。命令艾琳負責分離梅比斯身體中的妖精心臟，後艾琳被梅比斯以幻影魔法欺騙脫逃，命令艾琳捉回梅比斯。
隨後格雷第一個來到妖精尾巴公会想要打倒瑟雷夫，瑟雷夫称赞并告诉了他一个连护聖十二盾都不知道的由他想出打败亞克諾羅基亞的计策。格雷欲使用【絕對冰結】與瑟雷夫同歸於盡時，卻被趕來的納茲阻止，並表示不希望失去他這個朋友。就在納茲和瑟雷夫對戰到一半時，拉凱德用R.I.P襲擊納茲卻因此惹惱瑟雷夫然後殺死拉凱德，並告訴他是自己所創作的惡魔。纳兹被抓住时梅比斯也來到了公會，然而瑟雷夫卻趁機吸收妖精心臟，並得到了无限的魔力。获得凌驾于时间的神之力的白魔导士瑟雷夫，正面接下龙之力迸发后的纳兹的“炎龙王的崩拳”。之后仅一擊就貫穿納茲的心臟，把时间狭缝和公会大门连接正打算返回400年前改變世界時，納茲站了起來，而心臟的傷因為露西修改了END之書而消失。復活後的納茲藉由情感的火焰燃燒瑟雷夫的時間魔法，最後被納茲“炎龙王的崩拳”打成重傷，不能动弹。納茲喊了聲「哥哥」，交付梅比斯后便離開了。
过去曾经进行关于时间的研究，希望是回到还未变成不死身的“过去”，这既能拥有家人，让弟弟变回人类，还能杀死亚克诺罗基亚，正常迎接死亡。但为了未来的希望，曾与安娜以及伊格尼爾合作，制定了穿越日蚀之门的计划，由其创作让安娜打开大门。为打倒亚克诺罗基亚，想出的对策就是利用“新生·日蚀”回到过去，保留原本的记忆重新做自己，即使不会再与梅比斯相遇，抛弃这边的世界，也要保护人类的未来。完成新生日蚀，第一需要梅比斯无限的魔力，第二需要用到“时间狭缝”。发现时间狭缝以后打算据为己有，于是把它封闭起来用来完成新生日蚀。自身其实非常害怕亚克诺罗基亚，担心在全人类灭亡后不老不死的自己以及梅比斯成为其玩具折磨取乐但又无法战胜，直至得到无限的魔力才敢于正面对抗亚克诺罗基亚。
虽然重伤，但诅咒效果可以使之恢复。和梅比斯藉由互相關愛、爱抚的情感而雙雙接受对方詛咒，感受到幸福和被爱后，发现爱是唯一的魔法（连不死之人也无法战胜的力量）而一起迎接死亡结局，僅留下裝有與納茲童年合照的項鍊。和梅比斯有一子「歐加斯特」，可是本人並不知情。

### 護聖12盾
守護阿爾巴雷斯帝國皇帝始普利岡的十二面盾牌，又稱「始普利岡12」，每一個人都具有非凡的實力，其強勁程度甚至足以與伊修迦爾聖十第一魔導士並肩而立。而在與伊修迦爾公會聯合軍一戰後有六名成員戰死或自盡（歐加斯特、艾琳、拉凱德、賽雷納、布拉德曼、瓦爾），只剩下六名成員存活（布蘭緹什、蒂瑪莉亞、因貝爾、阿吉爾、傑克布、奈因哈特）。從《百年任務》中得知「護聖十二盾」組織已在戰爭後解散。
歐加斯特（August，其他譯名：奧格斯塔）
配音：安原義人、藤原夏海〈童年時期〉（日本）；林正騏、林沛笭〈童年時期〉（台灣）
護聖十二盾之首，別名「魔導王」。十二盾中最強的男人，與艾琳合稱為阿爾巴雷斯的雙璧。代表阿爾巴雷斯帝國的「夏」。
是一名手持顶端镶紫色寶石法杖的老人，披風上印有帝國徽章。學識淵博，將龙王祭称为诸神的黄昏。視布蘭緹什為孫女，但對拉凱德態度冷淡。真實身份是瑟雷夫和梅比斯的親生兒子，但無人知情，因此對瑟雷夫非常忠心，同時對經常自稱為瑟雷夫兒子的拉凱德非常反感。与同为十二盾的布兰缇什关系较好，被她当作自己爷爷一样尊敬。称赞过賽雷纳、海贝利昂（原圣十大魔导第二位）、马克贝爾的魔法，但鄙視同為十二盾拉凯德使用的慾望魔法。
擁有其他十二盾無法比擬的強大實力，魔力不屬於光或闇，最終其魔力達到無的境界。可瞬間複製對方的魔法並讓其無效化，但不能複製持有型魔法。
自伊修迦爾的東方入侵，與賽雷納、傑柯夫一同鎮壓了柏斯克國的所有公會。在賽雷納被人類型態的亞克諾羅基亞擊殺後，判斷自己與傑柯夫聯手也無法戰勝亞克諾羅基亞，因而堅持避免與亞克諾羅基亞發生衝突，繼續奪取「妖精心臟」的作戰方針。後來偽造雷達的數據來欺騙妖精尾巴眾人，讓傑柯夫直接進攻妖精尾巴公會。自己則獨自步行、逐漸逼近妖精尾巴公會。
後與納茲、露西、哈比、梅斯特及布蘭緹什等人正面碰上。原先看在布蘭緹什的面子上，打算與妖精尾巴交涉，但梅斯特強行給布蘭緹什輸入歐加斯特為其敵人的記憶，因而被布蘭緹什用刀刺穿身體。震怒之下，爆發前所未有的強大魔力，對納茲等人進行熱屬性攻擊（有一部分魔法被納茲抵消）。後因為艾琳施展「世界重構魔法」的反作用力，與布蘭緹什一同被隨機分配到菲歐烈王國的某處。
與布蘭緹什一起和艾琳會合，對艾琳擅自使用「世界重構魔法」感到不滿，隨後作出12盾應當集結到皇帝瑟雷夫身邊的決定，但是為解艾琳的怒氣，替艾琳重創米拉。之後與全體12盾的成員一同集結於妖精尾巴公會。於戰場上與魔女之罪的成員對峙，以強大的魔力將傑拉爾為首的魔女之罪成員壓制，之後質問傑拉爾的戰鬥動機，聽了回答後感到失望並道出了瑟雷夫有個兒子的事以及「光與暗並沒有善惡之分，若有能稱得上真正的正義那大概只有愛」等幾番話後轉身離去。
歐加斯特的真實身分是瑟雷夫與梅比斯之子。一百年前，在梅比斯被放進水晶之後，普雷希特（哈迪斯）在梅比斯體內察覺了他的存在。但剛出生的他已異於常人，魔力十分強大。百般思索下的普雷希特決定讓其存活但將其遺棄，從此這位小孩便成為了一個無親無故的孤兒，靠自己渡過悲慘的童年。後來他以自己強大的魔力從記憶中得知了父母的事，更在偶然之下邂逅了自己的父親，並被其賞識邀请建设国家，成為了他的十二盾之一。因其兒時的容貌和髮色和母親梅比斯相似，從而讓瑟雷夫想起了自己與梅比斯相處的那段歲月，那時是在八月，因此歐加斯特成為了他的名字。但對於兩人是父子的事，瑟雷夫卻毫不知情，所以歐加斯特也決定將此事一直隱瞞。
在「世界重構魔法」解除後，矗立於卡爾地亞大教堂的頂端，誓言肅清敵人，後與吉爾達茲及卡娜交戰，吉尔达兹的“粉碎”魔法不起效用也无效化卡娜的“妖精光辉”，却躲开卡娜的卡牌攻击，因此被吉爾達茲看穿其魔法的弱點，但吉爾達茲使出的最強一擊「破邪顯正·絕天」也依然無法將其擊敗。最後為了瑟雷夫打算用禁忌魔法「阿魯斯·玛奇亞」毀掉整個國家，但見到梅比斯後停止了吟唱，導致魔法啟動失敗而毀去身軀，臨死前心裡產生對母愛的願望，為十二盾中最後一名敗陣的成員。

艾琳·貝爾賽利翁（Irene Belserion）
配音：本田貴子（日本）；陳筱寧（台灣）
護聖十二盾之一，別名「緋色絕望」。十二盾中最強的女人，與歐加斯特合稱阿爾巴雷斯的雙璧。代表阿爾巴雷斯帝國的「春」。
伊修迦爾出身，活過400歲以上外貌看起來依舊年輕貌美，極具有領導能力，性格冷酷、嗜虐，習慣單獨行動（原為性格良善）。身穿黑色斗篷及披風，戴著一頂帽緣寬大的巫師帽、穿巫師靴，戴著半圓形耳環，雙手戴著有如惡魔手爪的手套，手持鹿角狀魔杖，斗篷上印有帝國徽章，左腹有一道疤痕。緋紅色紅髮，綁成四支麻花辮，相貌與艾爾莎相似。真實身份是艾爾莎的母親，表面冷酷無情但實際依然内心愛著自己的女兒。龙化之后外型是红色毛发的背部和羽翼，身躯粉白色，脸部下颌有突觸特徵的西方龙。
為高位附加術士，能夠對任何人事物附加上魔力，同時也是創造出滅龍魔法的魔導士，自称「灭龙魔导士之母」。魔力強大，能將長年積雪的靈峰佐妮亞變為綠意盎然、氣候宜人之地。曾為多拉格諾夫王國的女王時習過劍術，所以劍術實力也相當高強。
出生於四百年前，為當時一個位於伊修迦爾名為多拉格諾夫王國的女王(亦被稱為龍族女王)。为控制人类之间相互争夺领土與鄰國的兰古將軍（ラソグ将军，聲：中岛卓也（日本）；于正昌（台灣））亦即是艾爾莎的生父進行政治聯姻，两人曾经驰骋战场也见证贝尔赛利翁的戰死。那是一個人和龍融洽相處共存，两个种族携手发展的國家。直到某天，西方大陸的龍打算進入伊修迦爾把人類趕盡殺絕，而當時辅助自已的龍——賢龍 · 貝爾賽利翁帶頭對抗引發名為龍王祭的戰爭。但由於敵方勢力強大將共存派逼入絕境。而此時想出一個方法將龍之力附加在人類身上，讓人類也能加入戰鬥，也就是滅龍魔法。雖然此舉让灭龙魔导士数量增加，共存派戰況逐渐變得樂觀，但强大的力量也开始侵蚀人类的身体。後來因為亞克諾羅基亞的突然出現又终结战争，仿佛嘲笑众多牺牲者一样使戰爭以雙方不分胜负，變為以亚克诺罗基亚一人独赢收場也在那场战争以后被称为“龙王”。
戰爭結束一週後，因為身體開始出現龍化（鳞片化而蜕皮）的跡象（此時已經懷有艾爾莎）而被因害怕亚克诺罗基亚而恐懼其外貌的丈夫關入監獄。在監獄中受盡嚴刑、虐待、羞辱等殘酷對待。在這過程中為了保護艾爾莎而給其附加魔法卻忍耐恥辱至今。三年後丈夫因為不相信自己懷有孩子还打算伤害自已（左腹上的伤疤因此造成），促使自己完全龍化手刃丈夫並殺害皇宮的所有侍衛，自此對親情感到很厭惡。龍化後的她在一個隱秘的森林中生活數百年，而她一直在尋找可以讓自己恢復人型的方法。後來偶遇发现她真面目的瑟雷夫，瑟雷夫幫助她在外貌上變回了人型。但過不久，她便發現自己的身體還有許多跟龍一樣的性質，味觉和睡眠发生变化讨厌自己的身体，令她很嚮往得到人類的身體。就在此時想到將自己的人格附加在即將出生的艾爾莎身上。但因愛著艾爾莎所以沒能成功並且將艾爾莎拋棄在羅茲瑪利村教堂前。當初生下艾爾莎後，因為看見艾爾莎的笑容，因而不忍心向自己的女兒下手，認為不應該奪去這個初生嬰兒的人生並趁自己還未發瘋前將艾爾莎給遺棄。
自伊修迦爾的北方入侵。與布拉德曼、拉凱德於靈峰佐妮亞上迎戰伊修迦爾公會。以絕對優勢擊敗劍咬之虎與青色天馬。相信布拉德曼與拉凱德，因此沒有加入與妖精尾巴的戰鬥，而是打算迎戰正在逼近的亞克諾羅基亞，因而對整片菲歐烈王國的國土施展附加魔法，作為迎戰準備。後主動現身於亞克諾羅基亞面前並展開戰鬥，實力受其肯定。對亞克諾羅基亞相當有禮貌，尊稱其為大人。但十分相信皇帝瑟雷夫能夠超越他，因不希望這場戰爭受到無異議的干擾，因此發動「世界重構魔法 Universe One」將亞克諾羅基亞送往大洋的彼岸，同時令瑟雷夫正面接觸妖精心臟（梅比斯）。在發動「世界重構魔法」後來到菲歐烈的皇宮中以壓倒性的實力鎮壓皇宮軍時把翡翠公主變成老鼠(似乎對親情感到反感)。感知到被傳送至皇宮附近的艾爾莎後，以眼魔法確認了同為紅髮的她的存在。在米拉打倒自己的部下海涅及茱麗葉後突然出現在她的身後，為了替自己的部下復仇於是將米拉束縛在石頭上並且讓她受到不少的傷害，直至在歐加斯特重創米拉後決定收手並且答應十二盾的集結。之後與後來在與歐加斯特及布蘭緹什和其他12盾的成員一同集結於妖精尾巴公會。並被瑟雷夫下令負責分離梅比斯身體中的妖精心臟。於是對梅比斯施展分離附加魔法，並勸諫瑟雷夫要捨棄天真的情感才能戰勝亞克諾羅基亞。後自奈因哈特口中證實艾爾莎的存在，卻毫不考慮地命令奈因哈特前去殺掉艾爾莎。之後被梅比斯的幻影魔法欺騙透過瑟雷夫的提醒，才察覺梅比斯早已脫逃對此感到相當震怒因受瑟雷夫的命令捉回梅比斯。
原本打算以眼魔法搜捕梅比斯的行蹤，在梅比斯主動現身後對帝國軍所有士兵附加魔力，使其成為攻擊力提升且感覺不到疼痛的狂戰士，但被馬卡羅夫使用「妖精法律」將近八成的敵軍擊敗，雖對此感到吃驚但表示對戰局無太大的影響。後來突然出現在艾爾莎、露西、溫蒂等人面前並對眾人展開攻擊，向艾爾莎表示「我就是妳，妳即是我」，之後與艾爾莎和溫蒂展開對戰。於戰鬥中表明自己為艾爾莎的母親並講解自己的過去。訴說自己的過去後再度與艾爾莎及溫蒂交戰。因为是龙的身体，所以温蒂的魔法可以伤害她。之后於戰鬥中明白了附加的真理（出于幸运发现与自己相性极好的温蒂），於是以「附加」全人格把自己的人格附加在溫蒂身上重獲人類的肉體，後來被溫蒂逼回自己的身體。由于传授她灭龙魔法的贤龍早死于战场，没有听说过有制造疫苗防止龙化的方法，为此感到不公平。盛怒之下再度變身龍的姿態，發動極限附加術的「神之星崩」，讓隕石墜落卻被艾爾莎擊破，並被艾爾莎以溫蒂附加滅龍屬性的刀擊中因而變回人型。之後撿起艾爾莎的刀打算手刃時卻看見艾爾莎的笑容，令自己想起被蒙蔽已久的母愛記憶。當時的記憶使自己找回對孩子的愛，再度想起自己其實是愛著艾爾莎，最後以刀刺入自己的腹部自盡，戰死，為十二盾中第11名敗陣的成員。死後「世界重構魔法 Universe One」和翡翠公主身上的魔咒亦隨之解除。當亞克諾羅基亞得知她是滅龍魔法之祖時而憤怒地踐踏其遺體。
《百年任務》中揭露在自殺前已把人格寄宿在溫蒂身上，在涅巴爾一戰中幫助溫蒂，以分離附加術擊敗涅巴爾。戰後因用盡魔力而沉睡希望溫蒂在自己找到合適的身體前把此事對艾爾莎保密。被轉移到臨界魔法世界「艾蓮提亞」後，由於該世界魔力過剩的關係，因而從沉睡中甦醒，並提醒溫蒂該世界的魔力過於異常。
在「土神龍」德格拉瑪格被打敗後，在迪亞波羅斯公會與「月神龍」塞勒涅交談，把對方所受的傷轉移到自己的身上，最後在塞勒涅的幫助下轉生到伊多拉斯世界轉世為艾爾莎·奈特渥卡的女兒。
在作者原设定稿裡艾琳的样子经过几个设想方案，其中还出现过带独眼罩海贼模样的艾琳。

拉凱德·多拉格尼爾（Larcade Dragneel）
配音：小野賢章（日本）；林谷珍（台灣）
護聖十二盾之一。代表阿爾巴雷斯帝國的「秋」。
額頭有十字架紋身，外表俊俏，總是面帶和煦微笑、氣派從容的男子。穿著類似於袈裟僧侣的服裝，身後有巨大十字架，能夠操縱十字架快速的發動攻擊。帝國徽章刻印在左肩。戰鬥時會背對著陽光坐禪，慈眉善目的氣派身影，讓對手們都彷彿見到了神明的錯覺，但實際上有著與外表不同的嗜虐本性。使用慾望魔法和白魔法。魔力性質特殊，被瑟雷夫稱為秘密武器，也許能夠打敗曾经是人类的亞克諾羅基亞（因為可以控制人類的三大慾望）。12盾中唯獨受到歐加斯特的冷漠對待。透過因貝爾的言詞得知他十分任性，每次十二盾集結都缺席。
真實身分是瑟雷夫之書的惡魔，是瑟雷夫研究復活納茲的實驗體中最完美的一個，所以身上的氣味與納茲相同，因而被賜姓「多拉格尼爾」。稱瑟雷夫為「父親」並有等同親人般的摰愛，實際上是歐蓋斯特的複製品，但對於瑟雷夫更在意納茲而感到忿恨不平。
自伊修迦爾的北方入侵。與艾琳、布拉德曼於靈峰佐妮亞上迎戰伊修迦爾公會以絕對優勢擊敗劍咬之虎與青色天馬。在迎擊前來支援的妖精尾巴時，因為艾琳施展「世界重構魔法」的反作用力，被隨機分配到菲歐烈王國的某處，解救了遭到俘虜的蒂瑪麗亞。之後與全體12盾的成員一同集結於妖精尾巴公會。在馬卡羅夫發動「妖精法律」削弱帝國戰力之後，突然現身於戰場上並遇上空乃與雪乃，並將其能力釋放到整個戰場，不分敵我受到其魔法影響。之後準備將雪乃解決掉時，神樂插手了這場戰鬥，之後與神樂交戰，並以壓倒性的實力擊敗對方後與史汀格對戰。
在對戰中發動了多次白魔法都被史汀格抵消，也一度與史汀格達成勢均力敵的狀態，隨後以慾望魔法讓史汀格等人感到飢餓，史汀格為了破除魔法而將其他人打暈並繼續戰鬥，此時羅格出現支援史汀格（米涅露芭用魔法替換羅格與雪乃的位置），面對吸收羅格的魔力而開啟白影龍模式的史汀格，打算使用究級魔法R.I.P.迎戰。之後史汀格透過羅格的提醒，加上神樂幫忙開啟重力魔法讓史汀格的身體沉入影子之中以擺脫睡眠慾，最後被開啟「白影龍模式」的史汀格以「白影龍之絁」撃敗，為十二盾中第10名敗陣的成員。 在世界重構魔法解除後，身負重傷卻依然設法返回妖精尾巴公會並以R.I.P襲擊與瑟雷夫交戰的納茲，未料介入戰鬥的行為反而激怒了瑟雷夫而遭其魔法重創，受到了瑟雷夫的冷酷對待而難過的流下淚水。最後被瑟雷夫親手毀滅身軀而悲劇收場，臨死前仍期望得到「父親」的關懷。
百年任务篇时，按布兰缇什的说法是至今行踪不明。

因貝爾·尤拉（Invel Yura，其他譯名：印貝爾、伊貝爾）
配音：前野智昭（日本）；黃天佑【劇場版2】／何志威【最終章】（台灣）
護聖十二盾之一，別名「冬將軍」。同時擔任皇帝瑟雷夫的參謀長兼阿爾巴雷斯帝國軍的執政官。代表阿爾巴雷斯帝國的「冬」
銀白色長髮，梳著一支馬尾，戴著眼鏡，外貌帥氣。性格沉穩可靠，最受瑟雷夫信賴之人。個性相當嚴謹並且遵守紀律，處理事務的能力極強。非常尊敬皇帝，知道皇帝在伊修迦爾的名字為瑟雷夫，同時也知道納茲與瑟雷夫是親兄弟，以及納茲是惡魔END的事。
純粹的冰之魔導士（冬之魔導士），使用冰魔法「凜冬」，可以令一切化為嚴冬，寒度凌駕於一般的冰魔法，甚至超越絕對零度。是冬之支配者，習慣單手使用魔法作戰。
在劇場版第二部《DRAGON CRY》的最後，隨同護聖十二盾的「潰國」布蘭緹什·μ與皇帝瑟雷夫短暫登場。
自伊修迦爾的西方入侵，陪同皇帝瑟雷夫率領一百萬人的大軍。觀看納茲與瑟雷夫的戰鬥，並於戰鬥結束後繼續統率軍隊前進。在陪同瑟雷夫前往妖精尾巴的公會所在地途中，因為艾琳所施展「世界重構魔法」的反作用力，被隨機分配到菲歐烈王國的某處。之後與全體十二盾的成員一同集結於妖精尾巴的公會所在地，在瑟雷夫與梅比斯交談時，由於忌憚其擁有妖精心臟的力量，所以擅自以魔法冰凍住梅比斯並且知道她和瑟雷夫的關係。後在瑟雷夫的命令下將梅比斯解凍改以魔法「冰之奴役」束縛住梅比斯的思想與行動。接者親自上戰場先於高處觀察後現身將納茲、露西、茱比亞、哈比瞬間冰封凍住，但由於格雷耐寒逃過一劫。隨後報上自己的全名和身份與格雷展開戰鬥，以壓倒性的實力將其壓制住。對戰中對於格雷能使用黑暗的力量「冰之滅惡魔法」感到相當有趣，认为狩猎恶魔的人一般无法保持正常思考，對格雷本人的經歷也感到相當的有興趣，於是便打算邀請格雷加入自己陣營。個人認為黑暗是黑魔法的原点，也是皇帝之力的证明。黑暗不分善惡的概念，是所有人都擁有的強大力量。
在布蘭緹什帶走納茲等人後，使用魔法「冰之鎖」讓格雷與茱比亞自相殘殺，目的是要讓格雷的黑暗面更加覺醒，並在心中認為能打倒惡魔END的不是陛下（瑟雷夫）也不是「魔龍」亞克諾羅基亞，而將會是格雷。但在格雷與茱比亞因不想傷害對方，從而雙雙自殺後，決定由自己來打倒END，於是沿著布蘭緹什的蹤跡找尋她和納茲，不料格雷竟再度出現在自己的面前（格雷因為茱比亞施展輸血魔法而存活）。隨後與開啟冰之滅惡模式的格雷重新對戰，雖然被迫使出了終極技能“冰絕神衣”，但仍不敵因茱比亞犧牲而憤怒的格雷，更被其打成重傷，最後被格雷以「冰魔．零之破拳」擊敗，為十二盾中第九名敗陣的成員。敗北後，決定將納茲就是END的事實告訴格雷，打算借格雷之手殺掉END。
百年任務篇時，因「企圖再次策劃發動戰爭」的罪名與奈因哈特一同入獄。

布蘭緹什·μ（Brandish ・μ，其他譯名：布蘭蒂修·μ）
配音：沼倉愛美（日本）；傅其慧【劇場版2】／林美秀【最終章】（台灣）
護聖十二盾之一，別名「潰國」。
阿爾巴雷斯帝國徽章刻印在右大腿外側，戴有兩枚十字架造型髮飾及十字架耳環、戴有金黃色鎖鏈的項鍊。翠绿色的短髮齊瀏海，穿著性感，棕黃色的衣領及衣尾有藍紫色的羽毛。有點天然呆，性格慵懶，喜歡軟綿綿的東西，討厭麻煩事、討厭說同樣的話。因為怕麻煩，所以經常二話不說就捨棄隊友独自离开。經常被蒂瑪莉亞針對，但其實與蒂瑪莉亞交好稱呼她為「瑪麗」。與歐加斯特十分親近，視他如“爺爺”，与艾琳並不熟識。而對於露西及妖精尾巴的眾人有著複雜並且迷惘的情感，多次出手幫助妖精尾巴。對花粉過敏。喜欢甜食，旅行中特意出现在有名的店铺产地光顾。
擁有擊潰一個國家的強大實力，但是絲毫不好戰。使用形態魔法，可以任意縮小或放大物體，改變物體的質量，能在一瞬間改變大地的形體。但是無法壓縮比她更大魔力的對象，（正篇劇情中被艾琳以附加術強化過的奈因哈特的“鐮鼬魔法”以及續篇的木神龍「阿爾德隆」）。
在劇場版第二部《DRAGON CRY》的最後，隨同護聖十二盾的「冬將軍」因貝爾與皇帝瑟雷夫短暫登場。
因為喜歡甜食，所以到卡拉蔻爾島是想吃知名的甜品「星芒果雪酪」，但是店舖早已被其手下馬林擅自破壞下只好抱憾而歸。初登場時就給納茲等人莫大的壓力及實力的差距懸殊。在納茲等人要求其手下馬林釋放艾爾莎及露西時，將馬林縮小並將兩人釋放，以示對納茲等人負責、扯平。隨後便表示自己已知道納茲等人的身分，甚至告知他們會長馬卡羅夫還活著。爾後展現其壓倒性的力量令整個島嶼縮小（看似消失）將納茲等人逐出去，但無意加害他們，只告誡他們不要再試圖接近阿爾巴雷斯帝國，因為帝國內還有十一位擁有此種等級的魔導士。
自伊修迦爾的西方入侵，並潛入馬格諾利亞與露西和卡娜展開對戰，後因阿吉爾發動的沙塵暴所飛來的花粉而觸發花粉症，被卡娜趁機打暈並被俘虜。其母親格萊美是露西母親蕾拉當年的侍者和好朋友，更是水瓶座阿葵亞的前擁有者。後來透過阿葵亞的星塵記憶，證明了其母親死亡的真相，解開對露西母親的誤會。看見因擔心納茲而傷心落淚的露西，於是選擇出手治療重病倒下的納茲，並且重新戴上封魔手銬回到牢房裡待着，但聲稱沒有打算和露西做朋友。選擇棄戰，為十二盾中第二名敗陣的成員。之後被納茲從牢房釋放，並主動提出要替妖精尾巴向歐加斯特進行交涉。後來和納茲、露西、哈比及梅斯特與歐加斯特正面遇上，原本似乎能交涉成功，卻因梅斯特給布蘭緹什輸入歐加斯特為其敵人的記憶而偷襲歐加斯特，因而交涉失敗，被歐加斯特的魔法擊暈。因為艾琳所施展「世界重構魔法」的反作用力，與歐加斯特被隨機分配到菲歐烈王國的某處，用魔法將歐加斯特的傷口縮小。後來與歐加斯特一起和艾琳會合，並偷幫助米拉縮小被歐加斯特重創的傷口。之後與全體十二盾的成員一同集結於妖精尾巴的公會所在地。
在因貝爾與格雷對峙的時候忽然闖入戰鬥強行帶走納茲、露西、哈比，並對他們三人表示會殺光所有妖精尾巴的成員但是可以放他們走。正與納茲交涉時，奈因哈特忽然出現並被奈因哈特認為是叛徒，因魔力不敵被附加強化過後的奈因哈特而受到攻擊，對於納茲打敗奈因哈特感到十分震驚。為消除眼前的威脅，再次將納茲體內的腫瘤回復成原本大小，假與露西展開對戰（因為知道蒂瑪麗亞在一旁觀看）並為保護納茲與露西佯裝成戰敗者，但被蒂瑪莉亞識破反被其重創。後來與波琉西卡、艾芭格琳一起和納茲、露西、哈比會合，用魔法縮小自己的傷口，並用魔法縮小格雷和茱比亞的傷口，但是表示自己的魔力已經無法對納茲體內的"團塊"起作用，對自己的內心感到迷惘，並再次選擇棄戰。在世界重構魔法解除後，與蒂瑪莉亞一起和露西等人道別脱离战线，表示不會與妖精尾巴為敵但也不想成為其夥伴（實際上願意成為露西的夥伴，只是因為怕麻煩和自身的國家對立而沒有說出口），之后透過梅兒蒂的感官魔法連結全大陸魔導士的魔力作为一份子传送魔力封印亞克諾羅基亞。
《百年任务》篇再次登場，趁著帝国重整结构时来到北大陆旅行時遇到露西，並救下一度被史卡利昂擊倒的格雷，向露西寒暄一會兒後，表明會前往基爾缇納，早露西一步尋找到水瓶座阿葵亞的鑰匙便離開。雖然口頭上嫌麻煩幫助露西等人，隨後便幫助了露西的同伴，把海底的岩石放大讓船擱置在岩石上，讓溫蒂、納茲不再暈船。後為了品嘗「阿爾德隆芭菲」而出現在阿爾德隆身上的城鎮，後來將戈吉爾以“極限狀態”巨大化3分鐘，用來對付完全甦醒過來的木神龍「阿爾德隆」。

蒂瑪莉亞·耶斯塔（Dimaria Yesta，其他譯名：蒂瑪麗亞·葉思塔）
配音：藤原夏海（日本）；蔡雅如（台灣）
護聖十二盾之一，別名「戰妃」。
金黃茶色參差不齊的短髮，身穿騎士裝，大衣繫在腰間上，右臂戴著黃金護臂（用來封印时间之神），帝國徽章刻印在左小腿外側，護臂上也刻有帝國徽章。手持時間之刃，使用時間魔法。性格嗜虐，喜歡撕裂女性的衣服。討厭別人踏進她的時間領域。習慣針對布蘭緹什經常對她話中帶刺，並且稱呼她為「蘭緹」。其實非常在意布蘭緹什，並且兩人的關係在十二盾中非常要好，本人似乎不知道魔封石的存在。
自伊修迦爾的南方入侵，與神樂交手並輕鬆將其擊退，擁有「縱橫戰場之戰女神」的稱號。後對上潔莉亞時，溫蒂亦加入戰局，但兩人均不是其對手。發動「歲月彌封」將時間停止，欲殺死溫蒂時，碰巧讓存在於時間間隙中的烏璐緹雅能以思念體的模式現身，並解除其對溫蒂、潔莉亞及夏璐璐的時間封印。
本身為远古时供奉時間之神「克羅諾斯」的时间之都米尔迪安子民末裔（能操控时间的原因），在盛怒之下接收時間之神的靈魂讓自己的魔力爆發，該狀態下的攻擊速度十分快，即使夏璐璐用預言之力也躲避不及遭到重創，甚至連烏璐緹雅也表示看不清其攻擊軌跡。最後被烏璐緹雅解放了第三魔法源的潔莉亞以「滅神奧義．天之叢雲」擊敗，但潔莉亞也因此無法使用魔法。為十二盾中第五名敗陣的成員，戰敗後被公會盟軍俘虜。對於自己曾經嘲笑布蘭緹什的戰敗遭遇感到後悔落泪。後因艾琳所施展「世界重構魔法」的反作用力，被隨機分配到菲歐烈王國的某處被拉凱德所救。之後與全體十二盾的成員一同集結於妖精尾巴的公會所在地。
回歸自由之身後，對於再度能見到布蘭緹什表示十分感動與流著淚抱住她，向她道歉並含著恨意表示要打倒敵人。之後卻看見布蘭緹什與納茲等人的交涉，對此感到十分憤怒因而重創了布蘭緹什，並俘虜了納茲與露西。後來為了紓解怒氣，將要割掉露西的眼睛時，被覺醒變回惡魔END的納茲擊敗對他感到十分驚恐，最後選擇放棄戰鬥。在「世界重構魔法」解除後，再见到纳兹時仍然十分懼怕他，但是纳兹已经忘记自己做过什么。隨后與布蘭緹什一起和露西等人道別脱离战线。
百年任務篇時，變得討厭戰爭而在農園平靜的生活。

奈因哈特（Neinhart）
配音：大西弘祐（日本）；于正昌（台灣）
護聖十二盾之一。左右兩邊手臂的盔甲刻有帝國徽章。
身穿薔薇標誌的盔甲的蓝紫色長髮的男子，頭髮扎成马尾。性格囂張自負，喜歡戳對手的痛處，不喜歡與他人合作，但十分尊敬艾琳，並聽從其命令。使用的魔法為具现魔法「屍骸的歷史」，可從對手的歷史中將已逝的人物化為現實，能使用其生前魔法，並擁有人格與記憶。
自伊修迦爾的南方入侵。於哈魯吉翁港與艾爾莎、神樂、傑拉爾等人對峙，一開始召喚出西蒙並對神樂發動攻擊，傑拉爾為救神樂而雙雙落入海中。召喚艾爾莎記憶中的斑鳩、阿茲馬、羌華出來對付艾爾莎，因艾爾莎在砂漠王一戰中的傷勢還沒有徹底恢復而陷入苦戰，其後將能力擴展自南方整個區域戰局瞬間逆轉。期間對艾爾莎的髮色與魔力感到驚訝，懷疑她是否為護聖十二盾艾琳的親人。最後被憤怒的傑拉爾以「七星劍」擊敗，為十二盾中第7名敗陣的成員。
後因為艾琳施展「世界重構魔法」的反作用力，被隨機分配到菲歐烈王國的某處。之後與12盾的成員一同集結於妖精尾巴公會，並以魔法召喚出已死去的12盾成員（賽雷納、瓦爾、布拉德曼）。之後將艾爾莎的存在告知艾琳，被艾琳下達抹殺艾爾莎的命令，後被艾琳施加附加術，釋放體內極限的魔力並找尋艾爾莎，遇上納茲等人但不敵納茲再度被其擊敗。最后与马林·侯洛一起被关起来。
百年任務篇時，因「企圖再次策劃發動戰爭」的罪名與因貝爾一同入獄。

布拉德曼（Bradman，其他譯名：布萊德曼）
配音：松田健一郎（日本）；何志威（台灣）
護聖十二盾之一，別名「死神」。
穿黑斗篷，红色骷髅面貌，身材高大。並非人類，是瑟雷夫之書的惡魔，魔力被戈吉尔觉得没有其他十二盾强大（因为使用的是咒法）。能使用冥府之門九鬼門的所有招式。身體由魔障粒子構成，因此靠近他的人都會因為魔障粒子的危害而目瞪欲裂、太陽穴周圍的血管暴漲後而亡，而沒死的人會被以處刑式架在柱子上作為俘虜。
自伊修迦爾的北方入侵。與艾琳、拉凱德於靈峰佐妮亞上迎戰伊休迦爾公會。以魔障粒子身體的絕對優勢擊敗首批迎戰的劍咬之虎與青色天馬並且俘虜他們。後來與妖精尾巴戈吉爾和蕾比對峙，起初以魔障粒子化的身軀和咒法在戰鬥中佔優勢，但其後由於戈吉爾主动吸取夹杂魔障粒子鐵質进入「玄铁模式」而得以攻擊其身軀，最後被擊破。死前企圖化為黑霧與戈吉爾同歸於盡，卻因艾琳發動的「世界重構魔法 Universe One」而失敗，戰死。為十二盾中第8名敗陣的成員。在十二盾集結於妖精尾巴公會後，被奈因哈特使用「屍骸的歷史」再生，但作為記憶中的死者以致實力不如以往。之後與羅格交戰，最後被對方擊敗（也有可能是受到馬卡羅夫使用妖精法律的影響，或操術者奈因哈特被納茲擊敗的關係）。

阿吉爾·拉姆爾（Ajeel Ramal，其他譯名：阿季魯·拉穆魯）
配音：手塚弘道（日本）；林谷珍（台灣）
護聖十二盾之一，別名「砂漠王」。
阿爾巴雷斯帝國大臣亞吉魯的孫子，原西大陆某个小国的皇子。帝國徽章刻印在右上臂，性格囂張自負，為十二盾中最好戰的人，主張侵略伊修迦爾。认为在伊修加尔凭天神塞雷纳就是最强而轻视。是一名能夠控制砂的魔導士，也能與砂融為一體，能以砂追蹤敵人，也能以砂將自身元素化，藉此讓物理攻擊無效化。
在妖精尾巴會長馬卡羅夫成功逃出帝國後進行追擊。使用砂魔法一度壓倒性壓制納茲等人，隨後被趕來營救的拉格薩斯打退（欧加斯特有出手保护），從而讓納茲等人逃脫。
自伊修迦爾的西方入侵，率領帝國的空軍艦隊來攻打馬格諾利亞，並於空中與艾爾莎展開激戰。由於身體可以用砂元素化，所以使艾爾莎陷入苦戰。最後被艾爾莎識破砂的弱點，先被比絲卡發射的木星擊中，後被艾爾莎以「天一神．星彩」擊中，在兩人的聯合攻擊下敗北，為十二盾中首名敗陣的成員。之後因艾琳所施展「世界重構魔法」的反作用力被隨機分配到菲歐烈王國的某處。之後與全體十二盾的成員一同集結於妖精尾巴的公會所在地。後遇上艾爾夫曼和莉莎娜跟他們交戰，但不敵兩人而被擊敗。最後因爺爺亞吉魯的話選擇棄戰，带着部下和爷爷一起离开。
百年任務篇時，成為阿尔巴雷斯新任皇帝，性格似乎变得較以往沉穩。並成為了砂魔法使用者的妖精尾巴成員馬克斯·阿洛則的老師。

瓦爾·伊希特（Wahl Icht，其他譯名：瓦魯·異希特）
配音：北澤洋（日本）；林谷珍（台灣）
護聖十二盾之一，別名「審判者」。
煉金術師，機械族的天才，並非人類。擅長使用各類機械系的魔法，其魔法攻擊強度屬於頂尖水平。左右兩邊手臂上有阿爾巴雷斯帝國的標記。性格狂妄自大，平時喜歡控制機械傀儡代替自己行動，特徵笑聲為嘻嘻嘻（蒂玛莉亚表示不喜欢）。使用的魔法是煉金術和機械魔法，前者能即時進行煉金，瞬間製造出金屬兵器，後者則能製造魔障粒子消除器、超長距離魔導炮等機械兵器和士兵。
使用「機械傀儡」代替本体來戰鬥，在破壞弗里德的「術式」後進入馬格諾利亞，並與格雷等人交戰，後創造眾多「弱點特效兵」，成功壓制着格雷等人。之後前往卡爾地亞大教堂，企圖將開展術式時的弗里德殺死，艾芭格琳和畢可斯羅為保護弗里德而陷入苦戰，但其後弗里德因西邊敵人全遭殲滅後而解除「術式」，最終替身被弗里德和一夜聯手擊敗，但機器自爆卻使弗里德等人重傷。
自伊修迦爾的南方入侵，發動「超長距離魔導炮」，但卻被一夜用戰艦克莉斯汀娜擋下炮擊。被拉格薩斯挑起戰鬥而展開激戰，一開始佔上風，甚至以強襲型態應戰。後為了破壞術式，無意間將拉格薩斯體內的魔障粒子連帶消除，隨後被拉格薩斯以「雷汞·赩御雷」擊殺，戰死。為十二盾中第4名敗陣的成員。在十二盾集結於妖精尾巴公會後被奈因哈特使用「屍骸的歷史」再生，但作為記憶中的死者以致實力不如以往。之後與米涅露芭交戰，最後被對方擊敗（也有可能是受到馬卡羅夫使用妖精法律的影響，或操術者奈因哈特被納茲擊敗的關係）。

傑克布·雷修奧（Jacob Lessio，其他譯名：傑柯夫·雷佐）
配音：田村真（日本）；于正昌（台灣）
護聖十二盾之一，別名「暗殺者」。
平頭、留著鬍渣、穿著西裝的男子，額頭有骷髏頭紋身的造型，十分尊敬歐加斯特。能夠看見常人看不見的東西，精通暗殺魔法。为方便暗杀，手边没有部下。擁有「魔導暗殺藝術天才」的稱號
自伊修迦爾的東方入侵。與賽雷納、歐加斯特一同鎮壓了柏斯克國的所有公會。在賽雷納被亞克諾羅基亞秒殺後，打算對其出手，遭歐加斯特阻止。
後因歐加斯特偽造雷達讓傑柯夫直接進攻妖精尾巴公會，並使用魔法將公會所有人（除了梅比斯是幽靈體）"傳送"到異空間，逼迫梅比斯交出妖精心臟時被露西和納茲（兩人被時鐘座所救）阻止。出乎意料的是，擁有看見女性的身體時，會害羞到閉上眼睛的純情一面，意外的很紳士。後來將一同困在異空間的布蘭緹什和馬林釋放時，被傑米尼拷貝的馬林以「空間之鎖」使其空間魔法無效化，被馬卡羅夫一拳擊出公會後，被納茲以「炎龍王的崩拳」擊敗。為十二盾中第6名敗陣的成員。之後因為艾琳施展世界重構魔法的反作用力，被隨機分配到菲歐烈王國的某處。之後與全體十二盾的成員一同集結於妖精尾巴公會。之後與米拉交戰最後被她擊敗。
百年任務篇時，負責輔佐成為新皇帝的阿吉爾。

天神·塞雷納（God Serena，其他譯名：神之塞勒涅）
配音：興津和幸（日本）；林谷珍（台灣）
護聖十二盾之一，別名「八龍」。
伊修迦爾四天王之首、聖十大魔導中排名第一，實力站在聖十頂點的男人，被喻為是在伊修迦爾大陸的最強魔導士。喜歡擺姿勢，個性自負，喜歡手舞足蹈，對自己的實力特別有自信，同時也喜歡尋找比自己更強大的人來決鬥，對付弱者則喜歡以強大的能力玩弄對方。留有暗金色頭髮，從上方向兩邊有兩道翅膀狀髮髻，臉部正中央有一道水平的疤痕，外表略顯年輕，是四天王中最年輕的，身穿黑白相間的斗篷，背部背有十二支劍組成的圓盤。
第二世代的滅龍魔導士，體內擁有八顆滅龍魔水晶，能使用八種屬性的滅龍魔法（炎、水、風、地、雷、石、光、闇），被歐加斯特稱為「Hybrid Theory」，龍之神所眷顧的男人。由於他想擊敗「魔龍」亞克諾羅基亞而背叛自己的故鄉伊修迦爾，並投效阿爾巴雷斯帝國，成為十二盾成員。不相信龍有什麼神或王，所有的龍在他面前都會腐朽死去。
自伊修迦爾的東方入侵，與傑柯夫、歐加斯特鎮壓柏斯克國的所有公會並且清除前往馬格諾利亞的障礙。離開時，遇上伊修迦爾四天王中的海貝利昂、烏魯夫海姆、沃洛德以及聖十大魔導中排名第五的裘拉，但他僅以一人之力便壓倒性地把四人擊敗，可見其強大的實力。當他打算前往妖精尾巴時，卻被突然現身的「魔龍」亞克諾羅基亞（人類型態）正面擊殺而戰死，為十二盾中第三名敗陣的成員。在十二盾集結於妖精尾巴公會後被奈因哈特使用「屍骸的歷史」而再生，但作為記憶中的死者以致實力不如以往。之後出現在妖精尾巴眾人面前，利用毀滅性的力量將眾人全數擊倒，後與趕來的妖精尾巴最強魔導士吉爾達茲交戰起初佔上風，但最後被對方的「破邪顯正·一天」轟飛而戰敗再次身亡。吉爾達茲也對他說，希望與生前的他以原本的實力一戰。
在《百年任務》中再度出場，他在被亞克諾羅基亞殺死後，遺體被偶然路過的鍊金術公會「黃金之梟」的成員回收，被帶回北大陸基爾帝那被由「金神龍」比耶爾涅斯製造的幻影杜克製成人偶並且加入「黃金之梟」。在「德拉格大迷宮」中與戈吉爾交戰，並且以壓倒性的優勢擊敗戈吉爾。後來在黃金之梟公會中與傑拉爾交戰，一開始佔盡上風，甚至吞噬了傑拉爾的必殺技「七星劍」，但後來被傑拉爾以新招式「獵戶座」擊倒，並被其以當初被亞克諾羅基亞秒殺的方式送回黃泉。

### 帝國軍隊
亞吉魯
配音：松山鷹志（日本）；林谷珍（台灣）
帝國大臣，是一名拄拐仗长脖駝背的男性老人，「砂漠王」阿吉爾．拉姆爾的祖父。
擅長流行於阿爾巴雷斯帝國的卡牌遊戲「莱简卡」，馬卡羅夫來到帝國一年期間都是與其交涉。百年任务篇时，與傑克布负责辅佐成为新皇帝的阿吉尔。
馬林·侯洛
配音：山口智廣（日本）；林正騏（台灣）
布蘭緹什分隊。魔法為空間之鎖，可以封鎖一切空間魔法（包含星靈魔法、換裝魔法、紙牌魔法），也可透過空間進行移動襲擊對方。营救马卡罗夫小队曾经差点被其魔法属性克制而全败。对男性很严厉甚至说是厌恶，对女性却是奉承讨好，口头禅是“合格/不合格”。有一个专门空间容纳他觉得合格的女性，被艾尔莎形容為“恶趣味”的房间。
因納茲向布蘭緹什為因馬林而受傷的夥伴討公道，而被布蘭緹什看似殺死般的縮小並以示公平。在戰爭中透過空間座標入侵妖精尾巴公會，企圖掐死長期使喚自己的布蘭緹什，但被卡娜和露西阻止，被扣上封魔環後丟進了牢房。後因傑柯夫的魔法，和妖精尾巴的成員一同被傳送到異空間，曾短暫被釋放出來被露西的双子座星靈傑米尼复制其能力用来解除杰柯夫的空间魔法。後再度被囚禁於牢房。
茱麗葉·桑（Juliet Sun）
配音：二之宮愛子（日本）；葉嘉（台灣）
艾琳分隊，被艾琳給戲稱為白色天女。魔法是能放出黏液困住敵人後使腐蚀對方甚至產生爆炸。
後來因為魔女之罪加入北方戰場而被艾琳調配至前線。地形发生变动后，与妖精尾巴一般成员战斗轻松压制，本打算把马卡罗夫留作最后对手但发现米拉以后转向攻击米拉。真面目並非人類，而是艾琳利用高位附加魔法將寶劍賦予魔力和人格而形成的人形。最後被米拉以撒旦靈魂-米拉珍·喜悅擊敗變回原形。
海涅·露納西（Heine Lunasea）
配音：塙真奈美（日本）；蔡雅如（台灣）
艾琳分隊，被艾琳給戲稱為黑色天女。魔法是能放出絲帶綑綁敵人進而放出電擊。
後來因為魔女之罪加入北方戰場而被艾琳調配至前線。地形发生变动后，与妖精尾巴一般成员战斗轻松压制，本打算把马卡罗夫留作最后对手但发现米拉以后转向攻击米拉。真面目並非人類，而是艾琳利用高位附加魔法將寶劍賦予魔力和人格而形成的人形。最後被米拉以撒旦靈魂-米拉珍·喜悅擊敗變回原形。
巴克爾
配音：木内太郎（日本）；林谷珍（台灣）
阿吉爾分隊，號稱只有力量值得誇耀的隊長，被納茲擊敗。
卡里姆
配音：神尾晋一郎（日本）；于正昌（台灣）
阿吉爾分隊，擅長使用魔法連續引爆攻擊的隊員，被戈吉爾擊敗。
四紋騎士
配音：不明（日本）；于正昌、何志威（台灣）
奈因哈特分隊，由四名男性魔導士組成，被艾爾莎、神樂和傑拉爾輕鬆擊敗。

### 国民
格莱美
配音：沼仓爱美（日本）；蔡雅如（台灣）
已故，布蘭緹什的母亲，是阿葵亞在露西之前，蕾拉之後的持有者。

## 星靈
星靈界為星靈們平時所居住的世界，透過星靈鑰匙，星靈魔導士就能打開連接人間界與星靈界的門而召喚出星靈。星靈魔導士拿到新的鑰匙後，必須和召喚出的星靈訂定契約，例如召喚星靈的次數和頻率等。如果星靈魔導士違反了限制條件將會有非常嚴重的後果；召喚日子也會隨著魔導士和星靈間的感情而增加，後期的露西幾乎沒有召喚日子的限制。訂立契約後，星靈便成為星靈魔導士的所有物與力量。在日常生活或是任務中能召喚出來並作為輔助或者是戰力。星靈與魔導士訂下契約的召喚時間，可隨雙方信賴程度隨時調整（週刊索沙拉訪問露西得知）。
星靈魔導士一旦死亡或是因犯罪而被捕，星靈就可以解除契約，恢復自由。因為星靈基於契約上不能背叛或是攻擊魔導士主人，因此雖然有像露西這種愛護星靈的星靈魔導士，但也有濫用鑰匙的星靈魔導士，如卡蓮。在過去星靈魔法是很常被使用的魔法之一，银色的钥匙可以在魔法商店贩卖，金色的黄道十二门钥匙由于珍稀被高价回收。但在X791年之後已成為相當稀有的魔法。據露西所說，星靈魔法是建立在羈絆和和信賴上的魔法，所以星靈鑰匙是不能這麼輕易更換契約主的。以银色钥匙为代表的星灵可以与多为契约主签订召唤时间，而金色钥匙的契约者只可以是一名主人。
至於人類是不能隨便進出星靈界的，如果人類誤闖星靈界會因為無法呼吸而死亡，但是只要穿上星靈界的衣服就能正常行動（不過這只有歷史上第一次被邀請至星靈界的露西等人知情）。星靈界的外觀也跟亞斯藍德不同，背景外觀大致上為宇宙空間加上無數顆的星球以及星星，如同銀河一般美麗。但星靈界的時間和人間界不同，在星靈界過一天等同於在人間界過了三個月，因此也令到納茲等人回到人界後只剩下五天去準備大魔鬥演武。
據雪乃所說，隨著時間過去，星靈魔導士的數量逐漸減少，成為稀少的存在。到了X791年星靈魔導士恐怕只剩下露西與雪乃，但在動畫原創日蝕星靈篇得知，翡翠公主亦是星靈魔導士。星靈魔導士似乎掌握某種關鍵，受到某些勢力的覬覦（见“大魔斗演武”篇与外传《剑咬的双龙》）。
星灵·圣地（アストラル·スピリタス），日蚀星灵进行Liberum仪式的场所。入口就在某座山上一片浓雾里，传说以来有许多为了寻求星灵魔法的冒险家挑战来到这里，进入雾中后但都失踪了，再也不复返。有些人不得不放弃挑战这里。真正身份是构成蛇夫座身体一部分，整个位于某个异空间里。日蚀星灵被强制关门后，以星座的形状出现在当地夜空。
星靈王（Celestial Spirit King）
配音：若本規夫（日本）；黃天佑（台灣）；李建良【Animax版】／陳欣→譚炳文【TVB版】（香港）
星靈界的領導者兼最高司法者，同時也是星灵界最強的星靈。武器是一柄與身高相若的星型剑镡的大劍，穿着绿色盔甲的巨人。第一人称是「吾（余）」。由于八字胡很长，被纳兹称作大胡子。即使被艾尔莎称为“你这家伙”也没有生气。性格具威严、心胸宽广、豪爽又不失调皮和温柔，与人类保持良好信赖关系。称呼露西作“吾之老友”。召唤星灵王需牺牲与契约者羁绊最深的黄道十二门星灵的钥匙的“代价召唤”才会出现在人界。
在星灵洛基篇在露西为雷欧（洛基）的消失对星灵界的法律产生质疑时第一次出现，露西展示出来的力量成为星灵王把雷欧的罪赦免的特例，于是答应让雷欧回归星灵界。
为了照顾7年来被关在“妖精之球”的结界中的露西和伙伴们而设宴邀请庆祝，但由于人间界和星灵界的时间流逝的不同，这种想法最终辜负了他们。
於動畫原創故事日蝕星靈篇時化身成星靈獸（外表暗黑物质的人型）令人战栗的毫无理性的破坏存在，實體被困於體內广阔空间的核心並連繫著代表十三個星靈的鍊子。除了能无差别地吸收周围的物体，将对方变成星座放出捕捉的光线以外，还能根据状况改变身体的形状。与来到星灵界的妖精尾巴等人对战，最後由納茲走進體內並以「星炎爆炎刃」成功破壞核心而成功救回星靈王，讓星靈界以及黄道十二门星靈回復正常。最后虽然没有留下成为日蚀星灵期间的记忆，但是感谢他们拯救了自己和星灵界。
冥府之门篇，一出场就展示一击就能破坏冥王兽的实力。与冥王认识，与之一战时虽然因被看穿星灵魔导士的共通弱点，但是反过来拯救露西的伙伴解除了“喜悦”的石化状态，还石化了冥王拖延时间。露西失去阿葵亚的钥匙以后，还为之传送水瓶座的力量作“星灵衣”保护露西。最终战争篇虽然没有露面，但也是它允许阿葵亚出现在人界与露西再次见面。

### 黃道十二宮
全世界最珍貴、絕無僅有的十二把金黃色鑰匙，能召喚出最上級的黃道十二門的星靈。還有實力凌駕黃道十二門之上的一把闇黑色鑰匙，因此加起來共有十三把。流传傳說「當十二把鑰匙集齊，將打開新世界的大門」，目前其中9把金色鑰匙由露西所持有，另外2把金色鑰匙和蛇夫座的黑色鑰匙為雪乃所持有，最后一把水瓶座的金色钥匙将重生在北大陆「基尔缇纳」。
於動畫原創故事日蝕星靈篇時得知因為日蝕計劃的影響下改變了星靈界，黃道十二宮的星靈因而遭到變異並主動取消與露西和雪乃的契約，並希望進行Liberum儀式以追求自由（但代價是星靈們會僅剩下十二天的壽命），故此翡翠公主特別製造了十二把強制關門的鑰匙用以制服星靈。
- 以下依照黃道十二宮順序排列星靈。

牡羊座·阿莉耶絲（Aries）
配音：成田紗矢香（日本）；錢欣郁（台灣）；賴芸芬【Animax版】／黃淑芬→何寶珊【TVB版】（香港）
舞台劇演員：桃瀬美咲
個性羞怯，時常把「對不起」掛在嘴邊。不擅長拒絕持有主的要求，尤其當她的契約主還是卡蓮時。戰鬥時是以羊毛攻擊跟干擾對手。羊毛魔法可以在水中使用。
原持有者青色天马的卡蓮常利用她来应酬男性或抵擋攻擊，甚至要她逗留人界作為惩罚，對此同為卡蓮持有的獅子座星靈雷欧（即洛基）用自己的魔力出现頂替她應對卡莲，一个人在外面坚持不回去，要求卡莲斷絕和他們之間的契約，由于当时卡莲不会双重开门，导致卡蓮急于接任务而被「六魔將軍」的天使殺害，因此阿莉耶丝也变更為天使所持有。
天使和露西對戰時，召唤来牵制洛基，洛基因为与之相熟而不敢打伤阿莉耶丝。之后天使判断單靠她力量不足以战勝十二宫之首的雷欧时，便用雕刻具座星靈將她和雷歐一起擊傷。最後因天使被捕而和杰米尼、斯卡皮奥一起成為露西的星靈，在契約主變成露西後也變得比較勇敢了。大魔斗演武篇「海战」环节，与芭露歌一起召唤出来协助露西，但在露西失去星灵钥匙后消失不见，因此留下露西单独面对米涅露芭。
於動畫原創故事日蝕星靈篇時變得異常邪惡（至於皮膚在阿莉耶絲被黑化前被納茲薰黑了），由茱比亞进入白羊座之門挑戰阿莉耶絲，白羊座之門內的戰場為沙漠，是第七個被收服的黃道十二宮星靈。
冥府之门篇，被露西召唤和塔罗斯留在控制室争取时间离开，但是弗澜茅斯再出现阻挡在露西、温蒂面前，说明塔罗斯和阿莉耶斯都被之吸收了灵魂利用，被露西斥责返还这两者。当露西灵魂差点被吸收时，想着至少让星灵回归自由于是尝试阿莉耶斯「强制关门」，结果出现拉扯着弗澜茅斯身体逼迫后者不得不释放阿莉耶斯。
露西发动“白羊座星灵衣”时，可以使用其魔法。
- 羊毛魔法
  - 羊毛炸彈：能用羊毛防禦或干擾敵人。

金牛座·塔羅斯（Taurus）
配音：關口英司（日本）；孫誠／林谷珍【最終章】（台灣）；李建良【Animax版】／林國雄【TVB版】（香港）
是黃道十二宮當中力氣最大的，乳牛外观的牛头人，武器為巨斧。是露西在任務中需要近距离戰鬥時最常呼喚和信赖的前三名星靈之一（相对地中远距离时召唤的是萨奇达利乌斯）。性格非常好色，很容易中敵人的色誘伎倆。虽然常常表现不如预期碰壁，但在迦尔纳岛被控制时是第一个达成强制关门条件的星灵以及涅槃篇时被召唤出来成功达成破坏涅槃的核心目标。露西学会星灵衣魔法后，常和金牛座形态的露西并肩作战（同时自身服饰也发生变化），继承其力量强大的特点。腰帶上有著代表金牛座的圖案。
和露西在某牧场初次見面時，因他的好色個性讓她對於要不要簽契約感到有點遲疑。但是他以今後將“全心全意保護露西和她的好身材”的誓約說服了她。
於動畫原創故事日蝕星靈篇時開始穿西裝，戴铁面具，手上拿著一本可以變成斧頭的書，而且戰鬥力明顯變得強大得多。纳兹一度直接闯入星灵界然后与之交战但很快被打败，由于纳兹和塔罗斯初见面时误会它和妖魔瓦肯是一伙的就一起揍，纳兹认为这算是还它一个公道。由艾爾夫曼跑入金牛座之門挑戰塔羅斯，金牛座之門內的戰場為落葉的森林。但黑化後的塔羅斯非常怕汗水变脏，故此很快就遭艾爾夫曼制服並強制關門，是第一個被收服的黃道十二宮星靈。
冥府之门篇，和阿莉耶丝被弗澜茅斯吸收灵魂并利用时纳兹面对变成阿莉耶丝的样子下不了痛手，但看见塔罗斯的脸时不用留情地直接打下去了。当露西灵魂差点被吸收时，想着至少让星灵回归自由于是尝试塔罗斯「强制关门」，结果出现拉扯着弗澜茅斯身体逼迫后者因此不得不释放塔罗斯。
雙子座·傑米利（Gemini，傑米尼）
配音（傑米）：藤井幸代（日本）；馮嘉德（台灣）；馬慧琪【Animax版】／謝潔貞【TVB版】（香港）
配音（米利）：佐藤奏美（日本）；傅其慧（台灣）；賴芸芬【Animax版】／林元春【TVB版】（香港）
外型是兩個可愛的小星靈，分別是傑米（嘴巴下垂）和米尼（嘴巴上揚）。口头禅是“bili bili”。能自由拷貝他人的容貌、能力、記憶和想法，但時限只有五分鐘，不能變成比契約者魔力值更強的對象，只能儲存的變身兩個人。虽说特长是“拷贝/复制”，但变身魔法也是在行。也能幫忙換上星靈界的服裝。
在六魔將軍討伐戰中，天使巧妙運用他的能力竊取情報先發制人。原本相當服從天使的命令，但在執行殺死露西的命令時被露西深愛著星靈的想法所感動，因而無法下手。摧毀涅槃时再出现帮忙变作露西的样子（露西那时魔力所剩无几）召唤了塔罗斯成功破坏核心，最後因天使被捕而和阿莉耶丝、斯卡皮奥一起成為露西的星靈。在7年之後能夠以變成露西的樣子幫助露西施展星靈的超魔法「全天星辰」。但总是变成露西裹着浴巾的模样出现，性格变很活泼嘴里只会重复着bili bili，因此带给露西困扰。未来露西在众人面前刚露脸时曾被怀疑是杰米尼变身的或是来自伊多拉斯世界的露西。
於動畫原創故事日蝕星靈篇時變成一對穿黑色斗篷漂浮的龍鳳胎，会把对方变成小动物然后饲养起来，但是自身力量还是保持原来的。由戈吉爾及龐沙利利跑入雙子座之門挑戰傑米尼，雙子座之門內的戰場為森林，是第八個被收服的黃道十二宮星靈。

巨蟹座·凱沙（Cancer）
配音：下山吉光（日本）；吳文民（台灣）；巫哲棋→李安邦【TVB版】（香港）
外型是個戴著墨鏡，髮型像蟹鉗的美髮師，手上的剪刀也是螃蟹造型。是露西專屬的造型師，能讓短髮變成長髮。但講話時語尾詞是「蝦」（被艾爾莎吐槽後，當她在場時會改說「剪刀」）。
曾經是露西母親蕾拉持有的三位黄道十二门星靈之一，據摩羯座星靈卡布利可所言，在蕾拉退出魔導士的工作之後轉交給史佩特（哈特菲利亚家女佣），在這期間不知發生了什麼事（推测為女佣疼爱小姐露西所以特意传递给她）現在為蕾拉女兒露西的星靈。速度很快，能瞬間剪碎普通的鐵器（如：劍 等）。太阳之村篇，對芙蕾雅‧柯羅納使用活性化生髮按摩。在動畫134集中亦曾利用手中的剪刀開鎖，而且開鎖技術高超連露西都敬佩。冥府之门篇末尾时，为温蒂再生修复长发髮变回原来的長度。
於動畫原創故事日蝕星靈篇時變成一個爆炸頭的赤膊上身帥哥，雙手变為蟹鉗，語尾詞亦改為「螃蟹」，由格雷跑入巨蟹座之門挑戰凱沙，巨蟹座之門內的戰場為迪斯科舞厅房間，因格雷放不开胸怀比试舞技，于是剪断格雷羞耻心大门最后被格雷的舞技以及把舞厅变成溜冰场的表演滑冰身姿所折服，是第五個被收服的黃道十二宮星靈。恢复正常后的格雷警告他，这件事千万不要向任何人提起。
獅子座·雷歐（Leo）
配音：岸尾大輔（日本）；吳文民／于正昌【最終章】（台灣）；陳振聲【Animax版】／李致林【TVB版】（香港）
為黃道十二宮的首領/队长。战斗特化型星灵，擁有出眾的魔力“王之光（レグルス）”和体术，甚至能抵抗持有者的強制關門。外表穿西装的暗金色刺刺头短发、戴淡蓝色眼镜的帅哥。使用戒指魔法和光魔法（动画原创“日蚀星灵”篇使用「漆黑的王之光」）。原主人是「青色天马」的星灵魔导士卡莲，同白羊座阿莉耶丝一起所属于她（脱离原因见上面“阿莉耶丝”介绍）。卡莲死后流放人間三年间，经原会长波布介绍化名洛基加入「妖精尾巴」，只有少数人知道他的真正身份。故事初期很害怕星灵魔导士，不希望与他们扯上关系。与露西签订契约后，非常喜欢露西并大胆追求她（露西一般无视之）。关键时刻变得非常可靠，少数不需要同意（或持有钥匙）主动穿越门过来帮助露西的星灵。把穿上“狮子座星灵衣”的露西管作自己的新娘。露西和雪乃招待黄道十二门星灵时，洛基的愿望是和雪乃调情，认为像雪乃这样的主人也非常讨他钟意。

處女座·芭露歌（Virgo）
配音：澤城美雪（日本）；馮嘉德／葉嘉【最終章】（台灣）；賴芸芬→鄭佩嘉【Animax版】／黃鳳英→黃昕瑜【TVB版】（香港）
外貌是粉色頭髮和碧色雙瞳，雙手戴著可伸长鐵鍊手環的年輕女僕。表情变化少，语气平静有礼。前主人是艾巴尔公爵。铁之森篇，特意委托哈比为之交委处女座的钥匙给露西，成功为纳兹一行人离开被困的车站。是為了服務主人而生的星靈，能隨著契約主的性格而轉變成不同型態，變成契約主喜歡的模樣（即最初的大猩猩女仆形态）。有抖M倾向，当露西发问的时候总回答“你这是要惩罚我吗？”；有时会模仿哈比的样子说“这样啊”，一本正经地装傻；无聊的时候会自己绑自己当惩罚，因此登场引发他人吐槽。常常让露西以肉体惩罚奖赏她，例如用石头压住膝盖时会说“再给我一个更恶心的惩罚吧”。番外篇发生过这样一事：露西听闻纳兹最近有一个非常在意的、想见的女生然后纳兹约了露西在南口公园的大树下见面，这让露西以为他打算表白开始胡思乱想，满心打扮后获知纳兹在意的人原来是芭露歌，希望能够借助她挖洞找到埋藏在公园的宝物。
會用「主人」的尊稱稱呼契約者，習慣用敬語跟尊稱來稱呼契約者，曾叫過露西「女王」（因為她的腰上繫著皮鞭）、後來露西決定讓她叫自己「公主」。受雷欧指示会叫他作“哥哥”，曾经从狮子座之门召唤出现（乐园之塔篇）。除了挖洞本领高而且拥有和露西相当程度的体术，还会在必要时多次地为主人露西准备星灵界的衣服换上。伊多拉斯篇，为露西送上「波江座」星灵的鞭子代替皮鞭，同时可以节省消耗魔力。会跳奇怪的舞，有一件和女仆服同款的黑白泳衣。S级资格考试时，换上泳衣出现但却被毕可斯罗秒杀。露西和雪乃招待星灵时，露西偿芭露歌愿望“惩罚”她——弹额头一下但结果她就满足回去了。和雷欧一样属于消耗魔力较多的一类星灵。
於動畫原創故事日蝕星靈篇時黑皮衣朋克打扮，而且喜愛用鞭子及蛋黃醬虐待人跟平时的芭露歌形成鲜明对比，當聽到對方喊痛時會感覺舒服的虐待狂。口头禅不再礼貌，表情丰富起来。比其他日蚀星灵更早出现在外出工作的纳兹、露西面前，在魔导图书馆为抢夺天球仪大肆破坏。在星灵圣地，由露西跑入處女座之門挑戰芭露歌，處女座之門內的戰場為西式大屋的大廳，露西尝试说服但无效果。最后，由于场地空间互相融合在一起，露西和雪乃得以联手一起然后发动“全天星辰”而击败，与莱普菈一起是第十一和第十二个被收服的黄道十二宫星灵。被送回星灵界后被星灵兽吸收，变成能抓住星灵王本体的锁链之一，不过，由于纳兹等人们打倒了星灵兽而被解放，恢复了原来的样子也忘记之前发生的所有事情了。
太阳之村篇，与露西共同击败狙击手多雷克；冥府之门篇，召唤对付冥府之门成员拉米但因咒法「滑溜溜」效果不好，认为对方和自己角色重合，最终因被贾卡尔偷袭不得不返回星灵界；为潜入黑魔术交团据点，露西召唤了她但是不久发生战斗，期间对豪门的三角木龙感到兴趣再后来全员被魔封石拷住，因此被强制关门被送回星灵界。
《百年任务》篇时，提示主人露西在基尔缇纳有着“重逢”的预感，但碍于星灵界的规定不能详细说。在「封印木神龙」篇被召唤出来对手是“白灭”状态的魔人米拉珍，但由于自身相性和米拉抖S性格结果第一时间就败阵下来并被束缚败北。

天秤座·萊普菈（Libra）
配音：後藤沙緒里（日本）；錢欣郁（台灣）；黃昕瑜【TVB版】（香港）
為「劍咬之虎」成員雪乃所召喚之星靈，造型打扮埃及风格的小麦色皮肤舞娘，頭髮綁成向兩邊伸展的尖頭狀髮型，在臉的下方掛著面紗，布上有代表天秤座的圖案。使用手中的天秤去操縱指定區域的重力。在星灵王举办的招待露西等人七年后回归的庆祝会上没有出现。在「大魔鬥演武」中和同為雪乃召喚雙魚座畢斯凱斯（魚型態）協力出擊人魚腳跟最強的成員神樂，她的重力魔法卻被神樂脫離且使畢斯凱斯受到重創。於漫畫310話中再度登場，抵消餓狼騎士團漁介的重力魔法。露西和雪乃招待星灵时，愿望是不受拘束地使用她的重力魔法，释放一定程度重力以后她就满足地回去了。
於動畫原創故事日蝕星靈篇時變成穿著黑色連身緊身衣，脚穿金色趾跟平衡鞋的绿色散发并蒙着双眼的女人，口头禅是「万物都要讲究平衡」。由雪乃跑入天秤座之門挑戰萊普菈，天秤座之門內的戰場為石头重重叠叠的荒地。最后，由于场地空间互相融合在一起，露西和雪乃得以联手一起然后发动“全天星辰”而击败，与芭露歌一起是第十一和第十二个被收服的黄道十二宫星灵。
- 重力魔法
  - 重力變化

天蠍座·斯科皮恩（Scorpio）
配音：岸尾大輔（日本）；李景唐→孟慶府【劇場版2】／林谷珍【最終章】（台灣）；黎景全【Animax版】／張方正【TVB版】（香港）
外貌是打扮很嘻哈的红色和尚头酷男，蠍尾炮能射出沙龍捲風暴。同時也是水瓶座星靈阿葵亞的男友。以「BOSS」稱呼其持有者。口頭禪是「We─are」和「Baby」。在左肩與腰帶上有代表天蠍座的圖案。
在六魔將軍討伐戰中，被天使召喚出來瞬間瓦解露西想用阿葵亞打敗自己的戰略。之後兩人就回星靈界約會去了。討伐戰結束後因天使被捕而和杰米尼、阿莉耶丝成為露西的星靈。
於動畫原創故事日蝕星靈篇時變成红白長髮的男人，由卡娜跑入天蠍座之門挑戰斯科皮恩，天蠍座之門內的戰場為模擬類似羅馬競技場的卡牌決鬥場，是第四個被收服的黃道十二宮星靈。
召唤出来后若脸色不好，或许与惹阿葵亚生气有关。
- 沙魔法
  - 沙子剋星：从尾部发射沙尘暴吹袭目标。

人馬座·薩奇達利烏斯（Sagittarius）
配音：川鍋雅樹（日本）；黃天佑（台灣）；馮錦堂【TVB版】（香港）
外表為穿著馬道具服的男子，是個神箭手。露西在解決了迦爾納島詛咒的S級任務後拿到的報酬鑰匙。射出的箭会分裂成好多光箭，遠程攻擊力在露西擁有的星靈中屬第一流，甚至能把其他人的魔法附在箭上一起射出去。口頭禪是「你好你好」，常對著沒有人的地方敬禮（动画版则是向镜头）。受伤后会提前和露西说一声再回去星灵界。
於動畫原創故事日蝕星靈篇時變成長髮的半人馬，手上的弓變成金色，由艾爾莎跑入人馬座之門挑戰薩奇達利烏斯，人馬座之門內的戰場為模擬類似赤壁之戰一樣的海戰場景（用纸做的背景），是第九個被收服的黃道十二宮星靈。
在冥府之门篇开篇的“太阳之村”里曾经饮恨敗给使用近代武器的「风精的迷宫」的狙击手。
- 群星射击

摩羯座·卡布利可（Capricorn）
配音：黑田崇矢（日本）；李景唐→孟慶府【劇場版2】（台灣）；潘文柏【TVB版】（香港）
外型為公山羊，戴一副墨鏡，雙手手腕戴有鐵手鐲，格鬥技很強，喜欢朗诵自作的诗歌。
原本為露西母親蕾拉·哈特菲利亞持有的三位黄道十二门星靈之一，20年前當蕾拉退出魔導士時，把山羊座星靈鑰匙交給了索鲁迪歐，並約定如果蕾拉的孩子繼承她的道路當上魔導士，便需把鑰匙交回給蕾拉的孩子，一開始索鲁迪歐也答應了這個要求，可惜沒多久索鲁迪歐被黑暗吞噬，並觸犯魔法禁忌導致和卡布利可強制融合，令卡布利可滯留在人間17年，間接成為惡魔心臟的煉獄七眷屬之一。
在天狼島上索鲁迪歐與雷歐展開激烈交戰，雷欧被索鲁迪欧发动禁忌打算与之融合身体之前，雷欧把部分自身魔力王之光托付了给卡布利可，从而解除融合的卡布利可才可以第一时间重新站起来并用光魔法把索鲁迪欧从雷欧身上赶出来，两人最终得以摆脱控制。再之后，回归自由之身的卡布利可也自願加入到了露西的鑰匙中。天狼岛上最后决战时，再出现为主人露西攻击哈迪斯。在那以后穿着执事服，具备管家特質，想把露西培养成一个淑女（例如主动教导露西跳社交舞）。七年后在海边指导露西修炼同时告诉“爱是唯一的魔法”这件事。在露西的星灵里面属于出场率较低一类。
於動畫原創故事日蝕星靈篇時身形變得矮小，而且皮膚變成黑色，金色西装。由蕾比跑入山羊座之門挑戰卡布利可，山羊座之門內的戰場為問答比賽現場，是第六個被收服的黃道十二宮星靈。
在续篇故事“封印”木神龙篇时，露西发动魔羯座星灵衣同时召唤了卡普利可——将意图洗脑自己的“白染”状态莉莎娜给制服，因此露西成功解困然后结束战斗，采取接下来行动。
水瓶座·阿葵亞（Aquarius）
配音：喜多村英梨（日本）；馮嘉德／葉于嘉【最終章】（台灣）；賴芸芬【Animax版】／陸惠玲、叶晓欣〈日蚀〉【TVB版】（香港）
本作中露西所召喚的第一個星靈，曾經是露西母親蕾拉持有的三位黄道十二门的星靈之一。一条全身水蓝色为主，上身穿比基尼和下身是鱼尾巴，锁骨有水瓶座纹身的，美丽长发女性人鱼。實力是黃道十二宮當中數一數二強的，召唤条件必须在有水的地方。能用手中的水瓶操控水將敵人沖走（包括主人露西），水瓶里面的水无穷无尽似乎连接大海。
個性凶暴、傲慢、我行我素，还和卡娜很相似（日文配音配阿葵亞和卡娜的聲優也是同一人）。認為長相可愛身材好的女性都是自己的敵人，把比自己年龄小的女性都叫做小女孩，并说他们想用泳装勾引男人还早一百年。在七年后的庆祝会上，和茱比亚交谈甚欢，可能因为两人魔法的相性，把茱比亚形容作和露西合体过的女人。自述在男朋友斯卡皮奥面前会扮成小猫咪性格但是天蝎还是明白她的真性情。
S级升级考试时，一出现就用水壶的水流攻击所有人敌我不分，因此顺利通过第一次考试然后和卡娜吵起来被当作是“肤浅廉价的女人”，但在露西看来两人性格非常相似。大魔斗演武篇「海战」环节召唤出来协助露西，曾经与在水中开启第二魔法源后茱比亚相互抗衡，表现旗鼓相当。但进行到一半，因为要赴约就抛下露西一个人回去了。在奈落宫的战斗中，在渔助的涡潮带中被召唤出来碰上心情不好，于是给予敌人最后一击打飞对方。
於動畫原創故事日蝕星靈篇時變成1個小蘿莉（但自身的恐懼感仍然非常強大，而且更能利用黃金水瓶制造水龙和發出水彈攻擊），由溫蒂和夏璐璐跑入水瓶座之門挑戰阿葵亞，水瓶座之門內的戰場為遊樂場。於摩天輪上戰鬥中途因得到遭日蚀版洛基打飛的納茲及哈比協助下成功將阿葵亞救落地面並收服，是第二個被收服的黃道十二宮星靈。
一开始与露西的关系并不友好，来自常召唤打断与男朋友的约会以及儿时露西一些出于怕寂寞的“恶作剧”。内心认定蕾拉才是心中榜样的淑女而看不起露西，常揶揄露西找不到男朋友，但是相处时间长了对露西的信赖和露西对星灵的爱也软化了阿葵亚态度，主动提出牺牲自己的钥匙召唤星灵王帮助露西。目前水瓶座阿葵亞因為戰鬥需要，被露西含淚毁去鑰匙召唤星靈王。經過一年後，已重新出现水瓶座鑰匙（在遥远大陆的某处），通過星靈王的特殊通道来到露西、布兰缇什的身邊，并通过“星之记忆”（由星灵的记忆编织而成的记忆档案）揭露了15年前蕾拉与格莱美的真实死因以及提到400年前露西的祖先（安娜）和瑟雷夫合作利用月蝕大門实现打倒亚克诺罗基亚计划的事情。
前任主人是布兰緹什的母亲——格莱美而且是孩童时的布兰緹什的“儿时玩伴”（在布兰緹什眼中却是“奴隶”和“主人”关系）受到阿葵亚的调教，因此长大了也依然敬畏着阿葵亚。把现在的布兰緹什叫做性格扭曲的女人，因此一出现就让布兰緹什扮狗叫和打巴掌，让露西跟不上她们的节奏。
在《百年任務》中揭露與「水神龍」梅爾克佛比亞互相認識。

雙魚座·畢斯凱斯（Pisces）
配音（母親）：佐藤奏美（日本）；馮嘉德（台灣）；黃玉娟【TVB版】（香港）
配音（兒子）：梶川翔平（日本）；黃天佑→孫誠（台灣）；鄧港文【TVB版】（香港）
為「劍咬之虎」成員雪乃所召喚之星靈，外形為兩條巨大鳗魚。兩條巨魚分別為黑色（儿子）以及白色（母亲），神情作呆。由於身形巨大，因此嘴巴也很大。在魚背上有著黑色（白色）的點點花紋，在眼睛的周圍也有點點。在星灵王举办的招待露西等人七年后回归的庆祝会上没有出现。顺带一提，哈比每一次见到这个形态出现时，都会变得非常兴奋。
能夠被雪乃转换型态為人型，母亲变成一头绀蓝色长发的上半身鱼鳞披身，胸中央敞开的女性战士（被洛基赞美身材完美看不出生过孩子），踢击带有水属性；儿子变成一头灰色长发，褐色肌肤下半身鱼鳞的少年战士（外貌酷似亚克诺罗基亚人型），武器是一把有双鱼座标志的长枪，能喷水。同時實力也大幅度的上升，会喷水和攻击帶有著強烈的水屬性，但是一旦遇到水就會自動變回魚型。说话时会带“妈妈”和“儿子”作尾结束。所以，当儿子-双鱼座和主人雪乃说话结束时，雪乃回覆“我不是你的妈妈”。
動畫原創故事日蝕星靈篇時分別變成一头可以变化大小的雌性鯊魚及一头卷卷发，处于叛逆期的儿子河童，管自己的母亲做“老太婆”，被纳兹称作两人在唱双簧。曾經誤搶假冒的強制關門鑰匙，而且都克服了水弱点。母亲的力气很大，而且嘴巴的牙齿呈螺旋状，儿子能发出黑色球体熄灭魔法。由米拉珍跑入雙魚座之門挑戰畢斯凱斯，雙魚座之門內的戰場為海邊。於第210集時被米拉珍以一对爱惹人生气、添麻烦的母子为由打敗並收服，是第三個被收服的黃道十二宮星靈。
蛇夫座·歐菲克斯（Ophiuchus）
配音：田野麻美（日本）；馮嘉德（台灣）；曾佩儀【TVB版】（香港）
黃道第十三宮的星靈，為「劍咬之虎」成員雪乃所召喚之星靈，外形為一條巨大的武装巨蛇。身上有著黑色花紋，有一部份的軀體、牙齒、下顎以及舌頭由鋼鐵構成。是否說話和攻擊方式尚未明朗。不同於其他黃道十二宮的鑰匙，蛇遣座的鑰匙是闇黑色而不是金黃色，鑰匙的造型是以蛇的形狀纏繞在鑰匙上。
露西說黃道十二宮就如其名有十二把鑰匙，有傳聞稱還有第十三把鑰匙，能召喚出凌駕於黃道十二宮之上的未知星靈，然而歐菲克斯在「大魔鬥演武」剛登場就被人魚腳跟最強的成員神樂以「不出鞘‧太刀之型」擊敗，之後就沒再出現過。
於動畫原創故事日蝕星靈篇時再次出場，變成褐色頭髮的暴力三白眼女護士，語尾詞為「護士」。一开始没有专属的蛇夫座之门进入挑战，产生震动以后出现并让翡翠和阿尔卡帝欧斯进入，两人进入以后了解蛇夫座的真正身份然后来到星灵圣地的外面。在纳兹、温蒂和哈比进入遗迹里面发现的秘门后，在某个漩涡状狭窄通道与之相遇，后来发现整个星灵圣地都是蛇夫座的躯体，真身是一条盘卷整块岩石的巨蟒，头上是蛇夫座人型，通过吹角笛发动声波不让他人靠近。是失去理性后的星灵王的代理人，目的是通过强制关门将十二星灵送回星灵界完全束缚星灵王意志（Liberum正式名称是liberum Venus仪式），进一步增强星灵王的力量。最后因被哈比打落武器以及纳兹“漆黑·红莲凤凰剑”破坏笛子而击败，是最后一个被收服的黄道十二宫星灵。

### 其他星靈
小犬座·尼可拉（Nikora）
配音：後藤沙緒（日本）；馮嘉德（台灣）；賴芸芬【Animax版】／梁少霞【TVB版】（香港）
小犬座星靈，為高人氣玩賞星靈。星靈界裡有許多不同外貌的尼可拉。能力是防止伤势恶化，但没有治愈作用。拥有媲美纳兹嗅觉的寻人能力。泡热水会变软瘪，少数人（露西、纳兹、卡嘉）能理解它的话语。
露西在哈鲁吉翁的魔法商店购买了它的钥匙，然后在家中与之开始商讨契约（过程被纳兹看到后认为很无聊）。被露西当作是“狗”看待，尖尖的像钻头是它的鼻子（?），当哈比背后恶作剧它会说话时露西被吓了一跳。普鲁幾乎每次都在露西旁邊（動畫版卡嘉的尼可拉「尼可」也有登場）。对战处刑人渔助时，被露西召唤来跳舞吸引他的注意，好让争取时间救援伤员。
露西的尼可拉之原型是作者的前作──聖石小子中的吉祥物普魯，露西在本作中也幫牠取同樣的名字（OAD7中两只“普鲁”配音声优不同）。
天琴座·麗拉（Lyra）
配音：中島愛（日本）；傅其慧（台灣）；羅杏芝→凌晞【TVB版】（香港）
天琴座星靈，出場時會帶著一把豎琴。是一位非常优秀的歌手。
對月之滴有相當的認知，讓露西等人了解月之滴的相關知識。曾向露西抱怨过召唤次数过少，实际是因为与露西签约的时间过少，每个月只有三天可以召唤。露西等人七年后回归的庆祝会上，有再次出场和表演。日蚀星灵篇，混在一大堆尼可拉里面出现，背景是凌乱的星灵界。
南十字座·克魯克斯（Crucis）
配音：木村雅史（日本）；李景唐（台灣）；张炳强【TVB版】（香港）
南十字座星靈。通称“克鲁老爷子”，是一位星灵学的专家，掌握著星灵界与人界的门的资讯。在檢索星靈資料的時候會陷入近似沉睡狀態。据动画版观察，如果鼻孔单边冒泡，说明正进入搜索状态，两边冒泡则是进入睡眠状态，露西能分辨出来。
露西曾拜託她調查洛基（雷歐）的星靈履歷，也因此得知了洛基的過去。
時鐘座·霍洛洛奇姆（Horologium）
配音：川鍋雅樹（日本）；黃天佑／何志威【最終章】（台灣）；陳卓智【TVB版】（香港）
時鐘座星靈。能准确告知世界各地的时间，腹腔内有空间可藏进去（腹部变得臃肿而且危机时刻时藏进去的人衣服会消失变成赤裸状态），有抵御任何魔法和物理的攻击的作用，不过由于是与外界完全隔绝的密闭空间所以声音无法传递出来，因此所藏之人的对话都需要他的传声才能被听到。每次传话结尾都会加上“她是这么说的”。他完全属于经济实用的星灵，曾被用于避寒、躲诅咒、代步、避雨、逃命。据说，其还附带治疗缺氧、虫咬、皮肤粗糙、瘙痒、褐斑等功能。唯一的缺点就是在人界有时间限制，经常在露西最不希望的时候离开。
最早都是被露西召唤才能到人界，之后由于露西自身魔力的增强便可自行出门，多次救露西于危难（不详细列出）。天狼岛纳兹等人对决哈迪斯时，及时出手救了差点被杀死的温蒂；也曾经救过为救露西和雪乃，自己踏入熔岩之中沉没的阿尔卡帝欧斯，在完全死亡之前保护进来（也有一部分获救原因来自他的翡翠宝石护身符）。日蚀星灵篇，在日蚀蛇夫座被打倒后带着星灵界的衣服请求露西等人出发拯救星灵界。
雕具座·卡耶魯姆（Caelum）
雕具座星灵。一个机械球体头上有圆环。可以变身成各种工具（例如光束枪或大剑）。
被露西擊敗的天使用最後一口氣想用卡耶魯姆的力量攻擊露西與她同歸於盡時，但卡耶魯姆卻似乎故意打偏，然後自動回到星靈界（推測跟傑米尼一樣對深愛星靈的露西下不了手），但在天使被捕後它並沒有成為露西的星靈，就此下落不明。於動畫原創故事「星空之鑰篇」時再度出現，由納維爾的弟子的後代卡嘉所召喚，但一刀就被雷射給破壞而退场，在卡嘉失去魔法後契约解除。後於百年任務篇再度被天使召喚。
羅盤座·皮庫西斯（Pyxis）
配音：伊瀬茉莉也（日本）；傅其慧（台灣）
羅盤座星灵。外型是一隻红色卡通化鹦鹉頭上頂著指南針，可以隨時指出任何方向，令人分辨出東南西北。心灵容易受伤，口頭禪為「皮庫」。
納茲等人參與「大魔鬥演武」時，於預選賽「空之迷宮」首次被露西召喚，幫助他們分辨出東方，使他們成功到達終點。日蚀星灵篇，被露西召唤来寻找出魔导图书馆的南方位置。

## 龍族

### 龍族
亞克諾羅基亞（Acnologia）
配音：鳥海浩輔（日本）；吳文民／何志威【最終章】（台灣）；陳永信【TVB版】（香港）
「魔龍」，原本是人類，有時候也會被稱為「黑龍」或「龍王」，能將所有魔力吞噬殆盡，並對魔法免疫。

#### 共存派
伊格尼爾（Igneel）
配音：柴田秀勝（日本）；黃天佑／林正騏【最終章】（台灣）；陳旭恆【Animax版】／盧國權【TVB版】（香港）
炎龍王，力量象徵為火焰，外貌上是一頭全身佈滿了火紅色鱗片的正規西方式巨龍。
梅達利卡納（Metalicana）
配音：伊丸岡篤（日本）；吳文民（台灣）；劉昭文【TVB版】（香港）
鐵龍，力量象徵為鋼鐵，帶有鋼鐵色澤的身體看起來就像是人工鑄造的一般光滑沒有鱗片的痕跡，整體造型很像是人造物品。
格蘭帝列（Grandeeney）
配音：津田匠子（日本）；錢欣郁（台灣）；鄭佩嘉【Animax版】／蔡惠萍【TVB版】（香港）
天龍，力量象徵為天空，外貌上和傳統印象中的龍差別很大，反而比較像是一頭披著羽毛的大型爬蟲類。
拜斯羅基亞（Weisslogia）
配音：安元洋貴（日本）；孫誠（台灣）；馮志輝→黃子敬【TVB版】（香港）
白龍，力量象徵為聖光，外貌上與伊格尼爾相似，但更確切來講是擁有著西方龍的身體、中國龍的頭部。
斯奇亞多拉姆（Skiadrum）
配音：不明（日本）；孟慶府（台灣）；雷霆【TVB版】（香港）
影龍，力量象徵為影子，外貌上是全身漆黑並且不斷散發的黑色能量，僅有雙眼閃爍著红色光芒，全身均為漆黑的鱗片。
亚特拉斯弗雷姆（Atlas Flame）
配音：松山鷹志（日本）；孫誠（台灣）；張錦江【TVB版】（香港）
火焰龍，力量象徵為自地獄噴出的“巨人之炎”，是一條长着像恶魔的脸，身体由地獄之火构成的可怕巨龍，可以燒盡一切魔法。
貝爾賽利翁（Belserion）
配音：桐本拓哉（日本）；何志威（台灣）
賢龍，力量象征“贤”（力量提升）。在艾琳回憶话登場，400年前与艾琳一族共同管理着多拉古诺夫王国，与人类携手发展过数个时代。

#### 主戰派
基爾柯尼斯（Zirconis）
配音：黑田崇矢（日本）；黃天佑（台灣）；朱子聰【TVB版】（香港）
翡翠龍，實為翡翠公主在牠消失前，用牠的膚色所取名。曾被溫蒂以「銀河」召喚出來的龍之靈魂，頭上長有兩隻如蝙蝠翅膀般的角。
瑪瑟格雷亞（Motherglare）
配音：下山吉光（日本）；黃天佑→吳文民（台灣）；劉昭文【TVB版】（香港）
地母龍，有時候也會被稱為「金剛龍」，女性。力量象徵金剛石，似乎擁有著所有巨龍中最強的防禦（金剛之力），又或者是純粹力量的巨龍。天神·塞雷納八顆龍水晶中其中一顆的來源。
在《百年任務》中由於德格拉瑪格的力量復活。
西札瀾薩（Scissor Runner）
配音：小西克幸（日本）；吳文民（台灣）；周倚天【TVB版】（香港）
鋏音龍，力量象徵不明，從月蝕大門中出現，身上有着奇特网状特征花紋看似不具備鱗片，显得光滑，頭的上下個長有一对昆虫钳刀般的物體的龍。
在《百年任務》中由於德格拉瑪格的力量復活。
利維亞（Levia）
配音：川原慶久（日本）；李景唐（台灣）；梁偉德【TVB版】（香港）
命牢龍，力量象徵不明，從月蝕大門中出現，長有背鰭和分岔形的尾巴，擁有許多魚的特徵的龍。
在《百年任務》中由於德格拉瑪格的力量復活。
亞斯貝魯特（Earth Build）
配音：關口英司（日本）；吳文民（台灣）；麥皓豐【TVB版】（香港）
岩魂龍，力量象徵不明，全身都由岩石所包圍，是一條宛如壯闊大山的巨龍，從月蝕大門中出現，由青色天馬負責迎戰。
在《百年任務》中由於德格拉瑪格的力量復活。
安卡（Anchor）
海獄龍，力量象徵不明，從月蝕大門中出現。
在《百年任務》中由於德格拉瑪格的力量復活。

#### 五神龍
梅爾克科比亞
基爾緹纳五神龍之「水神龍」，據點位於港口都市艾爾米那，被當地的居民奉若神明。
伊格尼亞
基爾緹纳五神龍之「炎神龍」，伊格尼爾的親生兒子，納茲的義兄。個性極度好戰。
阿爾德隆
基爾緹纳五神龍之「木神龍」，世界上最大的龍类。双手、后背、双肩都有城镇，基尔帝那大陆最大的城镇多拉希尔為其中之一。
塞勒涅
基爾緹纳五神龍之「月神龍」，據點位於艾蓮提亞世界的黑月山。
維爾內斯
基爾緹纳五神龍之「金神龍」。
德格拉瑪格
前基爾緹纳六神龍中的「土神龍」，僅存於口述中。

## 伊多拉斯
「伊多拉斯」（EDOLAS），被亞斯藍德稱為另一个世界（another world），這個世界的人自身並沒有魔力，必須依靠含有魔力的道具（與亞斯藍德以自身魔力啟動道具的持有系魔導士不同）才能使出魔法。在當地魔力枯竭之前，只有「超越者」（即是哈比的種族）能自由使出魔法。此外，亞斯藍德的魔導士到這個世界得服用X球才能使出魔法。
這個世界的人大部分和亞斯藍德的某人的外表跟名字都相同（除了姓氏不同），但卻是不同世界的人。相反的部分有很多種類，可能是性格、體型、身分、立場甚至種族等。

### 伊多拉斯王國
位於艾克斯塔尼亞下方的人類國度，全世界在國王浮士德的強制命令下被禁止擁有魔法，只要擁有魔法就被視為犯罪，藉此將魔法集中提供給王都的人使用。這個世界有很多跟亞斯藍德相似的地方，也有跟亞斯藍德世界「相同」的人（外表跟名字都相同）。唯一不同的是，這個世界的魔力源主要儲存於大地之中，隨著時間的流逝會逐漸的枯竭，最後完全化為“無”。
浮士德（Faust）
配音：辻親八（日本）；孫誠（台灣）；李建良【Animax版】／林保全【TVB版】（香港）
前伊多拉斯國王，個性極端的偏激，給人一種貪得無饜的感覺，為了取得魔力完全不擇手段，就算是“弒神”也不在乎。對夏珂特女王跟艾克希特鄙視自己的態度感到不滿，原本聽從女王策劃掠奪亞斯藍德世界魔導士的魔力，但是中途叛變，打算用魔水晶去撞毀自豪擁有魔力的艾克希特國度－艾克斯達利亞，藉此獲得源源不絕的永恆魔力，後來甚至駕駛著被列為禁式的「龍騎士」裝甲追殺著眾人，與納茲、戈吉爾和溫蒂三位滅龍魔導士展開激烈交戰，最後在將三人的魔力將盡之際，被承載著近乎無限的“希望”的納茲聯合三「龍」之力的「火龍的劍角」貫穿機體拎了出來，最後被龍威給嚇暈，而且還被納茲綑綁在木柱上呈現在眾人的面前作為侵略伊多拉斯的魔王手上的“俘虜”的形象。伊多拉斯的魔力完全消失後，由失蹤多年的王子米斯頓葛繼承王位。在動畫版中最後的結局是放逐出王都，並且永生不得再踏入王都一步。
按照動畫裡納茲的說法以及作者在漫畫29集裡最後的附錄曾說過，浮士德可能是伊多拉斯版本的馬卡羅夫會長，動畫版中兩人的日本聲優也是同一人。
傑拉爾／米斯頓葛（Jellal／Mystogan）
配音（青年時期）：浪川大輔（日本）；黃天佑（台灣）；陳旭恆【Animax版】／黃榮璋→曹啟謙【TVB版】（香港）
配音（幼年時期）：浪川大輔（日本）；錢欣郁（台灣）；不明【Animax版】／黃鳳英→袁淑珍【TVB版】（香港）
妖精尾巴的S級魔導士兼最強候補之一，擁有與拉格薩斯不相伯仲的強大實力，為人低調沉默，不愛説話。其魔力來自於那五支魔法杖，擅長催眠魔法和幻覺魔法。
真實身份是另一世界伊多拉斯的傑拉爾（本名，姓氏未知），同時也是伊多拉斯王國的王子，由於和亞斯藍德的傑拉爾長得一模一樣，為避免被誤認，在亞斯藍德的時候化名「米斯頓葛」，他到公會接受任務時總是用催眠魔法讓其他人睡著，因此公會裡只有少數人見過他的真面目。
在與幽鬼支配者的戰爭中並沒有出現在主戰場，而是去為失去魔力的馬卡羅夫會長搜集魔力並讓會長短時間康復，然後一個人消滅了幽鬼的所有分部，實力之大連波流西卡也吃一驚。
在妖精尾巴內戰時與拉格薩斯展開激戰，兩人鬥得難分高下，但當艾爾莎與納茲突然出現而分心，拉格薩斯乘機突襲以至米斯頓葛的面罩脫落，真面目因而首次暴露在艾爾莎面前，因為真身曝光而提早離開。
兒時曾被龐沙·利利救過，X777年為了關閉超亞空間魔法「阿尼馬」而來到亞斯藍德，並遇到了溫蒂，曾和溫蒂旅行了一段時間，他讓溫蒂寄宿於妖貓之宿，之後獨自一人去處理阿尼馬。后受到妖尾会长马卡罗夫“特别对待”允許加入公会，X782年通過妖精尾巴的S級魔導士升級考試。
X784年他沒能壓制住阿尼馬，導致妖精尾巴和整個城鎮都變成魔水晶並吸收到伊多拉斯。他讓逃過一劫的露西和戈吉爾吃下能在伊多拉斯恢復魔力的「艾克斯波爾」，並將他們傳送至伊多拉斯。其後他找到巨大的阿尼馬殘痕，讓魔水晶回到亞斯藍德並將一切恢復原狀，接著他回到伊多拉斯，為了停止鬥爭逆轉阿尼馬，使伊多拉斯剩餘的魔力流入亞斯藍德。最後在納茲等人的幫助下留在伊多拉斯王國領導國民，與妖精尾巴的成員們道別。
在《百年任务》篇中再度出場。

龐沙·利利
原伊多拉斯王國第一魔戰部隊隊長，來到亞斯藍德後加入妖精尾巴。
艾爾莎·奈特渥卡（Erza Knightwalker）
配音：大原沙耶香（日本）；馮嘉德（台灣）；賴芸芬【Animax版】／林芷筠【TVB版】（香港）
伊多拉斯王國第二魔戰部隊隊長，不斷攻擊伊多拉斯世界的「妖精尾巴」，因此被稱為「妖精獵人」。使用魔槍「十誡槍」，可以瞬間變換十種以上武器型態，武器原型是真島浩前一部長篇漫畫《聖石小子》中的聖劍。個性比亞斯藍德的艾爾莎來的更加兇殘。
和亞斯藍德世界的「妖精尾巴」成員艾爾莎·史卡雷特展開激烈交戰，兩人鬥得勢均力敵，難分難解，仍棄而不捨的追逐著艾爾莎·史卡雷特。外表與艾爾莎·史卡雷特幾乎一樣，但頭髮略捲，並因為跟亞斯藍德的艾爾莎交戰而在鼻子上留有一條長疤。在故事後期，由於不願與自己敵對的艾爾莎·史卡雷特有著相同的外表，用長劍割斷長髮。率領著所領導的軍團出現在眾人的面前，並以朝龐沙·利利射出的第一槍作為開戰的號角，遵循著國王的命令追逐並捕捉超越者們，企圖將它們全部變成魔水晶，在與艾爾莎·史卡雷特展開最後的決戰！最後兩者因武器、盔甲被對方破壞與魔力耗盡雙雙打成平手，只是在心靈上被艾爾莎·史卡雷特說服而言敗。最後向艾爾莎·史卡雷特送出最後離別的祝福。在這一切結束以後的新王賦予的重建國家的重任。
在《百年任務》中已經是王國軍第二聖騎士團團長，她身穿女僕裝（即是︰芭露歌的衣著），對米斯頓葛十分著迷和忠心。之後與米斯頓葛結婚成為王后，並誕下了從艾斯藍德轉生到伊多拉斯的艾琳。
休斯（Hughes）
配音：宮下榮治（日本）；黃天佑（台灣）；黎景全【Animax版】／陳灝瑋【TVB版】（香港）
伊多拉斯王國第三魔戰部隊隊長。特色為箭頭形狀的眉毛，藍紫色的髮色以及在右半邊有著一點點白色的頭髮。能夠自由操控樂園中一切物品，或者該說是賦予無生命的物品簡單的“靈魂”和思考能力。但本身沒有很高的實力，為了得到無限的魔力不在乎犧牲他人。
在樂園與亞斯藍德世界的「妖精尾巴」成員 納茲·多拉格尼爾展開激烈交戰，雖然成功以雲霄飛車讓納茲暈車，但最後還是被納茲輕易擊倒。在這一切結束以後的新王賦予的重建國家的重任。
在《百年任務》中已經是王國軍第三聖騎士團團長。
修格波伊（Sugarboy）
配音：下山吉光（日本）；李景唐（台灣）；陳振聲【Animax版】／蔡德鈞【TVB版】（香港）
伊多拉斯王國第四魔戰部隊隊長。特徵為金色的飛機頭、雙下巴以及穿著粉紅色的盔甲。口頭禪為「嗯~」。使用「玫瑰之劍」，把碰到的一切變得柔軟，似乎只能針對非生命物質。本身也可當作一般劍來砍人，除了能夠以劍來攻擊之外，也能把地面變的柔軟並藉此來滑行。
在樂園與亞斯藍德世界的格雷展開激烈交戰，稱格雷為「ICE BOY」，這也是讓格雷非常火大的原因。在與格雷交戰的同時與他搶奪龍鎖炮的鑰匙，並說出龍鎖砲能夠讓被變成魔水晶的同伴恢復原狀，但最後龍鎖砲的鑰匙在被格雷以及修格波伊來回冰凍以及溶解的狀態下終於損毀。在為了表達因為鑰匙被損壞而要攻擊格雷表達自己的憤怒時，被格雷在他施魔法的空隙時以「冰刃·七連舞」所擊倒。在這一切結束以後的新王賦予的重建國家的重任。
在《百年任務》中已經是王國軍第四聖騎士團團長。
拜羅（Byro）
配音：松山鷹志（日本）；黃天佑（台灣）；黃子敬【TVB版】（香港）
伊多拉斯王國幕僚長，為可可的上司，本身擅長的是液體類魔法道具，不過更確切來講是藥水一類（很像是煉金師）。特徵為臉上有著老人斑的矮個子老頭。
由於可可把龍鎖砲的鑰匙拿走，在追擊的同時，與亞斯藍德世界的「妖精尾巴」成員露西·哈特菲利亞因為「鑰匙」的誤會而展開激烈的交戰，最後在被露西「絆倒」後很倒楣的被納茲連同休斯一同擊倒。在這一切結束以後的新王賦予的重建國家的重任。
在《百年任務》中他沒有升官，仍然是同一個職位。
可可（Coco）
配音：村川梨衣（日本）；馮嘉德（台灣）；馬慧琪【Animax版】／羅孔柔【TVB版】（香港）
伊多拉斯王國幕僚長輔佐官，是一個活力十足的孩子，她喜歡赤腳，最喜歡做的事的是跑步。寵物是伊多拉斯的魔獸「雷吉翁」。
雖也期望能擁有無限的魔力可是卻不希望自己的朋友龐沙·利利被犧牲掉，在搶走鎖龍炮的鑰匙後先被國王以雷擊電傷腳後又被拜羅追趕，最後將鑰匙交給亞斯藍德世界的露西並持續幫助他們。並在最後目送著露西·哈特菲利亞他們的離去。在這一切結束以後的新王賦予的重建國家的重任。
在《百年任務》中已經是王國軍第一聖騎士團團長（即是︰龐沙·利利的舊位）。

### 妖精尾巴（伊多拉斯）
異世界的「妖精尾巴」，公會紋章跟亞斯藍德世界的「妖精尾巴」相同，公會外表不同，是棵大樹。伊多拉斯唯一殘留下的魔法公會，對抗想佔據魔法而不擇手段消滅魔法公會的伊多拉斯國王而成為闇黑公會，但是也因此失去半數同伴，首領也被殺了。過去的他們只懂得一昧的逃避，後來在露西‧阿修雷的說服和帶領下，與國王軍開始了正面交鋒！只是在最後…。大家都因為魔力的逝去而感到無助與不知所措。只不過，或許現在的他們，將有全新創始的未來…。
露西·阿修雷（Lucy Ashley）
配音：平野绫（日本）；錢欣郁（台灣）；鄭佩嘉【Animax版】／張頌欣【TVB版】（香港）
伊多拉斯世界的妖精尾巴成員，公會中的帶頭者，地位等於亞斯藍德世界的艾爾莎。武器為一條魔法長鞭（跟亞斯藍德世界的露西現所使用波江座星靈的水之鞭－星之大河很像）。
性格跟亞斯藍德世界的露西完全相反，既強悍又勇敢，品行大大咧咧非常開放，除了公會標誌外左手臂還有一條刺青，擅長各種拷問技，像是不良的大姊頭，非常可靠又很強，還有一點傲嬌的個性；但是吐槽與重視朋友夥伴的這點跟亞斯藍德世界的露西相同（三圍也是），頭髮原本和亞斯藍德世界的露西一樣長，之後為了分辨兩個露西的不同而請巨蟹座星靈凱沙剪成短髮。很喜歡納茲·德拉奇翁，卻經常欺負拷問他，跟伊多拉斯世界的蕾比是死對頭，兩人常常吵架（如同亞斯藍德世界的納茲與格雷的關係，亞斯藍德世界的露西跟蕾比則是好友的關係）。
在《百年任務》中得知已經與伊多拉斯世界的納茲結婚，並誕下了女兒納夏。
納茲·多拉奇翁（Natsu Dragion）
配音：柿原徹也（日本）；李景唐（台灣）；陳旭恆【Animax版】／李凱傑【TVB版】（香港）
伊多拉斯世界的妖精尾巴成員，人稱「火球」，有著兩面性格，平常的他懦弱膽小，但一碰到交通工具就會變的相當認真且帥氣（亞斯藍德世界的納茲則是不適應交通工具，乘坐時會嚴重暈車到無法做任何事情）。以魔法運輸交通工具專門駕駛而有名，經常開著車在伊多拉斯奔馳。很怕露西·阿修雷，不過其實兩個人的感情很好。另外跟「格雷·索爾裘」是很要好的朋友（亞斯藍德世界的納茲跟格雷則是死對頭）。
在《百年任務》中得知已經與伊多拉斯世界的露西結婚，並有了女兒納夏。
格雷·索爾裘（Gray Surge）
配音：中村悠一（日本）；孫誠（台灣）；黎景全【Animax版】／劉奕希【TVB版】（香港）
伊多拉斯世界的妖精尾巴成員，個性溫和，跟亞斯藍德世界的的格雷相反，十分怕冷而喜歡穿厚重的衣服，對伊多拉斯的茱比亞一見鍾情（亞斯藍德世界則是茱比亞對格雷一見鍾情），經常努力的熱情追求。另外跟納茲·德拉奇翁是很要好的朋友（亞斯藍德世界的納茲跟格雷則是死對頭）。
在《百年任務》中得知已經與伊多拉斯世界的茱比亞結婚，並有了兒子格雷朱。
茱比亞
配音：中原麻衣（日本）；傅其慧（台灣）；馬慧琪【Animax版】／劉惠雲【TVB版】（香港）
伊多拉斯世界的妖精尾巴成員，跟亞斯藍德世界的茱比亞一樣說話的時候喜歡在開頭加上自己的名字，性格非常冷靜，被格雷·索爾裘熱情的追求，但本人對此懶得搭理，甚至覺得對方煩人。跟亞斯藍德世界的莉莎娜關係很好。
在《百年任務》中得知已經與伊多拉斯世界的格雷結婚，並誕下了兒子格雷朱。
溫蒂
配音：佐藤聰美（日本）；傅其慧（台灣）；鄭佩嘉【Animax版】／成瑤孆【TVB版】（香港）
伊多拉斯世界的妖精尾巴成員。外表、身高和年紀都跟亞斯藍德世界的溫蒂完全相反（身材和露西有得拼），是個大人，個性較成熟且穩重，但心地善良這點和亞斯藍德世界的溫蒂相同。武器是浮萍拐。
米拉珍
配音：小野涼子（日本）；馮嘉德（台灣）；賴芸芬【Animax版】／詹健兒【TVB版】（香港）
伊多拉斯世界的妖精尾巴成員，跟亞斯藍德世界的米拉珍似乎沒有任何差別（因為後者有經過性格轉換）。跟艾爾夫曼早注意到莉莎娜是亞斯藍德世界的人，很感謝亞斯藍德世界的莉莎娜這兩年來的陪伴，最後讓莉莎娜回到亞斯藍德與大家重逢。
艾爾夫曼
配音：安元洋貴（日本）；黃天佑（台灣）；李建良【Animax版】／麥皓豐【TVB版】（香港）
伊多拉斯世界的妖精尾巴成員，跟亞斯藍德世界的艾爾夫曼相反，是個愛哭鬼，任務經常失敗。常常因此被「傑德」跟「特洛伊」說教。跟米拉珍早注意到莉莎娜是亞斯藍德世界的人，很感謝亞斯藍德世界的莉莎娜這兩年來的陪伴，最後讓莉莎娜回到亞斯藍德與大家重逢。
在《百年任務》中得知已經不是愛哭鬼。
莉莎娜
伊多拉斯世界的妖精尾巴成員，兩年前從高處墜落死亡（動畫版在回憶畫面裡只有一瞬間登場）。
蕾比
配音：伊瀨茉莉也（日本）；傅其慧（台灣）；鄭佩嘉【Animax版】／羅杏芝【TVB版】（香港）
伊多拉斯世界的妖精尾巴成員，個性跟跟亞斯藍德世界的蕾比比起來顯得較兇狠又強悍，露西·阿修雷的死對頭，兩人經常吵架（如同亞斯藍德世界的納茲與格雷的關係，亞斯藍德的露西跟蕾比則是好友的關係）。負責維修轉移「伊多拉斯妖精尾巴」的魔法機械，在「伊多拉斯妖精尾巴」逃離「妖精獵人」艾爾莎·奈特渥卡的追捕時幫上了很大的忙。
卡娜
配音：喜多村英梨（日本）；傅其慧（台灣）；鄭佩嘉【Animax版】／鄭麗麗【TVB版】（香港）
伊多拉斯世界的妖精尾巴成員，跟亞斯藍德世界的卡娜相反，不會喝酒，談話舉止以及穿著打扮都是個標準的淑女。
馬卡歐
配音：川鍋雅樹（日本）；吳文民（台灣）；陳振聲【Animax版】／陳廷軒【TVB版】（香港）
伊多拉斯世界的妖精尾巴成員，跟亞斯藍德世界的馬卡歐不同，有戴眼鏡。
瓦卡巴
配音：關口英司（日本）；黃天佑（台灣）；李建良【Animax版】／馮錦堂【TVB版】（香港）
伊多拉斯世界的妖精尾巴成員，跟亞斯藍德世界的瓦卡巴不同，不會吸煙。
在《百年任務》中髮型沒有改變。
傑德
配音：川鍋雅樹（日本）；孫誠（台灣）；陳振聲【Animax版】／胡家豪【TVB版】（香港）
伊多拉斯世界的妖精尾巴成員，最強候補之一。跟亞斯藍德世界的傑德比起來較凶狠強壯，經常與特洛伊一起對愛哭鬼艾爾夫曼說教。
特洛伊
配音：關口英司（日本）；黃天佑（台灣）；黎景全【Animax版】／梁志達【TVB版】（香港）
伊多拉斯世界的妖精尾巴成員，最強候補之一。跟亞斯藍德世界的特洛伊比起來較凶狠強壯，經常與傑德一起對愛哭鬼艾爾夫曼說教。
阿爾札克（Alzack）
配音：下山吉光（日本）；黃天佑（台灣）
伊多拉斯世界的妖精尾巴成員，跟亞斯藍德世界的阿爾札克不同，早是相當親密的情侶。
在《百年任務》中得知已經有了女兒。
比絲卡（Bisca）
配音：新井美（日本）；傅其慧（台灣）
伊多拉斯世界的妖精尾巴成員，跟亞斯藍德世界的比絲卡不同，早是相當親密的情侶。
在《百年任務》中得知已經有了女兒。
利達斯
配音：關口英司（日本）；李景唐（台灣）
伊多拉斯世界的妖精尾巴成員，跟亞斯藍德世界的利達斯不同，不會畫畫。
瓦倫
配音：景浦大輔（日本）；黃天佑（台灣）
伊多拉斯世界的妖精尾巴成員。
馬克斯
配音：井口祐一（日本）；吳文民（台灣）
伊多拉斯世界的妖精尾巴成員。
拿布
配音：遠藤大輔（日本）；吳文民（台灣）
伊多拉斯世界的妖精尾巴成員，跟亞斯藍德世界的拿布不同，是個常做委託的人。

## 艾克希特
「艾克希特」（又譯超越者），是由天生會使用「魔法·翼」的貓（即是哈比的種族）組成的族群。另外像哈比跟夏璐璐以自己意志行動、不肯聽從女王命令的超越者就會被定義是墮落天使，稱作「墮天」。
在「伊多拉斯」世界是藉由魔力漂浮在伊多拉斯大陸上方空中的島嶼「艾克斯達利亞」，艾克希特為普遍認為自己比人類優秀，人類應該聽從超越者的命令，被王國軍的龐沙·利利稱作「虛偽的國家」。
在伊多拉斯的事件結束後，因為阿尼馬反轉將伊多柆斯所剩魔力送到亞斯藍德，連帶使艾克斯達利亞失去漂浮的魔力而崩落，但艾克希特們也隨著自己本身的魔力一同送到亞斯藍德，在某个隐世环境過著自己的宁静生活。最终决战黑龙时，通过梅儿蒂的链接全大陆魔导士的魔力封印亚克诺罗基亞也有作为传送魔力的再次露脸（543话）。
夏珂特（Shagotte）
配音：堀江由衣（日本）；馮嘉德（台灣）；黃麗芳【TVB版】（香港）
艾克斯達利亞的女王，被稱作「神」，但其真實身分只是普通的艾克希特，為了保護一族不被人類所傷害，利用自身獨特的預言能力預見人類的生死，和長老們以層層謊言捏造出「神」的力量，宣稱艾克希特擁有強大力量，甚至創造出統治人類的假象，並促使伊多拉斯掠奪亞斯藍德的魔力，以應對這個世界的魔力逐漸枯竭而陷入混亂，之後自知罪惡而說出真相。
是少數到最後沒有被變成魔水晶的艾克希特，不過在「阿尼馬」逆轉後變成魔水晶的艾克希特也都恢復了原狀，隨後要送到亞斯藍德時卸下重擔道出「這世界已不再需要神了」。到了亞斯蘭德後，告知大家一開始的計畫其實是將超越者的一百名孩子在災難來臨之前逃離伊多拉斯，在這之後她決定帶領著艾克希特踏上旅程，要將其他九十八名孩子找回來，而她也只是一個普通的母親而已。
夏珂特的翅膀少了一隻，是因為以前夏珂特生下蛋時發現蛋的生命力微弱，所以將一邊的翅膀的力量灌給蛋以挽救蛋的生命，而那顆蛋就是夏璐璐。
二夜（Nichiya）
艾克斯達利亞的近衛師團長，長相跟青色天馬的一夜一模一樣，但是隻貓。在伊多拉斯的事件結束後，全部的艾克希特都因為米斯頓葛所開啟的反轉阿尼馬而到了亞斯藍德，而二夜在這七年間遇到了一夜並以兔子的身分加入青色天馬，參加大魔鬥演武。
納迪（Nadi）
配音：堀江一真（日本）；吳文民（台灣）；梁偉德【TVB版】（香港）
艾克斯達利亞的國務大臣，不知為何手會一直上下擺動（讓納茲等人看到之後覺得很有趣，手也不自主的動起來）。雖說表面上看來只是一個官僚，實際上卻是除了女王和長老們之外對於艾克希特的事情最為了解的一位，在家園面臨滅頂之災時，他是除了夏璐璐外第一個挺身而出的艾克希特。
穆甘托（Muganto）
配音：真山亞子（日本）；傅其慧（台灣）
艾克斯達利亞的四長老，特徵是白色皮毛，四長老唯一女性。
梅傑爾（Mejeer）
配音：下山吉光（日本）；黃天佑（台灣）
艾克斯達利亞的四長老，特徵是灰色皮毛。
馬塔姆（Martam）
配音：後藤弘樹（日本）；吳文民（台灣）
艾克斯達利亞的四長老，特徵是淺綠色皮毛。
米斯德羅伊（Mysdroy）
配音：不明（日本）；李景唐（台灣）
艾克斯達利亞的四長老，特徵是深藍色皮毛。
拉奇（Lucky）
配音：關智一（日本）；黃天佑（台灣）；黎景全【Animax版】／朱子聰【TVB版】（香港）
哈比的父親。在哈比與夏璐璐要逃脫艾克斯塔尼亞時出手幫忙的艾克希特。一副總是很兇的樣子。毛色是白色。喜歡的食物是魚和蘋果。和哈比一樣有「Ai」的口頭禪，但是在哈比回到伊多拉斯，父子相見的時候都改說「Ka」(而且很大聲) 因為反對將自己孩子的蛋送到亞斯藍德去執行「滅龍魔導士抹殺計畫」，與其妻子一同被逐出艾克斯達利亞。後來哈比說喜歡伯父和伯母的味道時還感動的哭了。
瑪露（Marl）
配音：川澄綾子（日本）；馮嘉德（台灣）；馬慧琪【Animax版】／沈小蘭【TVB版】（香港）
哈比的母親。在哈比與夏璐璐要逃脫艾克斯達利亞時出手幫忙的艾克希特。和哈比毛色相同（連尾巴末端的白毛都一樣）、總是笑容滿面的體貼女性，曾經幫助夏璐璐解開心中的迷惑。哈比說喜歡伯父和伯母的味道時也感動的哭了。
庫魯布西（Kurubushi）
配音：井澤詩織（日本）；錢欣郁（台灣）
艾克斯達利亞的居民。特徵是藍色皮毛，長方形臉。
薩爾伯雷（Salberay）
配音：下山吉光（日本）；黃天佑（台灣）
艾克斯達利亞的居民。特徵是橘色皮毛，牛仔風打扮。
戈戈托拉（Gogotora）
配音：大久保瑠美（日本）；馮嘉德（台灣）
艾克斯達利亞的居民。特徵是淺棕色皮毛，戴著白帽。
庫拉普（Clap）
配音：不明（日本）；錢欣郁（台灣）
艾克斯達利亞的居民。特徵是淺淡綠色皮毛，菱形臉。
蒙莫（Monmo）
配音：藤井幸代（日本）；傅其慧（台灣）
艾克斯達利亞的居民。特徵是棕色皮毛，奶油色的臉。
貝露托基亞（Belletokia）
配音：佐藤奏美（日本）；馮嘉德（台灣）
艾克斯達利亞的居民。特徵是紫羅蘭色皮毛，頭上綁著大紅色絲帶。

## 其他人物

### 妖精尾巴相關者
安娜·哈特菲利亞（Anna Heartfilia）
配音：遠藤绫（日本）；陳筱寧【最終章】（台灣）
露西與蕾拉的祖先，為一名優秀的星靈魔導士，瑟雷夫的好友。长相与蕾拉、露西一样（在现代稍显老态）。动画初登场在278集，是到蕾拉的墓前献花的神秘人（动画原创）。漫画初登场在阿葵亚讲述“星之记忆”一话。正式登场在「青色天马」从黑龙手上救出艾尔莎等人的船上。虽然没有完全想起来（“龍魂之术”的后遗症），但被温蒂称为“老师”。是400年前教导包括纳兹等五个孩子语言和文化的老师。口头禅是“一切要讲究个顺序”。
为打败亚克诺罗基亚把納茲等五位灭龙魔导士透過开启月蚀大門傳送至蕾拉所在的400年后的時代（动画版改动是6个孩子，这一改动与剧场版《龍泣》桑雅登场有关），因为这是魔力最充足的年代，同時自身也通過了月蝕大門來到了X777的年代。本应与出口的人说明理由以及继续培养孩子们，但因发生意外导致一上来就失去孩子们的下落。即使在当时未能向蕾拉说明一切并要求着保密，还是出发寻找了。走前还叮嘱国王记得要破坏日蚀大门。
之后花费五年时间找到失散孩子的所在，确认他们平安以后不再接触，同时寻找过程发现了「时间狭缝」，故意隐藏时间狭缝和自身身份等待着将魔龍亚克诺罗基亚永久封印的时机。通过留下书本向子孙们传达要开门连接时代使命，代代传承最终在蕾拉这个时代开启了大门。安娜向蕾拉，以及她的母亲、祖母等表达了感谢并希望蕾拉享受接下来的家庭幸福。得知由于自己的关系，令蕾拉寿命缩短一事后让安娜感到心中有愧。
作战实际执行时，由于时间狭缝被瑟雷夫封闭起来黑龙初次穿过了时间狭缝导致计划一开始就不顺利，安娜只好用星灵魔导士的力量重新把时间狭缝撬开，在瑟雷夫获得无限魔力以后时间狭缝最终打开。船体受损后所有人员被迫下船，安娜冒着生命危险驾驶着克里斯提纳打算牺牲船体撞击亚克诺罗基亚使之卷入时间狭缝，幸好一夜及时出现操作船体，最后行动成功。在黑龙吞噬时间狭缝离开后，二人平安从时间狭缝脱出，作为黑龙调和自身不需要的部分，与青色天马，艾尔莎他们汇合。自此后两人之间关系变得暧昧。
在妖精尾巴與阿爾巴雷斯帝國的戰爭結束後，並沒回到原來的時代，而是留在現代，在某一個小村莊中開辦了一所學校並擔任教師。露西虽然觉得和自己的祖先见面是一件匪夷所思的事，但是偶尔会去看看她。
- 星靈魔法

烏璐·米魯可比奇（Uru Milkovich）
配音：澤城美雪（日本）；錢欣郁／林美秀【最終章】（台灣）；鄭佩嘉【Animax版】／陳凱婷→林元春【TVB版】（香港）
格雷與利昂的師傅，烏璐緹雅的母親。冰之魔導士，傑拉爾曾表示烏璐還健在话，以她的實力絕對是「聖十大魔導」，六魔將軍會長首腦亦說烏璐有「聖十大魔導」的實力。與艾爾莎、米拉珍、烏璐緹雅、神樂、米涅露芭為依修迦爾實力最頂尖的女魔導士。過去曾與吉爾達茲有過一面之緣。
十分珍視自己的弟子和女兒，在失去女兒的音訊後先後收了利昂和格雷兩個徒弟。因放不下仇恨的格雷隻身挑戰惡魔戴利歐拉但敗北，為了保護徒弟而與戴利歐拉交戰，用冰彌補戰鬥中失去的右腳，為消除格雷心中的黑暗使用禁忌魔法「絕對冰結」將戴利歐拉封印，肉體也因使用「絕對冰結」而消失，讓格雷和利昂受到深深的影響。迦尔纳岛上的戴利欧拉解封后，由乌璐化作的冰也融化涣涣流入大海中去。
在最終戰爭中，被奈因哈特召喚出來與格雷及利昂對戰。格雷打算利用消失·绝对冰洁封印瑟雷夫时，也有以格雷想象方式出现劝说格雷。

瑟菈（澤拉/絕菈/潔菈）
配音：花澤香菜（日本）；錢欣郁／【最終章】（台灣）；葉曉欣【TVB版】（香港）
梅比斯·法米利翁的摯友，從小一起長大，是個性格內向，别扭的少女，赤色蜥蜴公會會長的女兒。
X679年所屬的公會赤色蜥蜴遭青色骷髏襲擊，公會成員以及附近村民全部被殺害，守护的宝物“天狼玉”也被夺走。與梅比斯同為當時的倖存者，並居住於天狼島，實際上早在遭青色骷髏襲擊時身亡，因為梅比斯潛意識啟動幻覺魔法而具像化，除了梅比斯以外其他人是看不到、也聽不見瑟菈（另一看法是瑟菈本身是瑟菈死后灵魂出窍产生的思念体）。不敢与梅比斯以外的人类直接交谈躲着一边观察，以前的性格不是这样反而凭着公会会长女儿身份而自尊心高傲，向梅比斯解释这是因为在岛内生活多年，变得与人交际技巧生疏导致，真实原因是其他人根本看不到也听不见她的声音。与梅比斯在天狼岛共渡生活了童年若干年后，尤里一行人登岛寻找“天狼玉”然后和梅比斯一起渡海出发旅行以「青色骷髅」为线索，寻回“天狼玉”。起名「妖精尾巴」的最初念头起始于梅比斯认为瑟菈的头发马尾与之看着相似。尤里一行人虽然觉得梅比斯总是自言自语，还提起“瑟菈”的存在是一个奇怪的女孩但一直在旁边任由她没有把状况说明。直至梅比斯让瑟菈去寻找通知普雷希特等人阻止被换魂的尤里时，才发现瑟菈是自己想象出来的幻影的事实。当梅比斯与瑟菈最后告别时，瑟菈说着自己要回到梅比斯的心里，让她不要忘记“妖精”就在自己心里。即将消失时尤里一行人也终于看到了瑟菈的长相。
在最終戰爭中，出現在被「世界重構魔法 Universe One」傳送到天狼島的戈吉爾面前，並說明自己為『起始的妖精』。说完立即又躲起来怕人。由于天狼岛与大陆连接了，同时梅比斯的魔力变强和肉体重启的关系，自己得以这个姿态重新现形，其他人也能看得见她，但这仅限于梅比斯没有想起她之前。接着，发动面向全体妖精尾巴成员的念话，呼吁成员为自己的“母亲”——梅比斯而战，同时指示公会所在方向。声音被戈吉尔吐槽“不能更可爱一点吗”。之后与戈吉尔一起行动，见证与蕾比、利利重逢，被特洛伊夸赞可爱。后来梅比斯经提醒想起了瑟菈，回到了梅比斯的心里，二人再度相见而思念体原地消失。

麗塔
配音：稻川英里（日本）；林沛笭【最終章】（台灣）
尤里·德雷亞的妻子，在X690年5月與結婚，在X696年3月生下了馬卡羅夫，同時因耗費體力過多（在梅比斯认为是自己的身上的安克瑟拉姆的诅咒导致，因此本人带有悔意）而逝世。

### 樂園之塔
作者曾经准备10集完结漫画。因而作为最初漫画“大结局”篇章，由杰拉尔充当幕后主谋（于是漫画第一话出现齐克雷因/杰拉尔画面，但动画版删除），纳兹拯救艾尔莎而结束。后来漫画受读者和编辑追捧而继续连载构思接下去篇章。
西蒙·御雷（Simon Mikatsuchi）
配音：加瀨康之（日本）；吳文民、傅其慧〈幼年〉／林谷珍【最終章】（台灣）；劉昭文、袁淑珍→伍秀霞〈幼年〉【TVB版】（香港）
艾爾莎昔日的夥伴，是神樂的亲生哥哥。小時候在樂園之塔當奴隸，八年前為了爭取自由而戰準備向艾爾莎表白時，途中被魔法兵攻擊導致臉部因而毀容，之後都戴著保護下顎的鎧甲。八年后与休等人一起受杰拉尔命令带走艾尔莎，但是没有对纳兹其他人下手。身材变得高大但内心依然温柔的男子汉。雖然傑拉爾欺騙大家說艾爾莎的背叛行為，但始終相信著艾爾莎，暗地裡一直調查妖精尾巴的魔導士。到阿卡涅渡假村把艾爾莎他們帶走，希望聚集他們的力量來擊敗傑拉爾。短暂与纳兹相处，二人不敌暗杀者公会的枭，后来格雷来到为之击败。魔导精灵力降落塔时还留在塔里。最後為了保護艾爾莎而接下傑拉爾的魔法“暗黑乐园”最終倒下，在實現幫助艾爾莎的願望，传达心意後安祥離世。遗体随着塔崩塌而沉没同葬大海。
大魔斗演武篇被揭露有一个妹妹神乐，猶於自己命喪於杰拉尔之手促使神乐向杰拉尔复仇，而向维护杰拉尔的艾尔莎拔刀，但当时实情却只有纳兹、艾尔莎和杰拉尔三人在场知道。在妖精尾巴與阿爾巴雷斯帝國的戰爭中被奈因哈特召喚出來與傑拉爾、神樂及艾爾莎對戰。成功牵制杰拉尔卻不敢出手，但最终被神乐打倒带笑消失。
- 黑暗魔法：暗刹那：使周围环境光线变暗起来，令敌人视野和感觉变迟钝的魔法，自己则灵活移动，适合用于暗杀。

休（Shô）
配音：下野紘（日本）；黃天佑、馮嘉德〈幼年〉（台灣）；陳振聲【Animax版】／張預東【TVB版】（香港）
艾爾莎昔日的夥伴，稱艾爾莎為姐姐，深色肌肤黄色短发的少年。外貌和個性都跟小時候懦弱的样子差很多，嘴邊多一個S形的蛇符號。儿时艾尔莎的眼睛被挖去与他不敢站出来承担被发现责任有关。使用纸牌魔法，能把人收纳进魔法卡里面，无法从外面進行伤害。小時候在樂園之塔當奴隸，傑拉爾欺騙大家說艾爾莎的背叛行為，因此在這八年期間不僅學會魔法還幫助完成樂園之塔（进度虽放缓但是会提供足够休息和饮食），受傑拉爾的命令到茜色渡假村把艾爾莎帶走，要將艾爾莎當成瑟雷夫復活儀式的活祭品。了解真相后，一时接受不了事实带着卡牌化的艾尔莎逃走向杰拉尔问清楚，但遇到暗杀者公会的斑鸠，被斩断神经无法动弹还把透过跨越空间的斩击來释放艾尔莎。乐园之塔要被攻击时，与其他人一起往海上逃生。事件後與伍利和米莉安娜為了體會真正的自由一起環遊大陸。
冥府之門篇中得知曾經與卡娜相遇並教導其將人放進卡牌的方法，間接救下妖精的尾巴的眾公會成員。在最終对决黑龙中，透過梅兒蒂的連結全大陸魔導士的魔力封印亞克諾羅基亞作為傳送魔力的一份子露臉。
- 纸牌魔法：将魔法卡用飞或组合的方式发动，可灵活运用各种各样的效果的战斗风格。休还发明「在卡片中关上人的魔法」技巧。後來將此技巧傳授予卡娜。

伍利·布坎納（Wally Buchanan）
配音：一條和矢（日本）；孫誠、錢欣郁〈幼年〉（台灣）；李建良【Animax版】／關令翹、雷碧娜〈幼年〉【TVB版】（香港）
艾爾莎昔日的夥伴，也是六魔將軍熱眼的弟弟，稱自己為狂犬伍利（受小时接触的西部世界风格电影影响）。外表打扮像绅士。小时候长相正常，长大后变得有棱角，像乐高积木一样的男人。能把自己的手臂切换成一杆枪射击对手，身体也能变成积木发动攻击。在「阿卡涅渡假」村时向纳兹头部枪击，以为死了但被纳兹吞下化解无事。小時候在樂園之塔當奴隸，傑拉爾欺騙大家說艾爾莎的背叛行為，因此在這八年期間不僅學會魔法還幫助完成樂園之塔，受傑拉爾的命令到阿卡涅渡假村把艾爾莎帶走，要將艾爾莎當成瑟雷夫復活儀式的活祭品，最後被納茲擊敗。与米莉安娜一起把战斗过后不能动弹的露西和茱比亚带走，了解真相后和当乐园之塔快被评议会“魔导精灵力”攻击时与妖精尾巴其他人一起往海上逃生。事件過後與修和米莉安娜為了體會真正的自由一起環遊大陸。
在最終对决黑龙中，透過梅兒蒂的連結全大陸魔導士的魔力封印亞克諾羅基亞作為傳送魔力的一份子露臉。
- 魔法槍

米莉安娜
艾爾莎昔日的夥伴，环游大陆过程中遇到了神乐·御雷于是加入魔導士公會「人鱼脚跟」。
羅布（Rob）
配音：不明（日本）；黃天佑（台灣）；陳旭恆【Animax版】／林國雄【TVB版】（香港）
樂園之塔的奴隸，年輕時與馬卡羅夫、波布、波琉西卡、高德曼和亞吉馬為好朋友，身材高大，是妖精尾巴的成員。艾尔莎加入妖精的尾巴的动机人物。背上有妖精尾巴的纹章。老年時因不明原故而喪失魔力而被當樂園之塔的奴隸，是艾爾莎等孩童們很喜愛的爺爺，在奴隸爭取自由一戰中為了保護艾爾莎而全力使出身上僅存的魔力，由於魔力消耗殆盡而變成碎块而犧牲使艾爾莎成功地使用魔法來領導大家擊退信徒，艾爾莎逃離樂園之塔後，无处可去的艾尔莎想起他遗愿而選擇加入妖精尾巴，之后向馬卡羅夫會長报告自己的最後訊息。

### 未來人
未来露西和未来罗格来自不同的平行时空，分别是月蚀大门大魔斗演武结束后被打开以及依然关闭两种选择，以及从未来而来的时间点也是不同。
未來露西
配音：平野绫（日本）；錢欣郁（台灣）；鄭佩嘉【Animax版】／張頌欣【TVB版】（香港）
在大魔鬥演武第三天夜晚透過月蚀大门從未來回到現在的露西，因此带有被傑拉爾認為是類似瑟雷夫魔力的來源。右手在穿越前因龙群来袭后发生事故失去。向妖精尾巴的伙伴告知了會有一萬頭龍來到菲歐烈王國的未來，在來自七年後的影龍羅格試圖殺死現世露西阻止大门被關閉的事情發生時，替現世露西擋下了攻擊而死去。在月蝕大門被毀之後，由於來自未來，在月蝕大門已毀的狀況下，未來的她已無法使用月蝕大門回到過去，因此回到自己原本的時空，並且復活。而在該時空（3天後），因為月蝕大門一樣被毀因此一萬頭龍襲擊事件並未發生，與該時空的納茲等人重逢。
未來羅格
配音：鈴村健一（日本）；孫誠（台灣）；李安邦（香港）
在7年後透過月蝕從未來回到現在的羅格，為大魔鬥演武篇的最終反派。以预测大魔斗演武结果向翡翠公主进言的未来人，还为之提出日蚀加农炮的解决方法。未來羅格跟未來露西不是來自同一個未來，未來羅格所在的未來被黑龍亞克諾羅基亞所支配，未來羅格是個兇殘，带有邪恶魔力的人，他殺死未來的史汀格而獲得的新力量白影龍模式，發明了可以控制龍的操龍魔法但對亞克諾羅基亞無效。
未來羅格通過月蝕大門回到現在，在皇宮地下室殺死從另一個未來穿越回來的未來露西，用白影龍之絁打敗了雷炎龍模式下的納茲。未來羅格所在的一年後，羅格在任務途中遇上作為敵人的格雷，最後弗羅修被格雷殺死。但在被改變的一年後，因為未來羅格曾告知納茲即將發生的事，納茲判斷羅格接的黑魔術教團委託跟格雷有所關連，因而及時借走委託單，並要米涅露芭看著羅格和弗羅修，暫時不要讓他們出城，最終弗羅修被殺死一事並沒有發生。

未來蕾比
配音：伊濑茉莉也（日本）；傅其慧（台灣）
與未來露西來自同一世界，大魔鬥演武篇前期的旁白。歷經一萬頭龍襲擊後，碩果僅存的倖存者。在廢墟中寫著日記，並因為害怕，想念著露西。
亞傑、琇特拉
在小說《麻煩雙胞胎》中出場，戈吉爾與蕾比的兒女雙胞胎。

### 黑魔術教團
黑魔術教團（Avater）是於巴拉姆同盟崩潰後的一年中，新興起的黑暗教團。成員除格雷外皆為崇拜瑟雷夫的信徒，理念是要淨化所有反對其存在的人（後得知净化计划的目的是产生大量无意义的“死亡”来吸引瑟雷夫，与本人意志无关转而牺牲团内所有成员），召唤瑟雷夫，再立于大魔法世界顶点，而計劃進行淨化計劃。教團總部是位在魅影森林废弃教堂，教團幹部成員（包括格雷）共有八人。净化计划失败后，全员已被评议会拘捕而且调查后，实际与瑟雷夫无所联系。
亞洛克
配音：松山鷹志（日本）；林谷珍（台灣）
黑魔術教團的領導人，能召喚出鬥神「戰之絆」。頭戴灰色鐵皮面具，長髮，身穿主教服裝，真面目已烧毁（因“代价召唤术”）。手持法杖，发动魔法弹和空气障壁魔法。說話時會一直不斷噴出蒸氣，就像是老式的機器人一樣。主張發起「淨化計畫」來淨化反對瑟雷夫存在的人，性格頑固，就算得知計畫已被評議院知曉，依然堅持要進行此計畫。最終被納茲擊敗。
- 空气障壁
- 鬥神「戰之絆」：召唤役魔十八斗神之一的分身作战。

傑洛姆
配音：長谷川芳明（日本）；林正騏（台灣）
黑魔術教團幹部，外號「暗黑劍」。教團紋章印在披風背面。是個身穿銀色盔甲，白色大衣的男性剑士。髮型酷似冥王，但頭髮較短，髮色為淺褐色，瞳孔為棕色。似乎會用劍，被格雷稱為暗黑劍的傑洛姆。在得知教團的淨化作戰被評議院得知後，懷疑格雷是教團的內奸，理由是「父母和師傅皆因瑟雷夫之書的惡魔戴利歐拉而死的他沒有任何理由效忠瑟雷夫」，在得知他加入教團的目的是「為了找到END之書並打倒END」後依舊懷疑著他。看似認變但有呆萌的一面，在反覆叼唸著數遍後，發現自己很喜歡布萊雅為他起的外號蓬蓬頭。最終被艾爾莎快到无法让人察觉的剑技擊敗。
- 暗黑劍：持有系魔法，可將碰觸到的物體腐蝕。

梅麗（瑪莉）
配音：鈴木繪理（日本）；林美秀（台灣）
黑魔術教團幹部。是個頭戴黑色貓耳頭飾，脖子上戴有藍色橢圓型項鍊，身穿上半身為黑色下半身為白色的修女服的少女。髮色為深粉色，眼睛是金色，瞳孔為菱形狀。得知淨化作戰被評議院得知後，和傑洛姆一同懷疑格雷是教團的內奸，理由是「格雷來自全大陸第一的公會妖精尾巴」。在得知他加入教團的目的是「為了找到END之書並打倒END」後，覺得像格雷這樣有如此邪惡魔力的人不會是評議院派來的內奸而收回懷疑。性格腹黑，曾覺得爺爺(亞洛克)性格太頑固而有希望他早日往生的惡毒想法，這也是布萊雅替她取的外號毒舌女的由來，梅麗本人相當不喜歡這外號，因為聽起來毫無美感。操控大肠病毒袭击露西和塔罗斯以及哈比，後在温蒂赶到用「莉蕾洁」解除了异常状态，被露西以「露西鐵拳」擊敗。
- 病毒魔法：可以任意操控病毒（甚至可以侵染到大脑致命）。

布萊雅
配音：佐藤惠（日本）；孫欣瑜（台灣）
黑魔術教團幹部。是個身穿黑底白點的披風及斗篷，耳朵戴著銀色心形耳環的性感女人。頭髮頂端是洋蔥頭，下面留著長直髮，頭髮下有兩撮瀏海的黑皮膚白髮女人。跟大多團員不同，對於格雷是否是教團內奸持有觀望態度，在聽到他道出其加入教團的目的後，感嘆格雷的身心因為執著於向END復仇而被染的一片漆黑。很喜歡替團員取外號，範圍涵蓋性格、髮型或是魔法類型，稱傑洛姆為蓬蓬頭、稱梅麗為毒舌女、稱格雷為冰，臭鼹鼠（發現格雷背叛后）。被教團信徒稱為教團當中最強的人，可以在地上放出衝擊波。战斗中质问格雷和我们共度的时间都是谎言吗，但被格雷以“怎么可能与你们这种杀人集团相亲相爱”回应。最終“恋爱”性格的布莱雅被茱比亚以「水流双牙」消灭，其余三个（微笑，愤怒和悲伤）分身被格雷全部凍住。
- 分身魔法：每個分身皆擁有截然不同的性格。包括微笑、悲伤、愤怒以及恋爱四种，具体能力未知。

阿貝爾
配音：久野美咲（日本）；蔡雅如（台灣）
黑魔術教團幹部。是個頭上纏繞著黑色和棕色的條紋頭巾帽以及阿拉伯服飾，臉上畫著紅色的小丑妝，會說話的的白色紅鼻小男孩。其持有的詛咒娃娃是煉獄七眷屬的華院送給他的。在知道淨化作戰被評議院得知後面不改色，表示對他來說只要有趣就好。原先被潛入教團的納茲秒殺，後又抓住時機用詛咒娃娃壓制哈比後，並隨著教團前去執行淨化作戰。淨化作戰失敗後被戈吉爾秒殺。
- 丑時參拜

豪門
配音：三瓶雄樹（日本）；于正昌（台灣）
黑魔術教團幹部，教團紋章印在道服的左側。是個穿着黑色道服，有黑色羽毛般的長眉毛，留著絡腮鬍，額頭上寫有抹茶兩字且瞇瞇眼的光頭老人。认真时会睁开蓝色清澈眼睛。講話時似乎很迎合自己的性格，會把超級講成茶几，曾被梅麗吐槽是不是發音很像的冷笑話。後來被潛入教團的納茲秒殺，卻又抓住時機以封魔石封印了納茲及芭露歌的行動。最終被臥底的格雷整個冰凍，並綁在三角木馬上。
使用的黑魔法可以任意操控各種刑具（包括用魔封石做的手铐）。
D-6
配音：中務貴幸（日本）；何志威（台灣）
黑魔術教團幹部。是個頭戴灰色面具（面具上的紅色眼睛裡有七個像是呼吸孔的小洞），穿着中間印有白色骷髏頭，左右兩側則印有白色雙手印的黑色緊身衣，肩膀兩側套著有著惡鬼臉龐的灰色護甲的巨漢。红色的眼睛部分可以发出激光。原先被潛入教團的納茲秒殺，後隨著教團前去執行淨化作戰。淨化作戰失敗後被利利秒殺。

## 動畫版原創人物

### 幽鬼支配者篇
波兹
配音：後藤弘樹（日本）；黃天佑（台灣）；陈卓智【TVB版】（香港）
動畫版原創人物。幽鬼支配者成員，使用音击弹魔法。
最终决战黑龙时，通过梅儿蒂的链接全大陆魔导士的魔力封印亚克诺罗基亞作为传送魔力的一份子有露脸。
苏
配音：滑川恭子（日本）；傅其慧（台灣）；陆惠玲【TVB版】（香港）
動畫版原創人物。幽鬼支配者成員，使用镜魔法。
最终决战黑龙时，通过梅儿蒂的链接全大陆魔导士的魔力封印亚克诺罗基亞作为传送魔力的一份子有露脸。

### 龍的誘惑篇
達芙妮
配音：小林優（日本）；馮嘉德（台灣）；馬慧琪【Animax版】／郑丽丽【TVB版】（香港）
動畫原創篇「龍的誘惑篇」的人物。一名魔導士兼科學家，小時候曾經親眼看過龍，但是因為周遭的人都不相信她，最後因而刺激她展開製造人工龍的瘋狂計畫。
曾想要將納茲的魔力拿來當做製造龍的關鍵，並利用格雷引誘納茲，並順利抓到他，最後在妖精尾巴眾人的幫助下，納茲脫困並與達芙妮開戰。最後被納茲的龍威嚇傻後被擊倒，最後被魔法評議會收押在與傑拉爾同一地方的監獄。在x792年已出獄(动画版327集)。

### 伊多拉斯篇
戈吉爾
配音：羽多野涉（日本）；孫誠（台灣）；陳振聲【Animax版】／黃啟昌【TVB版】（香港）
動畫版原創人物。伊多拉斯世界的新聞記者，穿西裝戴著帽子，有著爆炸頭，性格跟亞斯藍德世界的戈吉爾比起來較為冷靜，說話和舉止都非常有禮貌，知道很多關於伊多拉斯的秘密情報，專門在世界各地蒐集情報。一次偶然在酒店蒐集關於巨大魔水晶的情報時遇到了亞斯藍德的世界的戈吉爾，不知為何兩人十分合得來，之後還結成好友。在亞斯藍德世界的戈吉爾要用滅龍魔法將變成魔水晶的格雷和艾爾莎復活時幫了很大的忙，最後也幫助亞斯藍德世界的戈吉爾等人一起配合著納茲亂來的劇本演戲，之後對要返回亞斯藍德世界的戈吉爾送出最後離別的祝福。

### X791年篇
巴薩米克伯爵
配音：木村雅史（日本）；黃天佑（台灣）；陳振聲【Animax版】／張錦江【TVB版】（香港）
於動畫125話初登場。亞潔特的父親，巴薩米克宮殿的主人，外表是個很矮，嘴形像吃到酸梅一樣的老人，性格像一个被宠坏的小孩。
委託納茲等人在巴薩米克宮殿每七年舉行一次的魔導舞會中逮捕貝爾貝諾。據他所說舉行魔導舞會的原因是為了幫女兒亞潔特選女婿，其中還會展示巴薩米克家族代代相傳，每7年才露一次面的珍貴戒指，後來戒指被貝爾貝諾搶走，並戴在女兒亞潔特的手上，對於亞潔特答應貝爾貝諾的求婚感到訝異與不滿，也因此取消酬勞。
亞潔特·巴薩米克
配音：佐藤奏美（日本）；馮嘉德（台灣）；馬慧琪【Animax版】／廖杏茵【TVB版】（香港）
於動畫125話初登場。巴薩米克伯爵的女兒，性格溫柔善良，容貌相當美麗，行為端莊有禮。
出席於巴薩米克宮殿每七年舉行一次的魔導舞會，在七年後納茲等人逮補貝爾貝諾，但此時貝爾貝諾向亞潔特表明心意，亞潔特被貝爾貝諾的真誠所感動，於是答應了貝爾貝諾的求婚，但前提是要先贖罪過後，承諾會在貝爾貝諾出獄之前會一直等他回來。
貝爾貝諾
配音：宮下榮治（日本）；吳文民（台灣）；黎景全（Animax）／李鎮然【TVB版】（香港）
於動畫125話初登場，原作只有以通緝書登場。髮型為爆炸頭下巴並留著螺旋鬍子的越獄逃犯，在七年前的原懸賞金為每人40萬，而在七年後提升到了總金額400萬。七年前格雷曾經向納茲等人提議要去逮補貝爾貝諾但沒有去執行任務，而七年後納茲等人接了這個任務。
小時候為巴薩米克伯爵底下傭人的兒子，作為伯爵女兒亞潔特的玩伴，喜歡亞潔特，後被逐出宅邸，好幾次去見亞潔特卻被身分地位差距被伯爵逐出，然而身心墮落而開始做壞事，在被捕入獄後為想再對亞潔特表明心意而逃獄去參加魔導舞會，但以失敗告終。擅长“变身”魔法和“吸收”魔法。七年後納茲等人為逮補貝爾貝諾而參加魔導舞會，贝尔贝诺通过变身接近温蒂还复制了纳兹、艾尔莎等的魔法，与其对战對峙，得到宝物戒指后貝爾貝諾對亞潔特表明心意，亞潔特答應了貝爾貝諾的求婚，但前提是要先贖罪過後，最後被評議會帶走，並向亞潔特承諾一定會回到她身邊。
最终决战黑龙时，通过梅儿蒂的链接全大陆魔导士的魔力封印亚克诺罗基亞作为传送魔力的一份子与亚洁特一起露脸（动画版327集）。
- 变身魔法
- 吸收魔法（短时间复制多个接触到的魔导士的魔法）

扭屁股團（Jiggle Butt Gang，东立译：甩屁股队）
配音（大哥）：一條和矢（日本）；黃天佑（台灣）；陳振聲【Animax版】／關令翹【TVB版】（香港）
配音（小弟A）：矢部雅史（日本）；吳文民（台灣）；黎景全【Animax版】／張裕東【TVB版】（香港）
配音（小弟B）：稻田徹（日本）；孫誠（台灣）；李建良【Animax版】／[麥皓豐]]【TVB版】（香港）
於動畫126話初登場，原型是作者前作《聖石小子》的角色巴比兹英雄，在同作者创作漫画《HERO'S英雄集结》里登场时，被划分为《RAVE》侧的人物。
由三個穿著黑色緊身衣的大叔組成的盜賊集團，其屁股都非常巨大。

### 星空之鑰篇／魔法指針篇

#### 關鍵人物
米歇露·羅布斯塔／伊米泰希雅（Michelle Lobster／Imitatia）
配音：尤加奈（日本）；馮嘉德（台灣）；馬慧琪【Animax版】／凌晞【TVB版】（香港）
羅布斯塔家的千金，但完全沒有大小姐的脾氣，是位容貌端麗、食欲旺盛又愛哭的少女。性格溫柔善良、單純天真，但有著勇敢堅強的一面（伊米泰希雅假扮米歇露所演的戲）。 无战斗能力。似乎是露西的遠親，兩人似乎是堂姐妹的關係。虽然露西被封印了七年，变成米歇露年纪比较大，但是米歇露称呼露西仍是“姐姐”。從她口中得知哈特菲利亞家族與羅布斯塔家族是遠親的關係（從動畫151話中已證實是謊言）。為了把露西的父親裘德的遺物交給露西而來到妖精尾巴。之後因為家鄉被毀而無處可去，被露西收留，並在妖精尾巴裡工作。露西也因為米歇露的出現而多了一位家人，兩人就像親姐妹一樣，感情很好。稱呼露西為「露西姐姐」，稱呼露西的父親為「裘德叔叔」。
真實身分為新生六魔將軍之一的伊米泰希雅，為了尋找分散在世界各地的無限時鐘零件，因為需要露西等人的幫忙，假扮成米歇露·羅布斯塔並潛伏在露西身邊。使用的武器為花形盾牌希莉絲（中間刻有六魔將軍的刻印，能當鍊枷使用）和一把長劍，擅長瞄準敵人的要害，能準確的命中，身上的藤蔓也能綑住對手使其無法動彈，藤蔓也能攻擊敵人的要害。真正的米歇露則被吉爾達茲和菈姬在羅布斯塔大農園發現，红色长发酷似艾尔莎的女性，菈姬通知瓦倫說露西身邊的米歇露是冒牌的，後來當時鐘的零件收集完畢後受六魔將軍第七人－杰克波特（黑門）指使變成了伊米泰希雅的形態，是個右眼戴上了薔薇眼帶的美女，讓露西與納茲十分驚訝（特別是露西，因為無法接受米歇露是新生六魔將軍的事實），用花形盾牌和長劍將露西、納茲擊暈，之後拿出大司教的金印命令拜羅將露西和納茲（當作人質）帶回教會「森多比亞」。
米歇露原先是一個沒有生命的娃娃。露西的父母在露西生日時把米歇露送給了露西，露西为之取名“冈萨雷斯（冈萨利斯）”。露西很喜歡它，把它當作親妹妹看待，還給它用花和紙做許許多多的衣服，以前一直和露西在一起，後來因為露西的媽媽去世了，露西看到它就想到媽媽而感到非常痛苦，於是就完全沒有再理會米歇露。露西的爸爸看到後把它放在了閣樓裡。後來布萊恩二世（午夜）為了利用它，把它變成了人，成為了新生六魔將軍的一員，為了收集無限時鐘而行動。伊米泰希雅偽裝成米歇露，幫露西的爸爸工作，米歇露後來很後悔欺騙了露西的爸爸，但裘德在臨死之前對米歇露說了一句「這次你說不定真的能成為那孩子的妹妹呢」，由此可見，裘德很早就察覺到米歇露的真實身分，露西父親去世後，米歇露帶著時鐘的指針來到妖精尾巴，利用露西等人收集時鐘的零件。伊米泰希雅在得知被布萊恩二世〈午夜〉欺騙後，意圖想解救已和無限時鐘融合的露西而被布萊恩二世〈午夜〉變回洋娃娃，在變回真身前流著淚向露西道歉（因為自己欺騙了露西對她的信任）。最後露西在時間中再次見到了米歇露，和她一起解除掉受到百年沉睡的星靈魔導士們身上的詛咒。她的祈願為「能永遠待在最愛的姐姐－露西的身邊」。在動畫版中，後來在露西家中的畫面經常可以看到她（娃娃）。
- 藤蔓魔法：從身上生出藤蔓綑綁對手並刺激對手的要害以及以藤蔓等植物装备自身作为武器。

#### 森多比亞教會
動畫原創故事星空之鑰篇增加的組織。在这块大陆上拥有众多信徒，就连评议员也不能轻易拜访调查。
大司教
配音：木村雅史（日本）；黃天佑（台灣）；陳永信【TVB版】（香港）
主持教會森多比亞的矮小老人。因為做惡夢而害怕睡覺，實際上是被拉波望忒操控，在拉波望忒消失後，長期施展在大司教腦中的夢境魔法便被解除，但也因此高燒不退，後來在溫蒂的治癒魔法下恢復。
拉波望忒
配音：稻田徹（日本）；孫誠（台灣）；李錦綸、陳廷軒〈代配〉【TVB版】（香港）
樞機大人，大司教身邊的人。是無會長用自己的頭髮製造出來的傀儡，是讓「新生六魔將軍」逃獄的幕後主謀，還唆使他們四處破壞教會，並消除威爾‧納維爾的徒弟的後代身上的詛咒紋路，讓新生六魔將軍將組裝完成的無限時鐘搶走，企圖發動由無限時鐘發動的強大魔法「真實夢魘」。

#### 雷吉翁隊
動畫原創故事星空之鑰篇增加的組織。教會「森多比亞」的戰鬥集團，負責歷史上黑暗的一面，成員都有經過比祭司更難以忍受的訓練。故事前期阻止妖精尾巴收集时钟零件的主要对手。襲擊妖精尾巴的目的是為了奪取露西的父親裘德留給露西的遺物──「指針」，在無限時鐘的事件結束後，在大司教的命令下，前去尋找散落在各地的無限時鐘的零件，並將其封印。最终决战黑龙时，通过梅儿蒂的链接全大陆魔导士的魔力封印亚克诺罗基亞作为传送魔力的一份子再次露脸（动画版327集）。
拜羅
配音：松山鷹志（日本）；黃天佑（台灣）；黎景全【Animax版】／蘇強文【TVB版】（香港）
雷吉翁隊的司令，和伊多拉斯世界的拜羅不同，是個高個子、體格強健的老頭，性格方面也較伊多拉斯世界的拜羅高潔正直。格鬥技的高手，實力在菲歐雷王國中列入五強之內。
與吉爾達茲展開激烈對戰，並用魔法使吉爾達茲的粉碎無效化，使其陷入苦戰。之後也和吉爾達茲展開肉搏戰，拜羅一開始因為過度自信以為自己能獲勝，後來被壓制的拜羅才體悟到自己和吉爾達茲的差別而慘敗。在無限時鐘被新生六魔將軍搶走了之後，在某處的教會和新生六魔將軍的累積獎金（黑門）與納茲等人會面，實際上是為了要執行拉波望忒所下的命令，就是將露西帶回教會「森多比亞」，後來因為伊米泰希雅拿出大司教的金印要拜羅把她的命令當作是大司教的命令而不得不聽從於她，之後和妖尾成員、其他雷吉翁隊成員一同摧毀無限時鐘用來吸收大地魔力的鎖鍊，在無限時鐘的事件結束後，大司教將金印交給拜羅，並讓他和其他雷吉翁隊成員前去尋找散落在各地的無限時鐘的零件，並將其封印，在去之前和其他雷吉翁隊成員一起到妖精尾巴向納茲等人道別，最後還在納茲的建議下特別微笑了一下，但馬上被吐槽笑得很恐怖或不適合笑。
最终决战亞克諾羅基亞时，通过梅儿蒂的链接全大陆魔导士的魔力封印亚克诺罗基亞作为传送魔力的一份子再次露脸（动画版327集）。
- 魔法無效化

可可
配音：村川梨衣（日本）；馮嘉德（台灣）；馬慧琪【Animax版】／羅孔柔【TVB版】（香港）
雷吉翁隊的成員之一。和伊多拉斯世界的可可的性格有些不同，有穿鞋子，喜好爭鬥且討厭貓。
起初使出魔法加快自身速度讓所有人陷入苦戰。後遇到利利和哈比、溫蒂、夏璐璐，並與利利展開對戰。後來因為受到露西和妖尾成員的信念所感動，用魔法將拜羅要使出的魔法「神聖之箭」踢飛而違反了教會的規則，在無限時鐘被新生六魔將軍搶走了之後，被作為忤逆教會雷吉翁隊的一員而收監了。和伊多拉斯世界的可可一樣稱呼露西為公主陛下。後來在納玆幫助下逃出了監獄，並帶他們到無限城所在地，在無限時鐘的事件結束後，在大司教的命令下，前去尋找散落在各地的無限時鐘的零件，並將其封印，在去之前和其他雷吉翁隊成員一起到妖精尾巴向納茲等人道別，並向利利道歉，因為自己曾經說過很傷利利的話，利利並不怪可可，並說雖然是不同的人，但能兩度遇到可可對他來說已經足夠了。來妖精尾巴之前曾和瑪莉休斯一起調查拉波望忒送往世界各地的人偶，其中也包括真正的米歇露，得知拉波望忒為了得到羅伯斯特家族的財產而將其藏匿起來的真相，最後要離開前答應露西在找完所有散落在各地的無限時鐘的零件後會再來妖精尾巴玩。
最终决战亞克諾羅基亞时，通过梅儿蒂的链接全大陆魔导士的魔力封印亚克诺罗基亞作为传送魔力的一份子再次露脸（动画版327集）。
- 魔法：跑酷

瑪莉休斯
配音：井澤詩織（日本）；傅其慧（台灣）；賴芸芬【Animax版】／吳羨婷【TVB版】（香港）
雷吉翁隊的成員之一。和伊多拉斯的休斯不同，是位女性。
起初使出魔法操控妖尾成員，讓所有人陷入苦戰，後與露西展開激烈對戰，並使用操控術使露西被迫交出父親的遺物。在無限時鐘被新生六魔將軍搶走了之後，與「清道夫」加特曼·裘布利克受拉波望忒命令前去攻擊教會，因為不服而遭受加特曼強勁的攻擊，之後和妖尾成員、其他雷吉翁隊成員一同摧毀無限時鐘用來吸收大地魔力的鎖鍊，在無限時鐘的事件結束後，在大司教的命令下，前去尋找散落在各地的無限時鐘的零件，並將其封印，在去之前和其他雷吉翁隊成員一起到妖精尾巴向納茲等人道別，並向露西道歉，也特地為了露西和可可一起調查拉波望忒送往世界各地的人偶，其中也包括真正的米歇露，得知拉波望忒為了得到羅伯斯特家族的財產而將其藏匿起來的真相，最後也和露西結為好友，並答應露西找完所有散落在各地的無限時鐘的零件後會再來妖精尾巴玩。
最终决战亞克諾羅基亞时，通过梅儿蒂的链接全大陆魔导士的魔力封印亚克诺罗基亞作为传送魔力的一份子再次露脸（动画版327集）。
- 指挥棒魔法「人」

- 禁忌魔法：指揮術第三樂章

修格波伊
配音：下山吉光（日本）；李景唐（台灣）；陳振聲【Animax版】／劉昭文【TVB版】（香港）
雷吉翁隊的成員之一，性格跟伊多拉斯的修格波伊一樣。將自身釋放出的綠色黏液取名為「獵犬」。
起初使出魔法吸取妖精尾巴成員的魔力，讓所有人陷入苦戰，後與納茲展開激烈對戰。之後和妖精尾巴成員、其他雷吉翁隊成員一同摧毀無限時鐘用來吸收大地魔力的鎖鍊。在無限時鐘的事件結束後，在大司教的命令下，前去尋找散落在各地的無限時鐘的零件，並將其封印，在去之前和其他雷吉翁隊成員一起到妖精尾巴向納茲等人道別。
最终决战亞克諾羅基亞时，通过梅儿蒂的链接全大陆魔导士的魔力封印亚克诺罗基亞作为传送魔力的一份子再次露脸（动画版327集）。
- 犬笛魔法

唐·斯特雷特
配音：加瀨康之（日本）；吳文民（台灣）；陳卓智【TVB版】（香港）
雷吉翁隊的成員之一，自稱頭號戰士，性格爽朗、熱情。擁有一把能自由改變物體的大小的魔槍和一個能反彈攻擊的魔法之盾。
跟薩米耶魯來到哈特菲利亞財閣，為奪取一本名為「星空之鑰」的書，與納茲等人展開激烈對戰，並對露西一見鍾情，在之後又對天使一見鍾情。之後和妖尾一同摧毀無限時鐘用來吸收大地魔力的鎖鍊，在無限時鐘的事件結束後，在大司教的命令下，前去尋找散落在各地的無限時鐘的零件，並將其封印，在去之前和其他雷吉翁隊成員一起到妖精尾巴向納茲等人道別。
最终决战亞克諾羅基亞时，通过梅儿蒂的链接全大陆魔导士的魔力封印亚克诺罗基亞作为传送魔力的一份子再次露脸（动画版327集）。
薩米耶魯
配音：内田夕夜（日本）；黃天佑（台灣）；李建良【Animax版】／招世亮【TVB版】（香港）
雷吉翁隊的軍師。跟哈比、夏璐璐一樣是超越者，天生就能飛也會說人話，跟龐沙·利利一樣有別於艾克希特的壯碩身型（在亞斯藍德世界則變成一般艾克希特的身型）。水藍色的戴眼鏡貓。性格冷酷自大，能運用自身的高度智能以理論解釋一切事物。能看穿別人的心思，但因為常在做事之前就將一切步驟都計畫好，因此有著一旦計畫出差錯，就會無法隨機應變的弱點。很尊敬龐沙·利利，把利利當作大哥一樣，也稱呼他為大哥，利利則稱呼他薩米仔。
跟唐來到哈特菲利亞財閣，目的是為奪取一本名為「星空之鑰」的書，不過在搶到書後以最快的方式看完後就還給露西，並說書裡的內容已經都記住，並帶著唐離開哈特菲利亞財閣。後在某處和哈比等人會面，後來因為無限時鐘的封印被釋放，去森多比亞教會的大聖殿，說是要親自去確認事實的真相，後來和妖尾成員一同摧毀無限時鐘用來吸收大地魔力的鎖鍊，在無限時鐘的事件結束後，前去尋找散落在各地的無限時鐘的零件並將其封印，在去之前和其他雷吉翁隊成員一起到妖精尾巴向納茲等人道別，並要求利利跟他進行最後的對決，在對決中兩人還笑出來。
最终决战亞克諾羅基亞时，通过梅儿蒂的链接全大陆魔导士的魔力封印亚克诺罗基亞作为传送魔力的一份子再次露脸（动画版327集）。
- 翼魔法
- 戰鬥模式轉移

加特曼·裘布利克
配音：松山鷹志（日本）；李景唐（台灣）；李建良【Animax版】／巫哲棋【TVB版】（香港）
雷吉翁隊的新成員，別名「「掃除人」。只用念話說話，是號稱無人能擊敗的魔導士。
奉拉波望忒之命與瑪莉休斯前往攻擊教會，把對戰中的瑪莉休斯、戈吉爾、茱比亞打倒，還對瑪莉休斯說拉波望忒話就是大司教的話，大司教的話就是教會的教誨。被茱比亞用水魔法纏住身體，被戈吉爾以滅龍奧義擊敗，後來和妖尾、雷吉翁隊一同摧毀無限時鐘用來吸收大地魔力的鎖鍊，在無限時鐘的事件結束後，在大司教的命令下，前去修復被新生六魔將軍破壞的教會分部。
最终决战黑龙时，通过梅儿蒂的链接全大陆魔导士的魔力封印亚克诺罗基亞作为传送魔力的一份子有露脸（动画版327集）。
- 魔法：破裂魔法

#### 新生六魔將軍
動畫原創故事星空之鑰篇增加的組織，故事前期潜伏的幕后推手和后期对决敌人。成員包括首腦二世〈午夜〉、眼鏡蛇、天使、雷射、葛里姆利帕〈艾利高爾〉、傑克波特〈黑門〉、伊米泰希雅〈米歇露〉。
成員們為了得到新的力量，每個人都失去了無法替代的東西，像艾利高爾失去「記憶」、雷射失去「內心」、天使失去「壽命」、眼鏡蛇失去「友情」、伊米泰希雅〈米歇露〉失去「親情」、首腦二世〈午夜〉失去「未來」。
首腦二世
「新生六魔將軍」首領，前「六魔將軍」成員的午夜。
伊米泰希雅
「新生六魔將軍」二號人物，假扮成米歇露·羅布斯塔並潛伏在露西身邊。
眼鏡蛇、天使、雷射
「新生六魔將軍」成員，前「六魔將軍」成員。
葛里姆利帕
「新生六魔將軍」成員，前「鐵之森」成員的艾利高爾。
傑克波特
配音：青山穰（日本）；孫誠（台灣）；黎景全【Animax版】／朱子聰【TVB版】（香港）
「新生六魔將軍」第七人兼參謀，動畫原創「星空之鑰篇」的角色。
真實身分為「黑門」，曾在六魔將軍篇時現身，當時為首腦拿在手中的骷髏法杖，首腦皆是用它來施展魔法，最後被「無」一腳踩碎。
在星空之鑰篇恢復原狀，並穿上一件熊頭、拉霸機形狀的布偶裝，星空之鑰篇的黑幕、不斷破壞教會的犯人，性格自大狂妄。最後在其他六魔落敗後逃跑，卻被無限時鐘的指針擊中，隨著指針一同被封印。在OAD7有出场，得到了魔石大肆破坏城市，被纳兹和哈鲁收拾。

#### 納維爾相關者
威爾·納維爾
本篇背景人物，已歿，為《星空之鑰》一書的作者，曾是教會的樞機，同時是個與眾多星靈訂定契約的偉大星靈魔導士，擁有眾多弟子。
- 星灵魔法

強琉克·納維爾
配音：白熊寬嗣（日本）；吳文民（台灣）；陳振聲【Animax版】／朱子聰【TVB版】（香港）
考古學協會成員，是威爾‧納維爾的曾孫。知曉無限時鐘和真實惡夢的真相，和裘德·哈特菲利亞的關係十分要好，兩人是老友的關係。在露西等人尋找散落在各地的無限時鐘的零件時出現，本想阻止露西等人但還是讓他們去找零件，之後來到妖尾公會想將無限時鐘的的事情告訴露西，但露西被新生六魔將軍抓走，所以將事情的真相告知妖尾成員，此生的使命就是守護無限時鐘，若是有混沌降臨世界的危險便要加以警告來做預防是他的目的，在幾個月前的某個遺跡的挖掘現場中發現無限時鐘的指針，但指針最後不知為何到了裘德的手中，想告知他因為指針所持有的魔力很高很容易被發覺，若是落入惡人手中可能會導致混沌降臨世界，於是為封印不斷釋放的魔力，強琉克便用魔法布將指針包住，然後和裘德約定再次找個安全的地方將其封印，後來給艾爾莎一支可以淨化邪惡的巨大鐵鎚，在無限時鐘的事件結束後向露西等人道別。
最终决战黑龙时，通过梅儿蒂的链接全大陆魔导士的魔力封印亚克诺罗基亞作为传送魔力的一份子再次露脸（动画版327集）。
卡嘉
配音：藤井幸代（日本）；錢欣郁（台灣）；賴芸芬【Animax版】／葉曉欣【TVB版】（香港）
納維爾的弟子的後代，星靈魔導士。能使用星靈魔法中的高難度魔法「雙重開門」。
身上有封印無限時鐘的生體連結魔法，之後被雷射強行解除該魔法，使她連帶失去魔力而不再是星靈魔導士，就此與「小犬座」尼可道別並感謝對方一直以來的陪伴。長相酷似溫蒂（髮色也一樣，為短髮），因此讓梅斯特想要保護她。曾持有的星靈有「小犬座」尼可和「雕具座」卡耶魯姆；其中尼可的性格比同型星靈普魯強勢，會用鼻子上的鑽頭攻擊，在消失之還特別警告梅斯特不要糾纏著卡嘉。
最终决战黑龙时，通过梅儿蒂的链接全大陆魔导士的魔力封印亚克诺罗基亞力的时候再出现露脸（动画版327集）。
- 星灵魔法→無魔法

### 日蝕星靈篇
小熊座·波拉裏斯（Polaris）
配音：村田太志（日本）；黃天佑（台灣）；巫哲棋【TVB版】（香港）
動畫原創人物。小熊座星靈，為雪乃所召喚之星靈。外型是一隻巨型機械鐵熊，粉紅色帶着黃色領巾。可以使用鑰匙Power up，吃下蜂蜜代替汽油后便會充滿力量。力量大，雪乃曾經說過她比力量一定不會輸。性格单纯听话。被召唤出来和日蚀版雙魚座（母亲）戰鬥。最后被毕斯凯斯说吃饱了就应该乖乖睡觉才算乖孩子，于是按她说的去做而不能战斗。
天鵝座·天津四（Deneb）
配音：村田太志（日本）；吳文民〈第207話〉→李景唐〈第216話〉（台灣）；梁伟德【TVB版】（香港）
動畫原創人物。天鵝座星靈，為雪乃所召喚之星靈。黑发，黑臂翅的穿紫衣阴沉男。性格負面固執，吐槽自己身为天鹅座，翅膀却是黑色的这一点。喜歡和主人唱反调，采取相反的行动，雪乃称与之很难相处。采取攻击后，成功傷害了黑化星靈雙魚座的母子星靈和运作中的天球仪。
- 夏季大三角

### 阿爾巴雷斯篇
亞克諾羅基亞（前代）（Acnologia）
配音：諏訪部順一（日本）；林谷珍（台灣）
动画原创角色，於亞克諾羅基亞（人类）的回忆中出现。一头下颌大，石松绿色嶙峋角质和毛发和翅膀的老龙，力量象征不明。
约400年前，主要栖息在亚克诺罗基亚（人类）故乡——秘境“蒙特斯·萨库雷塔”，那里是一个人与龙共同生存的理想地区，其中亚克诺罗基亚（龙）被包括人类的亚克诺罗基亚在内等当地人眼中看做维护秘境和平的守护神龙一样看待。拥有构建龙与人共存世界的理想，告诫年轻的亚克诺罗基亚（人类）与其追求更强大的力量更重要的是心。
在旅途中听闻西之大陆诞生了可以毁灭龙的魔法——灭龙魔法而且蔓延起争斗和杀戮，表示无法置之不理。为避免秘境也卷入其中，离开此地出发西大陆调查其存在。数年后，亚克诺罗基亚（龙）负伤归来，和其他龙一起烧毁秘境，吞食人类。面相变得非常可怕以及十分仇恨渺小狡猾的人类。亚克诺罗基亚（人类）自此变得非常痛恨它，甚至为了铭记耻辱冠之名字给自己继续蹂躏龙群，人人害怕他。
- 龍魔法「不明」

鲶鱼龍
配音：不明（日本）；林正騏（台灣）
动画原创角色，於「魔龍」亞克諾羅基亞的回忆中出现。亚克诺罗基亚四处狩猎龍时，路过某个渔村时闻到有龙的味道，得知那里的村民把自己的同伴作为活祭品献给龍换取共存方式，认为是卑劣之举。亚克诺罗基亚之后破坏渔村找到那条龍，該龍连名字都没问到就被亚克诺罗基亚击杀，还被称作“傲慢阴险的肮脏之徒”。

## 劇場版原創人物

### 《鳳凰巫女》

#### 火之村
艾克蕾雅
配音：遠藤綾（日本）；傅其慧（台灣）；郭碧珍（香港Animax版）
持有半個鳳凰石的神秘女孩，有一頭黑色長髮，劇中失去了記憶。是個可以看見過去的占卜師（不能看見未來），據她所言不是魔法，只是算命，十分討厭魔法。實際上是400年前火之村滅村的倖存者，在臨死之際被長老以鳳凰之淚治癒且獲得了永恆的生命，起初一開始失去記憶，但在露西的感化下與最強小隊的眾人幫助下，記憶逐漸恢復，也逐漸展開心房，委託最強小隊要阻止鳳凰的復活。
在被抓走後因為在牢房用頭撞王子的鼻子，使自己將要以火刑處分，但並沒有為此死亡，在艾爾莎將破邪之箭射出但沒有將完整的鳳凰石射碎時，拜託納茲要將鳳凰石擊碎以阻止鳳凰射出的衝擊波毀滅全大陸和殺死鳳凰，因為鳳凰的毀滅，在離開時向露西說出「很高興認識妳」與「我永遠不會忘記妳的」，路途中和納茲等人道謝然後化身成鳳凰火焰形成妖精尾巴的紋章然後消失。
濛濛
配音：金井美香（日本）；馮嘉德（台灣）；馬慧琪（香港Animax版）
艾克蕾雅身邊的黃色小雞，很喜歡艾克蕾雅，原本是個體內填充鴨毛的娃娃，但因鳳凰石的魔力使他變成可以說話、能思考行走的活物，個性十分勇敢。不敵迪斯特的攻擊，而被擊倒，在艾克蕾亞將要被火刑時，衝進火裡將鎖鏈解開因而燒成灰燼，最後因為鳳凰的毀滅，化成靈魂跟艾克蕾亞重聚，要離開時向妖精尾巴的眾人道謝並道別然後消失。
長老
配音：大木民夫（日本）；黃天佑（台灣）；黎景全（香港Animax版）
火之村的长老，死前替艾克蕾亞擋下數十個標槍，並用鳳凰之淚將艾克蕾亞治癒，將艾克蕾亞送離火之村，把凤凰石托付给艾克蕾雅。
克勞德
配音：掛川裕彦（日本）；吳文民（台灣）；李建良（香港Animax版）
长老要求艾克蕾雅将凤凰石送去的魔导士。實為艾克蕾亞的父親，在艾克蕾亞去病逝前的住所時，有留一個訊息魔水晶，將一切說出會長馬卡羅夫向艾爾莎道出的破邪之箭發明者。

#### 貝羅尼卡公國
位於菲歐烈王國北方的一個小國家。
克里姆王子
配音：宮田幸季（日本）；黃天佑（台灣）
貝羅尼卡公國的王子。因打算在建國400年祭典上讓鳳凰復活而將艾克蕾雅的鳳凰石作為目標，其後被迪斯特背叛，且被其擊暈並掛在屋頂上。
隊長
配音：FROGMAN（日本）；李景唐（台灣）
貝羅尼卡公國軍隊的隊長。
奇斯
配音：岡田圭右（日本）；黃天佑（台灣）
以港口城镇为据点的盗贼团的头，驚險之際將掉入裂縫的露西與艾克蕾亞救回。
塔斯马
配音：增田英彦（日本）；孫誠（台灣）；李建良（香港Animax版）
提出抓获盗贼团首领奇斯的委託的某港口城市的市長。
丽萨
配音：吉木理沙（日本）；傅其慧（台灣）；馬慧琪（香港Animax版）
舞台剧凤凰的新娘的演員，飾演新娘角色。
鳳凰演員
配音：FROGMAN（日本）；吳文民（台灣）；陳振聲（香港Animax版）
舞台剧凤凰的新娘的演員，飾演鳳凰角色。

#### 紅寶石
闇黑公會，為貝羅尼卡公國的手下，劇中突襲妖精尾巴並將公會擊毀。
迪斯特
配音：森久保祥太郎（日本）；吳文民（台灣）；陳振聲（香港Animax版）
紅寶石的首領，使用類似衝擊波的魔法，幼年時期曾與艾克蕾雅有一面之緣，因為自己的寵物貂紅寶石死去因而畏懼死亡，也是從那時開始渴望永恆的生命。接受克里姆王子捕捉持有鳳凰石的艾克蕾雅的委託。突襲妖精尾巴時將納茲與其他人拖住並將納茲埋住。在貝羅尼卡時，和納茲、哈比、濛濛三人在慶典剛開始時對戰且擊倒他們，讓他們被國軍帶走。在慶典中期背叛王子將王子擊暈並認為鳳凰的血是可以造就永恆的生命，最後被納茲擊敗。
卡儂
配音：石井康嗣（日本）；李景唐（台灣）；李建良（香港Animax版）
紅寶石的魔導士，使用魔導機炮。突擊妖精尾巴時，將公會打的滿目瘡痍，其後與茱比亞短暫交鋒，並以魔導彈將其擊飛，在貝羅尼卡和格雷、茱比亞對戰，被其以冰聖劍擊倒。
珂蒂妮塔
配音：生天目仁美（日本）；錢欣郁（台灣）；鄭佩嘉（香港Animax版）
紅寶石的魔導士，和艾爾莎一樣使用換裝魔法，並且擁有消除她人魔法的能力。突襲妖精尾巴時將艾爾夫曼與米拉珍的全身接收消除掉，將艾爾莎的裝備消除，也將其擊飛，在貝羅尼卡時和艾爾莎對戰，對戰時掉入劇場裡，被艾爾莎以婚紗之姿擊敗(因為艾爾莎很想要結婚才無法消除)。
切斯
配音：遊佐浩二（日本）；黃天佑（台灣）；陳旭恆（香港Animax版）
紅寶石的魔導士，使用影子魔法，能消除自己的氣息來奇襲敵人。在露西答應幫忙且來到貝羅尼卡後，在旅館歇息加洗澡出來後，突襲她與艾克蕾亞和濛濛，在和納茲與格雷短暫交手後逃離，突襲妖精尾巴時，在其他成員們拖住妖精尾巴的公會成員時，伺機將艾克蕾亞抓走，爾後在貝羅卡斯與戈吉爾在下水道對戰，被其以鐵龍劍擊敗。

### 《龍之淚》

#### 史特拉王國
位於伊修迦爾大陸的菲歐烈王國南方的一個小島，被斷垣殘壁包圍著，與外界完全孤立的小國家。支撐史特拉王國個是比鑽石還硬的礦物，『stellanium =《史特拉礦石》』，吸收了各星星的光芒，被稱為「光輝之眾」。
阿尼姆斯（animusu）
配音：古川慎（日本）；吳文民（台灣）
史特拉王國的國王，性格冷酷無情的青年。撫養桑雅長大以及作為桑雅的青梅竹馬，為了目的不擇手段，但是不會原諒傷害侍女桑雅的人。實質上是與桑雅二位一體的存在，在他人前以人類男性樣貌出現。
400年前本身是水晶龍——外表類似劍龍的背上、爪子都是尖銳的水晶。認識「火龍王」伊格尼爾，曾與「翡翠龍」基爾柯尼斯一起玩弄人類，傷害與吃掉人類，屬於反對派的龍，原本與基爾柯尼斯玩弄年幼的桑雅，後被路過的亞克諾羅基亞以人類形態用滅龍魔法抽走了靈魂，找到倒在旁還活著年幼桑雅並用龍秘術潛伏在她體內以延長自身壽命。藉由使用法杖龍之淚，從桑雅體內掙脫出來，並大肆破壞且針對同滅龍魔導士的納茲進行報復。在於納茲對戰的過程得知納茲END的身份，最後被納茲以半龍化的姿態擊敗，在龍之淚被敲碎後消逝，在消逝前第一次看到桑雅的笑容。

桑雅（soniya）
配音：悠木碧（日本）；馮嘉德（台灣）
史特拉王國的國王侍女。帶著憂鬱表情的少女，國王的青梅竹馬，受阿尼姆斯撫養長大，如同桑雅唯一的親人。體內寄宿著水晶龍阿尼姆斯的靈魂，因此有著不為人知的雙重性格。
阿尼姆斯通過借用著她的身體，偽裝成撫養自己長大兼青梅竹馬的青年「阿尼姆斯」的身份一邊作為國王行動，另一邊讓桑雅作為服侍自己的侍女留在身邊。國務大臣柴修知道他的真面目。400年前被龍群攻擊瀕臨死亡之繼，被亞克諾羅基亞以人類形態的滅龍魔法所救，瀕死時被阿尼姆斯以龍族秘術潛伏在身體裡得以存活，曾幫助納茲等人，在阿尼姆斯消逝前第一次看到龍的眼淚。在正篇動畫補充到也是穿越月蝕大門，來到400年以後的孩子之一。

柴修·肯恩（zatsushiyu.kein）
配音：齊藤次郎（日本）；黃天佑（台灣）
史特拉王國的國務大臣。為菲歐烈王國前國務次長，是崇尚黑魔法的人，計畫推翻王室但失敗，逃至史特拉王國，以強大的情報能力當上國務大臣。外表是短髮，眼神犀利的抽雪茄中年男人。
愛好收藏女奴隸作為實驗對象，菲歐烈特別部隊“白虎”隊長曾經被其抓住。用滅龍魔水晶研發人造的第四代滅龍魔導士（闇黑軍隊）來對付妖精尾巴，在阿尼姆斯陛下倒下後也跟著倒下。從菲歐烈王國奪來傳說中擁有毀滅國家的力量的神秘法杖龍之淚，後來因為法仗失控所以就被法杖吞噬殆盡。

#### 史特拉王國軍「三星」
天鵝
配音：高橋智秋（日本）；錢欣郁（台灣）
史特拉王國軍「三星」之一。用自豪的美腿施展腿法攻擊敵人。和柴修一同偷襲納茲等人，初戰成功擊敗艾爾莎，後來與艾爾莎再戰，被艾爾莎以魔法七星劍擊敗。
- 回轉魔法

多魯
配音：竹內良太（日本）；吳文民（台灣）
史特拉王國軍「三星」之一。與兩隻可愛的人偶一起使用火系攻擊。和柴修一同偷襲納茲等人，初戰成功擊敗納茲和格雷等人，後來與格雷交戰，被格雷以冰滅惡魔法-冰魔零之太刀擊敗。
- 詛咒魔法

格普利
配音：八代拓（日本）；黃天佑（台灣）
史特拉王國軍「三星」之一。乘坐在空中飛行的超高速鐵球，也用鐵球進行攻擊。和柴修一同偷襲納茲等人，初戰成功擊敗納茲和溫蒂等人，後來與溫蒂和夏璐璐交戰，被溫蒂以滅龍魔法「龍之力」和夏璐璐的變身魔法一同擊敗。
- 高速魔法

#### 菲歐烈王國軍「白虎」
莉安娜
配音：加隈亞衣（日本）；錢欣郁（台灣）
菲歐烈王國軍「白虎」隊長。性格嚴肅。身穿鎧甲、留著黑色短髮的女性。與柴修·肯恩對戰敗北，但被其關進監獄奴役，後來被露西等人救出。

## 《百年任務》登場人物
是《FAIRY TAIL》的官方續篇漫畫。

### 白魔术教团（Liberas）
白魔術教團「利貝利亞斯」，是与“黑魔术教团”并称，已经在菲欧烈王国境内数月犯下夺走100宗以上他人魔力罪行（夺走魔力最严重的下场是患上魔力缺乏症而死）的另一信仰集团。教义為「把世界歸於『白色』」的一群魔導士集團。杰拉尔正在追查元凶，并将范围缩小到其创立者——存活了上百年的与瑟雷夫同样危险程度的大魔女桃華。
雅典娜
艾雷夫瑟利亞的弟子杜克·巴爾巴洛亞﹙薩拉姆﹚以鍊金術和魔法製造的魔導人偶，被艾雷夫瑟利亞形容是超越魔導脈衝炸彈費斯的「負面遺產」。同時也是真正與「黑魔導士」瑟雷夫齊名的「白魔術教團」的創立者利貝利亞斯。「月神龍」塞勒涅苦尋未果的目標，據塞勒涅所言，在艾斯藍德以外的世界的雅典娜已經全部被破壞。
實際上本人從未宣佈過任何教義。
在獲得真正的杜克所鍊製的「賢者之石」後，犧牲自己使比耶爾涅斯現出真身。在比耶爾涅斯被消滅後，意識轉移到雅典娜II體內，並與艾雷夫瑟利亞一同生活。

法莉絲
配音：鈴代紗弓（日本）
於續篇「百年任務」中登場，是妖精尾巴的三名新人中通过测试唯一留下的一位，自稱崇拜和寻找纳兹而加入「妖精尾巴」。來自與伊多拉斯不同的平行世界—臨界魔法世界艾蓮提亞（エレンティア）。
真正身份是數年前從艾蓮提亞來到亞斯藍德的異世界人，冒名頂替已經失蹤多時的白魔導士。因奪取了桃華的身體而有雙重人格，一面是單純善良的「桃華」，另一面是打算把一切歸於虛無的「白魔導士」，互相知道彼此存在。曾把「基爾帝那五神龍」之一的水神龍梅爾克佛比亞的魔力奪走並據為己有，欲使其成为自己的僕人。出身於白滅之村，是白滅巫女的一員，其工作是「消除艾蓮提亞過剩的魔力」。
善良人格的桃華来到「妖精尾巴」公会的除了想见哈比另一个目的是寻找高位附加分离术士温蒂，希望可以把霸占自己身体的「白魔导士」人格分离出去。但行動前被傑拉爾察覺並询问真正的目的，打算夺走杰拉尔魔力时善良人格出现停了下来，之后戈吉尔出现成功制服。后被带到公会内接受审问并坦白一切。现「白魔导士」人格再次出现，轻易粉碎铁制手铐和壓制妖精尾巴公会的所有成員，並打算通过远程操作水神龙梅爾克佛比亞抗衡其他龙，但被納茲一行人阻止。在操控水神龙失败失去了这个棋子后，便乘船前往北大陸基爾帝那尋找納茲一行人，同时玛格诺利亚公会内部变得空无一人（从后续剧情已知都被“染白”跟随桃華一同来到北大陆）。而超越者「桃華」暗中解除了茱比亞的洗腦，讓茱比亞向哈比一行人傳遞訊息。
与月神龙塞勒涅有所联系，當木神龍阿爾德隆身上的五個魔水晶被破壞而復活肆虐後，她才知道自己被塞勒涅欺騙。后被温蒂彻底分离两个人格，一起带走和从完全复活过来的阿爾德隆的背上逃难，现两者由哈比、夏璐璐和马克斯、拿布等其余妖尾成员照顾中。甦醒後，揭露其真正目的是拯救艾蓮提亞，企圖使用魔法「水翼」把自己傳送到艾蓮提亞，同时連同妖精尾巴最強小隊的成員转移卷入。但结果发生意外，一起来到伊多拉斯也无法使用魔法了。之後隨納茲一行人被塞勒涅傳送至艾蓮提亞。
在引發艾蓮提亞魔力過剩的元兇阿爾塔．菲斯被消滅後留在艾蓮提亞。

桃華（猫）
配音：久保百合花（日本）
真正的桃華，是艾克希特一族，來自與伊多拉斯不同的平行世界—臨界魔法世界艾蓮提亞（エレンティア）。被白魔导士法莉絲寄宿，夺取主导权变作人型。喜欢的人是哈比。
在引發艾蓮提亞魔力過剩的元兇阿爾塔．菲斯被消滅後留在艾蓮提亞。

### 龍族

#### 五神龍
盤踞於北大陸基爾帝那的五頭龍。在《百年任務》中首次被提及，其存在即使在評議會中極少數的人知曉，每一頭龍均被冠以「神」之名，實力足以匹敵亞克諾羅基亞。他們一般不出现，一旦出现足以引發世界毀滅規模的大災難。艾雷夫瑟利亞最早发现了他们，并发布了任务消灭他们。在400年前，為了逃避畏惧的亞克諾羅基亞，從東大陸伊修加爾逃到北大陸基爾帝那，因此不被提及在400年前的发生的「龙王祭」中。經歷了400年的歲月後，終於獲得凌駕亞克諾羅基亞力量。由於他們在基爾帝那的惡行流傳世間而被世人所畏懼，因而被人们封為「基爾帝那五神龍」，无论善恶。事實上他們從沒齊聚一堂過，因此他們互相不了解彼此。另外，艾雷夫瑟利亞口中得知，第六頭五神龍多格拉瑪格已於一百年前被艾雷夫瑟利亞討伐，其遺骸形成了「德格拉大迷宮」。
每一头五龙思想最初接近“主战派”龙群，其中梅爾克佛比亞过去視人类作螻蟻，性情凶暴奉行弱肉强食，当成「灾厄」但在艾尔米那错误地当作守护神般供奉顺其自然地改邪归正，尤其与人类朝夕相处时思想彻底摆脱暴戾转变为人类设想，最终因被白魔导士夺去“支配权”且失控暴走被纳兹击败，失去全部力量化作人型最终得到人类接受和一起重建艾尔米那；阿尔德隆曾奴役人类与亚克诺罗基亚交手后被重伤逃到北大陆选择休养生息等待壮大。就在300多年前，它下令人类在自己的身体上建造城镇，过程吸取了几十万人类生命最终形成了5个城镇（基尔帝那大陆最大的城镇多拉希尔就是其中之一）和超巨大身躯。本来该这样一直沉睡下去，但因为白魔导士意图消除它的力量进行“染白”，策划命令破坏了原作为枷锁的晶体（白魔导士本人一开始也受到月神龙塞勒涅误导）导致被唤醒开始大规模回收身上的人类（养分）“完全复活”并首先击沉因此而来的魔法评议会MNP，目标把基尔帝那归入自己支配。同时派出「神之种」守护神进行清理身上不需要人类，但最终被「妖精尾巴」众人讨伐杀死，全身瓦解残骸回归土地和木头；伊格尼亞身负恶名非常好战，喜欢破坏曾摧毁无数国家，为测试自己拥有已经超越亚克诺罗基亚力量，但明白纳兹打倒后反而帮助了他，期待着纳兹变强以后再挑起两人之间杀戮行为，並透過舉辦「真正的龍王祭」把整片基爾帝那的人類轉化為龍，從而把整個亞斯藍德變成由龍的統治的世界；賽雷涅個性狡猾恣意，聲稱為尋找樂趣煽動威脅白滅魔導士法莉絲唤醒阿爾德隆掀起其他五龍之間的鬥爭，希望亞斯藍德世界因此天翻地覆。阿爾德隆失敗后打算把艾蓮提亞世界收入囊中，通過一一殺死艾蓮提亞居民换得魔力穩定奪取「艾蓮提亞」世界，實際上卻是打算消滅其他的五神龍並作為人類賞月飲酒。比耶爾涅斯在某個時期捨棄了肉體，化作概念般存在。暗中支配了鍊金術公會「黃金之梟」。企圖鍊成歷史滅絕自己以外的所有龍。在「真龍王祭」宣告開始後，因西格諾爾姊妹解開了被多格拉瑪格封印的力量，原本被打倒的阿爾德隆和比耶爾涅斯再度復活，而一度失去了力量的梅爾克佛比亞則恢復所有力量，與賽雷涅回復真身。
梅爾克佛比亞
配音：梅原裕一郎（日本）
基爾帝那五神龍之「水神龍」，據點位於港口都市艾爾米那，被當地的居民奉若神明。人形時為留有藍色長卷髮，頭上長有雙角，右眼附近有刺青，另一侧头发遮眼造型的青年，此时被人类称为水神大人。真身是頭上長有五根角（鼻尖和两颊上的角较为明显），下顎長有鮎魚鬍子，体型比炎龙王还大的类羽蛇神形态的青色蛟龙，叫声类似“咕噜噜（グルル）”。能够产生足够多的海水涨潮吞噬陆地且同时操縱海水的能力，甚至简单地把大海一分為二。
過去把人類視作螻蟻，性情凶暴，实行弱肉强食，有着「灾厄」的说法。但在艾尔米那暴行被流传错误当作是各种神迹，因此被当地居民以强烈的信仰心并送上祭品的方式，当作守护神供奉着。在艾尔米那附近的海底里拥有一座神殿，神殿内有空气。建有自造的水中农场和医院，会提供给艾尔米那居民；神殿上面是瞭望台，是为了及早发现海上遇难者实施救助而作。这一切都让参观完神殿的纳兹等人大为感动。
知道艾雷夫瑟利亞，自己被指名消灭认为是因为以前自己曾经杀害过前者的亲人或朋友，所以觉得理所当然。在偶爾的情況下救助了卡拉蜜兒後，熟悉以后改變了昔日的行事作風，走上與艾爾米那的居民共存的道路。由於被水神龍所救的卡拉蜜兒只是一名普通的人類女孩，因此水神龍改邪歸正的日子其实並不長。
在使者被殺後，以人类姿态在納茲等人与噬龙者面前現身。询问纳兹等人前来的目的是否消灭自己，但被纳兹说看上去像好人而决定招待他们到自己的神殿做客。在谈到由於自己的力量無法抑壓，以致涨潮时会把整个艾爾米那下沉到海底，同时為了讓居民繼續存活，只好使用魔法把他們變作魚類。但近来这种现象变得严重，艾尔米那的情况开始波及至临近地区，居民的记忆也开始分不清自己本来是人还是鱼类。因此，虽然有着一直共存下去的想法，却希望着自己的死亡。不过在城市恢复原貌前，水神龙还担忧着自己的“力量”被白魔導士桃華（真名法莉丝）奪去，在他活下去的同时也变得魔力大幅下降。就在噬龍者襲擊神殿時，為了保護卡拉蜜兒遭受「刃龍」奇麗雅的“刃龙的裂吼”攻擊，身受重傷。
卡拉蜜兒的回忆提到，水神龙曾经吩咐过卡拉蜜兒为了水都居民着想在下一批艾雷夫瑟利亞派来的刺客来后结束了自己的性命。养伤期间发生异变，差点伤害了卡拉蜜兒。接着在水都暴走，显现龙形态，到处破坏。被夺走的力量其实指的是自身的“支配权”，自身已成为白魔导士桃華的仆人，被白魔导士远程控制住打算杀害正好位于艾尔米那的納茲等人。後被吞噬了伊格尼亞火焰的纳兹擊敗。
戰敗後恢復了理智变回人型，但变成一名伤患。同時也失去了所有魔力，从白魔导士手上解放。今後決定作为普通人類的身份與艾爾米那居民共同生活，这一举动依旧得到居民们的支持和尊敬。知道伊格尼亚来过后小镇相安无恙而震惊，同时了解了纳兹与伊格尼亚的关系，之后还為納茲一行提供其餘五神龍的情報以及木神龙所在线索。最后目送纳兹一行人离开。与卡拉蜜兒谈论到不要继续叫水神龙大人，直接称呼自己名字，但被卡拉蜜兒嫌弃名字太长，直接叫“梅尔”就好。為五神龍中首名被封印的一員。
在「真龍王祭」宣告開始後，因西格諾爾姊妹解開了被多格拉瑪格封印的力量而恢復真身。在艾爾米那的巨大魔水晶被毀後回復自我。由於本身是司掌水的神龍，因此與阿葵亞互相認識。事後把能召喚自己的「水神龍之鑰」贈予露西。

伊格尼亞
配音：岡本信彥（日本）
基爾帝那五神龍之「炎神龍」，伊格尼爾的親生兒子，納茲的義兄，黑暗公會「炎神會」的會長，據點位於炎神之城。個性極度好戰，不像父親伊格尼爾对人类溫柔形成鲜明对比。十分喜歡破壞所到之处，是一頭曾摧毀不计其数國家的惡龍。人形時，為左半身（分布在左手和背上，脸上也有）有太阳特征的红色刺青，脖子戴著項鍊的冲天暗红色长发，赤裸上身健硕青年。真身是整体身型，神情和魔力與伊格尼爾相似、胸部有少量花纹、三只角肩腿上有红色突起、頭頂至尾巴末端有火焰缠绕的紅色西方龍。
从水神龙形成的漩涡深穴中出现，救下了差點被水神淹死的納茲。可以与龙型態的水神龙交流，理解水神龙的举动目的。在調侃水神龍丧失理性後，告訴納茲现在的水神龍連原来一半的力量都還沒使出來还说炎屬性對水屬性虽然處於不利，但是只要炎之力足夠強大即使是水，火焰也可以燃燒就像自己龙魔法「炎」（即高阶版火属性魔法）。后来炎神龍通过將艾爾米那燒成火海——水神龍撲滅了一半的火焰，并要求納茲来灭另一半的火。提示只要吃下他的火焰，可以短暫得到超越水神龍的力量。原本为了测试自己的力量想和亚克诺罗基亚战斗但是被纳兹打倒了，所以现在希望和纳兹战斗，因此帮助他提升火焰足以打败神龙的“燃尽世界”模式。
過去与其余四头五神龙，為了逃避亞克諾羅基亞而逃到北大陸基尔帝那，经历400年后得到凌驾于亚克诺罗基亚的力量後本想親手打敗亞克諾羅基亞，在得知亞克諾羅基亞是被納茲打敗以後便決定亲自來看過究竟，但亲眼见到本人后猜到是集合多名滅龙魔导士力量才合力击败的。为追求热血沸腾的战斗，希望纳兹成长以后再来单挑，到时候再来一场一方烧至焦炭的殊死戰鬥。并且威胁纳兹不从的话就要一个个地杀掉纳兹同伴，展示敌意。最后还看出了纳兹拥有的“情感之炎”的特质，变回真身离开艾尔米那。另外，据其所说自己对父亲伊格尼尔感情淡薄，即使知道炎龙王为人类而实施穿越400年计划尔后丧命也无动于衷。
阿爾德隆完全復活後，位于某个的火山熔浆地区感知到存在且观察着状况。在阿爾德隆敗亡後，期望納茲能继续把世界燃燒殆盡（即所谓“燃尽世界”模式）。為了燒燬艾雷夫瑟利亞的心臟。融化了「德格拉大迷宮」的牆壁，偶然碰上互鬥中的納茲與朱雀。以強大的力量把「多格拉大迷宮」地面部份摧毀。之後進入「多格拉大迷宮」的中心地帶，成功把艾雷夫瑟利亞的心臟燒燬，達成目的後變回真身與賽雷涅交戰，其後以炎龍的咆哮擊敗賽雷涅。戰勝後見證了好友「土神龍」多格拉瑪格的復甦，留下了「唯獨納茲不能殺死」的話後離開了「德格拉大迷宮」。在比耶爾涅斯敗亡後，在據點炎神之城接見回復自我的西格諾爾姊妹。
其後在炎神之城中試圖勸誘納茲加入遭到拒絕，之後二人短暫交戰，不久卻因亞斯藍德世界的法莉絲現身而中止與納茲的戰鬥。在「真龍王祭」宣告開始後，命令西格諾爾姊妹解開所有被多格拉瑪格封印的五神龍的力量。其後揭露其真正目的是把整片基爾帝那大陸的居民轉化為龍，從而把整個亞斯藍德變成由龍統治的世界。

阿爾德隆
配音：內田直哉（日本）
基爾帝那五神龍之「木神龍」，世界上最大的龍类。双手、后背、双肩都有城镇，基尔帝那大陆最大的城镇“多拉希尔”就是其中之一，合共有五座同等規模的城市建造在其身上。由于木神龙每天在某个固定时刻就会移动（这习惯相当于每天定时的“伸懒腰”）引发身上城镇的“地面抬升”地震现象，但很快就会停下来。多拉希尔的居民视此习以为常并看作一种“报时”，被当地人当作向神明一样祷告尊敬着。
外表是一頭由巨大木丛構成，以匍匐姿态潜伏地表，双手长而且粗壮长有五指，双腿弯曲状蹲伏，后背上还长有一株较体型小很多的灌木，粗状的脖子和木桶形狀的脸庞，脑袋上有两只树枝形状的对称角（完全復活時，頭上的角會燃起火焰）。面無表情，裂嘴大、眼如亮灯的超巨大体型龍。白天時會把臉趴在地上睡覺，几乎不会醒来活动。
木神龙与人类的共存关系据说从300年前开始，“在我的身上建造城镇”来自它的命令自愿，最终人类在它身上建造了5座总人口超过数十万城镇，自身的身躯也变得抵达丛山大云般壮大雄伟。其中，多拉希尔居民为木神龙提供丰厚的土地祈祷并感恩戴德，在其右手不同位置市内建有商业街、游乐场、聖右手教会等。值得注意，这里的教会是受白魔术教团创立者支配和保护，代以违反教义名义对意图打倒阿尔德隆的人进行处罚（类似艾尔米那居民出于对水神龙强烈的信仰向亵渎者穷追猛打的情况）。
身上的每个城镇的中心部教会建筑（顶部会发射一道光柱）内都有晶体（オーブ）后，如果所有晶体都被破坏，阿尔德隆就会失去巨大的力量。因此，白魔导士计划利用“染白”后的FT成员之手破坏晶体来把阿尔德隆成为自己的囊中之物（避免因直接接触木神龙晶体被察觉恶意而受伤），之后再次向炎神龙等神龙发起挑战。然而晶体实际起到的是封印行动的枷锁作用，白魔导士被月神龙塞勒涅误导反将其唤醒和完全复活。
过去与亚克诺罗基亚交手受伤后，逃到基尔缇纳大陆此处，最初的身体只有一个城镇大小，靠着吸收在他们身上建造城镇的人类的生命能量，300年以后发展出抵达丛山大云的规模。木神龍阿爾德隆為了休養生息，把五個魔水晶作為枷鎖封印行動，抑制着逐渐壮大起来躯体力量。而如今的當地居民变成其一部分，变作植物成為其療傷的養分。最初一两个晶体被破坏安然无恙，毫无动静，后来破坏逐渐变多，开始引发不合时间的地震，暗示时机到来。在五個魔水晶全數被破壞後，居民转变成樹木，同時宣告阿爾德隆完全復活。復活後，以叫聲解除被白魔導士操控的「妖精尾巴」成員的「白滅」狀態。先是消灭了北大陆评议院派来的第23师团，展现了压倒性的破坏力量，后产生派出五名神之种打算消灭身上不需要的“妖精尾巴”等人。不久，与因被布兰缇什的魔法变大后高度相近的戈吉尔发生直接大战，发动树根突刺被对手防御住还被叩打直接匍匐在地上，于是发动最强魔法「剑戟森森」差点成功杀死戈吉尔和开始攻击地上所有人，不过也因耗费太多养分不再前进和站起。最終被納茲的滅龍奧義・煉獄戟龍炎從內貫穿了身體而爆裂崩坏，残骸回归土地和木头。為五神龍中第二名被封印的一員，也是100多年派出挑战“百年任务”的魔导士中第一次直接击败的五神龙成员。
掌握生命之力（“木”），自由驅使即使是火属性也不易燃烧的强大自然之力，可以唤醒（解除“白灭”状态和一并清空白灭魔导士贮存魔力）、读懂人心（需要直接接触）；能产生名为“守护神”的神之种主动排除身上不需要的生命，各自具备战斗能力并且只要龙体依旧吸收生命精气，就能不断的复活和恢复力量；凭借巨大的身躯，践踏强烈震裂大地而且发动最强魔法“剑戟森森”消灭地上所有目标。因为认为人类与龙不可能平等，所以进一步要求奴役北大陆所有人类，归入统治成为其力量（养分）的一部分，不把人命当回事并打算持续伤害人类的一头恶龙。
在「真龍王祭」宣告開始後，因西格諾爾姊妹解開了被多格拉瑪格封印的力量而復活。一度被「惡祈六書」擊敗，之後憑借強韌的生命力再度復活。
賽雷涅
配音：水樹奈奈（日本）
基爾帝那五神龍之「月神龍」，據點位於「艾蓮提亞」世界的黑月山。人型時是一名留有淺黄色的長髮长睫毛桃唇，頭戴兜帽，身穿和服，腳穿木屐的年轻女性。真身是頭上長有一對像新月的角，肩上有新月形狀的斑紋，酷似九尾狐的東方龍。個性殘忍狡猾，恣意妄为。「劍聖龍」庫盧努基的母親。擁有行使星辰的力量，以及穿越次元的能力。
在据点黑月山全程远距离留意观察着阿爾德隆完全复活后的状况。在艾莲提亚有数名麾下「月下美神」。並稱她們為「女兒們」。

与法莉絲实际有所联系，欺騙對方破壞木神龍阿爾德隆身上五座城鎮的魔水晶，讓阿爾德隆完全復活。会称呼木神龙作“小阿爾德”。复活阿尔德隆出于希望颠覆世界的宏大野心，后直言这样做只是觉得会世界更加有趣，不在意阿尔德隆是否复活和亚斯蓝德世界死活。在阿爾德隆敗亡後，一方面抱怨阿爾德隆，另一方面決定把「艾蓮提亞」收歸自己的囊中。
打算把「艾蓮提亞」的居民逐一殺死以换取「艾蓮提亞」魔力穩定，並定居於「艾蓮提亞」。派出「思念體」前往「伊多拉斯」世界，從指尖釋放魔力彈重創法莉絲。對身為「火龍王」伊格尼爾之子、「炎神龍」伊格尼亞義弟的納茲抱有興趣。以戰鬥的形式測試對方的實力。之後，現出真身用能力把妖精尾巴最強小隊，以及法莉絲、桃華傳送到「艾蓮提亞」。與失去了大半力量的水神龍梅爾克佛比亞、不完全復活的木神龍阿爾德隆不同，是擁有完整實力的五神龍。認真時月亮會變大，力量甚至足以影響到「亞斯藍德」世界。
從朱雀口中得知喬格·萊森是殺死自己兒子庫盧努基的仇人後，假裝戰敗被朱雀捕獲。在「迪亞波洛斯」公會看見仇人喬格·萊森後變回真身，一掌拍死了對方，並揚言「難道你們天真的以為人類可以戰勝龍嗎？」。但欣赏并认同朱雀是能使出超越自己儿子本身的力量的强者，认为乔格不配命令他这样的强者。其後更接收了「迪亞波洛斯」，打算消灭剩余五神龙并作为最强人类生存在世上。
為了奪取艾雷夫瑟利亞的心臟而命令「迪亞波洛斯」成員前往「德格拉大迷宮」，同時為了取樂，把拉格薩斯與戈吉爾轉移到「德格拉大迷宮」之外。當伊格尼亞現身後，宣佈遊戲結束，親身進入「德格拉大迷宮」。到達「德格拉大迷宮」中心地帶後，企圖阻撓伊格尼亞燒燬艾雷夫瑟利亞的心臟失敗，之後變回真身與伊格尼亞交戰，被伊格尼亞擊敗。
真正的目的打算消滅其他的五神龍並作為人類平靜地賞月飲酒。
德格拉瑪格死後，與艾雷夫瑟利亞和解，之後與艾琳的靈魂短暫交談，其後艾琳用附加魔法把塞勒涅所受的傷轉移到自己身上，為了報恩塞勒涅把艾琳的靈魂轉移到伊多拉斯世界。
在「真龍王祭」宣告開始後，因西格諾爾姊妹解開了被多格拉瑪格封印的力量而恢復真身。
名字來源為希臘神話中的月神塞勒涅。

比耶爾涅斯
基爾帝那五神龍之「金神龍」，由於梅爾克佛比亞從沒與比耶爾涅斯見面，因此對於比耶爾涅斯的事情除名字以外的情報一概不了解。人型時是一名埃及法老風格打扮，腰間長有翅膀的男性。真身是酷似斯芬克斯，身體由黃金構成，頭上有兩層光環的龍。據塞勒涅所言，其本身就是概念，既存在同時也不存在，因此能免疫一切物理傷害。企圖鍊成歷史滅絕自己以外的所有龍。過去曾經擁有肉體，之後卻變成了猶如概念般的存在，並附身於鍊金術公會「黃金之梟」的總部幕後支配整個公會，直到在溫蒂的附加分離魔法以及雅典娜的犧牲之下現出真身。最後被納茲消滅。
在「真龍王祭」宣告開始後，因西格諾爾姊妹解開了被多格拉瑪格封印的力量，把整個「黃金之梟」的總部重新構築成新的肉體復活。
名字來源為西班牙文的星期五「viernes」。

多格拉瑪格
前基爾帝那六神龍中的「土神龍」，實力是六神龍中最弱的一名，但實力仍遠在其他的龍之上。人型時是一名身穿印第安服裝、留有黑色非洲人髮型、膚色黝黑、赤裸上身、胸前有十字形傷痕、臉上與胸前有棕色岩石圖案刺青、身形健碩的中年男性。真身是身體由岩石構成、雙角呈漏斗形狀的龍。「炎神龍」伊格尼亞唯一的好友。一直以來壓抑了五神龍的大部分力量。在一百年前被艾雷夫瑟利亞討伐，卻同時吃掉了艾雷夫瑟利亞的心臟。死後，其遺骸溢出的魔力形成了「德格拉大迷宮」，並且該迷宮每年持續擴建中。萬不得已下，艾雷夫瑟利亞在一百年前封印了迷宮的入口。現在正被黑滅龍騎團的四名成員入侵其中試圖將其完全消滅。後證實存活，在伊格尼亞擊敗塞勒涅後現身。弱點是滿佈在「德格拉大迷宮」之內72個「德格拉核心」。在72個「德格拉核心」全數被毀後實力被大幅削弱，之後被逼變回真身與納茲與朱雀戰鬥，最後被手執朱雀配刀的納茲以「炎龍斬」殺死。臨終前明白好友伊格尼亞執着於納茲的原因，以及宣告已埋下了「種子」，人類的時代將會迎來終結。

#### 其他龍
庫盧努基
力量象徵為劍，稱號為「劍聖龍」。「月神龍」塞勒涅之子。在《百年任務》中從朱雀口中提及，已死亡。生前被「迪亞波羅斯」會長喬格·萊森所殺。屍體被朱雀吞食。
- 龍魔法「劍聖」

艾雷克西翁
力量象徵為雷，稱號為「黃龍」、「雷龍王」。在《百年任務》中從麒麟口中提及，已死亡。生前被「迪亞波羅斯」會長喬格·萊森所殺。屍體被麒麟吞食，心臟則被加工成魔水晶被伊旺埋入拉格薩斯的體內。儘管已死，但其靈魂仍一直纏繞着麒麟。在「德拉格迷宮」中為了向麒麟復仇而自願讓拉格薩斯吞食自己的靈魂。
- 龍魔法「雷」

### 魔導士公會「魔陣之龍」
最初的魔导士公会，成立于X633年，于北大陆「基尔缇纳」成立已经有100年以上，过于悠久而被历史遗忘，除了他以外的公會成員皆已過世，亦再无新人加入，现只剩公会会长艾雷夫瑟利亞一人。公会内外飘散着以雪形态，肉眼可见的魔力结晶，魔力充盈（与会长艾雷夫瑟利亞有关）。公会建筑物上面有一尊龙的石像。
「法龍」艾雷夫瑟利亞
配音：麥人（日本）
魔陣之龍的初代會長和创建者，初次现身以龍的形态。同時也是“魔導士公會”这种组织的創始人，已经存活上百岁。為（第?代）滅龍魔導士，當初要打倒五神龍自學滅龍魔法（失落魔法的一种，推测与温蒂习得“照破·天空穿”和“银河”一样通过魔法书学习），但仍然不是他们对手最終無法阻止龍化而變成了龍。在續篇《百年任務》中登場，為一眾魔導士至今無法完成的「百年任務」的委託者，在妖精尾巴的最強小隊之前，已委託過98隊挑戰者，但結果全部以失敗告終。变回人型后解释公会内状况和自身。开始任务前，要求最强小队需要保密任务内容以及在契约书上签字，过程中有人因此丧命，委托人和评议会将不负任何责任。再来告诉他们“百年任务”的的内容就是“封印”基尔缇纳的五神龙，而且提供了已知的水神龙“梅爾克佛比亞”所在情报。最后至于报酬，允许让他们从世间万物挑选任何一种自己想要的东西作为回报。
個性好色，說話時喜歡使用「瞬间移动」窜来窜去以及变小（因为长久不见异性而紧张）。把纳兹这样的打败过亚克诺罗基亚的队伍称作为完成这次任务“最后的希望”。公会内有一副画有五神龙模型的壁画，水神龙成功“封印”后艾雷夫瑟利亞第一时间通过壁画变化知晓了消息。在一百年前討伐了「土神龍」德格拉瑪格，同時被對方吞噬了心臟。當伊格尼亞燒燬其心臟時同時倒下。德格拉瑪格死後與塞勒涅和解。
日影
一頭烏鴉，負責照顧艾雷夫瑟利亞的起居。

### 噬龍者公會
續篇《百年任务》中登场，據點在北大陆「基尔帝那」。正式公會名稱為「DIABOLOS/迪亚波洛斯」（ディボロス，DIABOLOS意为西班牙语的魔鬼）。是喬格·萊森以接下百年任務為契機，打破艾雷夫瑟利亚保密协议，全员寻求五神龙力量而结成的公會。現時是「基爾緹娜」大陸排名第一的魔導士公會。雖然是正規的魔導士公會但建築風格更接近暗黑公會，据点位于某阴暗森林，公会建筑有骷髅装饰而且上方有一只似魔鬼的石像匍匐。公会内特点是聚集了一群噬龍者（第五世代灭龙魔导士）的公會，會捕食龍藉此得到滅龍魔法以及增強自己的力量。从史卡利昂的离开前的话可知，公会内噬龙者数量不止他们三人。
公会内对第五代滅龍魔导士使用龍之力是明令禁止事项，因為一旦使用的話，其代價就是會自身龍化发狂，被判定逐出公会。「百年任務」原本的承接者喬格·萊森違反承諾屢次泄露「百年任務」的機密情報，因此艾雷夫瑟利亞取消了其執行「百年任務」的權利。在會長喬格·萊森被「月神龍」塞勒涅殺死後，公會被塞勒涅接收。

#### 會長
喬格·萊森
配音：間宮康弘（日本）
「迪亞波羅斯」公會創立者兼第一任會長，類雄獅鬃毛長相，全身傷疤造型的破戒僧。 第五世代滅龍魔導士，使用的魔法為 滅龍魔法「四獸龍」。「百年任務」原本的承接者，以接下「百年任務」為契機而成立「迪亞波洛斯」。卻由於他違反承諾屢次泄露「百年任務」的機密情報，因此艾雷夫瑟利亞取消了其執行「百年任務」的權利。
很久以前吃過五神龍的肉，喜歡把肉榨成汁後食用。聽說史卡利昂的報告後，不認識妖精尾巴名字，只貪婪地渴望早點吃到神之龍的肉。曾殺死「劍聖龍」庫盧努基和「雷龍王」艾雷克西翁。最後被假裝戰敗的「月神龍」塞勒涅一掌拍死。

塞勒涅
「迪亞波羅斯」的第二任與現任會長，「基爾帝那五神龍」中的「月神龍」。殺死了前任會長喬格·萊森後篡奪了整個公會成為新任會長。

#### 黑滅龍骑团
「迪亚波洛斯」裡的最强部队。
朱雀
配音：鈴木崚汰（日本）
第五世代滅龍魔導士，黑滅龍騎團的一員。使用灭龙魔法「劍聖」。由会长乔格推荐给史卡利昂小组代替失去的两人战力，参与讨伐月神龙塞勒涅。外表是一名留有馬尾，长眼睫毛有光泽红发的配戴羽毛耳飾，身穿和服的男性劍士。腰间配以一把骨雕护手的弯刀。被大白滅巫女召喚到異世界艾蓮提亞。一時擊傷人形態下的月神龍。後者假裝戰敗並在公會裏殺死喬格。並被塞勒涅稱讚是超越自己兒子本身力量並能擊敗自己的人形態下的強者。原本打算為會長復仇，但被塞勒涅承諾在其他五神龍被消滅後盡情奉陪他決定暫時聽命於塞勒涅。

麒麟
第五世代滅龍魔導士，黑滅龍騎團的最強一員，公會裏的最強候補。稱號是「黃龍」。使用滅龍魔法「雷」。其雷電攻擊速度超快，甚至能壓縮和扭曲空氣，導至對手根本看不清其魔法。外表是一名長有波浪形長髮，頭戴紳士禮帽，上身穿開胸獸皮大衣，下身穿豹紋長褲，背負棺材的男性。其魔力龐大，甚至能與吉爾達茲媲美。
在「德格拉大迷宮」中對戰同樣使用雷之滅龍魔法的拉格薩斯，一度佔據上風並把拉格薩斯擊倒，甚至把他吸入棺材，棺材裏藏着的靈魂正是雷龍王。當初麒麟吞食艾雷克西翁後，其靈魂沒有消失反而一直纏繞麒麟，索取自己的心臟。而拉格薩斯體內的滅龍魔水晶正是由雷龍王的心臟所製成，所以麒麟把拉克薩斯放進棺材，讓艾雷克西翁的靈魂吞噬他後消失。但最後拉格薩斯卻反將雷龍王的靈魂吞食並獲得其力量，因此被拉格薩斯以「雷龍王・赩御雷」擊敗，為黑滅龍騎團中第三名敗陣的成員。

美咲
第五世代滅龍魔導士，黑滅龍騎團的一員。稱號是「蒼龍」。使用次元空間魔法。外表是一名留有雙麻花辮，頭戴后冠，身穿軍服，左手配戴的袖章印有公會紋章的女性。
在「德格拉大迷宮」中對戰艾爾莎，斬斷的艾爾莎的頭髮，最後被艾爾莎擊敗，為黑滅龍騎團中第二名敗陣的成員。

珀
第五世代滅龍魔導士，黑滅龍騎團的一員。稱號是「白虎龍」。使用滅龍魔法不明，疑似可以將對手變成布偶。外表是一名頭戴貓耳頭套，身穿虎紋大褸，頸上掛有鈴鐺的小男孩。
在「德格拉大迷宮」中對戰溫蒂，對溫蒂一見鍾情。最後被溫蒂擊敗，為黑滅龍騎團中首名敗陣的成員。

#### 其他成員
奇麗雅（Kiria）
配音：內山夕實（日本）
第五世代滅龍魔導士，使用滅龍魔法「刃」。波浪金黄色长髮和一侧头髮遮眼的舞娘打扮，左臂上刻有公會紋章。性格嗜虐、好戰，對自己的能力相當自信，喜歡與强者战斗。口头禅是“没有我斩不断的东西”。喜欢将手下败将当作宠物驯养，但腻了很快就会被她斬殺。
假裝被抓並將自己獻給水神龍作為貢品，藉此引出水神龍，好將水神龍吃掉以此獲得更強大的力量。在殺死水神龍的使者之後，短暫與納茲等人交戰，接著與同伴馬德莫爾一起被同公會的史卡利昂傳送回公會的船上。在水神龍的神殿中對上艾爾莎，並用魔法將艾爾莎心中的“強大”斬斷，让艾尔莎下跪求饶，最后利用“刃龙的裂哮”结束神殿内的战斗。之后將她收作自己的宠物带回船上（同时温蒂也被带走），喂其食腐肉和体罚。
本来催眠解开后（义眼帮助减半）艾尔莎想立刻以牙还牙，但由于骑士精神不能偷袭睡觉中的对手而先去救纳兹和温蒂。後來搭的船因為布蘭緹什的魔法影響將礁石變大然後船停下而醒来，与艾尔莎在船内开始交战，战斗中斩断了艾尔莎的剑不过艾爾莎换上了「灭龙剑」“贝尔赛利翁”，再被后者用“炎帝·升炎斩”击出船外而败北。虽然心有不甘，仍有战意，但领队的史卡利昂判断目前仅噬龙者三人处于劣势後暫時一起撤退了。
在木神龙的左手城镇三人再次出现，一边眺望着木神龙午睡的样子一边吃饭。虽然想直接开吃地面，但被劝阻不要。听说还有其他人和他们一样计划破坏木神龙的晶体，于是准备也动身大闹一场。之后因闻到位于刚好来到同一城镇的自家宠物的味道，亲自来到乱入艾尔莎、杰拉尔和拉格萨斯三人的现场。发现灭龙魔导士拉格萨斯后与之对战，但很快便不敌拉格薩斯。向对方问清楚彼此目的后，变得认真起来打算先吃掉前菜再去找艾尔莎。虽然再度施展曾经斩断艾尔莎“强大”的催眠术，但这对拉格萨斯没有起到效果——据其所言他正是自己弱小才会委身于公会，直率地承认自己的“弱小”因而无需逞强（相反地，艾尔莎很会逞强而受影响）。最终被拉格萨斯一击「鸣御雷」打败，全身麻痹电晕过去。晕之前作出自己说不定迷上他发言。

馬德莫爾
配音：山本格→利根健太朗（日本）
第五世代滅龍魔導士，使用滅龍魔法「鎧」。黑人头束头发，长耳坠，常划双手不同手势作祈祷的铠甲装高大男子。肤色偏白。口癖是“洽”。
在水神龍的使者被殺之後，短暫與納茲等人交戰，並用頭擋下艾爾莎的劍，接著與同伴奇麗雅一起被同公會的史卡利昂傳送回公會的船上。在水神龍的神殿中對上納茲。實力極其強大，甚至在承受納茲的“炎龍王的崩拳”都可以毫髮無损，反作用力于纳兹手上。接着还把纳兹投向船上，最后获得了压倒性胜利。战败的温蒂和纳兹之后一同绑在船上作俘虏。认为奇麗雅把手下败将当作宠物饲养行为是“恶趣味”。後來搭的船因為布蘭緹什的魔法影響將礁石變大然後船停下來，与纳兹再度交战，对拳中被纳兹释放出超越铠龙耐热性的“炎龙王的炼狱”給擊敗倒下。随后再次站起，不过领队的史卡利昂判断目前仅噬龙者三人处于劣势後暫時一起撤退了。
在木神龙的左手城镇三人再次出现，一边眺望着木神龙午睡的样子一边吃饭。认为木神龙的睡相很可爱。和史卡利昂一起插手露西、星灵们和“染白”的斯特劳斯三姐弟的战斗，一记手刀击倒了塔罗斯。短暂与米拉交手，然后对上艾尔夫曼。凭借强大的防御力让艾尔夫曼反伤，占据著上风。在「德格拉大迷宮」中被拉格薩斯秒殺。

史卡利昂·瑞達
配音：濱田賢二（日本）
第五世代滅龍魔導士，使用滅龍魔法「骸」和「骸」之造型魔法。骷髅战士加披风造型，牛角头盔的男子。相当于三人的领队，按计划行动谨慎的性格。魔法弱点是“风”。將同伴奇麗雅、馬德莫爾透过灰属性的空间魔法傳送回公會的船上（因为察觉现在的水神龙不是“真正的”水神龙），偷听到神殿上水神龙与纳兹等人谈话后，打算把目标转向白魔导士来获得水神龙的力量。之后在水中對上格雷，展开一场互相大海化灰和冻结大海的战斗。
对格雷运用“恶魔因子”的力量（即「灭恶」魔法）感兴趣，但以自己的主食为龍而最终使用『漆黑尘埃』“杀死”了格雷后离开。後來搭的船因為布蘭緹什的魔法影響將礁石變大然後船停下來，与解放后的纳兹和温蒂交战，被温蒂的魔法克制。接着被早前布兰缇什救下的格雷以及露西等人都赶到，格雷并打算一雪前耻，但史卡利昂判断目前仅噬龙者三人处于劣势後暫時弃船一起撤退了。离开前留下，只要继续寻找龙，我们还会相见的话语。
在木神龙的左手城镇三人再次出现，一边眺望着木神龙午睡的样子一边吃饭。这次的目标是捕食五神龙之一的“阿爾德隆”，还多了两个帮手帮忙达成目标。忌于木神龙会读心的能力，计划着先破坏木神龙的五颗晶体封印住阿爾德隆的力量，在此之前不要轻举妄动。目标达成后，若雷斯和涅巴爾敢碍事打算把他们一起排除掉。和馬德莫爾一起插手露西、星灵们和“染白”的斯特劳斯三姐弟的战斗，击倒了杰米尼变身的冒牌莉莎娜。想不到这一举动激怒了疼爱手足的米拉，与之展开战鬥，凭借着“灰尘化”躲开和化解攻击处于上风。现与麦德摩尔在别处继续对战米拉二人中。阿爾德隆敗亡後，與奇麗雅和馬德莫爾回到公會，並向會長報告有關「妖精尾巴」的事情。在「德格拉大迷宮」中被拉格薩斯秒殺。

涅巴爾
配音：谷口悠（日本）
第五世代滅龍魔導士，使用滅龍魔法「粘」，能吞下带粘性食品增强力量（身上携带泡泡糖）。来自噬龙者公会两名帮忙史卡利昂小组破坏木神龙晶体帮手之一。绿色长刘海庞克发型，身穿圆圈和线条花纹黑色紧身衣，手指头扁平，类蜘蛛复眼的一双大眼睛，眼部分别有两道长划痕，利齿和舌头长的男子。能从身体分泌粘液在墙上四肢匍匐固定和手放出蜘蛛丝缓慢下移，口头禅是“轱辘辘”。性格让人毛骨悚然。
在木神龙右肩城镇的教会里埋伏温蒂和夏璐璐，并把碍事的“染白”妖精尾巴成员全部用蜘蛛丝束缚起来。发现温蒂是灭龙魔导士后，用蜘蛛丝把两人都粘起来不能动弹，把温蒂包作茧蛹后打算直接吃了温蒂，但被其重新伸出手脚挣脱。然后温蒂以茧蛹装束与之对峙却被对方觉得很可爱还取昵称“茧龍麻友麻友（マユマユ）”，温蒂否认之。涅巴爾觉得对方很有意思不打算继续战斗，所以趁温蒂不注意跑到晶体身边先破坏了晶体，然后发生地震，震感连木神龙身上其他城镇人们都感觉得到。
晶体成功破坏以后继续执行作战离开，但在大街上被温蒂追上阻挡着。本想放她一命，但由于对方先送上门所以决定先解决温蒂，并且通过嚼下泡泡糖增强了力量，二人再次开战。最後被寄宿在溫蒂體內的艾琳擊敗。

雷斯
配音：小林大紀（日本）
第五世代滅龍魔導士，使用滅龍魔法「靈」。来自噬龙者公会两名帮忙史卡利昂小组破坏木神龙晶体帮手之一。外表是白色的蓬松的短发，头两侧各留有一束长头发，刘海盖住了额头；上身只穿着不扣钮白色长袖外套，公会纹章出现在左胸，下身穿黑裤子，身型单薄；面相憔悴有黑眼圈，脖子带着一个“S”标志的颈圈，外表俊俏但無精打采的青年。刚出场时背对着阳光，阳光在背后慢慢穿过显露实体。把纳兹和哈比看作饲主和宠物的关系，并认为纳兹的力量和馬德莫爾（铠龙）一个级别强大。
自我介绍是「幽灵」，因为本人早已死亡。没有生前记忆，希望通过制裁那个杀死自己的凶手或许可以恢复记忆，还有渴望更强的力量就加入了只有灭龙魔导士（噬龙者）聚集的魔导士公会「迪亚波洛斯」。
在木神龙的右手城镇（多拉希尔）出现并主动拦截载着纳兹的「马车」，刚出场时口头上说着感谢纳兹发现他的存在然后开始攻击纳兹，目的是吞噬炎的灵魂。一开始凭借“幽灵”一样的身体占据局面优势，还成功把纳兹的灵魂逼出体内而使之濒临生死之际。不过，纳兹从「β天国」回来以后学会了新魔法“思念体”很快扭转了局面。攻击奏效情况下肉搏战倒向了纳兹，本想通过「降靈」于哈比打算威胁纳兹，但这对“不讲理”的纳兹行不通，只好暂时撤退在多拉希尔街头重新寻找同步率高的人类来附身，最终找到符合条件的拥有「圣十」级别强大魔力而且被“染白”的「妖精尾巴」公会会长马卡罗夫。两人的魔力合二为一，散发出非常强的魔力。与纳兹对峙中发现自己与这个素不相识的老人之间同步率是前所未有的高，因此开始思考自己是不是这位老人的血亲，但由于失忆没有这种印象。接着，操控马卡罗夫身体重新对纳兹发起攻击但被纳兹释放的火焰灼伤拳头。最终被纳兹以超越这身强大魔力的「炎龙王的崩拳」一击扑倒（和这具身体衰老因素也有一定影响）。
打倒过程中，通过马卡罗夫年轻时候的记忆终于想起了事实的真相：自己生前隶属「妖精尾巴」公会的魔导士，与年轻时候马卡罗夫、高德曼、波布、波琉西卡等人是同一时期所处的同伴，但也只是互相知道姓名的一般关系。在一次任务执行中自己因怪物群袭击，身受重伤被抬送到公会时已经大量出血，连波琉西卡都无法出手救治，濒临死亡。就在这一时刻，唯一还不放弃挽救生命的是当时已经是第三代妖精尾巴会长的马卡罗夫。他哭着说我们都是妖精尾巴同伴，虽然只是点头之交但仍视雷斯看做「妖精尾巴」这个大家庭的成员之一。雷斯死去时，所有在场成员一起感动呜咽或是沉浸在悲伤中沉默。正因这份高于血緣关系的公会情谊，满足发动了同步率最高的结果。
最后，雷斯主动选择离开马卡罗夫身体，承认失败因为自己绝不能与曾经同一公会纹章的“家人”为敌。然后身体慢慢消失成佛，再次向纳兹传达感谢发现然后找到了他。消失前与醒来的马卡罗夫互道出了对方名字，面带微笑满足地离开。

### 鍊金術公會 「黃金之梟」
由杜克·巴爾巴洛亞建立的鍊金術公會，也是北大陸第一的鍊金術公會。由附身於公會的「金神龍」比耶爾涅斯幕後支配。在「真龍王祭」宣告開始後，因西格諾爾姊妹解開了被多格拉瑪格封印的力量，原本已被消滅的「金神龍」比耶爾涅斯把整個「黃金之梟」的總部轉化成其新的肉體。

#### 會長
杜克·巴爾巴洛亞
黃金之梟的會長。
實際上是由「金神龍」比耶爾涅斯的意志製造的幻影。企圖把五神龍收為己有。後被納茲打倒。

#### 公會成員
薩伊
黃金之梟的鍊金術士，由「金神龍」比耶爾涅斯製造的幻影杜克以鍊金術創造的人偶。腦袋不太靈光。認為女性是弱者，卻十分害怕同為公會成員的西格諾爾姊妹。

天神·塞雷納
黃金之梟的成員。前阿爾巴雷斯帝國「護聖十二盾」之一。
源內
黃金之梟的鍊金術士，由「金神龍」比耶爾涅斯製造的幻影杜克以鍊金術創造的人偶。外表是一名歌舞伎打扮的男性。
鋼鐵
黃金之梟的鍊金術士，由「金神龍」比耶爾涅斯製造的幻影杜克以鍊金術創造的人偶。外表是一名頭戴黑色全罩頭盔、身穿黑色皮衣的男性。
雅典娜 II
由「金神龍」比耶爾涅斯製造的幻影杜克以鍊金術創造的人偶，與原本的雅典娜不同沒有感情。

### 鍊金術公會 「鉛灰之鷲」

#### 會長
薩拉姆
鉛灰之鷲的會長。真正身份是杜克·巴爾巴洛亞本人，艾雷夫瑟利亞的弟子，雅典娜的製作者，也是唯一能鍊製「賢者之石」的人。
在100年前的一場實驗事故中詐死脫離「黃金之梟」，之後創立鍊金術公會 「鉛灰之鷲」，並製造思念體伊魯哈偽裝成自己的父親。在史汀格、米涅芭、雪乃到訪時為他們鍊成「賢者之石」。

### 「炎神會」
基爾帝那大陸著名的黑暗公會，會長為炎神龍伊格尼亞。據點位於炎神之城。公會的所有成員均使用火屬性的魔法。

#### 會長
伊格尼亞
炎神會的會長，基爾帝那五神龍中的炎神龍。

#### 會員
貝絲緹婭
炎神會的總長。

韋德（WED）
炎神會的第二把手。基爾帝那大陸的第一劍士。真正身份是「炎神龍」伊格尼亞和人類女性的兒子，「火龍王」伊格尼爾的孫兒，名字的意是「溫暖大地的龍」。

艾妮·西格諾爾
炎神會的會員，在旅行時被「金神龍」比耶爾涅斯製造的幻影杜克操控。薩伊害怕的對象之一。在比耶爾涅斯被消滅後回復自我，與露索回到炎神之城。在「真龍王祭」宣告開始後，接受伊格尼亞的命令，解開所有被多格拉瑪格封印的五神龍的力量。

露索·西格諾爾
炎神會的會員，在旅行時被「金神龍」比耶爾涅斯製造的幻影杜克操控。薩伊害怕的對象之一。在比耶爾涅斯被消滅後回復自我，與艾妮回到炎神之城。在「真龍王祭」宣告開始後，接受伊格尼亞的命令，解開所有被多格拉瑪格封印的五神龍的力量。

布萊恩
炎神會的會員。

拉鳩
炎神會的會員。最後被格雷以新招「天狼流．山茶花」擊敗。

烈火
炎神會的會員。

不運
炎神會的會員。

### 黑魔導士
法莉絲
於續篇「百年任務」中登場，為亞斯藍德的法莉絲。外表是身穿修女服，皮膚黝黑的女性。與瑟雷夫同為黑魔導士。偶然拾獲被伊格尼爾所咬斷阿克諾羅基亞的左手，並因此獲得了魔龍之力。在納茲和伊格尼亞交戰時現身於炎神之城，聲稱自己是阿克諾羅基亞意志的繼承者，並揚言自己會參加「真正的龍王祭」。性格較艾蓮提亞和伊多拉斯的自己邪惡。

#### 惡祈六書
由亞斯藍德的法莉絲所創造的「法莉絲之書」的六名惡魔。
蓋亞
「法莉絲之書」的惡魔「惡祈六書」之一。
迪蒙
「法莉絲之書」的惡魔「惡祈六書」之一。「惡祈六書」中唯一的女性。
巴德
「法莉絲之書」的惡魔「惡祈六書」之一。
布雷德
「法莉絲之書」的惡魔「惡祈六書」之一。敗給埃力克後最終變回書本死亡。
蓋德
「法莉絲之書」的惡魔「惡祈六書」之一。

### 基爾帝那大陸

#### 艾尔米那
卡拉蜜兒
配音：日笠陽子（日本）
侍奉水神龍梅爾克佛比亞的戴眼镜人類女性，也是负责管理艾尔米那神殿的水神大人的助理人。表面上对水神龙自暴自弃的念头服从，但自己内心爱慕牵挂着梅爾克佛比亞，不舍得水神龙就这样死去。自身没有学习过魔法。年幼海上遇难時，被梅爾克佛比亞拯救还留在身边长大，成為了對方改變行事作風的契機。最开始与水神龙（人型）一起在高处观察从伊修加尔来的纳兹等人来到艾尔米那。之后对来到神殿的纳兹等人脸上表现不悦，认为他们是艾雷夫瑟利亞花钱雇来的刺客。但后来水神龙认为他们可以沟通，先让她出去然后再开始带他们参观神殿。噬龙者袭击神殿时，水神龙为了保护她受到刃龙奇麗雅的攻击而深受重伤。袭击过后，因为过于忧心水神龙受伤，怒斥露西快离开这里并提供了她们一艘小船追寻噬龙者。不高兴的原因其实是因为，在纳兹等人到来之前，被水神龙吩咐过这一次应该允许让刺客们结束自己的性命。水神龙养伤期间发生异变，之后显现龙形态在水都暴走，到处破坏不得不哭着央求纳兹等人杀死水神龙，并告诉被夺走的力量其实指的是水神龙自身的“支配权”，现已成为白魔导士桃華的仆人。最初出於梅爾克佛比亞無法控制自身力量一事感到擔憂，听说了白魔术教团以后请来白魔導士奪走梅爾克佛比亞的力量。沒想到的是對方奪去的是梅爾克佛比亞的“支配權”，阴差阳错地成为了白魔导士实现五神龙“白滅”计划的开端。水都居民了解真相以后，为水神龙说情辩解这次危机都是出于爱护小镇又无可奈何作出的违背内心的结果。看到水神龙能够重拾生存的希望以后露出欣慰的笑容，经讨论后打算称呼水神龙作“梅尔”大人。
後被西格諾爾姊妹的「姊妹火焰」與艾爾米那的居民一同轉化為龍。在艾爾米那的巨大魔水晶被毀後恢復原狀。
河岸间
配音：中务贵幸（日本）
艾尔米那居民。“旅途酒店”饭店经理。一开始以一条小丑鱼形态出现在柜台，然后突然变成一个男人，原因是午睡时不小心「变回去」。临走赴约前，特别提醒纳兹一行人要把房间里的特制药水喝下不然的话会死——那是因为涨潮以后艾尔米那会变成一个海底世界。听说了纳兹等人目标是水神龙，开始发飙并其他鱼类一起发动袭击并要把藏起来的他们找出来。再者，准备为水神大人献上祭品人类（奇麗雅）。与莎梅蔻小姐是一对恋人。认为人类里面也有好人，这让格雷判断他们并不是不分是非的。使者被杀后，变得担忧水神大人发怒。最后，水神龙以他们的都是自己客人为由不得无礼而让他平息。
後被西格諾爾姊妹的「姊妹火焰」與艾爾米那的居民一同轉化為龍。在艾爾米那的巨大魔水晶被毀後恢復原狀。
鲨子
配音：待补充（日本）
艾尔米那的居民。鱼形态时是一条雌性的黄色发的鲨鱼，与鹿岛先生是恋人关系。不赞成和人类做生意。水神龙失控破坏水都时，纳兹救了她。
後被西格諾爾姊妹的「姊妹火焰」與艾爾米那的居民一同轉化為龍。在艾爾米那的巨大魔水晶被毀後恢復原狀。
鲨美
艾尔米那居民之一。粉色的雌鲨鱼。被艾尔莎误当作莎梅蔻，邀请比试游泳。
後被西格諾爾姊妹的「姊妹火焰」與艾爾米那的居民一同轉化為龍。在艾爾米那的巨大魔水晶被毀後恢復原狀。
水神的使者
为水神运送祭品的一条水蛇，被「噬龙者」奇麗雅所杀，肉被其尝过后才知道不是水神龙本人。

#### 明星公會「妖精之爪」
妖精之爪（FAIRY NAIL）一間位於基爾緹納的特卡鎮，匯集了涵蓋歌手、模特、演員等各個領域活躍的演藝人的在當地小人氣的明星公會。有趣的是，隸屬該公會的明星們和位於伊修加爾的魔導士公會“妖精尾巴”成員長相、名字幾乎一樣，個性和身份、職業、相處關係卻是完全不同（就像伊多拉斯世界與亞斯藍德世界出現的“妖精尾巴”那種對應關係）。下面以組合形式介紹該公會成員。
艾爾琪絲
舞台劇演員。外表是戴眼鏡，上身穿毛衣下身黑裙打扮的知性少女。艾爾莎剛來小鎮就有人誤認成她引發動靜。好客地為納茲一行人介紹起公會裡成員情況。性格純情，沒有戀愛經驗，談到男女之事會變青澀。結果對於下一份工作如何扮演好一個陷入愛河的少女角色苦惱著，艾爾莎憑藉她的舞台心得與之商量。商量過後，火車出發前“艾爾莎”終於忍不住自爆自己其實是艾爾琪絲，而真正的艾爾莎現在代替著自己在舞台上表演。雖然艾爾莎的“棒讀”演技使觀眾投訴下台和退錢但艾爾莎依舊自我感覺良好。
納格和露紗
超級大牌明星以及他的經理人，兩人也是一對情侶。納格常對露紗提出過分要求，露紗被欺負而委屈。有時會在公會裡做男女之間過火行為，露西看過後感到臉紅羞恥。
格蓮和茱比娜
鋼管舞者和裸身泳裝舞者。兩人也是一對情侶。格蓮的公會紋章在其右胸口，平常打扮像一個男公關一樣整齊靚麗；茱比娜撐著洋傘，穿著皮草全身包裹，像一個貴婦。出於惡作劇，表面向艾爾琪絲解釋自己職業是泳裝舞者其實是騙她的，自己真正職業是一名內衣模特兒。兩人互相尊稱彼此「大人」。
溫蒂露
天才童星。中國風的少女。可以在0.5秒轉換喜怒哀樂懼的表情。
夏璐洛媞和芭比和比比
貓耳和貓尾巴打扮的人類偶像少女，與她的愛貓芭比、黑貓比比。
戈澤爾和莉吉
一對夫唱婦隨的情景喜劇演員。
米娜珍和莉莎拉和艾爾比曼
米娜珍和莉莎拉是模特兒，其中米娜珍和伊修加爾米拉珍職業變化不大（同樣的差別不大的情況在伊多拉斯世界的米拉也發生），莉莎拉相較莉莎娜身材更豐滿。艾爾比曼是二人的專屬化妝師，是個男大姐。
拉克利斯和「雷王眾」
一支人氣搖滾樂隊。主唱手拉克利斯，激情奔放；長得像弗里德的人，吉他手；長得像艾芭格琳的人，貝斯手；長得像畢可斯羅的人（不穿上衣），擔任爵士鼓手。
卡拉和洛奇
腿模和R18男演員。

#### 多拉希尔
穿白袍的老人
纳兹、露西、艾尔莎、哈比四人在多拉希尔遇到的引路人，在他身上听说了木神龙让人民在他身上建筑城镇的是来自它的“意愿”一事，以及浏览了一些观光建筑和商店街。口头禅是“我是这么听说的”。传达了当地人作为阿爾德隆的子民对于阿爾德隆提供了丰厚土地的崇拜、感激之情，最后引导他们抵达白魔术教团。真实身份是被“染白”后的米拉珍变身扮成的。

#### 魔法评议院MNP
位于基尔帝那大陆的魔法评议院，首次登场在《百年任务》第51话。
罗贝鲁多
MNP第23師團長。阿爾德隆完全復活後，闻讯古代的巨龙苏醒过来于是率领众多艘炮艇队和队员来到这里对付。飞船上搭载装备多枚魔导收束炮「天王星」（Uranus）（威力大于木星），命令一齐发射攻击头部却不知对于木神龙这种级别的龍毫无效果，最后全员被木神龙从地面召唤的巨大树根击沉而全灭。

#### 阿爾德隆的五名守護神
「木神龍」阿爾德隆為了排除身體上不需要的人类时派出，拥有特殊名字的五顆神之種子/代理者。它们是阿爾德隆抑制不住壮大后的力量与作为枷锁封印行动的晶体一同产生的并且寄宿其中。当不知实情的白魔导士计划破坏所有晶体成功后才正式现身。每一位“神之种”具備某种戰鬥能力，不僅會說話而且擁有不同個性和獨立作戰能力。每當有一名守護者被消滅後，作為神之種首領的阿爾德隆會被削弱。但只要木神龙继续吸收生命精气，阿爾德隆（首脑）也会恢复力量和其余神之种也会复活再袭来。身體都是由木质或树叶组成的不规则线条的粗犷外型，面部出现类似“五官”的镂空，整体风格野性和不统一的类人怪异，其中三位（基亚兹、梅特罗、阿爾德隆）胸口镶有寶珠。各自管轄領域對應着封印阿爾德隆行動的五顆晶體所在城镇。创作原型推测是洛夫克拉夫特之种。
神之種的沃爾芬
配音：中島卓也（日本）
五名守護者之一。量产型的高大人型树，清一色大小眼和胸口开孔，头顶端分杈。当纳兹用「炎龙王的崩拳」攻击木龙本体造成1点伤害时主动出现（其後更進一步說明木神龍的體力有1億點），然后与各地的分身们一起袭击妖尾成员。来自代表「木神龙」阿爾德隆的后背城镇。具有「读心」能力，曾经变成吉尔达兹、哈比、马卡罗夫以及瑟雷夫的样子。变身前实力不强，依赖从对手的记忆中创造出战士。被同「神之种」的擅长力量，操纵木巨人的梅特罗称为「耍花招」。
最后因为纳兹想出计策，反过来利用变成对阿爾德隆的不利的人——身中“安克瑟拉姆的诅咒”的瑟雷夫，因诅咒与吸收生命能量成长的阿爾德隆极大地相性克制，沃尔芬本体被迫选择自灭，然后其余分身也一起消失。是首位戰敗的守護神。

神之種的梅特羅
配音：柳田淳一（日本）
五名守護者之一。代替自滅的沃爾芬，出现在格雷、茱比亚、露西、戈吉尔、米拉珍三姐弟妹、“雷神众”、卡娜面前。其力量是「木神龙」阿爾德隆的“力量”。外观特征是树叶充当头发且装饰手肘，黑色两孔当眼睛，上身覆盖着带刺青苔衣，胸口有一颗宝珠，露出像人类腹肌分布的腹部的强壮木人。来自代表「木神龙」阿爾德隆的身上城镇未知。統率着巨大的木人軍團，以力量自豪性格。手下巨大的魔偶，攻防一体兼具力量和防御。
木人军团与露西、戈吉尔、利利、斯特劳斯三姐弟妹、“雷神众”、卡娜、马卡欧、瓦卡巴、杰德、特洛伊交战，本体对峙着格雷和茱比亚，佔據着上风。最後被格雷和茱比亞的合體魔法「冰結海嘯」消滅，是第三位戰敗的守護神。

神之種的基亞兹
配音：小林親弘（日本）
五名守護者之一。出现在杰拉尔、拉格萨斯以及受伤昏迷的艾尔莎面前，声称要为阿爾德隆除掉多余的齿轮。外观特征是一具刺刺头发和眼神犀利的木造男性青年躯体，是五名守護神中唯一长得最像人类的木人。来自木神龙「阿爾德隆」身上城镇未知。其五官长相和原作者上一部作品《圣石小子》绰号「金发恶魔」的路西亚如出一辙，除此以外眼周有黑斑，“头发”是边沿疏生有刺的肥厚叶子构成，黑色的硬质四肢犹如恶魔一样，身后披着装饰叶子毛领的纹有黑色纹路的浅色斗篷，胸口中央同样镶嵌一颗宝珠。
性格冷峻和利用他人弱点，中计后趁机以致命打击的精於計算的謀士，使用的魔法為「命運的齒輪」，通过刺激“罪恶感”滞留目标思考能力，身体变得迟钝无法施展魔法，最终死于想象中的复仇对象被直接杀死。最後被傑拉爾想出这魔法原理和对策通过分裂出齐克雷因（思念体）人格分担罪恶感，再以一招魔法「七星劍」予以消滅，是第四位戰敗的守護神。
名字来源是英文“齿轮”。

神之種的杜姆
配音：大鈴功起（日本）
五名守護者之一。出现在带着白魔导士和桃華撤退的温蒂、夏璐璐和哈比面前。来自代表是「木神龙」阿爾德隆的左肩城镇。外观特征是一个“*”形状木桩脑袋，中央豆豆眼呈W型咧笑表情，黑色绒毛领和树叶构成围裙的小孩子体型的木人。笑声是“呐呐呐”。说着要赐予对抗阿爾德隆的叛乱份子赐予死亡的命运。
性格是调皮孩子，爱玩和活泼好动。會為敵人帶來死亡：通过生成散播像“白雪”一样的孢子，侵染敌人直到头上绽放的花朵完全凋零即吸尽生命力死亡。由于温蒂魔力所剩无几，于是夏璐璐变为人型代之出战，但是不幸被对方的孢子侵染面临“死亡命运”的倒数，温蒂等人陷入不得不在四分钟内解决危机。
最後被魔力增幅后妖尾一般成员参与战斗援助，被馬克斯的魔法「沙之劍」消灭，是第二位戰敗的守護神。
名字来源是英文“厄运、死亡”。

神之種的阿爾德隆
配音：內田直哉（日本）
五名守護者之首，也是守護者中實力最強的一名。既是「木神龍」阿爾德隆之腦为之思考控制实际行动，继承和运用吸收了众多人类生命精气的这副庞大身躯的力量起源，也可以说成是它的本体。来自代表是「木神龙」阿爾德隆身上最大的（同时也是北大陆最大城市）右手城镇——多拉希尔。自述当年为疗养伤势而让人类在其身躯上修筑城镇，发展和繁育后代同时反复持续好几个时代在他们身上吸收生命精气是它的主意，如今苏醒过来决定以这股力量吞噬其他五神龙。
外表是頭上長有水平雙角，配戴樹枝形狀皇冠，面上的镂空竖线令人看起来非常兇悍，双手肩甲突出，胸前有宝珠和腹部呈叶脉线条的镂空，同时披着黑色的叶脉纹路斗篷的木人。把纳兹吸进阿爾德隆的体内，也是某颗晶体保存的房间，亲自现身在他的面前。使用自称“老夫”（ワシ）。
性格沉稳有自信，双手抱在胸前站立原地，有着王者的领袖气质。起初纹丝不动地使用着快得看不到的魔法弹把纳兹打伤，使之无法还击。除了魔法外，也很擅長體術。自認是“神”，运用“神之力”，无论经历多久时间还把人類視作糧食/仆人，同样地轻视那些获得力量的人类（魔导士）。思想接近“主战派”，认为龙是所有生物的顶点，愿意与人共存的龙就变为愚蠢的下等种，人类本不应运用龙的力量反抗神。至今已经杀害不知多少把信仰和生命送给自己的居民，欺骗着可以获得幸福的他们变成了养分，将来也打算奴役所有人类，把他们变作自己的养分而活着。
每當有一名守護者被消滅，其力量會遭到削弱。力量变弱以后纳兹开始反应过来和看得见，于是躲开。當第四位“神之种”基亞茲被消滅後，察觉人类数百年后竟然进步获得如此力量于是认真起来摆出战斗态势，打算由身為「炎神龍」伊格尼亞的義弟納茲開始排除。表现出的无法燃烧的“自然魔法”和优秀体术都压制了纳兹，却因为在外面有借由布兰缇什巨大化后的戈吉尔直接攻击而分心，决定发动最强魔法「剑戟森森」控制木神龙体内和体外同时生成大量的木刺剑雨消灭所有在场的人类。身处体内的纳兹完全闪避防御不过来，而且正面燃烧也不能把木刺烧成灰，因此变得遍体鳞伤。就在阿爾德隆以为结束时，因为“情感之炎”的关系纳兹复活，重新向其发起挑战。看出真面目是恶魔，更运用龙的力量（伊格尼尔、伊格尼亚、亚特拉斯弗雷姆）成功烧毁木刺、伤害本体，最終被混合三种火属性的納茲的滅龍奧义「煉獄戟龍炎」击败贯穿、焚烧身躯連同木神龍的軀體一同引爆消滅，是最後戰敗的守護神。
在「真龍王祭」宣告開始後，因西格諾爾姊妹解開了被多格拉瑪格封印的力量而復活。

### 艾莲提亚
“临界魔法世界”，《百年任务》出现的第三个平行世界，是一個魔力比“亞斯藍德”更充盈的世界（因此魔导士能够发挥比原来世界更强的效果），魔力太过「异常」需要白滅魔導士每年在世界各地消除過量的魔力，否則就會發生大爆炸（但一般居民對此毫不知情）。當時的統治者是「超次元龙」塞勒涅，X784年的伊多拉斯王国的「阿尼马计划」也因为其存在而忽略。冒牌白魔导士「大魔女」法莉丝、「艾克希特」桃華（本尊）的故乡，塞勒涅企圖毁滅「亚斯蓝德」世界失败转而通过一一杀死居民来换得安定而夺取艾莲提亚世界。造成艾蓮提亞魔力過剩的元兇是過去被白滅魔導士們封印在地底的「阿爾塔．菲斯」。「阿爾塔．菲斯」被封印後，從地底向地面伸出大量巨大的手，而從巨大的手中產生出名為「縛赤」的怪物。直到「月神龍」塞勒涅來到艾蓮提亞後，塞勒涅使「阿爾塔．菲斯」產生了自我意識。獲得自我的「阿爾塔．菲斯」打算毀滅整個艾蓮提亞。隨着「阿爾塔．菲斯」的毀滅，艾蓮提亞魔力過剩的問題得以徹底解決。此外，該世界對赤身露體的罰則較“亞斯藍德”嚴重。
阿爾塔．菲斯（Alter Face，聲：中島卓也）
造成艾蓮提亞魔力過剩的元兇，過去被白滅魔導士們封印在地底。被封印後，從地底向地面伸出大量巨大的手，而從巨大的手中產生出名為「縛赤」的怪物。「月神龍」塞勒涅來到艾蓮提亞後，產生了自我意識。獲得自我的「阿爾塔．菲斯」打算毀滅整個艾蓮提亞。最後被最強小隊消滅。
法莉丝、桃華

大白巫女（聲：新井里美）
白滅魔導士一族的首領，喜歡美男子。為對抗「月神龍」塞勒涅，把「紅龍」朱雀召喚到艾蓮提亞。

#### 月下美神
「月神龍」塞勒涅的親衛隊，全員均為女性。她們使用的是與「魔法」及「咒法」截然不同的「靈術」。在「阿爾塔．菲斯」毀滅後，全員遭到艾蓮提亞軍隊逮捕。
妖子（聲：佐藤惠 (聲優)）
「月神龍」塞勒涅麾下「月下美神」的一員。稱號為「百鬼夜行」。外表是一名身穿巫女裝，長有狐狸臉以及三白眼的女性。最後被艾爾莎擊敗，為「月下美神」中首名敗陣的成員。

白音（聲：近藤玲奈）
「月神龍」塞勒涅麾下「月下美神」的一員。稱號為「雪月花」。外表是一名身穿和服，前額有雪花圖案，留有淺色長髮，唇下有痣的女性。討厭男性，一旦遇見男性會無法忍耐並且會殺死對方。最後被格雷以「重裝騎兵團」擊敗，為「月下美神」中最後敗陣的成員。

美美（聲：妮可萊·法拉納茲）
「月神龍」塞勒涅麾下「月下美神」的一員。稱號為「不動」。外表是一名身穿空手道服，身材健碩，右臂有紋身的女性，力大無窮，連金牛座星靈塔羅斯的力量都無法與之抗衡。會對衣著暴露的女性感到害羞。最後被露西擊敗，為「月下美神」中第二名敗陣的成員。